# Porsche 911
El Porsche 911 es un automóvil deportivo de lujo producido por el fabricante alemán Porsche AG, desde 1964. A través de los años, ha pasado por varias regeneraciones. De todas formas, muchas de las características del modelo original se conservan, como su configuración «todo atrás», su carrocería coupé fastback, el motor bóxer de seis cilindros y un interior con configuración 2+2 plazas.
Existen ocho generaciones que fueron puestas a la venta en los años 1964, 1974, 1988, 1993, 1998, 2004, 2011 y 2018; y que se distinguen por su código de proyecto: 901, 930, 964, 993, 996, 997, 991 y 992.

## 911 (clásico)

### Historia

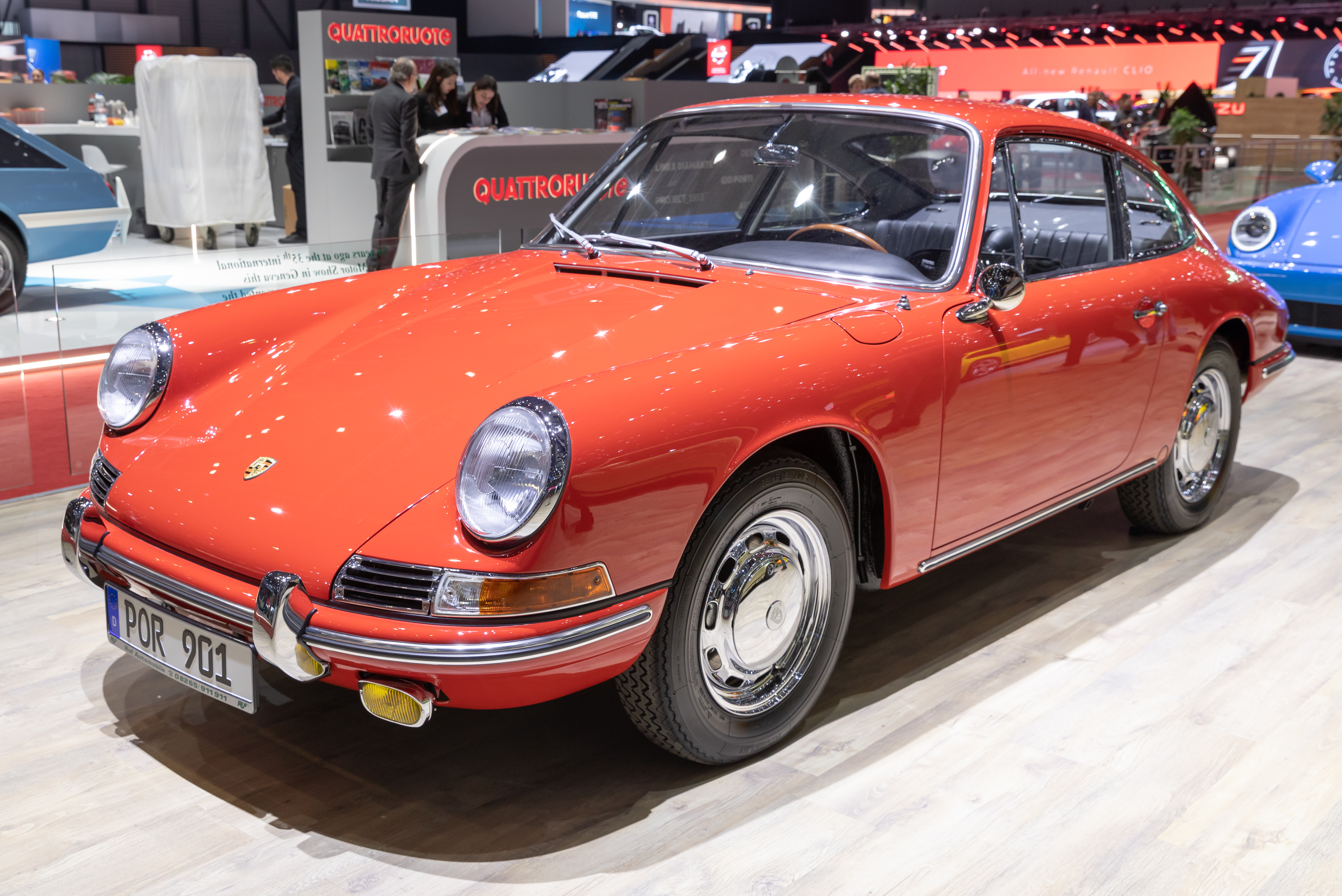
Porsche 901 en el Salón del Automóvil de Ginebra de 2019, en Le Grand-Saconnex.

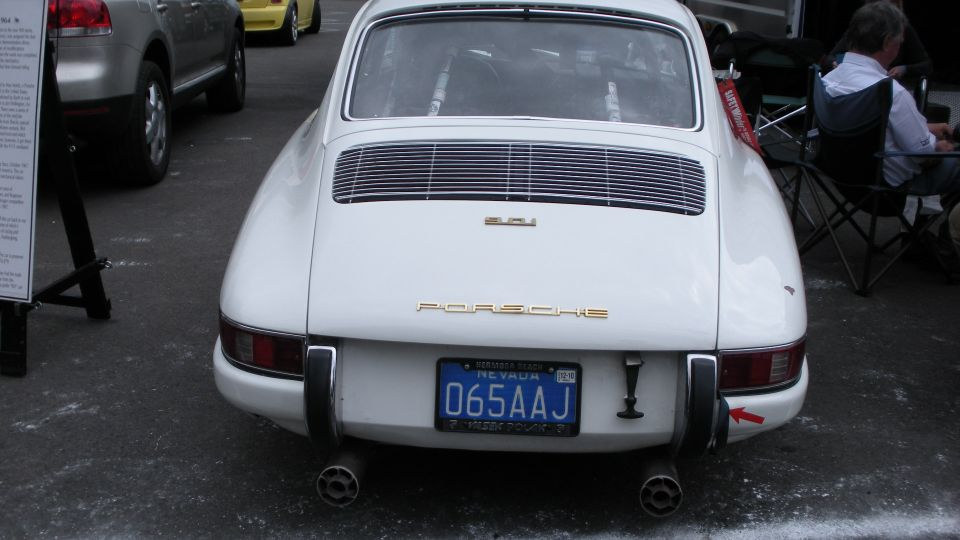
Vista trasera de un 901 de 1964 en la carrera Pacific Northwest Historics de coches Vintage, a beneficio del Hospital de niños de Seattle, en 2011.

Desde la fundación de Porsche, la empresa solamente fabricaba el modelo Porsche 356 al que posteriormente reemplazó. Aunque fuese un coche notable, lo cierto era que el modelo basado en el proyecto del Volkswagen Tipo 1, comenzaba a demostrar señales de cansancio alrededor del final de los años 1950. Así, en este período y al mismo tiempo que invertía en las futuras líneas 356 B y C, Porsche comenzó el desarrollo de un modelo íntegramente nuevo.
Fuera de Europa, el 356 consiguió ganar dentro de su categoría la Carrera Panamericana en 1952 y 1953, que se trataba de una competición tipo rally a través de la República Mexicana, por lo que las victorias en esta carrera fueron el origen de la denominación "Carrera" utilizado para los 356 y 911.
Por tratarse de una empresa pequeña en la época, Porsche llevó bien en serio el desarrollo del sucesor de su principal y única línea de automóviles, sabiendo que un fracaso podría poner en dificultades a la empresa. Así, entre 1959 y 1961 varios modelos fueron producidos. El modelo 695 T-7 de 1961, se mostró el más prometedor de ellos, producto de los esfuerzos de Ferdinand Alexander Porsche ("Butzi") y Erwin Komenda. Incluso se cuenta que la elección de la fábrica de carrocerías Reutter fue, principalmente, para evitar conflictos entre Butzi y Komenda.
Inicialmente planeado como una línea adicional, por poco no fue direccionado al nicho del mercado ocupado por los sedanes Mercedes-Benz. Con una batalla 100 mm (3,9 pulgadas) más larga que los del 356, el 695 era prácticamente un cuatro plazas, con un motor plano de seis cilindros, la misma estructura del 356 y la carrocería básica de lo que vendría a ser el 911. Sin embargo con la parte trasera muy diferente, ya que el coche era básicamente un sedán, quedándose entre la configuración 2+2 y cuatro plazas. Los motores probados fueron los del 356 Carrera 2 (Type 587/1) y el más complejo Type 745, un seis cilindros de 1991 cm³ (2 litros), un poco diferente del motor del 901 desarrollado posteriormente.
Una vez que Ferdinand Porsche percibió que la mejor apuesta sería realmente un fastback 2+2 para sustituir al 356 en el mismo nicho de este, Butzi Porsche rediseñó la parte trasera del prototipo, dando origen al 901. Con suspensión MacPherson delantera completamente nueva, frenos de disco en las cuatro ruedas como el 356 C y suspensión trasera ligeramente mejorada con relación al 356, el coche era, para todos los efectos, el 911 finalizado.
La primera generación fue presentada en el Salón del Automóvil de Fráncfort el 12 de septiembre de 1963 pensado como el sustituto del Porsche 356, el cual fue un éxito inmediato. Sin embargo, en una historia ampliamente conocida en el medio automovilístico, Peugeot consiguió hacer a Porsche cambiar el nombre del coche, alegando que poseía los derechos de los nombres de vehículos compuestos por tres cifras con un cero en medio. Así, cambiando solamente un número, Porsche creaba un modelo que la acompañaría hasta hoy. Salió a la venta en 1964.
Algunos modelos todavía con la designación 901 llegaron a ser producidos, aunque son raros actualmente. Sin embargo, desde 1964 en adelante, todavía cuando cambiaba la designación interna, de donde venían los nombres hasta entonces, como "356", "695" o los todavía "901", los diferentes modelos de la categoría continuaron llamándose 911 y las formas trazadas en los diseños de los años 1960, aunque reminiscentes de los 356 y todavía del Volkswagen Tipo 1, permanecieron como identificador máximo de la línea y del resto de la marca. Basta observar el más reciente modelo Cayenne, que aunque sea un SUV (vehículo deportivo utilitario), es fácilmente reconocible como un Porsche.

### Nomenclatura 911
El prototipo fue denominado «Porsche 901», pero una demanda de Peugeot llevó a que el nombre comercial se cambiara a 911, el mismo número de emergencias en Estados Unidos, con lo que su fama comenzó a incrementarse notablemente.
No todos los modelos 911 producidos se mencionan aquí. La lista de los modelos se caracterizan por su papel en los avances de la tecnología y su influencia en otros vehículos de Porsche. Siempre ha sido y es vendido como 911, aunque usó el código interno, también existieron variaciones híbridas en la época de los años 1980.
La serie de letras (A, B, C, etc.) es utilizada para indicar una nueva revisión del modelo de automóvil producido. Acostumbra a cambiarse anualmente reflejando el cambio de modelo para ese año. Los primeros modelos 911 son la Serie A, mientras que los primeros modelos 933 son la Serie R.
El modelo original, a veces también llamado 911 clásico, es el primer coche de la larga saga, uno de los emblemas más prestigiosos desarrollados por el fabricante alemán.

### Motores refrigerados por aire

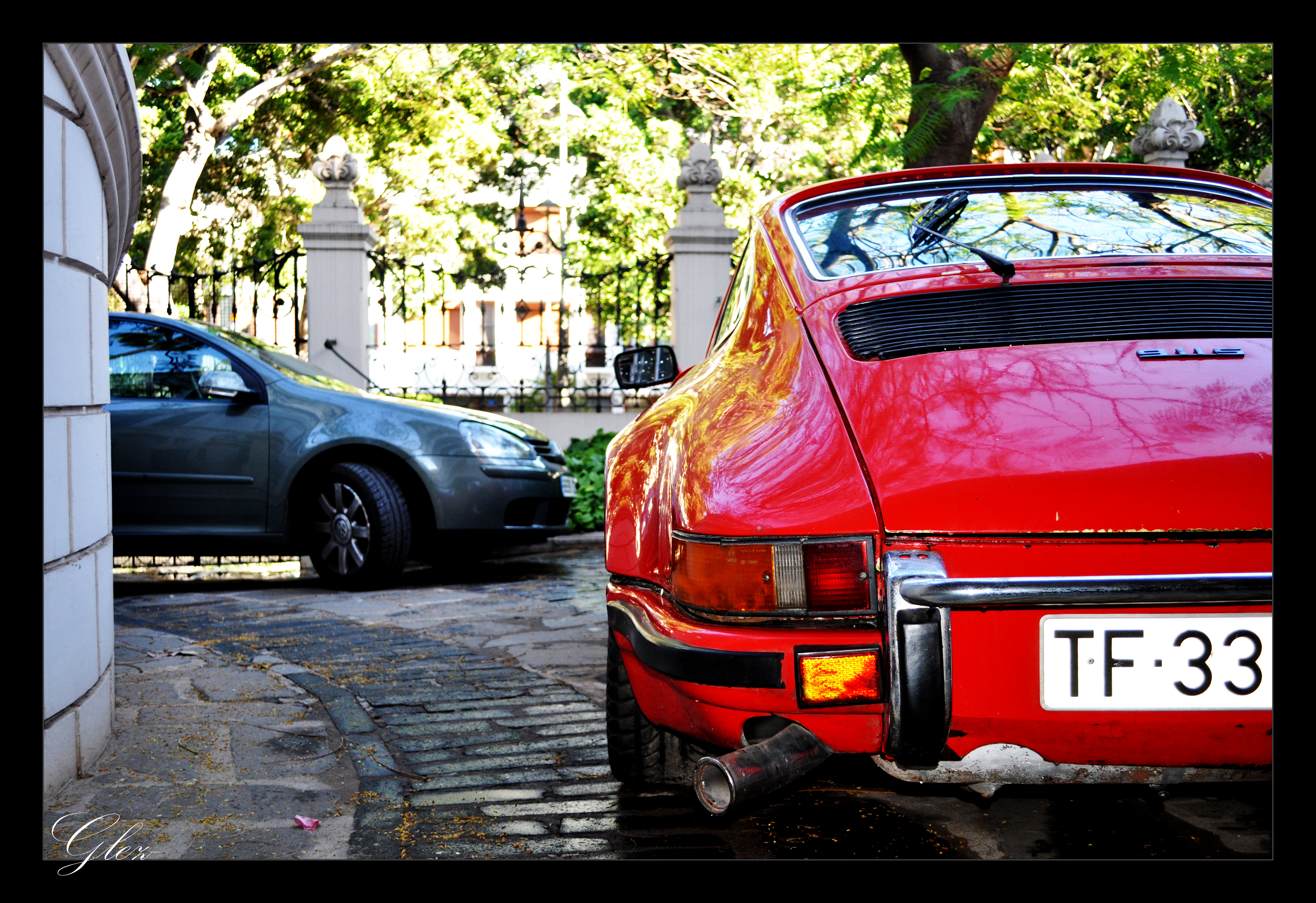
Vista trasera de un 911 ST de 1972 código de preparación "m470".

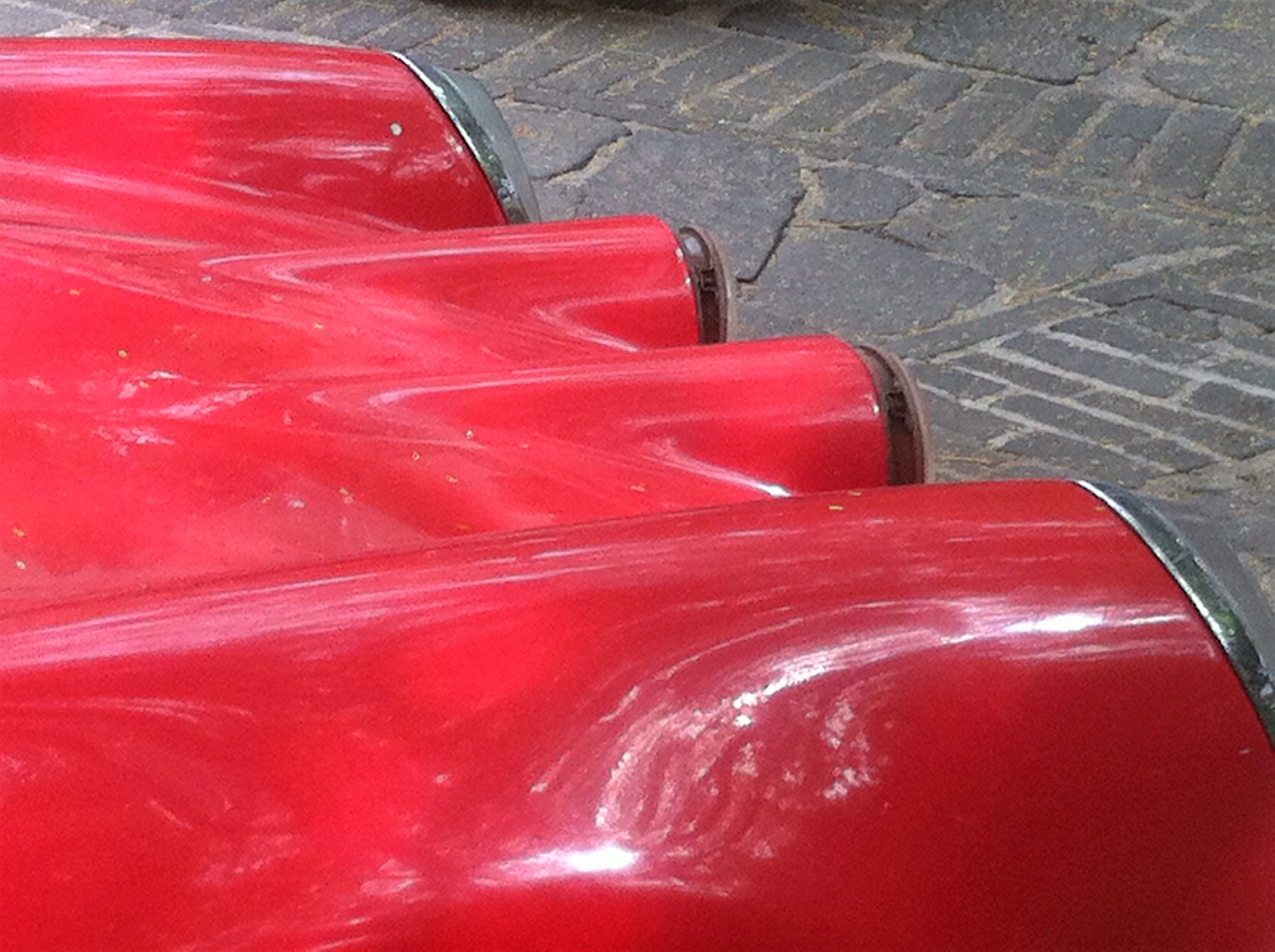
Acercamiento del capó y faros.

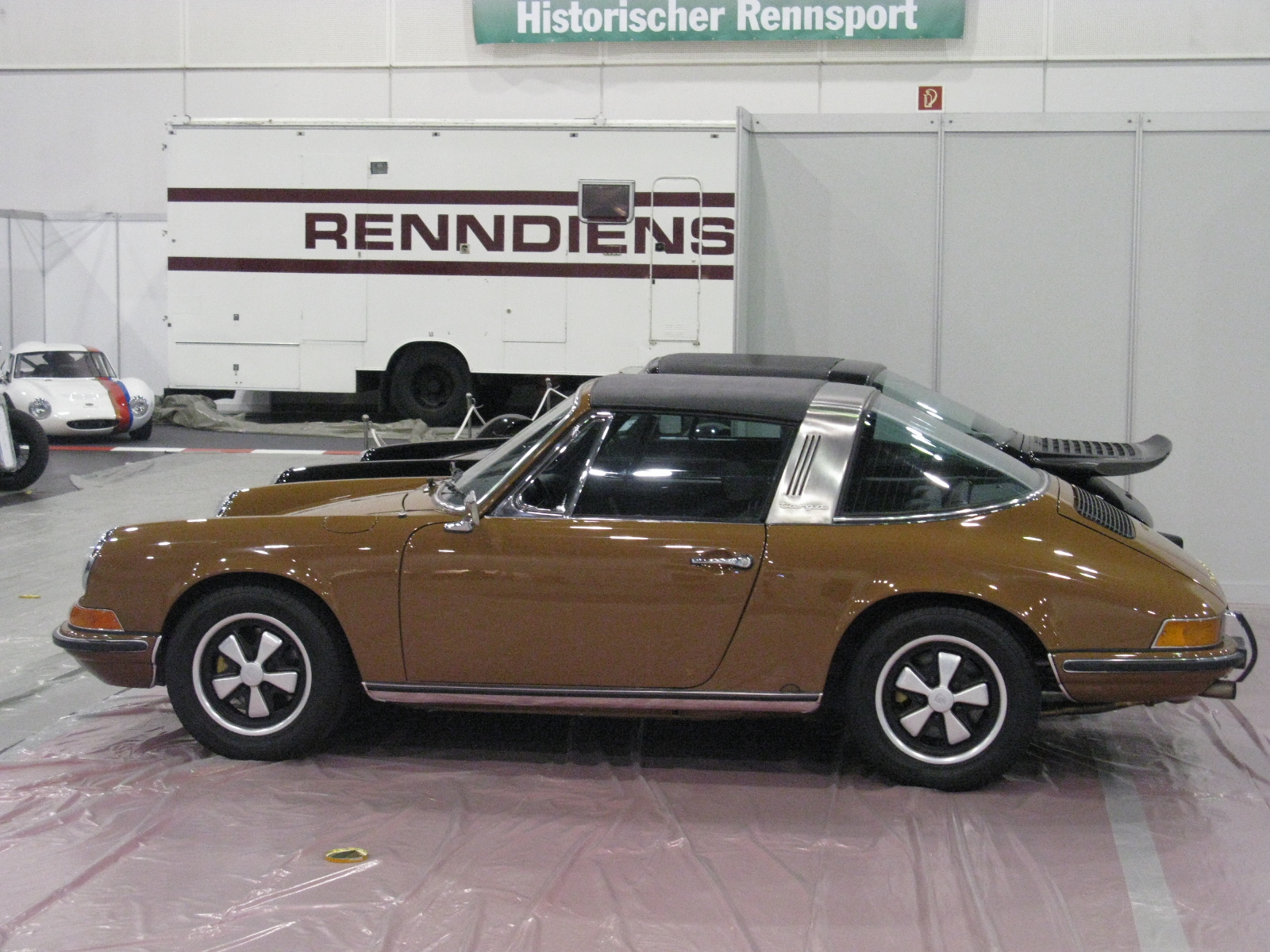
911 S Targa.

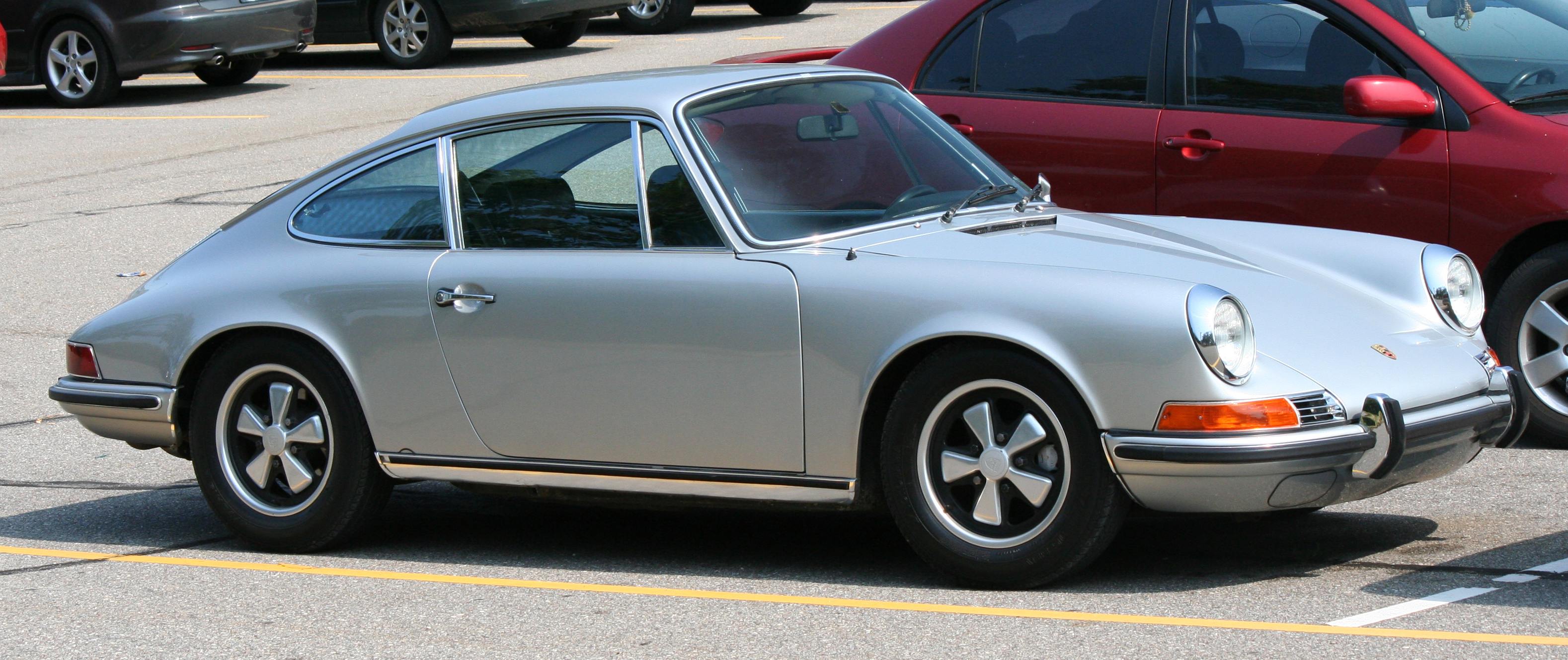
911 T de 1971.

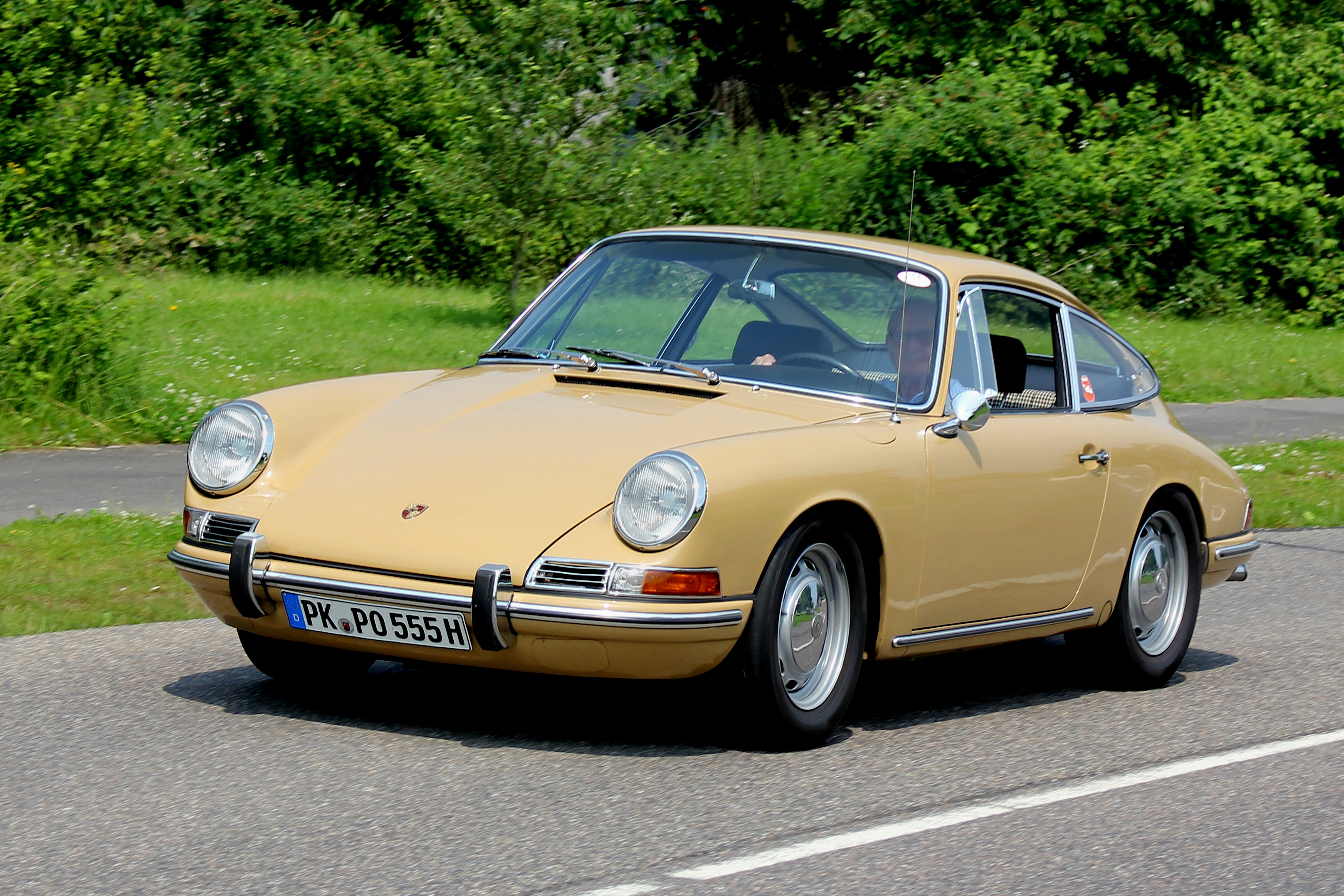
Porsche 912.

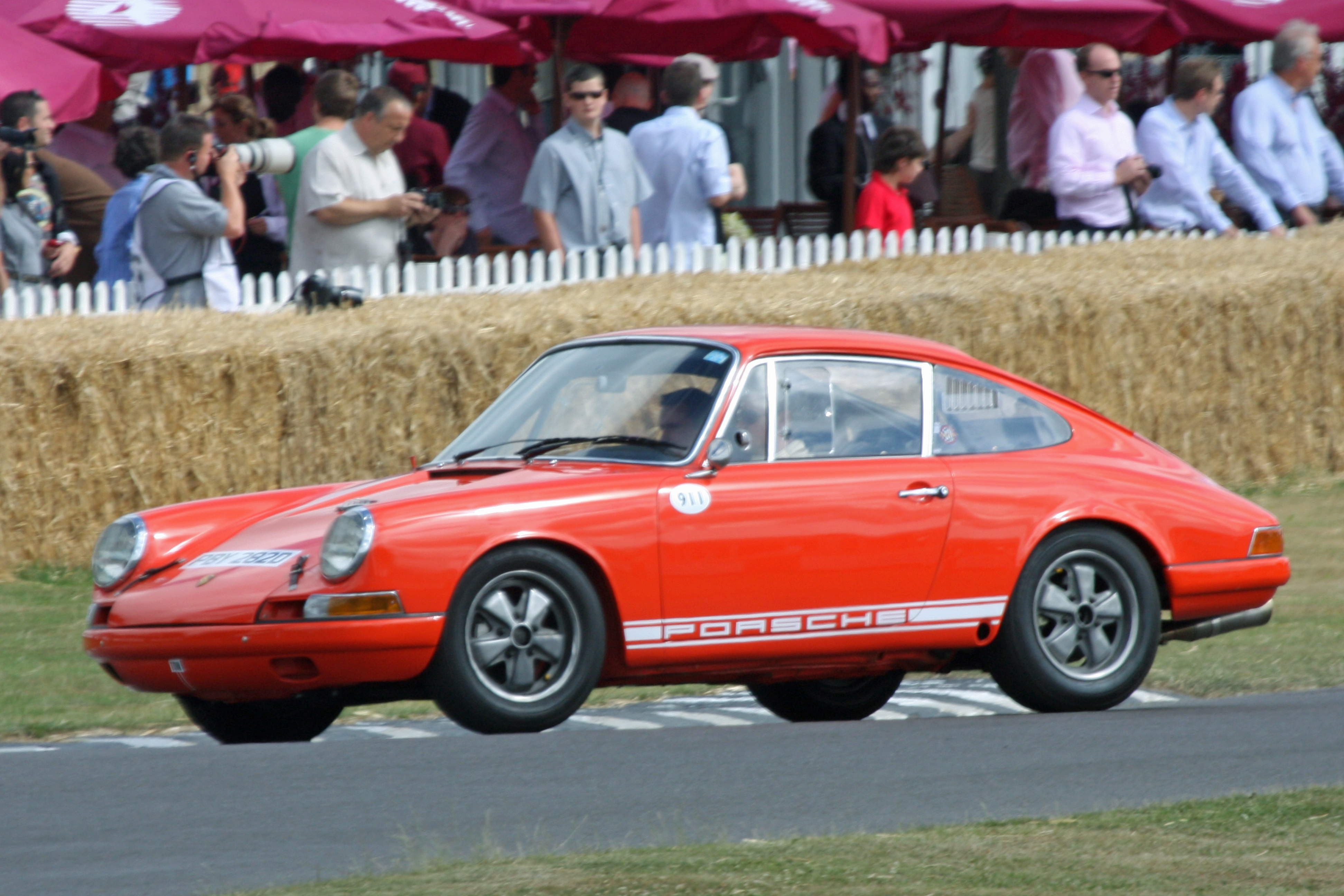
911 R de 1967.

Cuando se lanzó el 901 en 1964, estaba equipado con un motor tipo bóxer de seis cilindros situados en el mismo plano horizontal de 1991 cm³ (2 litros), montado debajo del capó trasero. Su arquitectura, combinada con un sistema de refrigeración por aire, era una solución técnica que estaba basada en el motor del Porsche 356 con un bloque de cuatro cilindros también bóxer, que produce un sonido único e inconfundible y que contribuiría en gran medida a forjar su imagen. Después de algunos desarrollos notables, dirigidos principalmente a aumentar la potencia, el par y mejorar la carburación, Porsche revisó su Flat 6 en profundidad para optimizarlo y darle más potencia, la cual en todos los modelos de la gama se vio incrementada en 10 CV (7,4 kW) adicionales.
La transmisión manual de 5 velocidades del 901 estaba equipada con un cárter de magnesio. Opcionalmente, el comprador podía optar por un cambio semiautomático Sportomatic (Tipo 905), en el que se suprimió el embrague al haberse sustituido por un sensor eléctrico, de forma que en cuanto se hacía una leve presión sobre la palanca de cambios, se accionaba de forma automática un sistema asistido neumáticamente que, mediante un convertidor de par, engranaba las marchas. El vehículo pesaba alrededor de una tonelada, por lo que sus 140 CV (138 HP; 103 kW) de potencia y su perfil bajo le permitían alcanzar 215 km/h (134 mph), acelerar de 0 a 100 km/h (62 mph) en 9 segundos y recorrer el kilómetro desde parado en 30,2 segundos.
La arquitectura especial del 911, con su motor en el vano trasero, tiene un impacto obvio en su comportamiento en carretera. El comportamiento de los primeros modelos fue muy delicado, por lo que se montaron contrapesos de plomo de 50 kg (110 libras) junto a la defensa delantera. Después del aumento de la distancia entre ejes del 911 S en 1967, los brazos traseros ganaron 5,7 cm (2,2 pulgadas) de longitud y las barras de torsión pasaron a ser más gruesas. La suspensión delantera recibió puntales hidroneumáticos. Sería necesario esperar hasta 1971 para que el Porsche 911 2.2 finalmente fuese equipado con una barra estabilizadora delantera.
Hasta el cambio de denominación se fabricaron 82 unidades del 901, que mantenía los rasgos identificativos del 356, como los faros ovalados, las musculosas aletas y la sinuosa silueta, pero adaptados a su época, como su parabrisas. El anagrama de la marca estaba bañado en color dorado, mientras que las pestañas del parachoques, los retrovisores y la rejilla de ventilación del capó posterior cromada, que cubría el primer motor bóxer de seis cilindros de la marca.
En un principio solamente estuvo disponible como coupé, pero más tarde apareció la carrocería “Cabriolet de seguridad” denominada Targa, que en alemán significa "escudo" por la mítica carrera Targa Florio. La silueta se veía con un arco antivuelco de acero Nirosta pulido y se caracterizaba porque el techo y la luneta trasera eran extraíbles. Además, esta última era de plástico plegable. En 1969 algunos de sus rasgos y características cambiaron, como el arco que incorporó ranuras de ventilación laterales y la luna posterior pasó a ser fija y de cristal.

#### 911 S
El nombre de la variante "S" la recibió por Súper y fue el primer 911 de la historia en incorporar las llantas Fuchs, las cuales eran 2,3 kg (5,1 libras) más livianas que las de acero que escondían los primeros frenos reforzados con discos ventilados en un vehículo de producción.

#### 911 T
El 911 T (Touring) pasó a ser el modelo básico. La caja manual era de cuatro velocidades, siendo opcional la de cinco y el motor se abarató con culatas de hierro fundido, un cigüeñal más simple y carburadores Weber 40IDT3C, que eran más pequeños. Igualmente se redujo el coste al suprimir las barras estabilizadoras delanteras y traseras, así como usar frenos de disco convencionales. Además, se cambió sutilmente el anagrama de la marca que pasó de ser dorado a plateado.

#### 911 L
El 911 L de "Lux" o "Luxury" fue un cambio en el nombre, pero no en su motor de 1991 cm³ (2 litros) sin mayores modificaciones. Su carrocería acogió parabrisas negros, además de unos marcos de las ventanillas en aluminio pulido y un espejo retrovisor más grande, llantas de serie de 14 pulgadas (35,6 cm) de acero. En el habitáculo interior tuvo sutiles variaciones, como la moldura de aluminio cepillado en lugar de madera y las esferas del cuadro de instrumentos eran negras y estaban rodeadas por un marco en cromo.

#### 911 E
En cuanto al 911 E, era por su designación "Einspritz" que significa inyección en alemán. Se redujo el peso gracias a su motor era más liviano, que a su vez provocó que la distribución de peso también mejorara, pasando de 41,5% a 43% delante y de 58,5% a 57% detrás, además de que adoptó amortiguadores hidroneumáticos auto nivelados desarrollados por Boge. Aumentó el espacio interior y se introdujo un volante con un diámetro más pequeño, así como huecos portaobjetos más grandes en las puertas.

#### Porsche 912
Un año después de la presentación del primer 911 de la historia llegó el 912, una versión económica cuyo aspecto era idéntico, pero su precio era más barato. Surgió para situarse por costo entre el 911 y el 356, equipando el bloque de cuatro cilindros bóxer del 356 SC de 1582 cm³ (1,6 litros), que bajó su potencia de 95 a 90 CV (70 a 66 kW) para una mayor tracción, por lo que era menos potente, pero también más ligero y con un mejor equilibrio que el modelo de seis cilindros. Con todo lo anterior, seguía manteniendo unas prestaciones respetables al acelerar de 0 a 100 km/h (62 mph) en 11,6 segundos y una velocidad máxima de 185 km/h (115 mph). De serie equipaba una caja manual de cuatro relaciones, aunque opcionalmente estaba disponible una de cinco. Se podía adquirir con carrocería coupé o Targa. Se fabricó de 1965 a 1969 y en 1976 bajo el nombre de Porsche 912 E, reapareció en el mercado estadounidense.

#### 911 R
El 911 R surgió gracias a la idea de querer un vehículo superior a los de la competencia en cuanto a relación peso a potencia. Se le añadió la R de Racing y el peso total quedó en solamente 800 kg (1764 libras), es decir, 230 kg (507 libras) menos que la versión estándar. Para ello se utilizó la fibra de vidrio para los parachoques, la tapa delantera, las puertas y las aletas frontales, el cristal del parabrisas se redujo y el resto de lunas se fabricaron en plexiglás, se eliminaron los elementos que eran prescindibles, como los indicadores exteriores del cuadro de instrumentos, el parasol del acompañante, los ceniceros, el encendedor y las manivelas para subir o bajar las ventanillas fueron sustituidos por correas.

### Segunda generación
En 1973 llegó la segunda generación denominada como "Serie G" y recibió una revisión completa, gracias a la cual era fácil identificarlo. Fueron fabricados un total de 198 496 coches. La modificación más destacada la recibieron los parachoques de aluminio que estaban colocados más altos e incorporaban por primera vez fuelles de plástico negro en sus extremos, complementos por los cuales la longitud del vehículo aumentó.
La "Serie H" comenzó en 1975 y recibió un mayor aislante acústico, aunque fue el de la "Serie I" el que en 1976 recibió por primera vez zinc en su carrocería para evitar la corrosión. En la "Serie J" las modificaciones no fueron tan importantes, ya que recibió un sistema de calefacción controlado termostáticamente y el salpicadero incorporó unas toberas de ventilación en el centro.

### 911 Carrera 2.7 RS

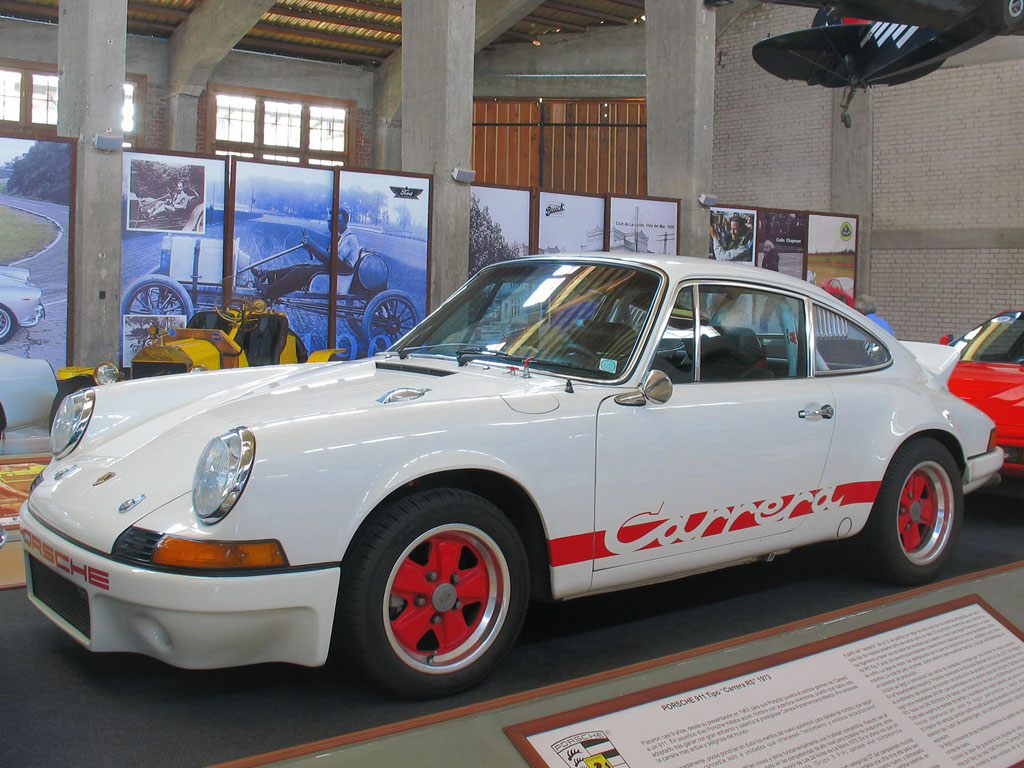
Modelo 1973, en 2011.

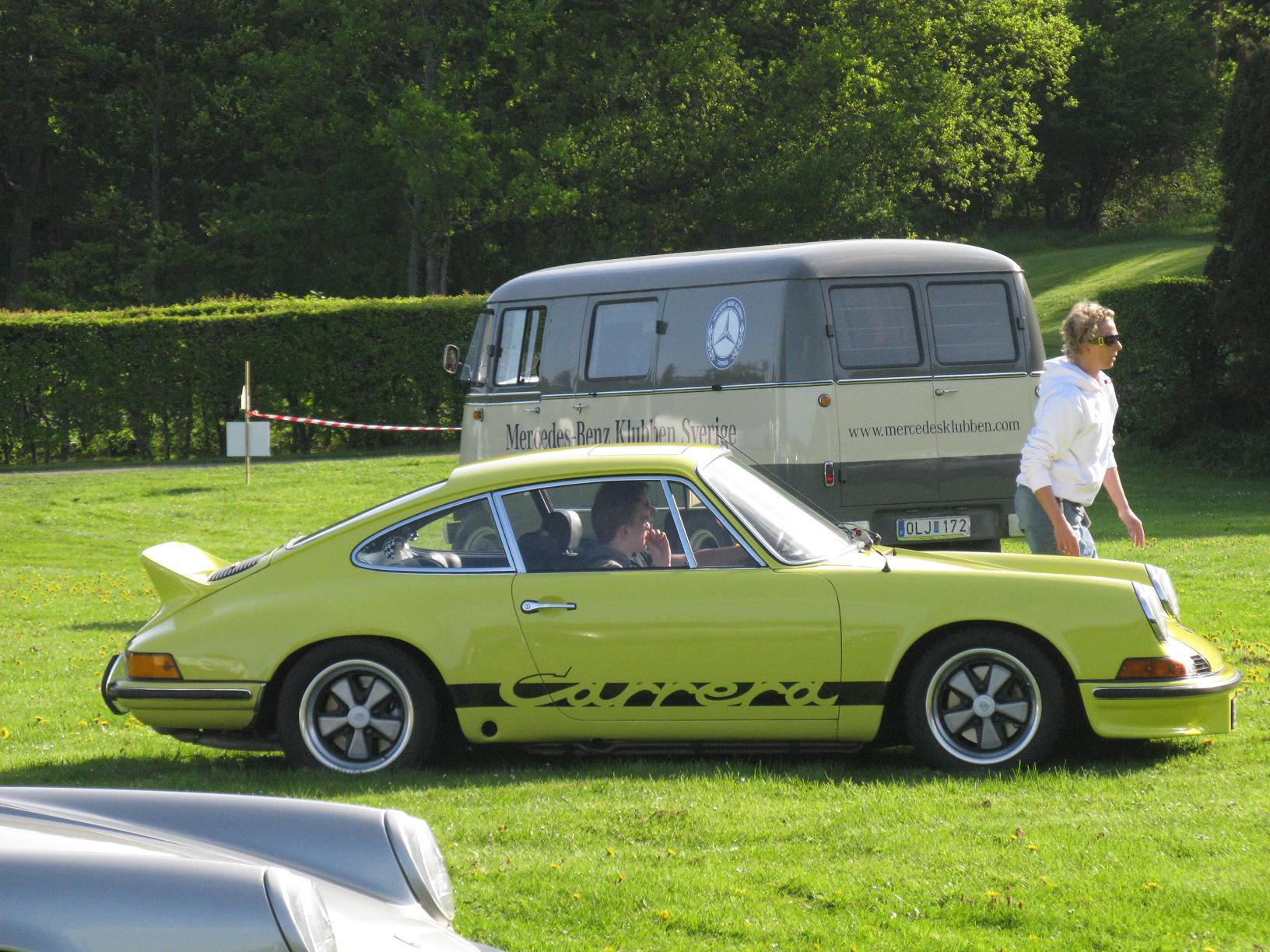
Vista lateral en amarillo.

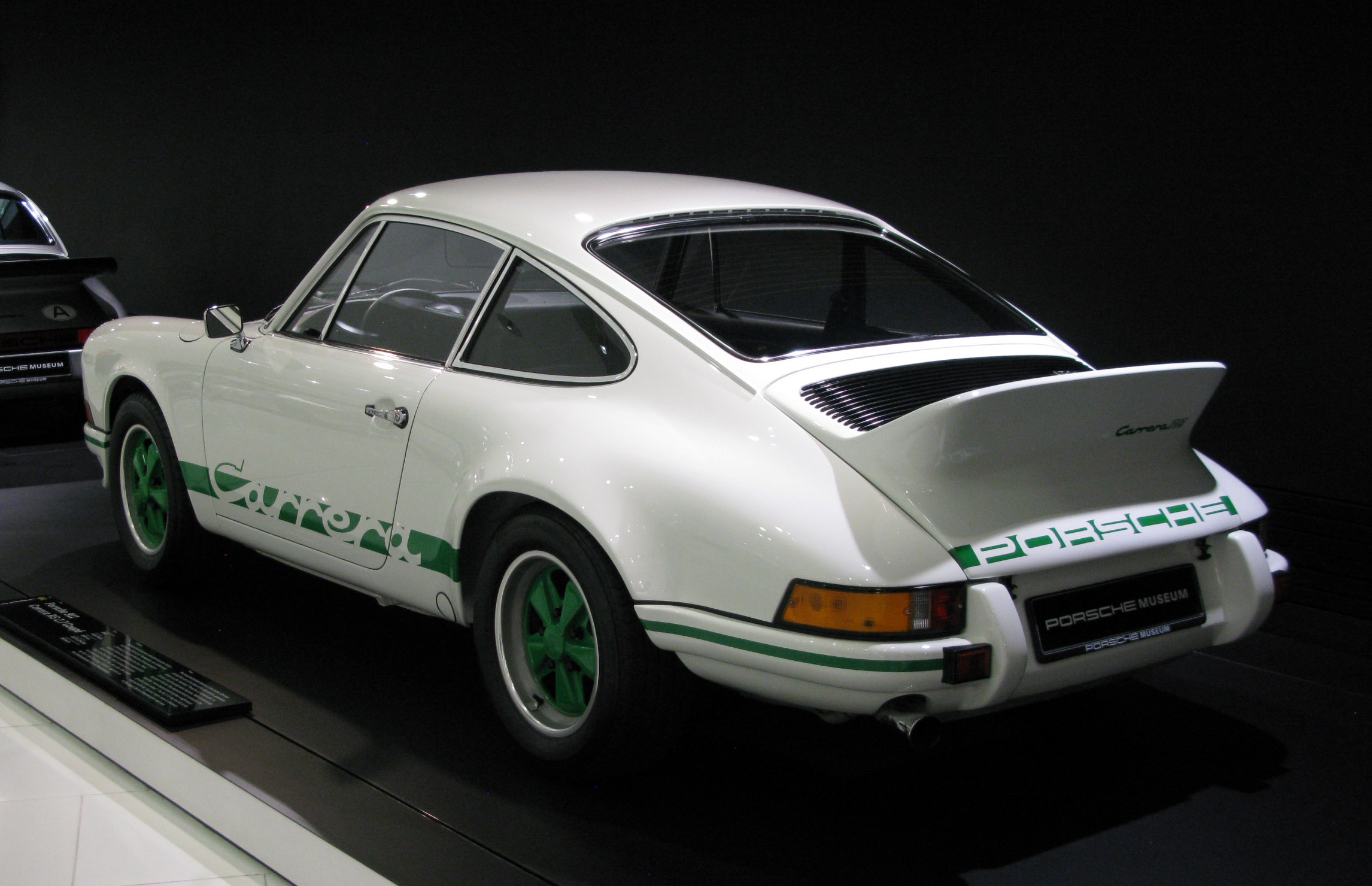
Vista trasera 3/4, en 2014.

Al ser presentado en el Salón del Automóvil de París de 1972, hizo su aparición el Carrera RS, que significa Renn Sport en alemán o deportivo de competición. Es una versión más deportiva del Carrera, cuyo único propósito era la competición. Es reconocible gracias a su "cola de pato" y una aleta integrada en la cubierta trasera. Inaugura los primeros modelos llamados Lightweight, con un escudo frontal en poliéster que integra un radiador de aceite adicional.
Se fabricaron dos versiones: Light y Touring. El modelo Light es una versión del 911 más ligera, mediante la disminución del espesor de la chapa y del vidrio de ciertos elementos. También incorporaba un bastidor frontal auxiliar específico de aluminio forjado y un depósito de combustible y parachoques de plástico. Se eliminaron adornos, insonorización y múltiples detalles, como el bloqueo del capó, los asientos traseros, el panel de instrumentos acolchado, el reloj, los bolsillos, los apoyabrazos, las manijas de retorno de las puertas y la apertura de la ventana trasera. Los asientos delanteros se reemplazaron por unos tipo baquet Recaro.
La versión Touring era un RS más "civilizado". Disponía de numerosos elementos de confort tomados del 2.4, así como de un parachoques de goma.
El propósito del RS era disputar las competiciones europeas. Para obtener la aprobación en el Grupo 4, era necesario vender al menos 500 unidades, pero sobrepasó las 1500, lo que también permitió su homologación para la categoría GT en el Grupo 3. El motor era un derivado de los 2,4 litros que por rectificado pasaron a 2687 cm³ (2,7 litros). Se modificaron también algunos componentes, lo que permitió que el motor rindiera 210 CV (207 HP; 154 kW) a las 6300 rpm y un par máximo de 26 kg·m (255 N·m; 188 lb·pie) a las 5100 rpm, convirtiéndose en uno de los 911 más potentes, además de una suspensión mejorada y más rígida, un spoiler trasero de "cola de pato", frenos más grandes y llantas traseras más anchas. En términos de rendimiento, aceleraba de 0 a 100 km/h (62 mph) en 5,8 segundos y alcanzaba una velocidad máxima de más de 240 km/h (149 mph), con lo que en su día fue el coche de producción más rápido del mundo.
En la versión RS Touring pesaba 1075 kg (2370 libras) y para la versión Sport Lightweight, alrededor de 100 kg (220 libras) más ligero, derivado de utilizar acero de calibre delgado en partes de la carcasa de la carrocería y cristales más delgados. En un principio se fabricaron 500 unidades que tomó como base el 911 S de la serie F, aunque con importantes modificaciones en el motor. A pesar de sus prestaciones se mantuvieron los frenos del 911 S, aunque para la suspensión se introdujeron amortiguadores Bilstein más rígidos y barras estabilizadoras con mejor rendimiento.
Las aletas traseras también se ensancharon 50 mm, para poder alojar unas llantas de aleación Fuchs más anchas de casi 18 pulgadas (45,7 cm). Su rasgo más característico e inconfundible es su pintura Grand Prix White (blanco) con la decoración, también opcional, “Carrera” en los laterales, disponible en los colores verde, azul, negro o rojo, y a juego con la parte interior de las llantas.
Los 500 Carrera RS 2.7 se agotaron en unos meses, antes incluso de ser anunciado de manera oficial, por lo que se amplió la producción llegando a vender hasta el final de su vida comercial un total de 1580 unidades, de las cuales 10 eran como prototipos y unidades de homologación, cifra que sumaron las dos versiones disponibles, tanto el Carrera RS 2.7 RS Touring con código M472, como el Carrera RS 2.7 Sport Lightweight con código M471 y de la que solamente se fabricaron 200 unidades. Su menor peso se consiguió utilizando fibra de vidrio ligera para realizar los parachoques y la tapa del motor. Debido a la gran demanda, las últimas unidades fueron construidas usando la carrocería del 911 base y cristal común, puesto que la compañía se quedó sin el material suficiente para su creación.

### 911 Carrera 3.0

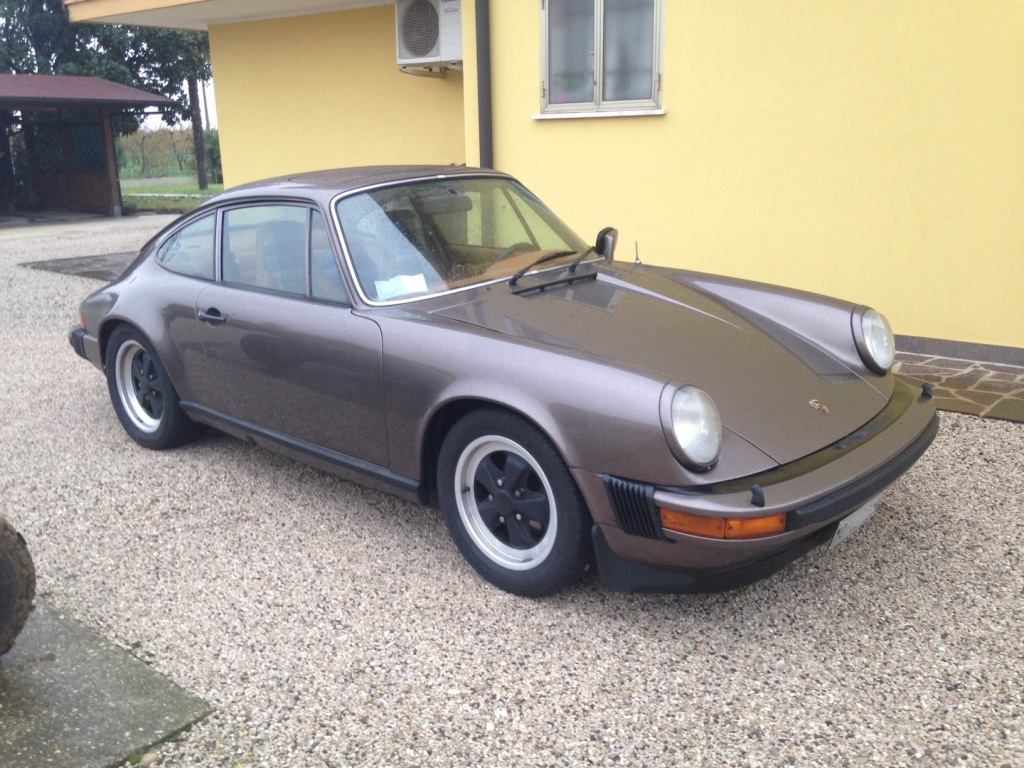
Modelo 1976.

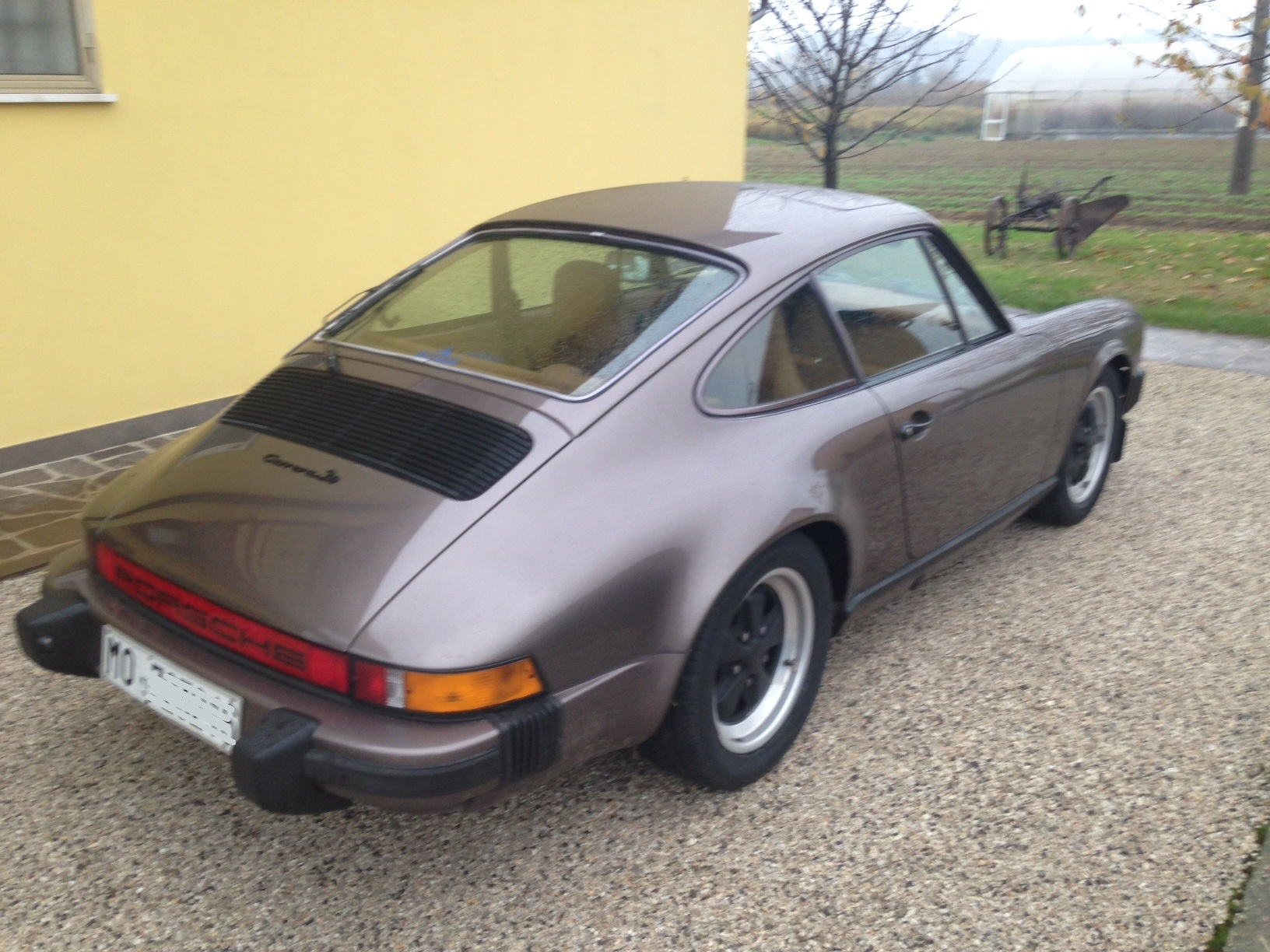
Vista trasera 3/4.

Se fabricó de 1975 a 1977. Mientras que en Estados Unidos seguían con el 2,7 de 175 CV (173 HP; 129 kW) y en California con el de 160 CV (158 HP; 118 kW) por cuestiones de emisiones, en el resto de países contaban con el 911 Carrera 3.0, la versión que acogía un nuevo bloque de mayor cilindrada que, con cambios, llegaría hasta el final de la vida comercial de la Serie G.
El bloque de 2994 cm³ (3 litros) era casi el mismo del 911 Turbo, excepto por el turbocompresor. Rendía 10 CV (7,4 kW) menos que el 2,7, con lo que se quedaba en 200 CV (197 HP; 147 kW), pero entregaba el par mucho más abajo. Respecto a su estética, los anillos de las ópticas que en un principio en el 911 Carrera eran cromados, desde 1976 pasaron a recibir el color de la carrocería.
El 911 Carrera RS 3.0 era capaz de entregar una potencia máxima de 230 CV (227 HP; 169 kW) a las 6200 rpm y un par máximo de 275 N·m (203 lb·pie) a las 5000 rpm, apoyado por una inyección mecánica Bosch K-Jetronic, un cambio manual de cinco velocidades y unos escasos 900 kg (1984 libras) de peso, con lo que podía acelerar de 0 a 100 km/h (62 mph) en 5,3 segundos o alcanzar una velocidad máxima de 245 km/h (152 mph). Uno de sus elementos más característicos fue el conocido alerón trasero tipo cola de ballena, que posteriormente se haría extensivo a otros modelos.
En la segunda generación 930 los cambios no fueron solamente mecánicos, llevándose a cabo también una remodelación estética, obligada por la restrictiva normativa estadounidense sobre pruebas de choque, de tal forma que se cambiaron los parachoques para que pudiesen resistir un impacto de hasta 5 km/h sin importantes deformaciones, integrándolos en la carrocería y permitiendo ocultar en su interior, gracias a unos fuelles característicos, los amortiguadores hidráulicos encargados de absorber los impactos. Además, se incorporaron los cinturones de seguridad de tres puntos o los asientos con reposacabezas integrados con la finalidad de mejorar notablemente la seguridad de sus ocupantes.

### 911 (930) Turbo

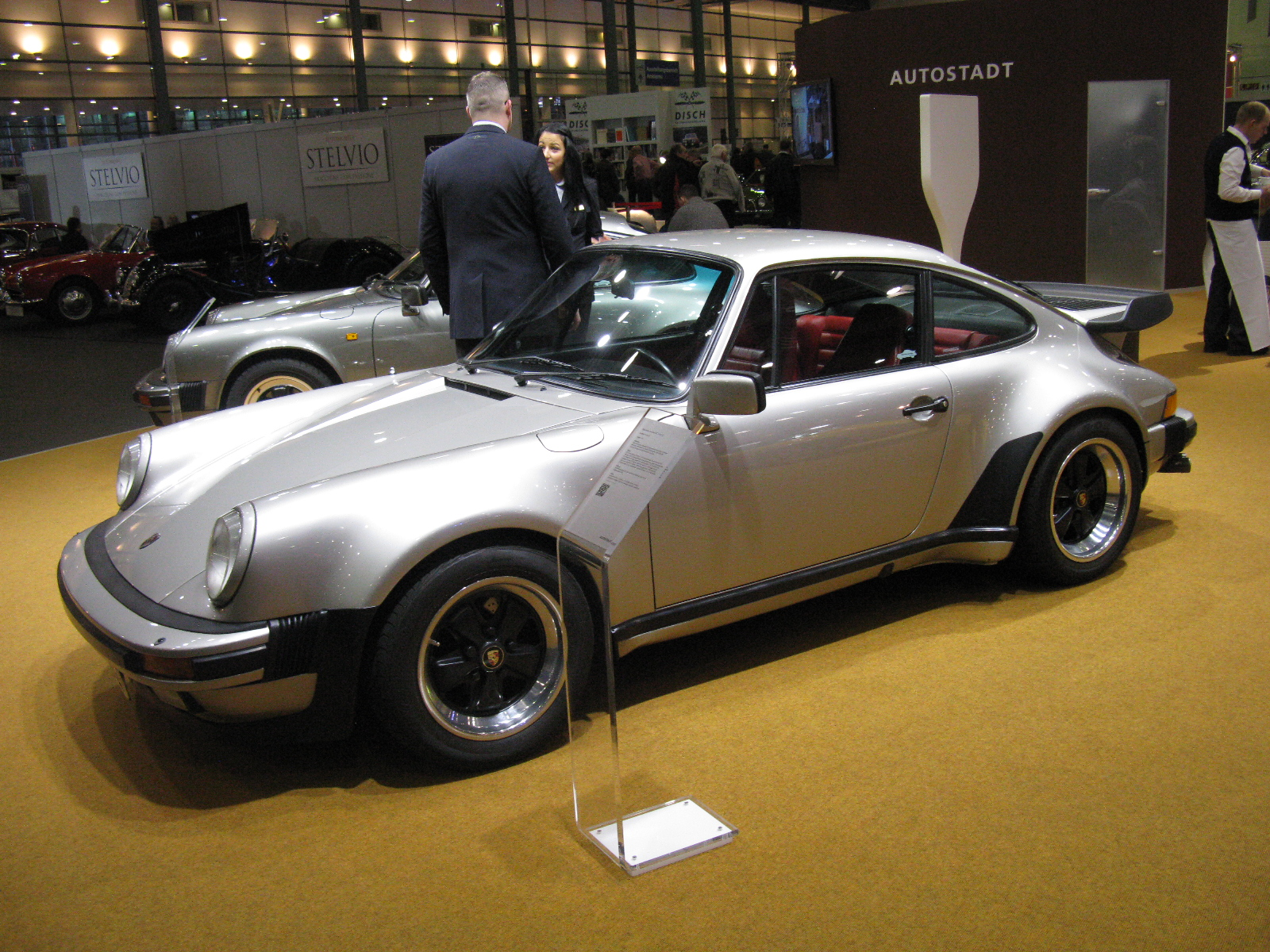
En exhibición en 2013.

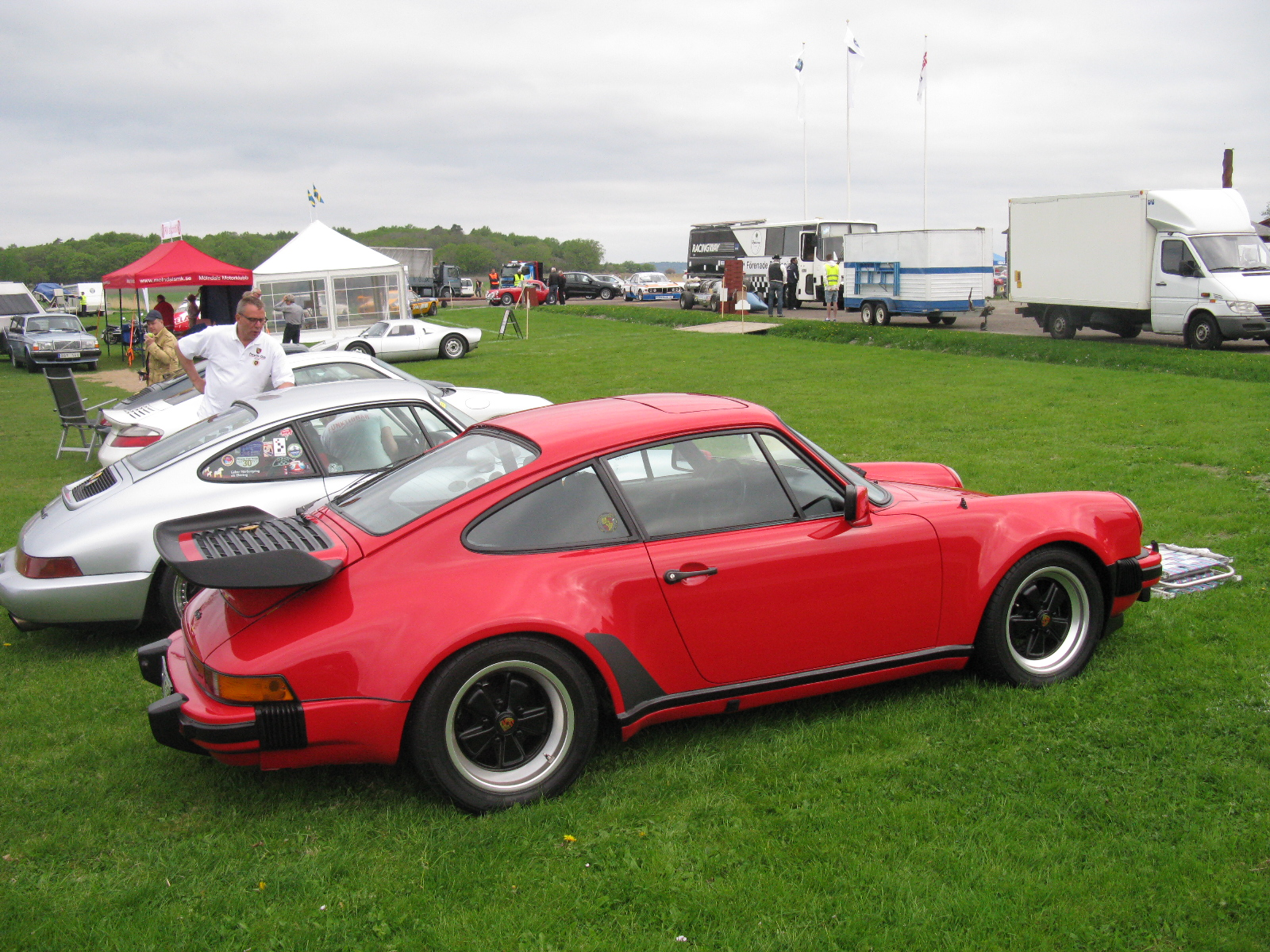
Vista lateral en 2013.

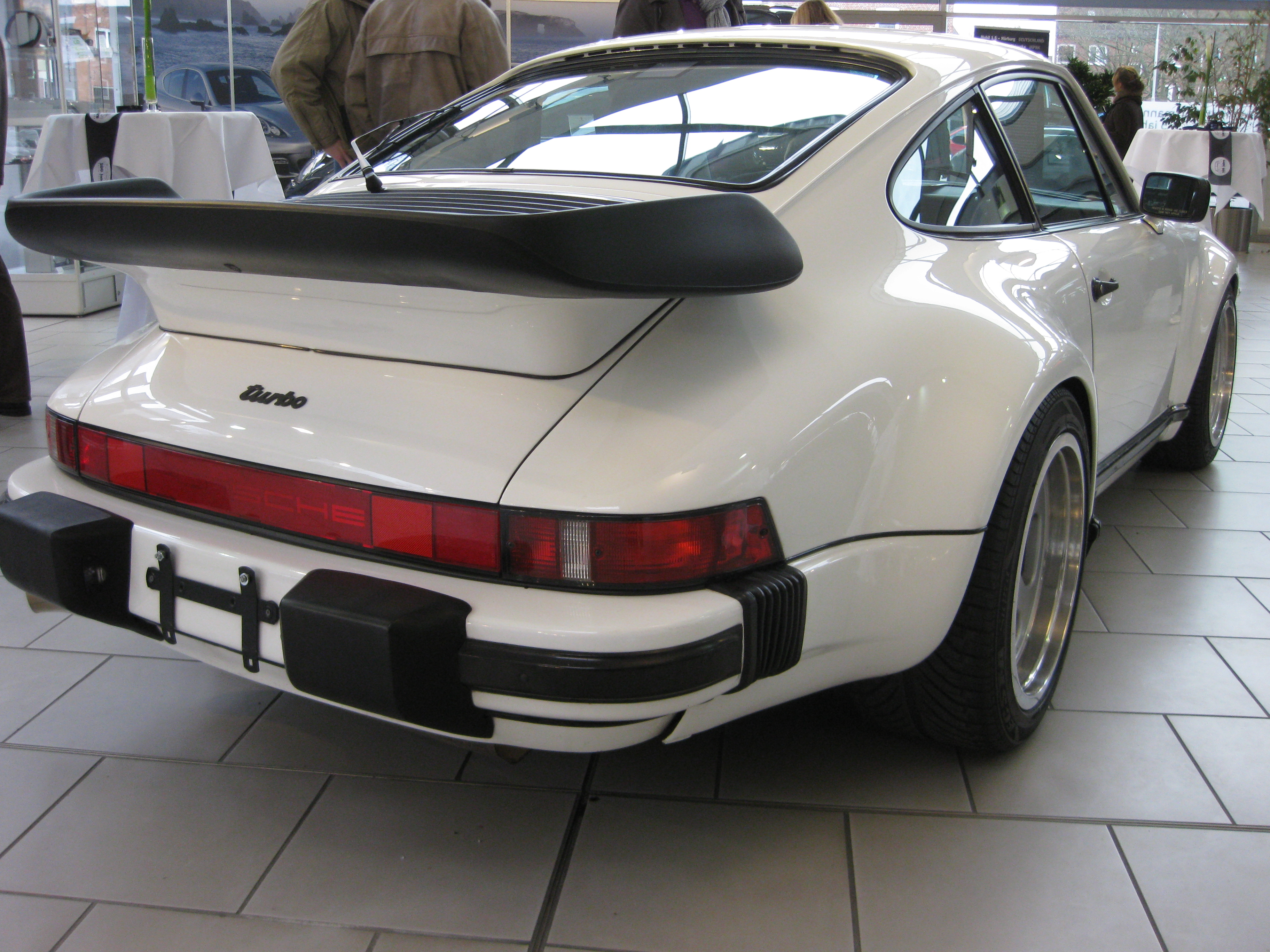
Vista trasera con su enorme alerón de cola de ballena.

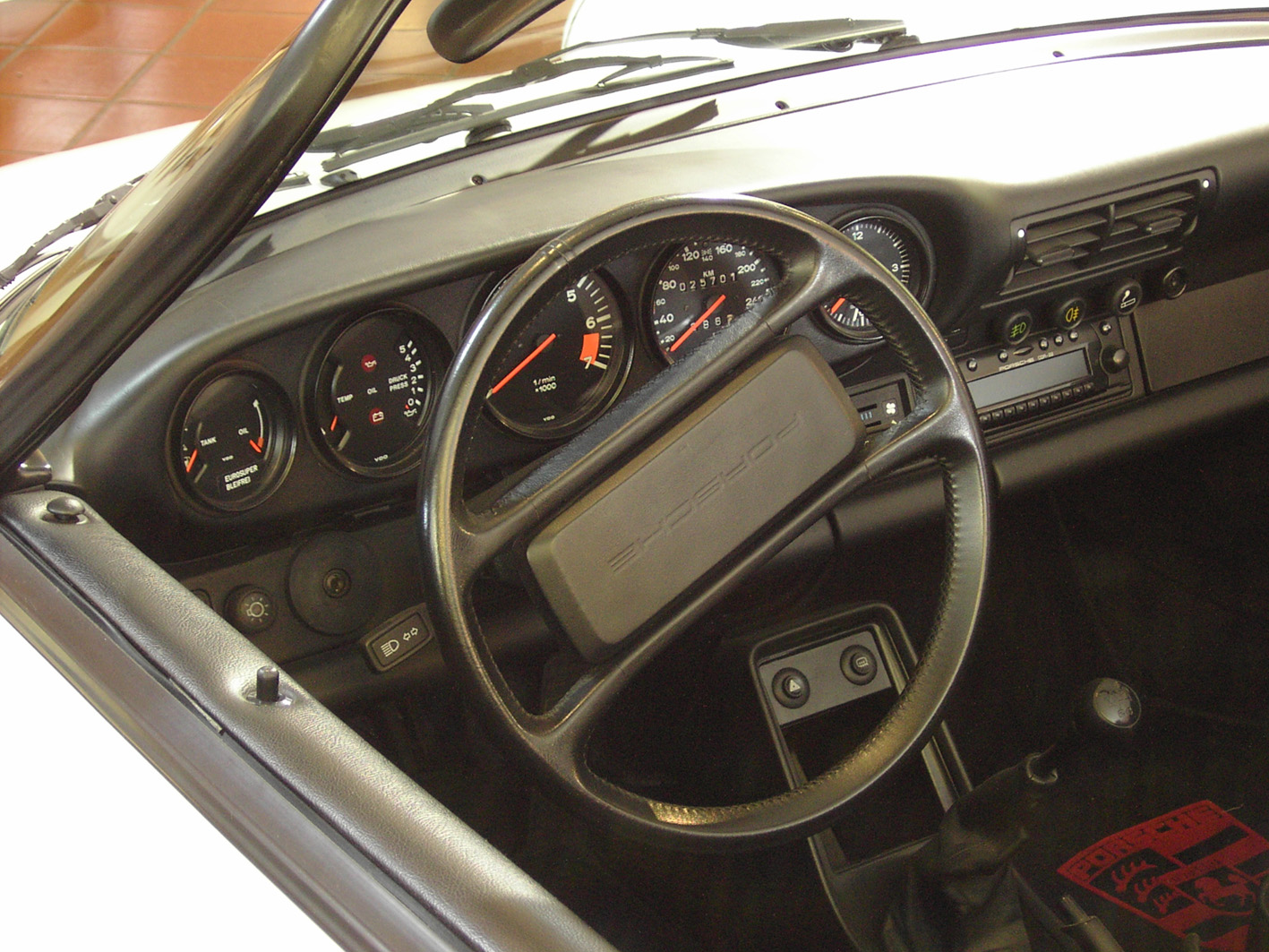
Panel de instrumentos en el Museo de Gmunden, Austria.

Comenzó su producción en marzo de 1975 hasta 1989. No fue Porsche la primera en ofrecer la turboalimentación en un modelo de serie, sino que resultó ser BMW en 1972 con el 2002 Turbo. La compañía adoptó la tecnología que usaba en competición y la trasladó a sus coches de calle; la intención fue la de homologar 400 unidades en dos años, exigencia de la FIA para poder competir en 1976 en el Grupo 4 Silhouette Racing.
El primer prototipo del 930 apareció en el Salón del automóvil Fráncfort de 1973 y fue en el Salón del Automóvil de París de 1974 donde se mostró la versión de producción, que iniciaría su comercialización en Europa bajo el nombre "911 Turbo" un año más tarde. A Estados Unidos no llegó sino hasta 1976, donde sería vendido brevemente como "Carrera Turbo"; después cambió a "Type 930".
El turbocompresor era proporcionado por la firma KKK y soplaba a una presión máxima de 1,2 bares (17,1 psi), de tal forma que la potencia ascendía hasta unos 260 CV (256 HP; 191 kW) a un régimen de 5500 rpm, mientras que el par motor lograba un valor máximo de 343 N·m (253 lb·pie) a las 4000 rpm, con lo que era capaz de alcanzar una velocidad máxima de 250 km/h (155 mph) y acelerar de 0 a 100 km/h (62 mph) en 6,1 segundos.
Se reforzó el cárter y se equipó con una caja de cambios de 4 relaciones, pero con todos sus engranajes reforzados, además de un embrague más resistente. Se revisó y mejoró la geometría de las suspensiones que tenían que lidiar con ruedas sobredimensionadas y con unos neumáticos mucho más anchos, mientras que los frenos eran los mismos del 911 Carrera 3.0 RS, aunque se optó por unos similares a los del Porsche 917, con un diámetro de 304 mm (12,0 pulgadas) delante y 309 mm (12,2 pulgadas) detrás, es decir, 20 mm (0,8 pulgadas) más grandes que los anteriores y con un ancho de 32 mm (1,3 pulgadas) delante y 28 mm (1,1 pulgadas). Resultaron tan buenos que se mantuvieron casi sin cambios hasta finales de los años 1980. También se perfeccionó la suspensión con barra de torsión más gruesa en el eje trasero y unos amortiguadores más firmes.
El capó que sostenía el alerón trasero estaba realizado con plásticos reforzados con fibras de vidrio hasta 1977, ya que después se optó por una chapa de acero. Además, adoptaba unas láminas negras delante de los pasos de rueda posteriores para proteger la pintura de la grava. Desde 1986, las variantes Targa y Cabriolet también estuvieron disponibles para el 911 Turbo. Debido a la regulación de emisiones de Estados Unidos y Japón, en 1980 se dejó de comercializar el Porsche 930 en esos dos países. Fue en 1989 cuando se unió el Speedster y siendo el último de la segunda generación.
Desde 1977 llegó la denominación 911 Turbo 3.3 Coupé que, como su nombre lo indica, fue aumentado hasta los 3299 cm³ (3,3 litros) y mejorado en varios elementos, como la incorporación de un intercooler aire-aire, reforzando los cojinetes e incrementando la relación de compresión. También se mejoraron los frenos heredados del Porsche 935 de competición, con discos ventilados en las cuatro ruedas y pinzas de cuatro pistones en las delanteras. Así, la potencia ascendió hasta unos 300 CV (296 HP; 221 kW) (DIN) a las 5500 rpm y el par motor a 412 N·m (304 lb·pie) (DIN) a las 4000 rpm. Alcanzaba una velocidad máxima de 260 km/h (162 mph) y era capaz de acelerar de 0 a 100 km/h (62 mph) en 5,4 segundos.
Desde 1983, se podía adquirir bajo pedido la opción potenciada hasta los 330 CV (325 HP; 243 kW). Montaba un alerón delantero modificado debido al nuevo enfriador del aceite que acoplaba y un escape con salida doble, ya que la izquierda solamente emitía gases de escape cuando la válvula de regulación de presión del turbocompresor estaba abierta.
En 1984, el motor recibió una revisión con código 930/66, con la que se consiguió un aumento de par máximo que pasó de 373 a 432 N·m (275 a 319 lb·pie), así como una reducción tanto del consumo de combustible hasta en un 15%, como de las emisiones. Lo anterior gracias a un nuevo tiempo de encendido y la nueva inyección de combustible Bosch KE-Jetronic. También era nuevo el sistema de escape con doble salida, que se alojaba a la izquierda de la zaga y reduciendo el ruido.

#### Flachbau

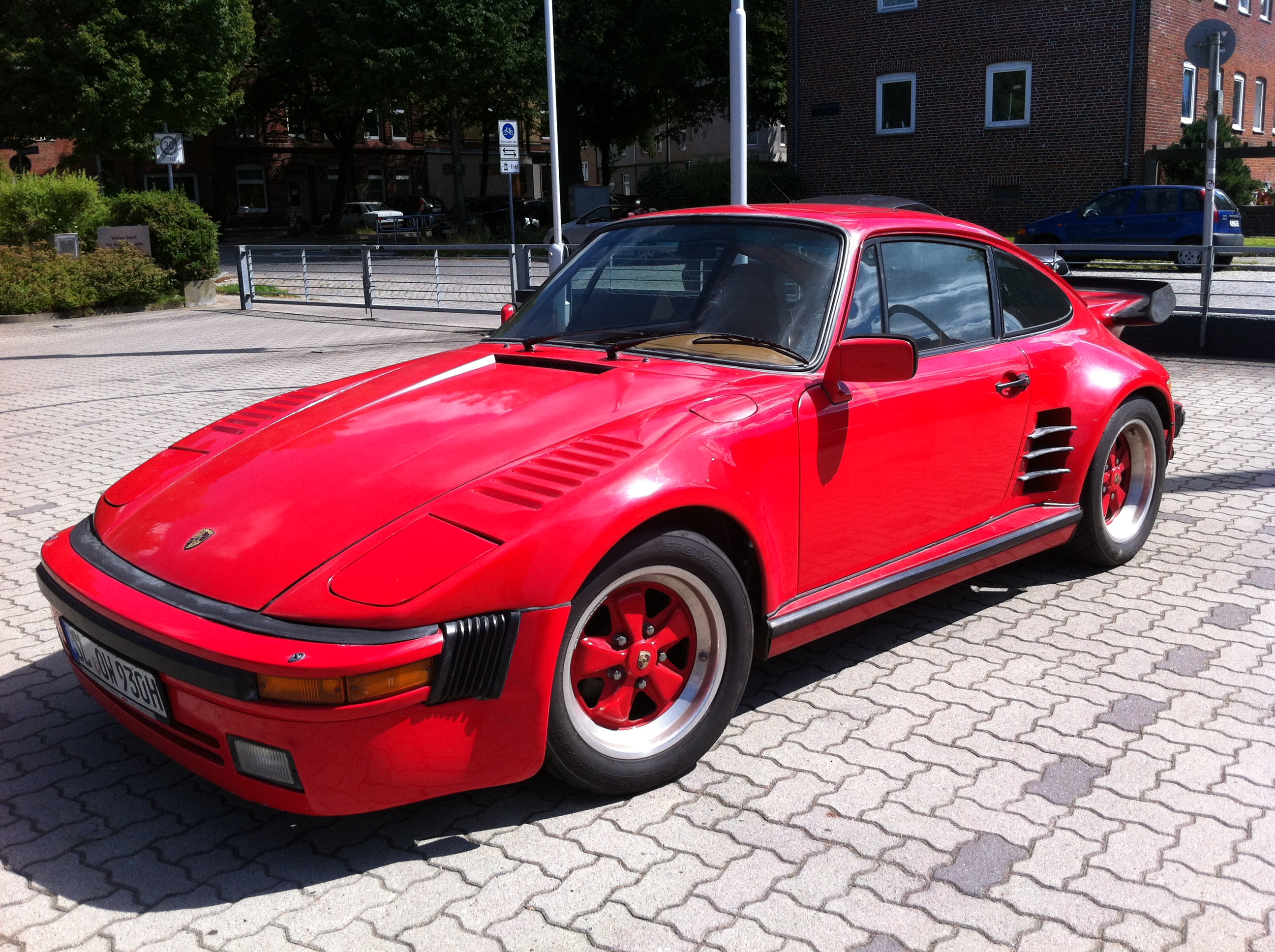
911 Turbo Flatnose.

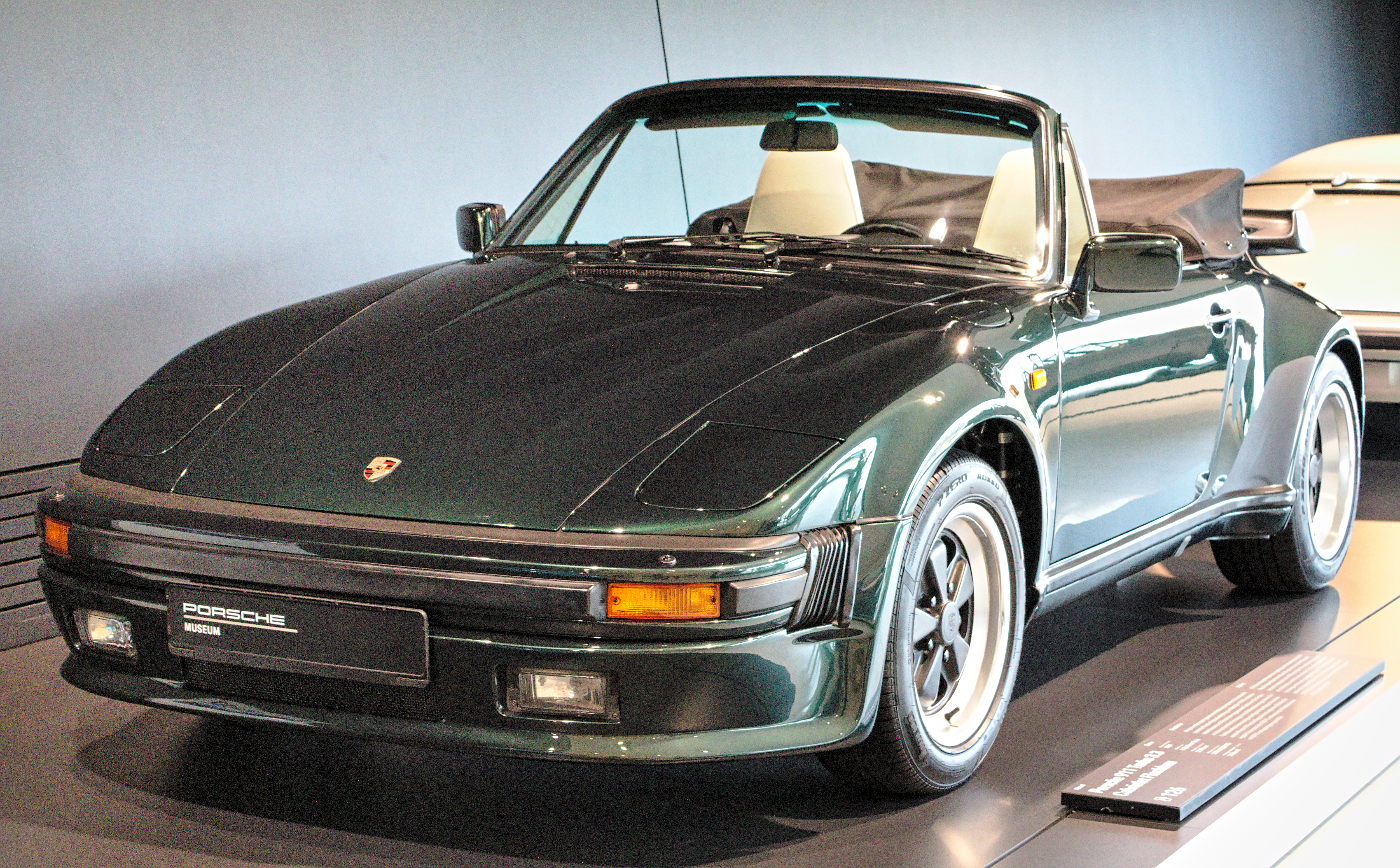
911 Turbo 3.3 Cabriolet Flachbau en el Museo Porsche, en 2009.

En 1986, la marca finalmente ofreció directamente de fábrica el "Slantnose", llamado "Flachbau" en Alemania. La designación oficial en el Reino Unido era Turbo SE y a veces también se referían como "nariz plana". Ofrecido como el tope de la gama, este modelo tenía la carrocería mejorada y el motor con una potencia aumentada a 330 CV (325 HP; 243 kW) a las 5500 rpm y un par máximo de 44 kg·m (431 N·m; 318 lb·pie) a las 4000 rpm.
La característica más importante y llamativa era el morro afilado y los faros escamoteables, inspirado en el Porsche 935 que compitió en las década de 1970 y 1980 y que fue toda una tendencia para los clientes de la época. Sin embargo, la gran mayoría de ellos son unidades modificadas por especialistas postventa como Kremer Racing, pues fueron muy pocas las unidades fabricadas por la propia Porsche con esta configuración. En total fueron fabricadas 948 unidades, sumando todas las variantes de carrocería disponibles.
Estas unidades eran ofertadas dentro del programa de pedidos especiales, la división que se conoce como Porsche Exclusive Manufaktur, e incluían las diversas modificaciones del morro con elementos del 935, nuevo parachoques delantero, entradas de aire laterales, escape deportivo con cuatro salidas y una nueva configuración mecánica.
Costaba casi el doble del modelo estándar y rara vez se ordenó. Antes de 1986, se había ofrecido la opción de carrocería Flachbau fuera de su departamento de servicio al cliente, conocido como Sonderwünschen.
Con el aumento en la potencia, no es sorprendente que fuera el más rápido de todos los modelos 930, llegando a una velocidad máxima de 275 km/h (171 mph) y una aceleración probada por el fabricante de 0 a 100 km/h (62 mph) en 5,2 segundos.
El Flachbau se vendió en todo el mundo con más de 800 modelos producidos, incluso en los Estados Unidos.

### 911 SC

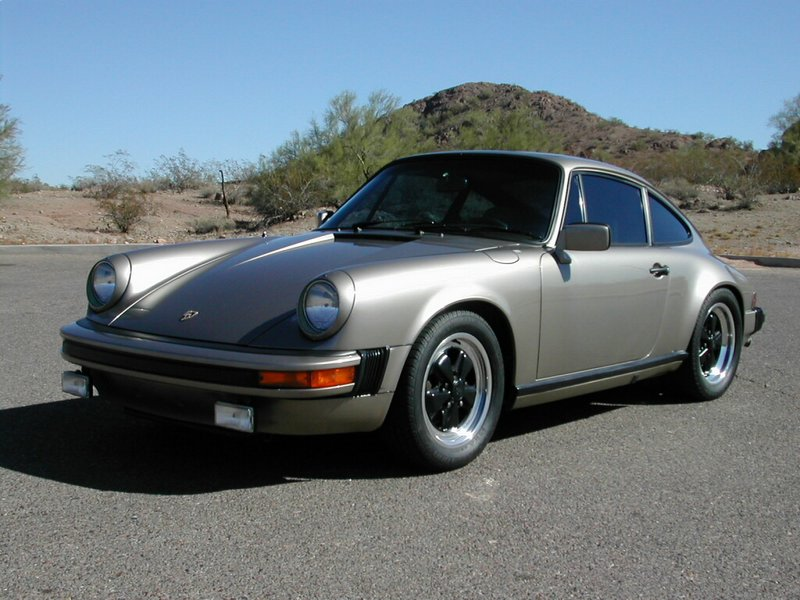
911 SC de 1981.

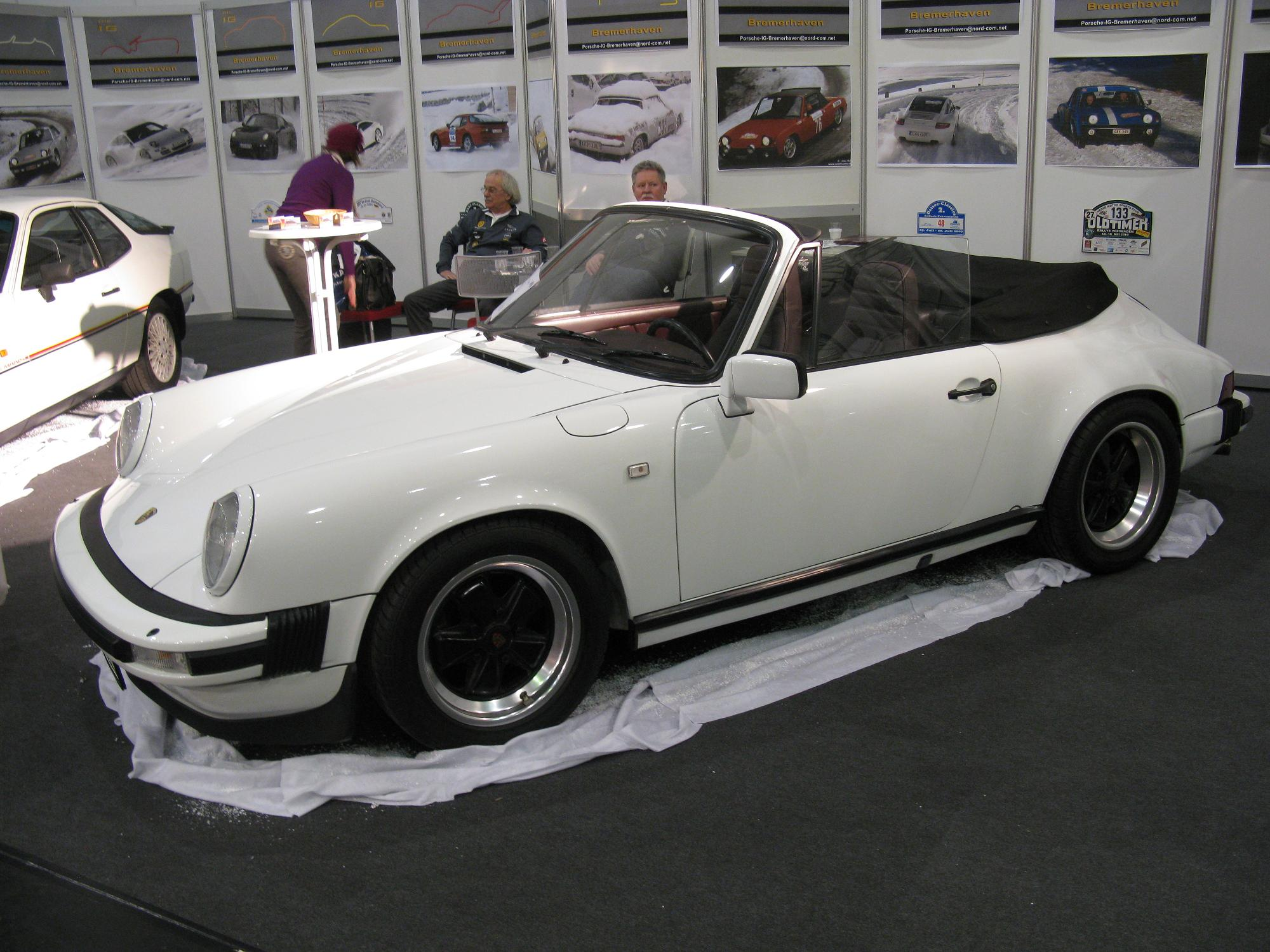
911 SC Cabriolet.

Desde agosto de 1977, hubo significativas modificaciones en la gama, reduciéndose el abanico de modelos debido a las dificultades internas de la compañía y a la Crisis del petróleo de 1973. Desaparecieron las versiones S y Carrera para dar paso a la versión 911 SC 3.0 Coupé, que aceleraba de 0 a 100 km/h (62 mph) en 7 segundos y alcanzaba una velocidad punta de 220 km/h (137 mph), al igual que la versión Targa.
Comenzando el modelo 1978, el nuevo SC era el básico de la gama 911. Fue en efecto un Carrera 3.0, conocido como 911 S en los Estados Unidos, con potencia reducida a 180 CV (178 HP; 132 kW) a las 5500 rpm y un par máximo de 27 kg·m (265 N·m; 195 lb·pie) a las 4200 rpm. La designación "SC" fue reintroducida por Porsche por primera vez desde el 356 SC, a diferencia del 356 Carrera con motor de carrera. No se produjeron versiones Carrera y el 930 Turbo quedó en la parte superior de la gama. Los ingenieros consideraron que el peso del lujo adicional, el equipo de seguridad y las emisiones en estos coches, fue un rendimiento contundente en comparación con los coches anteriores y más livianos con la misma potencia de salida, por lo que en los modelos no estadounidenses, para agosto de 1980 la potencia se incrementó a 188 CV (185 HP; 138 kW) a las 5500 rpm y finalmente, a 204 CV (201 HP; 150 kW) a las 5900 rpm y un par máximo de 267 N·m (197 lb·pie) a las 4300 rpm, con lo que podía lograr una velocidad máxima de 235 km/h (146 mph) y acelerar de 0 a 100 km/h (62 mph) en 6,8 segundos.
En 1980, el fabricante ofreció en el mercado estadounidense una versión de edición especial Weissach del 911 SC, que lleva el nombre de la ciudad en Alemania donde tienen su centro de investigación, el cual producía 174 CV (172 HP; 128 kW) a las 5500 rpm y un par máximo de 237 N·m (175 lb·pie) a las 4200 rpm.
En 1981, se mostró un concepto Cabriolet en el Salón del Automóvil de Fráncfort, que no solamente era un verdadero descapotable, sino que también presentaba tracción en las cuatro ruedas, aunque esto se eliminó en la versión de producción. El primer 911 Cabriolet debutó a fines de 1982, ya como modelo 1983 y fue el primer descapotable de Porsche desde el 356 de mediados de la década de 1960. Las ventas de 911 SC totalizaron 58 914 unidades.
En enero de 1983, apareció el 911 SC 3.0 Cabrio, una variante que en su momento destacaba por su innovadora capota que incluía en su interior perfiles de chapa de acero para darle cierta rigidez estructural y permitir una conducción cómoda incluso a altas velocidades. Seguía equipado con el mismo bloque de 2994 cm³ (3 litros), pero potenciado hasta los 204 CV (201 HP; 150 kW), suficientes para acelerar de 0 a 100 km/h (62 mph) en 5,7 segundos.

### 911 Carrera 3.2

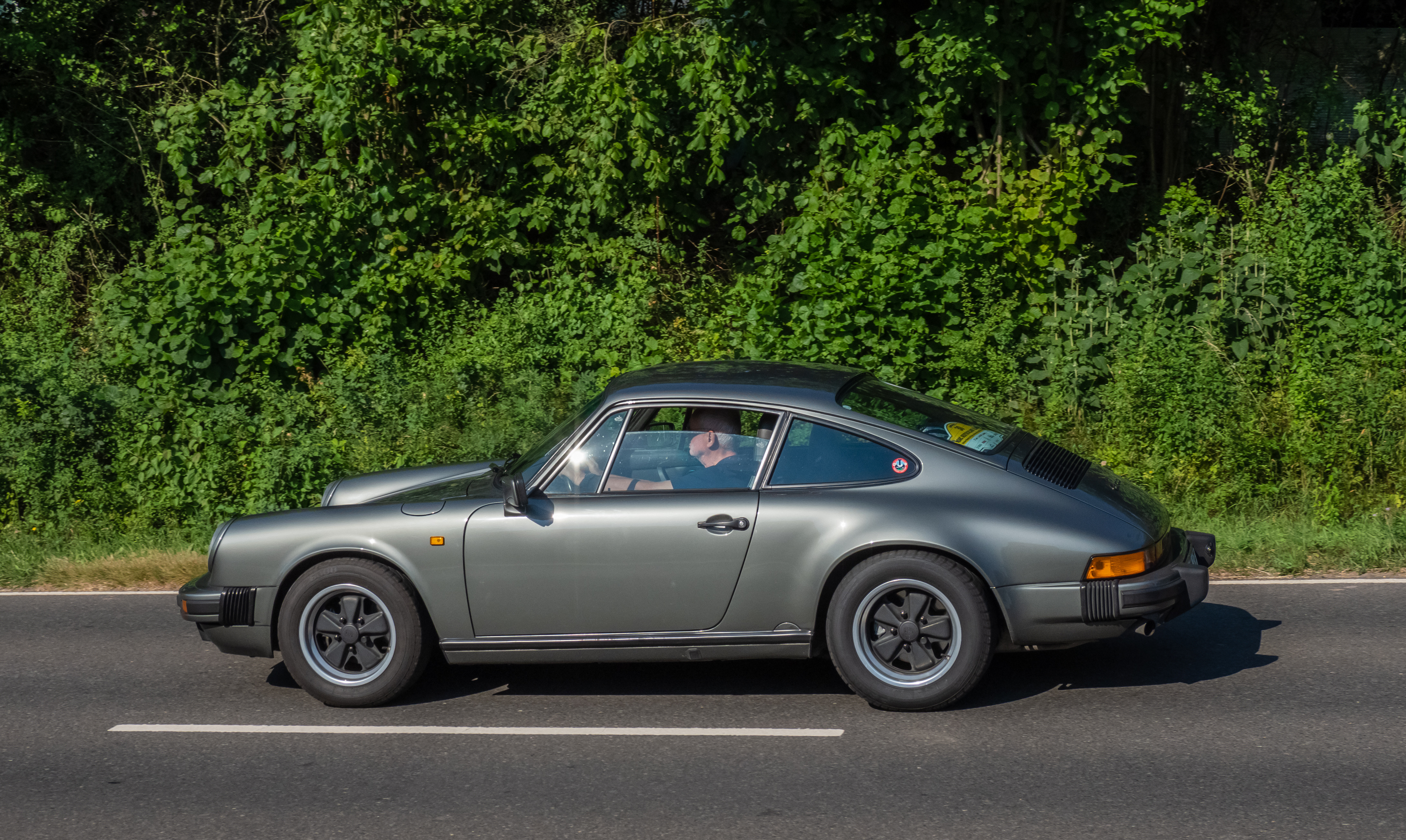
Versión Coupé en el ADAC Deutschland Klassik de 2018.

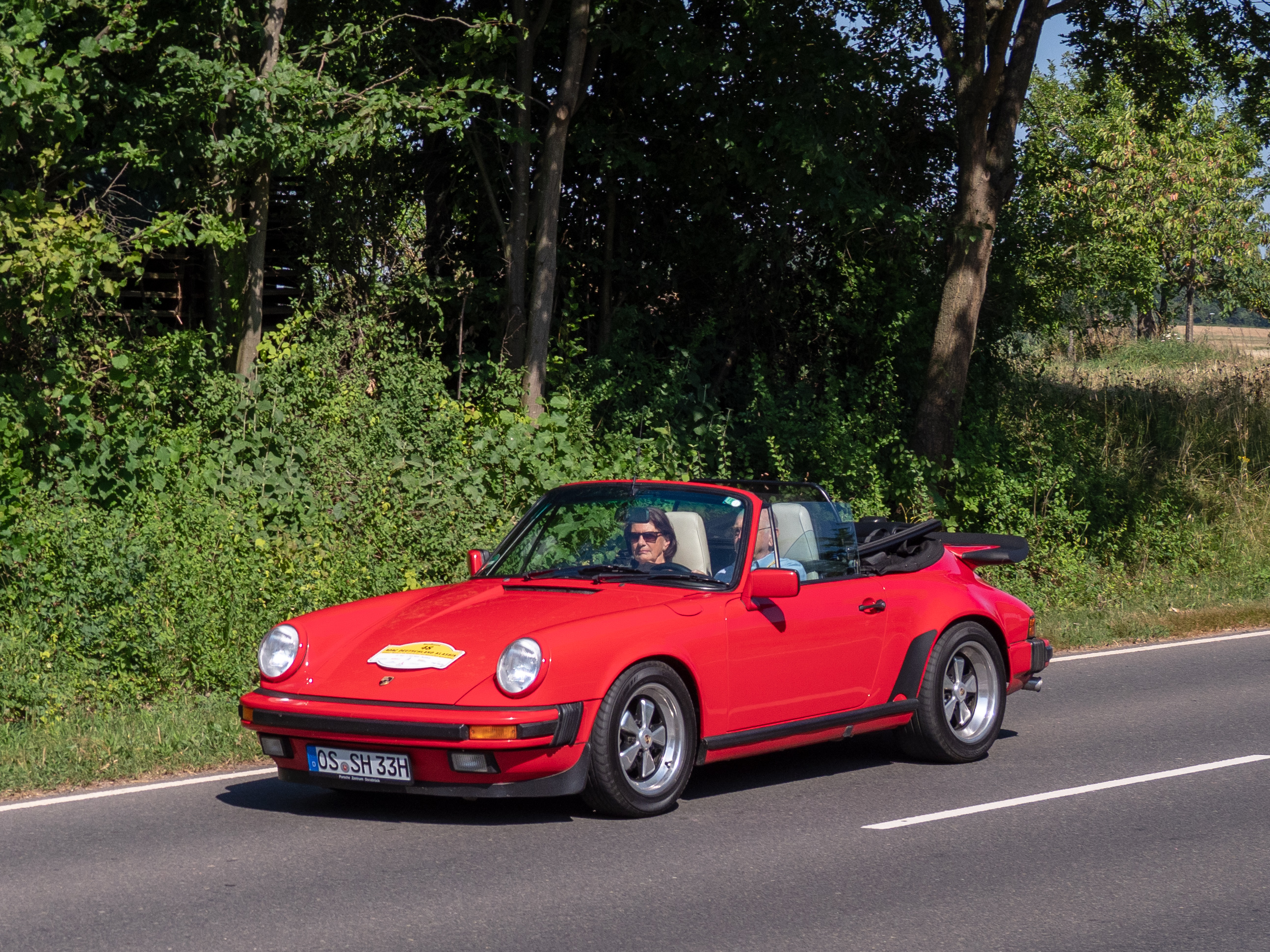
Versión Cabriolet.

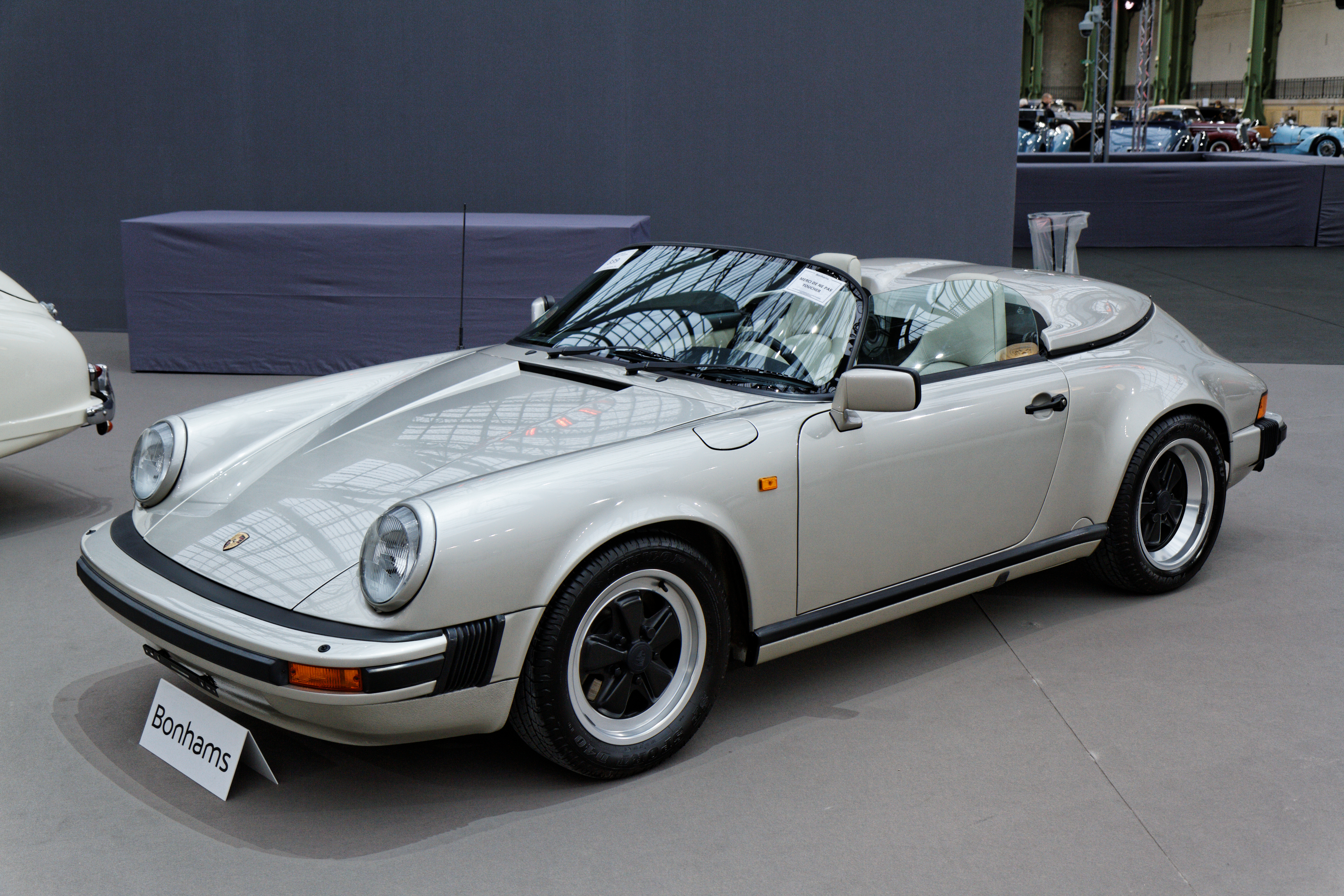
Speedster de 1989 con carrocería estrecha en Bonhams de París, en 2014.

En agosto de 1983, evolucionó hasta alcanzar los 3164 cm³ (3,2 litros) con multitud de elementos provenientes de la versión Turbo, que afectaban desde el propio bloque o las culatas hasta el cigüeñal o los pistones. También se mejoraron el conjunto de escape o los sistemas de encendido e inyección, firmados por Bosch. Alcanzaba una potencia máxima de 230 CV (227 HP; 169 kW) a las 5900 rpm y un par máximo de 284 N·m (209 lb·pie) a las 4800 rpm, con lo que lograba acelerar de 0 a 100 km/h (62 mph) en 6,26 segundos y una velocidad punta de 246 km/h (153 mph). El 911 Carrera 3.2 estaba disponible en versiones coupé, la correspondiente versión Targa y hasta el Carrera 3.2 Cabrio.
Fue el 911 3.2 Carrera lanzado como modelo 1984 el que revivió el nombre de "Carrera" por primera vez desde 1977, el cual fue la última versión de la serie 911 original, con todos los modelos posteriores con un nuevo estilo de carrocería, nuevas tecnologías de frenado, electrónica y suspensión. En ese momento, el fabricante afirmó que era 80% nuevo. La cilindrada aumentada se logró utilizando el diámetro de 95 mm (3,74 pulgadas) del 911 SC anterior y combinado con la carrera de 74,4 mm (2,93 pulgadas) del cigüeñal del Turbo 3.3 de 1978. Además, los pistones con cúpula más alta aumentaron la relación de compresión de 9,8:1 a 10,3:1, aunque para el mercado estadounidense fue de 9,5:1. Se instalaron nuevos sistemas de admisión y de escape. La transmisión 915 se transfirió de la serie SC durante los primeros tres años del modelo. En 1987, obtuvo una nueva caja de cambios Getrag de cinco velocidades, modelo número G50 con sincronizadores BorgWarner probados. Esta versión un poco más pesada, también presentaba un embrague de accionamiento hidráulico.
Con el nuevo motor, la potencia se incrementó a 217 CV (214 HP; 160 kW) a las 5900 rpm y un par máximo de 27 kg·m (265 N·m; 195 lb·pie) a las 4800 rpm para las unidades entregadas en América del Norte; y a 231 CV (228 HP; 170 kW) a las 5900 rpm y un par máximo de 29 kg·m (284 N·m; 210 lb·pie) a las 4800 rpm para la mayoría de los demás mercados.
El refinamiento de la conducción y la confiabilidad del motor, se mejoraron con una actualización de los componentes de control de combustible y encendido a uno del tipo L-Jetronic con Bosch Motronics 2 DME (sistema Digital Motor Electronics). Una mejora en la eficiencia del combustible se debió a que el DME proporcionó un corte de gasolina en el exceso. Los cambios en el mapa de combustible y la programación de chips desde octubre de 1986, mejoraron todavía más la potencia para unidades entregadas en América del Norte, así como para otros mercados que solicitan bajas emisiones, como Alemania.
En enero de 1984, casi una década después de los RS y RSR, vio la luz el 911 SC/RS, una muy exclusiva versión limitada a 20 unidades que servía como base de uno de los más exitosos vehículos de rallyes de todos los tiempos en la mítica categoría del Grupo B.
En septiembre de 1987 se comercializó el 911 Carrera 3.2 Clubsport que tomaba como base el 911 Carrera 3.2 Coupé al que se le conseguía reducir el peso hasta los 1170 kg (2579 libras). Se realizaban pequeños retoques en el sistema de alimentación, que podía subir hasta las 6840 rpm aunque no aumentaba su potencia, con lo que podía acelerar de 0 a 100 km/h (62 mph) en 5,6 segundos y alcanzar una velocidad máxima de 246 km/h (153 mph).
En enero de 1989 se lanzaron los 911 Carrera 3.2 Speedster y 911 Carrera 3.2 Speedster Turbolook, es decir, con una apariencia parecida al 911 Turbo. Al igual que ocurriera en su momento con el 356 Speedster, estaban basados en su correspondiente versión cabrio, aunque tenía un parabrisas más bajo y plano y la capota manual se ocultaba debajo de una cubierta de fibra de vidrio. La mayoría de las unidades vendidas correspondieron a la variante Turbolook, que fueron 1894 de un total de 2065 unidades producidas.
A partir de 1988, la historia del Speedster continuó con la serie G, en una configuración idéntica a la que proponía el 356 Speedster, así que también tenía un parabrisas recortado, una capota de accionamiento manual y dos jorobas de plástico que la ocultaban al plegarse. De este modelo se fabricaron dos versiones: una con la carrocería ancha del Turbo y otra más estrella de la que solamente se construyeron 161 unidades y en total se produjeron 2103 de la serie G; en ambos casos el motor estaba basado en el del 911 Carrera, por lo que desarrollaba 231 CV (228 HP; 170 kW).
A finales de 1989, el 911 experimentó una gran evolución con la introducción del Type 964.

### Motorizaciones

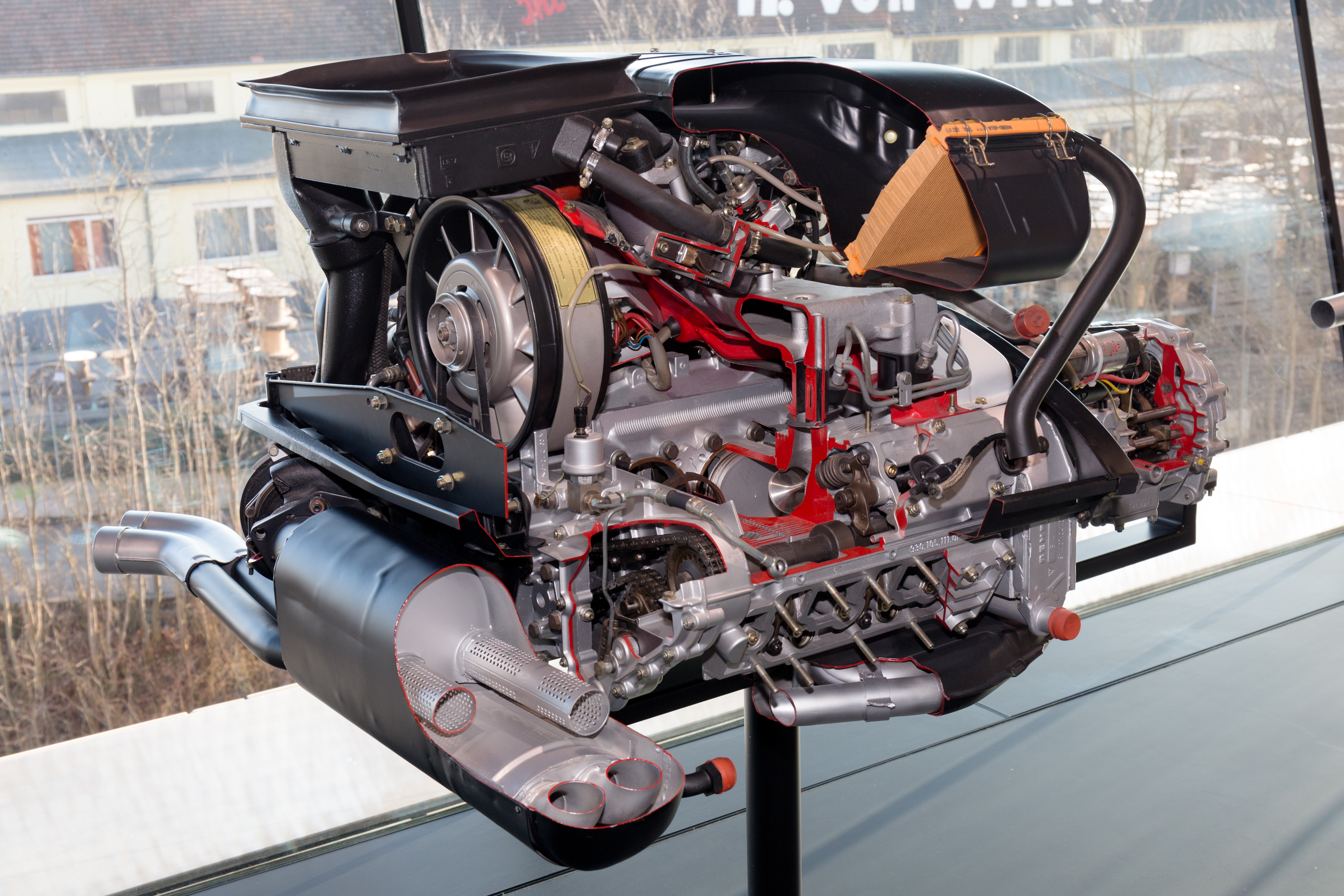
Motor de un Type 930/60 de 1977 en el Museo Porsche, en 2013.

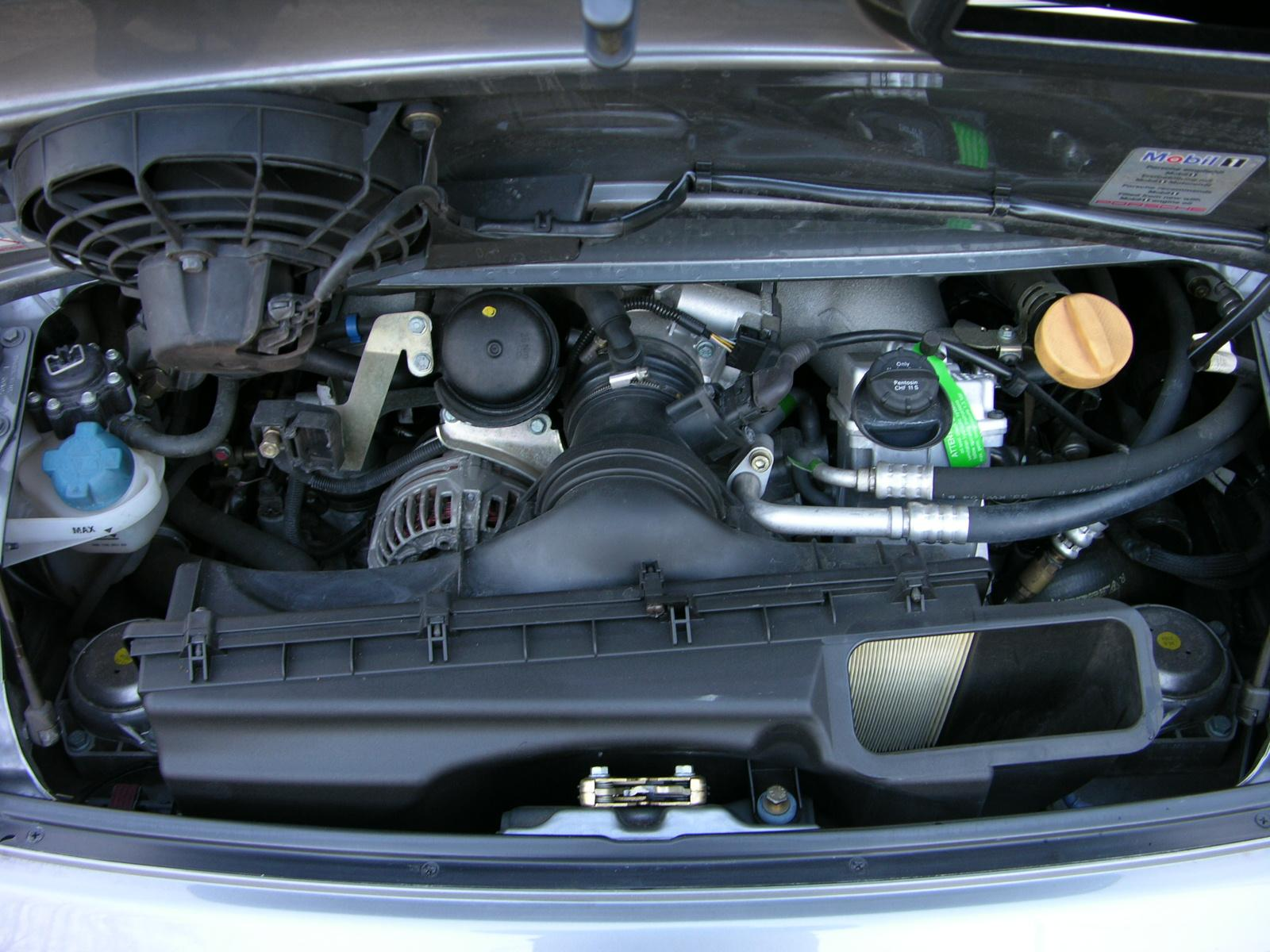
Vano del motor de un GT3 de 2005.

| Variantes          | Cilindrada            | Diámetro x carrera             | Relación de compresión | Aspiración | Potencia máxima                    | Par máximo                      |
| ------------------ | --------------------- | ------------------------------ | ---------------------- | ---------- | ---------------------------------- | ------------------------------- |
| 911 2.0 1964       | 1991 cm³ (2 litros)   | 80 x 66 mm (3,15 x 2,60 plg)   | 9,0:1                  | Natural    | 130 CV (128 HP; 96 kW) @ 6200 rpm  | 175 N·m (129 lb·pie) @ 4200 rpm |
| 911 S 2.2          | 2195 cm³ (2,2 litros) | 84 x 66 mm (3,31 x 2,60 plg)   | 9,8:1                  | Natural    | 180 CV (178 HP; 132 kW) @ 6500 rpm | 199 N·m (147 lb·pie) @ 5200 rpm |
| 911 S 2.4          | 2341 cm³ (2,3 litros) | 84 x 70,4 mm (3,31 x 2,77 plg) | 8,5:1                  | Natural    | 190 CV (187 HP; 140 kW) @ 6500 rpm | 216 N·m (159 lb·pie) @ 5200 rpm |
| 911 Carrera RS 2.7 | 2687 cm³ (2,7 litros) | 90 x 70,4 mm (3,54 x 2,77 plg) | 8,5:1                  | Natural    | 210 CV (207 HP; 154 kW) @ 6300 rpm | 255 N·m (188 lb·pie) @ 5100 rpm |
| 911 SC 3.0         | 2994 cm³ (3 litros)   | 95 x 70,4 mm (3,74 x 2,77 plg) | 8,5:1                  | Natural    | 180 CV (178 HP; 132 kW) @ 5500 rpm | 265 N·m (195 lb·pie) @ 4200 rpm |
| 911 Carrera 3.2    | 3164 cm³ (3,2 litros) | 95 x 74,4 mm (3,74 x 2,93 plg) | 10,3:1                 | Natural    | 231 CV (228 HP; 170 kW) @ 5900 rpm | 284 N·m (209 lb·pie) @ 4800 rpm |
| 911 Turbo 3.0      | 2994 cm³ (3 litros)   | 95 x 70,4 mm (3,74 x 2,77 plg) | 10,3:1                 | Turbo      | 260 CV (256 HP; 191 kW) @ 5500 rpm | 343 N·m (253 lb·pie) @ 4000 rpm |
| 911 (930) Turbo    | 3299 cm³ (3,3 litros) | 97 x 74,4 mm (3,82 x 2,93 plg) | 7,0:1                  | Turbo      | 300 CV (296 HP; 221 kW) @ 5500 rpm | 412 N·m (304 lb·pie) @ 4000 rpm |
| 911 Turbo Flachbau | 3299 cm³ (3,3 litros) | 97 x 74,4 mm (3,82 x 2,93 plg) | 7,0:1                  | Turbo      | 330 CV (325 HP; 243 kW) @ 5500 rpm | 431 N·m (318 lb·pie) @ 4000 rpm |

## 911 (964)

### 964 Carrera 2 y Carrera 4

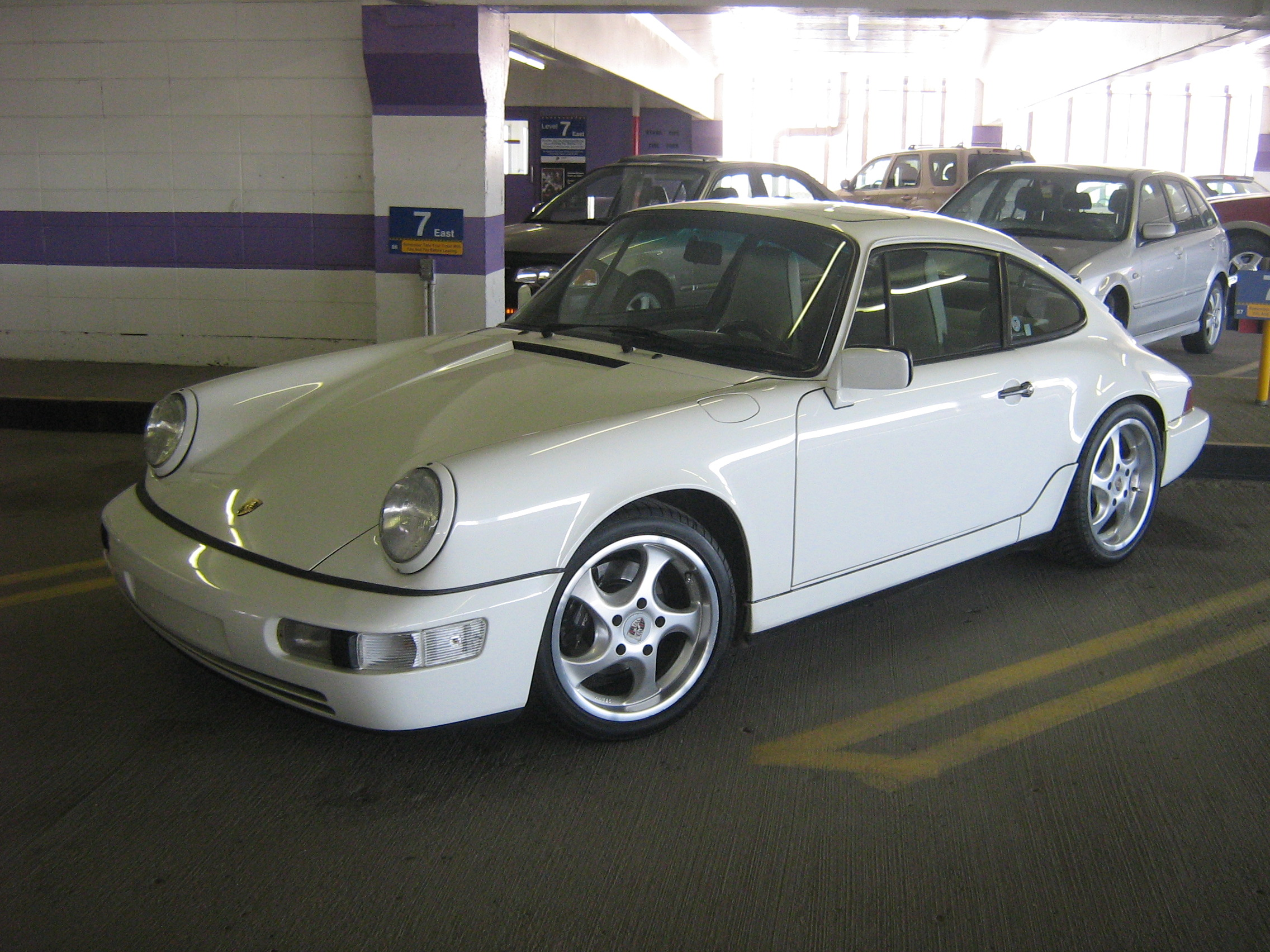
Carrera 2 de 1990 en Lethbridge, Canadá.

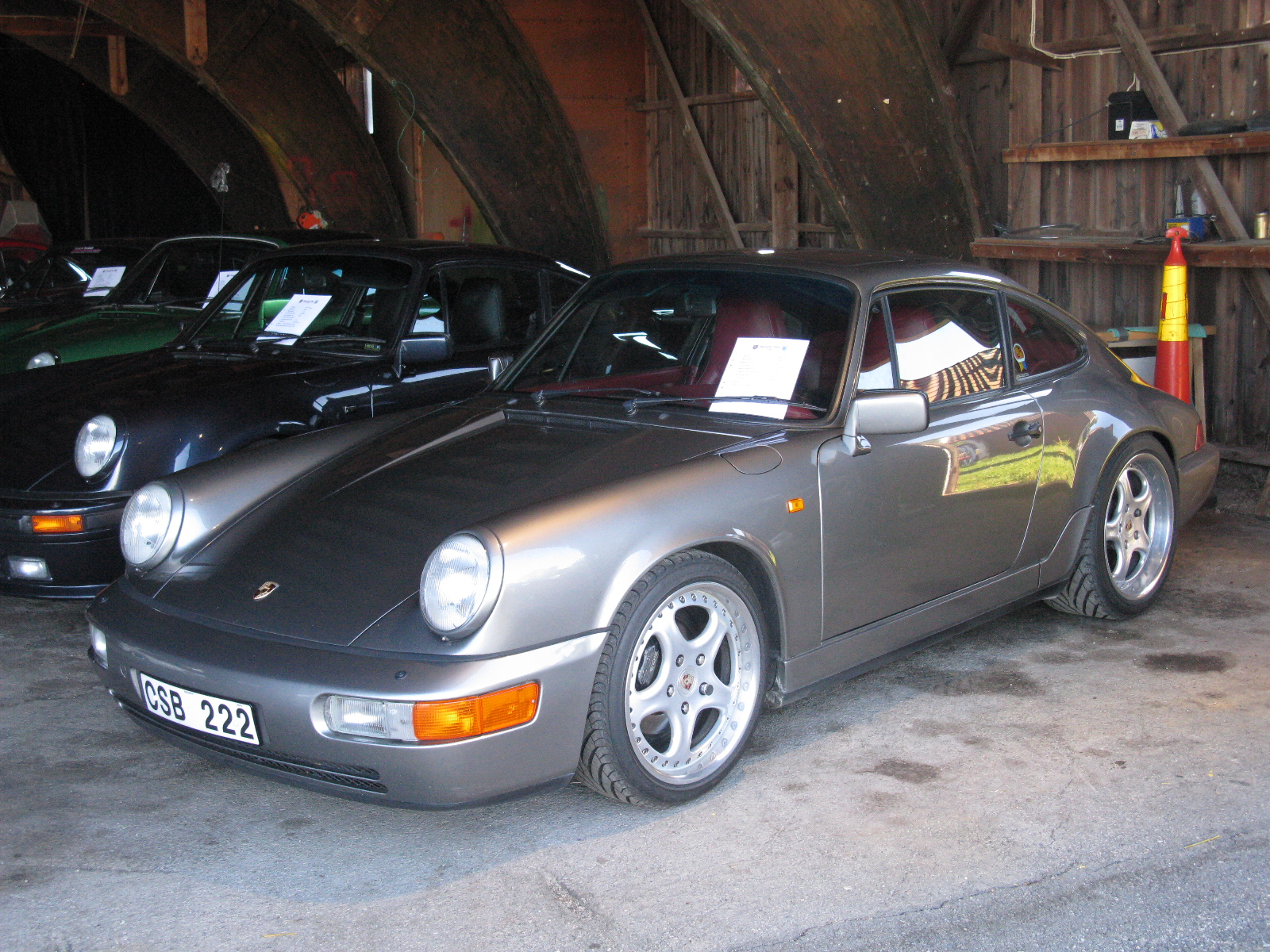
Carrera 4 Coupé.

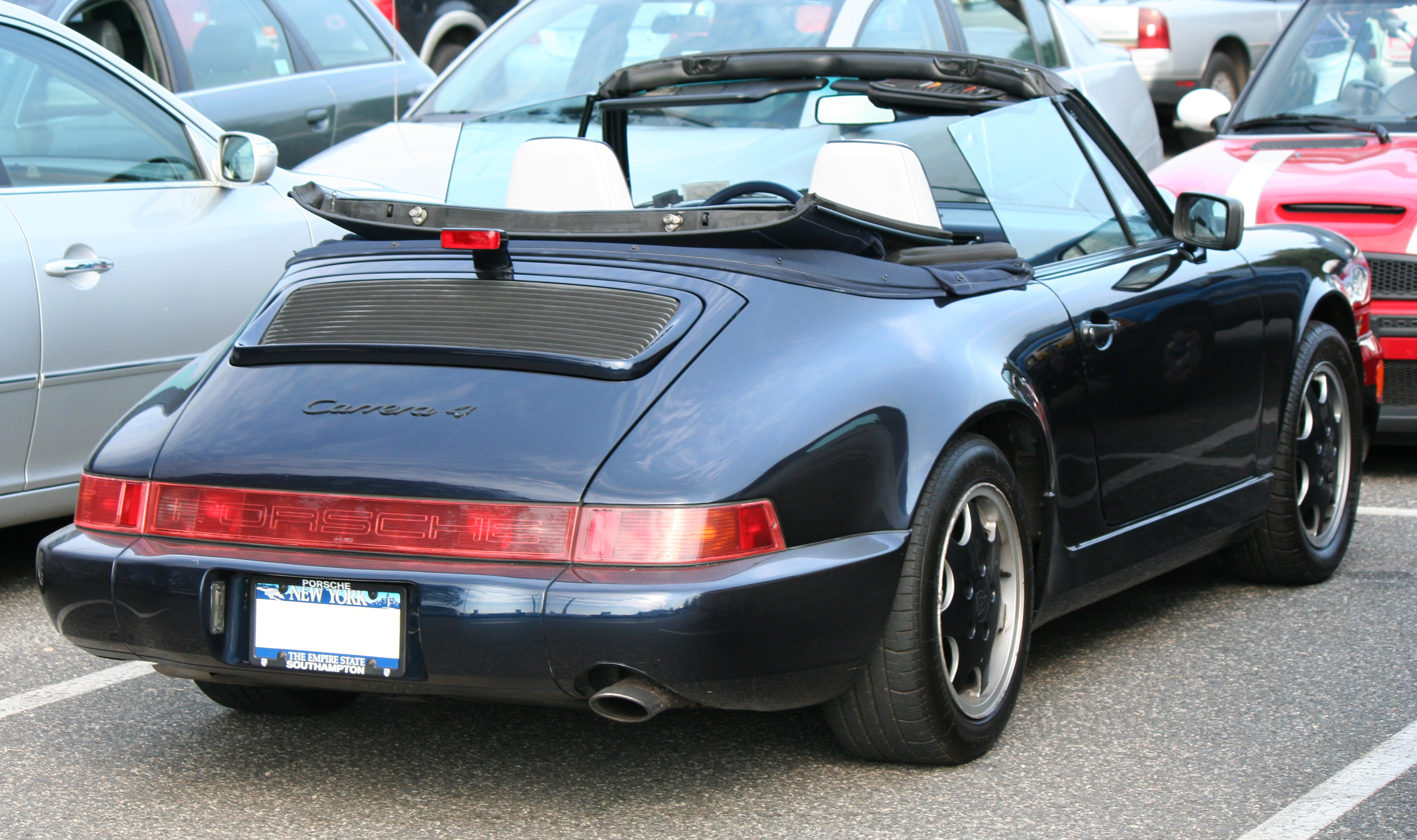
Vista trasera de un Carrera 4 Cabriolet de 1989, en East Hampton (Nueva York).

A finales del verano de 1988, Porsche presentó su modelo totalmente renovado. Uno de los puntos más criticados era que tenía unos parachoques inflados que rompían la línea. Además, incorporaba de serie suspensiones con muelles helicoidales, ABS, dirección asistida y airbag. Esta variante fue producida de 1989 a 1993.
Resultó ser un coche robusto y duradero. Su estilizada figura, a pesar de los prominentes parachoques mucho más estilizados y fabricados en poliuretano, seguía claramente la estela del concepto clásico. Las novedades que presentaba era el cambio automático Tiptronic de desarrollo propio o la tracción integral, cuya efectividad se había constatado en el Rally Dakar, la cual debutó llamándose Carrera 4, de manera que la versión de tracción trasera después pasó a llamarse Carrera 2.
En agosto de 1988 aparece la nueva generación 964, en paralelo al final de la Serie G de 1989. El Carrera 4 es el primer 911 de tracción integral y estaba disponible en carrocerías Coupé, Targa y Cabriolet. El Carrera 2 de tracción trasera vio la luz en el verano de 1989 y en 1990 recibió el cambio Tiptronic.
En 1991 se completa la gama de modelos con el 911 Turbo y el 911 RS y en 1993 aparece el 911 Speedster. Ese mismo año aparece el modelo específico "30 años 911" con carrocería Turbo y tracción integral. A finales de 1993 el modelo es descontinuado al ser sustituido por la siguiente generación 993, último modelo con refrigeración por aire.
En el Salón del Automóvil de París de 1989 se presentó el 964 (código interno utilizado para la tercera generación), que sustituyó al 930 y fue el primer 911 de la historia en ofrecer de serie el sistema de frenos ABS y la tracción total, derivada del Porsche 959. Las primeras unidades solamente se vendían con tracción total, pero desde 1992 se ofreció con tracción trasera, a excepción de la versión Turbo. Todos excepto el RS, se podían elegir con cambio manual de cinco velocidades o automático de cuatro. En 1992, se presentó la variante RS basada en el modelo que disputaba la Porsche Cup con 260 CV (256 HP; 191 kW) y cambio manual de las que solamente se construyeron 2282 unidades.
Llamaban la atención sus llantas de aleación de 17 pulgadas (43,2 cm), las luces intermitentes integradas en el parachoques o su alerón que se eleva por sí mismo al superar los 80 km/h (50 mph) para mejorar el agarre, aunque también se podía elevarlo desde un mando en el interior. Sus dos plazas delanteras son amplias y los asientos muy cómodos, aunque están muy bajos y para acceder al interior había que agacharse bastante. El asiento del conductor pese a ir tan bajo, ofrecía una buena visibilidad delantera, mientras que la parte trasera es más reducida debido a su pequeña luneta. Destacaba la completa instrumentación, aunque el diseño interior era austero y los mandos del limpiaparabrisas o los del aire acondicionado manual que no era de serie, se accionaban con una tecla. El consumo medio es aceptable, pero cuando se practicaba una conducción más deportiva, llegaba a alcanzar los 20 L/100 km (5 km/L; 11,8 mpgAm). Lo único mejorable era el cambio manual de cinco velocidades que tiene un accionamiento duro.
Su motor era robusto y fiable, salvo la versión turbo que consumía demasiado aceite. Destaca la estabilidad y una dirección muy directa, pese a llevar todo el peso del motor en la parte trasera. Lo malo era la suspensión, muy dura que resultaba incómoda en viajes largos y la conducción con el asfalto mojado era delicada. Contaba con neumáticos traseros de medidas 255/50 ZR17 pulgadas (43,2 cm) y sin ninguna ayuda electrónica, salvo el ABS, por lo que se tenía que conducir con suavidad.
El 911 Carrera 4 del tipo 964 incluía un 85% de piezas nuevas, pero también conservaba en gran medida las formas clásicas de sus antecesores. Disponía de una aerodinámica notablemente mejor que la de la Serie G, especialmente en las partes delantera y trasera de forma redondeada, así como el spoiler trasero retráctil automático. Su tracción total permanente con regulación electrónica, dirigía normalmente el 31 % del par motor al eje delantero y el 69 % al trasero. En la consola central había un interruptor de tracción.
El alerón trasero retráctil se desplegaba automáticamente al superar cierta velocidad y que se podía desplegar también mediante un mando situado en el salpicadero. Mecánicamente comenzaron con un motor atmosférico de 3,6 litros que entregaba 250 CV (247 HP; 184 kW).

### 964 Turbo

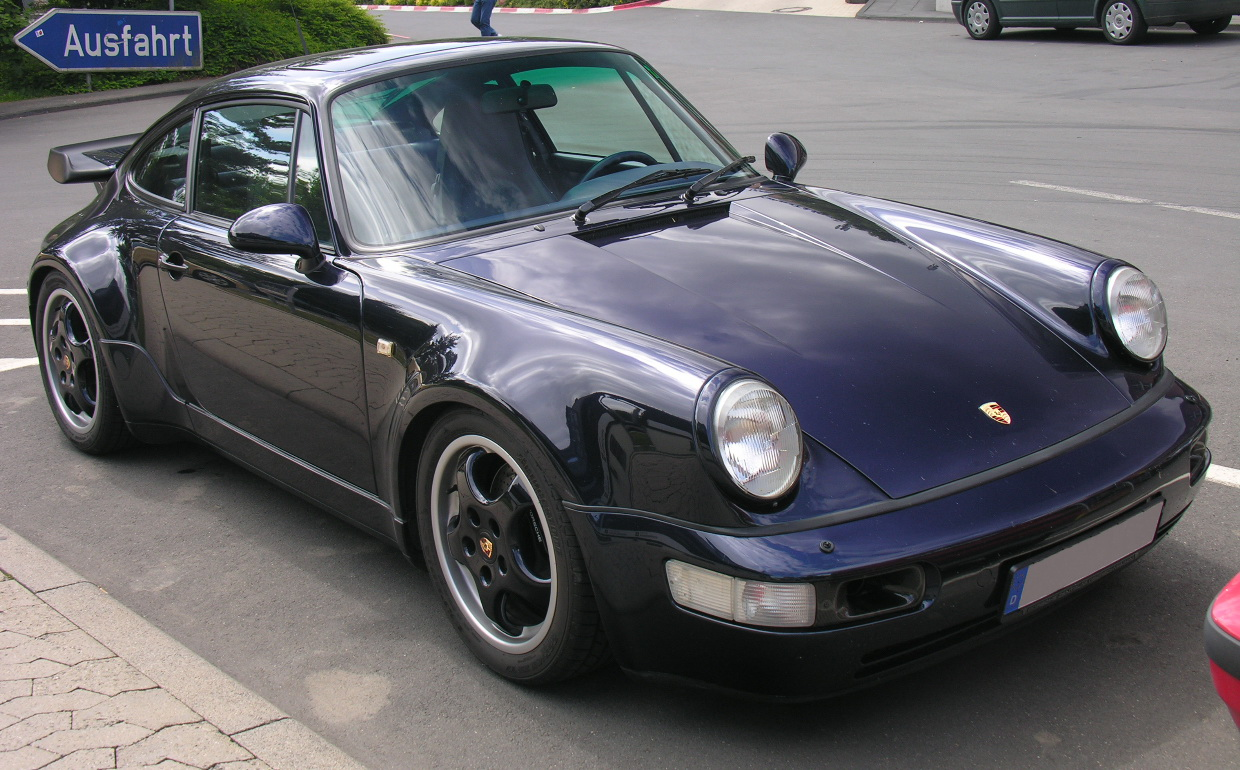
964 Turbo en Nürburgring en 2006.

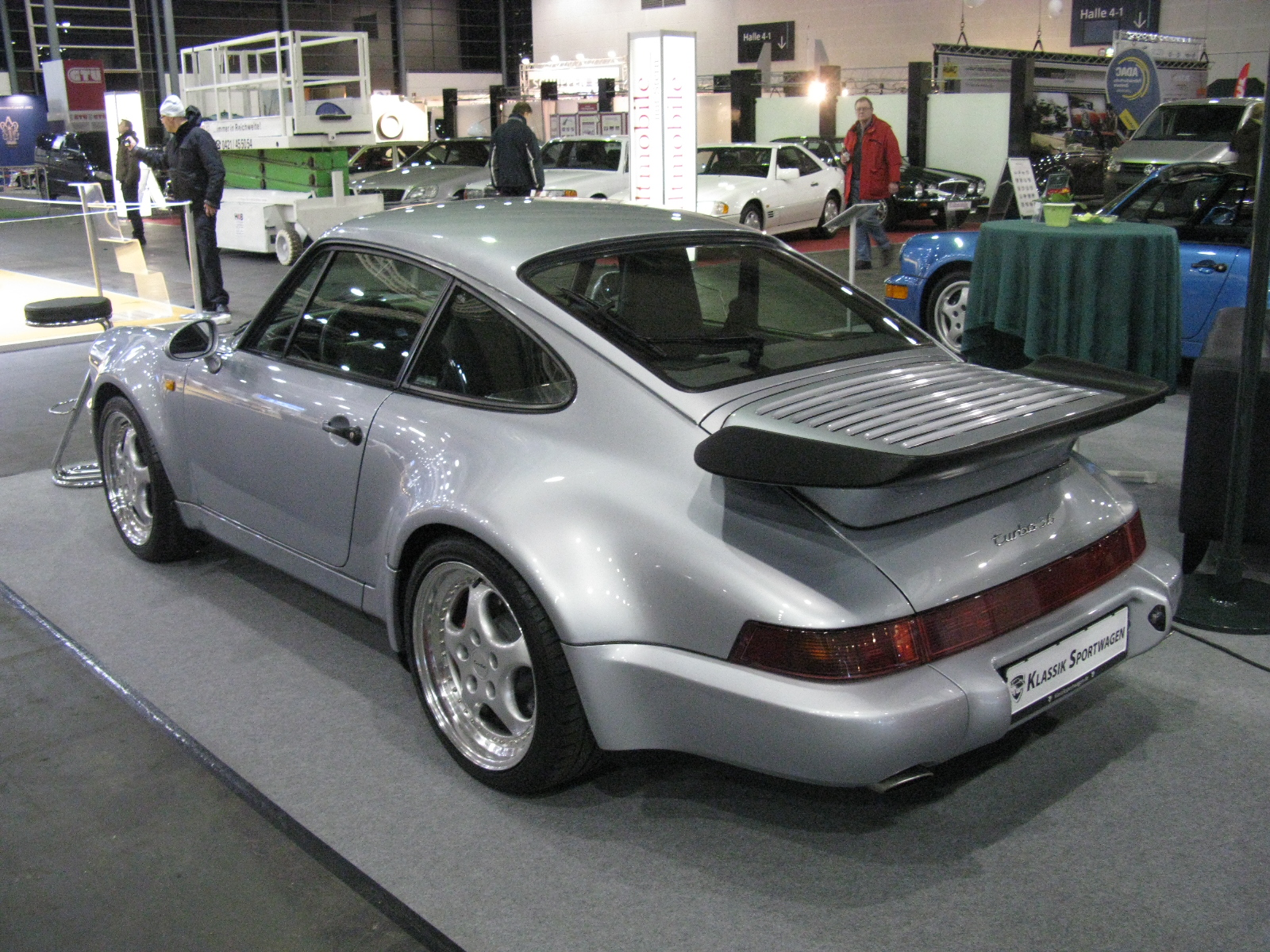
Vista trasera 3/4.

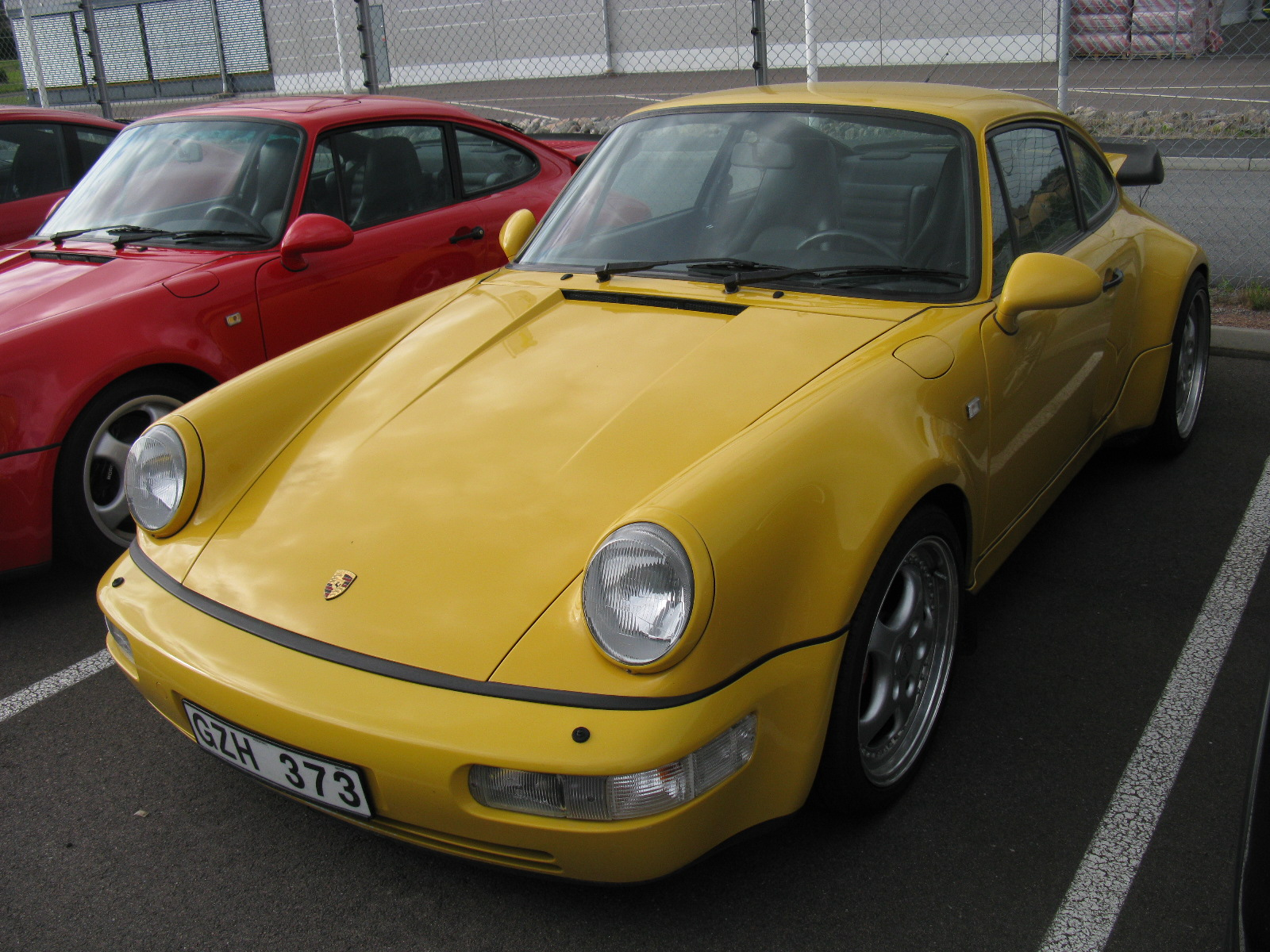
964 Turbo 3.6.

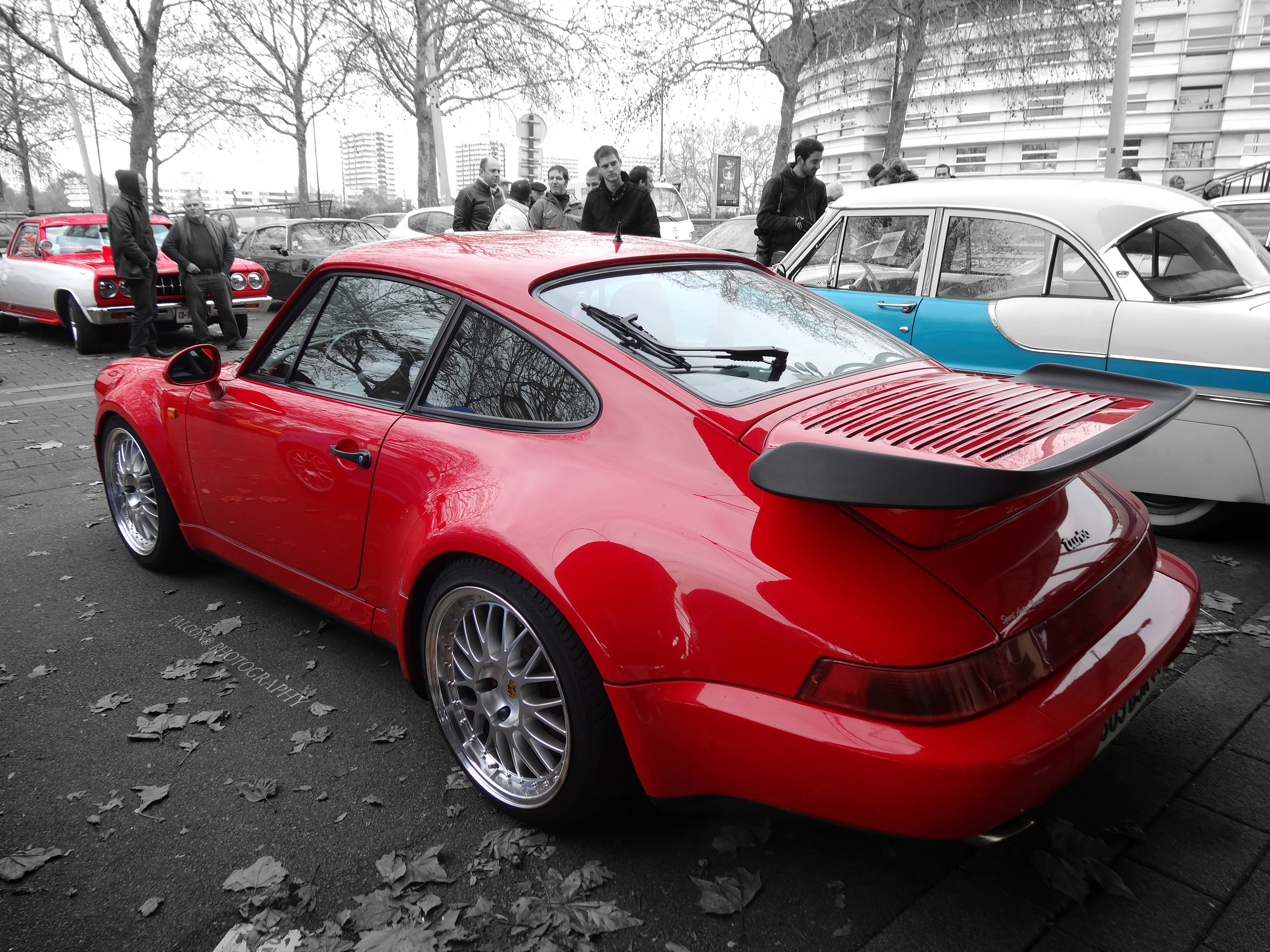
Vista trasera 3/4 de un modelo 1993.

Montaba en un principio el viejo motor de 3299 cm³ (3,3 litros) del 930 de la generación anterior, aunque convenientemente puesto al día en cuanto a tensores de distribución, gestión electrónica, intercooler, válvulas de escape del turbo (wastegaste), entre otras mejoras, pero limitado en cierta forma debido a las restrictivas normas anticontaminación que comenzaban.
Básicamente hubo tres versiones: Primero se fabricó el de 3299 cm³ (3,3 litros) con 320 CV (316 HP; 235 kW), con alrededor de 4000 unidades. En segundo lugar, la variante exclusiva "S" con menos de 100 ejemplares fabricados y cuya potencia subía hasta los 380 CV (375 HP; 279 kW). Finalmente, con el nuevo motor de 3,6 litros, se produjeron casi 1500 unidades de la variante con 360 CV (355 HP; 265 kW).
En cuanto a prestaciones, el primero de 3,3 litros lograba el 0 a 100 km/h (62 mph) en 5,3 segundos y 270 km/h (168 mph) de velocidad punta. Los ingenieros de Sttugart trabajaron mucho para repartir las masas entre los dos ejes en una relación de 40% delante y 60% detrás y, aunque es un verdadero todo atrás, se comporta más neutro que sus antecesores. Ya no tenía flotabilidad en el tren delantero y en curvas era estable, sobre todo si se toman en apoyo y con el turbo en carga modulando un pequeño deslizamiento en cada salida.
En 1992, fue sustituido por uno de 3,6 litros que desarrollaba 360 CV (355 HP; 265 kW). Después llegaría la versión Turbo S.
En comparación con los modelos Carrera, el 911 Turbo tipo 964 disponía de una carrocería más ancha con cajas de rueda colocadas a una distancia claramente mayor. En su parte trasera, su amplio spoiler tomado del Turbo 3.3 modelo G, así como sus dos salidas de escape ovaladas subrayaban su carácter propio. La salida izquierda solamente emitía gases de escape cuando la válvula de regulación de presión de sobrealimentación del turbocompresor estaba abierta.
En los modelos 1991-92, se impulsaba con un motor turboalimentado de 3299 cm³ (3,3 litros) con 320 CV (316 HP; 235 kW). Para el modelo 1993 se incrementó a 3,6 litros con una potencia de 360 CV (355 HP; 265 kW). Entre otros elementos, esta versión se reconocía por sus mordazas de freno rojas. Con excepción de una serie Cabriolet muy reducida, estaba disponible exclusivamente como coupé.
Dos años después de las últimas modificaciones, en 1990, el 911 Turbo original daba paso a una nueva carrocería después de 15 años en el mercado. También contaba con un chasis de nueva estructura, frenos ABS, aletas posteriores todavía más ensanchadas y unas llantas de aleación de 17 pulgadas (43,2 cm), entre otras modificaciones. Ofrecía mejores prestaciones: 270 km/h (168 mph) de velocidad máxima y cinco segundos para pasar de 0 a 100 km/h (62 mph). Más tarde, en 1994 el 964 el Turbo 3.6 junto a un sistema de inyección mejorado, se consiguieron 360 CV (355 HP; 265 kW), con lo que la velocidad punta llegaba a los 280 km/h (174 mph) y aceleraba de 0 a 100 km/h (62 mph) en apenas 4,8 segundos.
Además de ser el más caro de mantener, el escaso número de unidades fabricadas del Turbo 3.6 hace que sea uno de los más cotizados en la actualidad.
En 1992, Porsche Exclusive y Porsche Motorsport fabricaron 86 unidades del 911 Turbo S «Leichtbau» del tipo 964, con una potencia de 381 CV (376 HP; 280 kW) y un peso 180 kg (397 libras) inferior en comparación con la versión de serie.
Para adaptarlo al nuevo modelo, el 3.3 recibe una nueva evolución que, además de elevar su potencia, le confiere mayor suavidad y menor retardo del turbo. Fue el primero en llevar catalcatalizador. La estética era diferente, más agresiva todavía y el chasis era el mismo del modelo posterior.
Existió en 1992 una opción bautizada como «X 33» que ofrecía un motor modificado que entregaba 355 CV (350 HP; 261 kW), aunque no se declaró oficialmente ni las modificaciones del motor ni la potencia que suministraba, pero sí el 0 a 100 km/h (62 mph) en 4,7 segundos. En 1994 se introduce el Turbo 3.6 de 360 CV (355 HP; 265 kW) utilizando el motor de los Carrera de su época. El total de unidades fabricadas fue de 3660.
Por primera vez aparece la denominación "Turbo S", que era una serie especial que aparecía con el motor de 3299 cm³ (3,3 litros), que se le estimaba un rendimiento teórico y fiable próximo a los 400 CV (395 HP; 294 kW). Salió al mercado en paralelo con el 964 Turbo 3.6, aunque le superaba en potencia. Se trataba de una versión aligerada (lightweight) que le rebaja casi 200 kg (441 libras), con un total de 1290 kg (2844 libras) al modelo que salió al mercado el mismo año. Además, aumentaban los frenos delanteros de hasta 322 mm (12,7 pulgadas), llantas hasta 18 pulgadas (45,7 cm), 5 mm más ancho y 20 mm (0,8 pulgadas) menos de altura. También aumentaba la velocidad punta a 290 km/h (180 mph) en lugar de 270 km/h (168 mph). De este exclusivo modelo Turbo S existieron también versiones Flachbau. El total de unidades fabricadas se estima que fue de 80.
Para el 964 Turbo 3.6 la potencia subió, pero no se pasó al sistema biturbo que se utiliza en la actualidad. Es el primer Turbo actual, con un diámetro x carrera de 100 x 76,4 mm (3,94 x 3,01 pulgadas), aunque todavía no montaba tracción total. Una característica es intrínseca a los motores bóxer es que ayuda a disipar calor y permite refrigerarlos por aire. Por otra parte, presentaba una alta rigidez del cigüeñal. El total de unidades fabricadas fue de entre 1000 y 2000, según algunas fuentes.

### 964 Carrera RS/ RS America

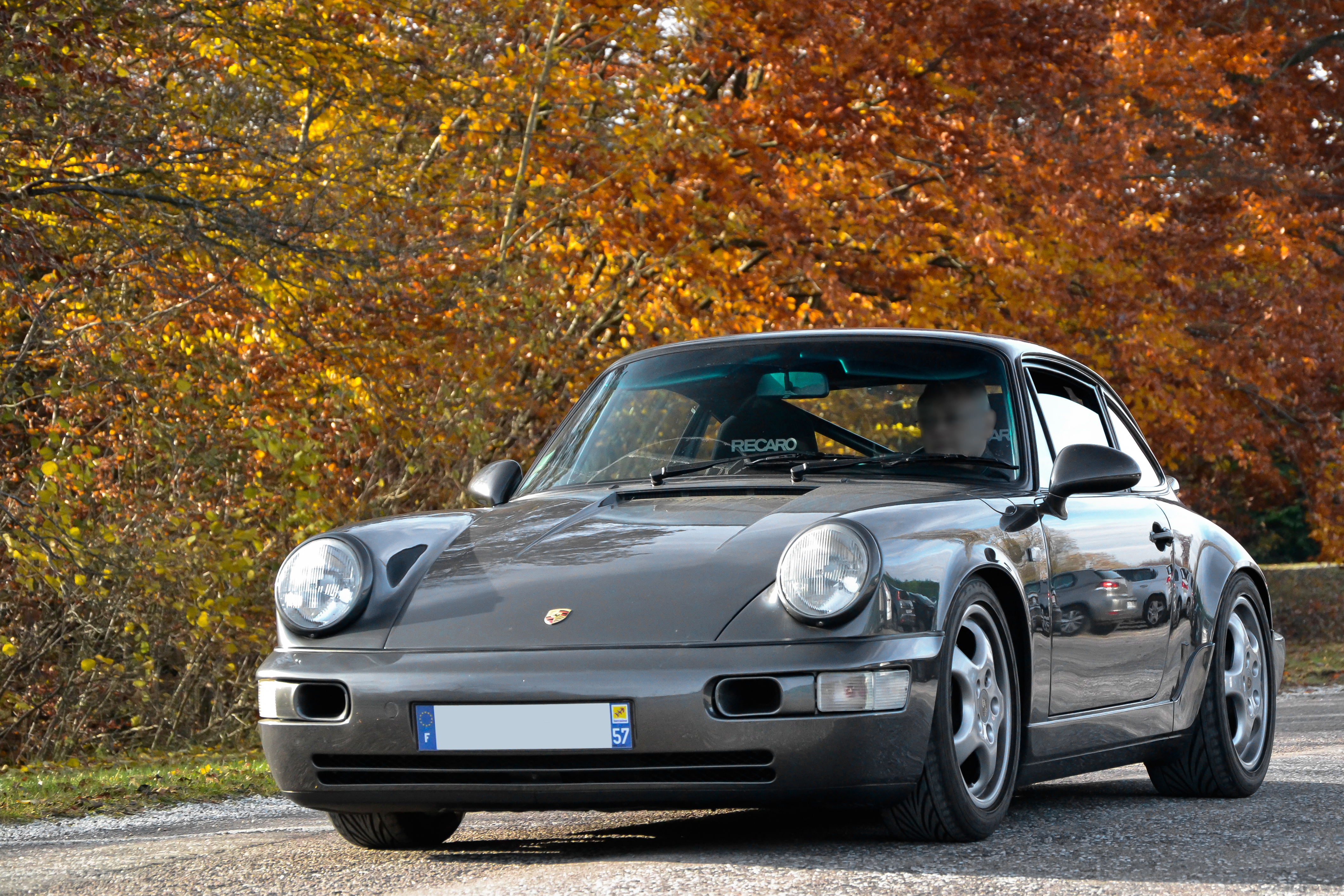
Carrera RS en Nancy (Francia), en 2012.

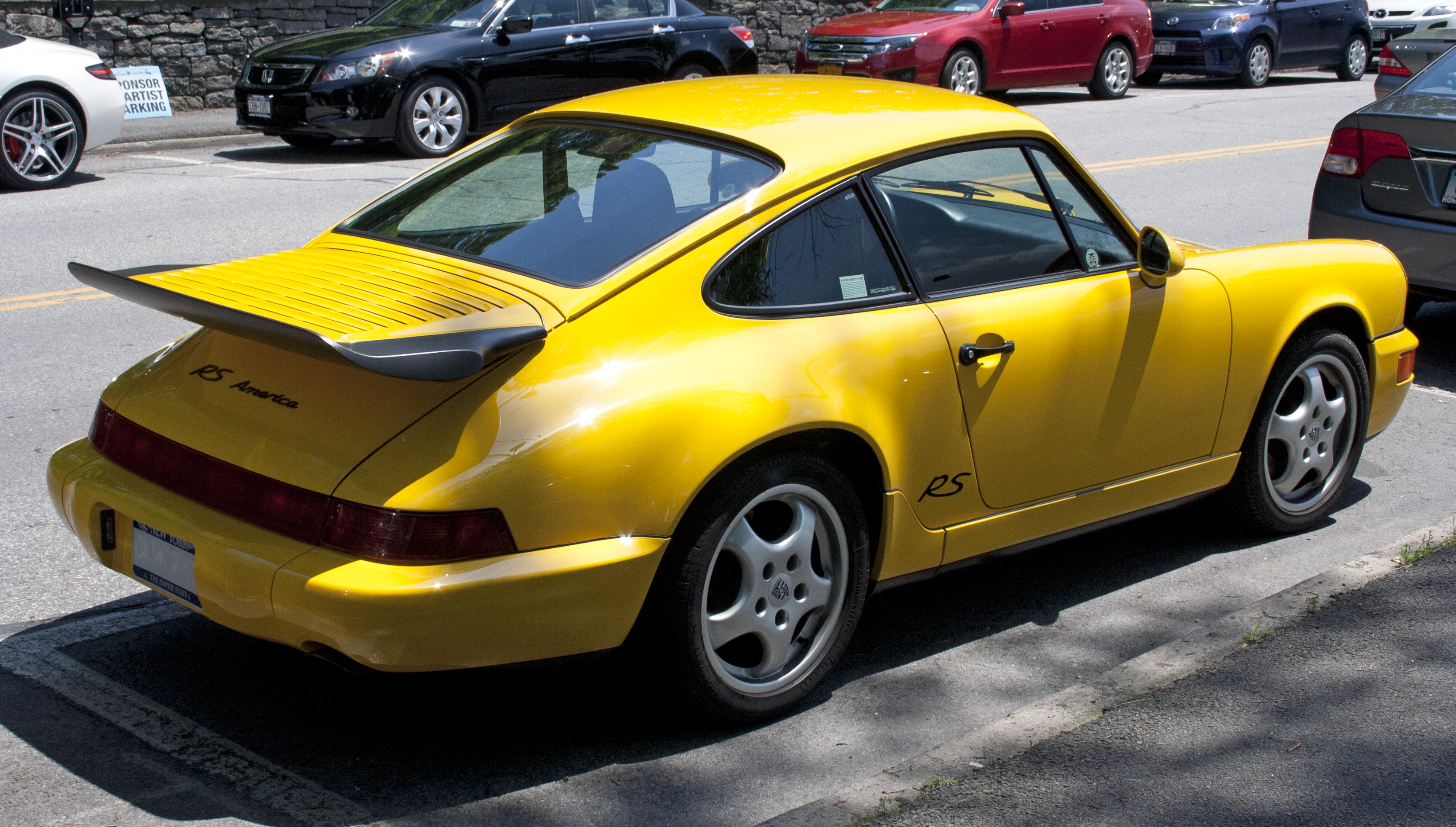
RS America de 1993 o 1994 en Speed Yellow, en Greenwich (Connecticut) en 2012.

El motor del 964 Carrera RS es muy progresivo en la entrega de potencia. Los 260 CV (256 HP; 191 kW) de potencia hasta alcanzar las 6100 rpm, 10 CV (7,4 kW) más que los Carrera normales, se entregaban de forma muy lineal a medida que iba subiendo de vueltas, pero las relaciones del cambio eran muy cortas, lo que lleva a estar constantemente jugando con la palanca de arriba abajo. El par máximo por su parte se sitúa en las 4800 rpm, ya que es ahí donde entrega los 325 N·m (240 lb·pie).
Llevaban las relaciones del cambio más cerradas que los 964 normales, de forma que sin subir de vueltas intencionadamente, pronto se pasaba de primera a segunda e incluso a tercera. La caja de cambios era de cinco relaciones y la marcha atrás se mete llevando la palanca hacia la izquierda y hacia delante.
Los 964 Carrera RS Lightweight llevaban las suspensiones de competición que no dan concesiones ni en compresión ni en extensión. Eran 40 mm (1,6 pulgadas) más bajos que el resto de los 911 de la época, una diferencia de altura muy radical. Montaban llantas de magnesio de 17 pulgadas (43,2 cm) de los Porsche Cup y, aunque su aspecto es casi idéntico a las que llevaban los Turbo, eran mucho más ligeras. En el eje delantero esconde los frenos de disco de la versión Turbo, mientras que en la trasera van los del Cup. Debajo del capó delantero de aluminio, tenía una barra de torsión que aporta más rigidez al eje delantero, pero que demerita también al confort del coche.
El motor estaba acoplado a una transmisión manual G50 de cinco velocidades con relación de cambios cortos y un diferencial de deslizamiento limitado. Además, contaba un chasis especial que en conjunto, lo hacían 130 kg (287 libras) más ligero que la versión de entrada, con lo que lograba el 0 a 100 km/h (62 mph) en 5,1 segundos.
Para complacer a los entusiastas estadounidenses que querían un modelo RS, se produjo el RS America de 1993 a 1994 basado en el Carrera 2. Se ofrecieron en colores estándar rojo, blanco y negro y en colores opcionales azul medianoche metálico y plata polar, aunque también se fabricaron varios en pintura Speed Yellow (amarillo) por encargo. Presentaba un alerón distintivo de "cola de ballena", un interior parcialmente despojado con paneles de puerta planos y alfombras junto con un estante para equipaje que reemplazaba los asientos traseros. Tenía asientos deportivos estaban tapizados en tela, ruedas de 17 pulgadas (43,2 cm) y suspensión deportiva M030 de serie. El logo "RS America" estaba escrito en la tapa de la plataforma junto con un logo "RS" delante de las ruedas traseras. Para ahorrar peso, se eliminaron la dirección asistida, el control de crucero, los espejos laterales eléctricos, el aire acondicionado, el techo corredizo y la radio, aunque el aire acondicionado, el techo corredizo, la radio y un diferencial de deslizamiento limitado, podían solicitarse como opciones. Fue catalogado con un peso de 1340 kg (2954 libras), 35 kg (77 libras) más ligero que el peso indicado para un Carrera 2, así como el mismo motor y caja de cambios Carrera 2 estándar de Estados Unidos. Sin embargo, se usaron los frenos y los asientos del Turbo en tela.

### 30 Aniversario Limited Edition

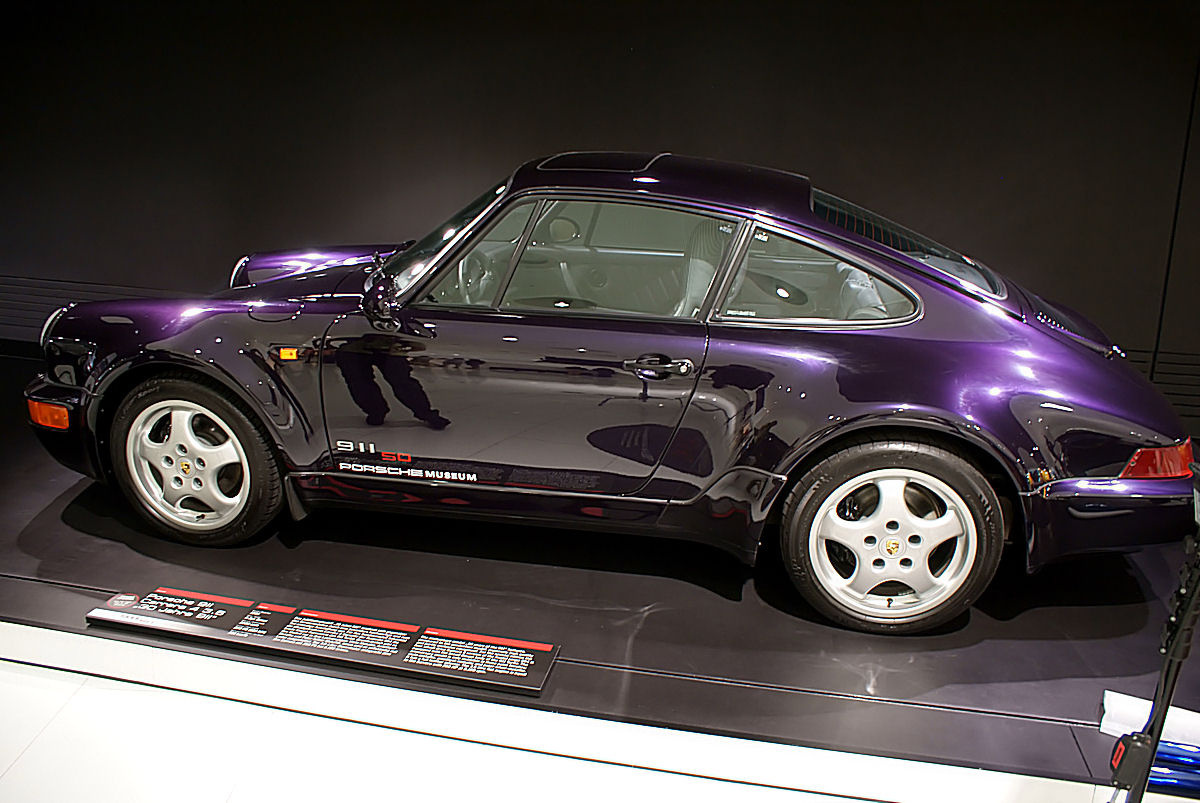
Vista lateral de un Carrera 4 3.6 30 Aniversario de 1993, en el Museo Porsche en junio de 2013.

En marzo de 1993, se presentó en el Salón del Automóvil de Ginebra, un modelo de edición especial llamado “30 Aniversario Limited Edition”, el cual fue creado para conmemorar el 30 aniversario del 911. Oficialmente la gama de esta serie especial se limitó a un total de 911 vehículos.
El código interno para este modelo era “M-096”. Las designaciones de tipo del modelo son: 964-150 (LHD) y 964-151 (RHD). Los vehículos fueron producidos para el modelo 1993 (programa P) y 1994 (R). Todos los de esta serie fueron especificados para el mercado “ROW”, aunque la gran mayoría se especificaron como “C00” para el mercado alemán.
Se vendió principalmente en Viola-Metálico (violeta) con interior de color Rubicón. Otros colores estándar del modelo aniversario fueron Amethyst Metallic (amatista) y Arctic Silver Metallic (plateado ártico). Un número muy pequeño de modelos de aniversario también se fabricaron en Negro Metálico y Guards Red (rojo). El interior de todos ellos se realizó en Rubicón gris (71) o Negro (79).
El modelo aniversario es esencialmente un 964 Carrera 4 Coupé con las aletas delanteras y traseras más anchas de la variante de Turbo. Se utilizaron partes de la suspensión Turbo, pero también algunos componentes de la 964 Carrera 4 regular. Lo mismo se aplicaba al sistema de frenos que no lleva discos de freno perforados. En contraste con el Turbo, las líneas del modelo del aniversario no se interrumpen por el ala trasera grande. Tenía un alerón trasero Carrera 2/4 automáticamente extendido.
Las ruedas y los neumáticos utilizados eran de 7 y 9 J x 17 pulgadas (43,2 cm) en llantas de aleación en el diseño del Cup I.

### 964 Speedster

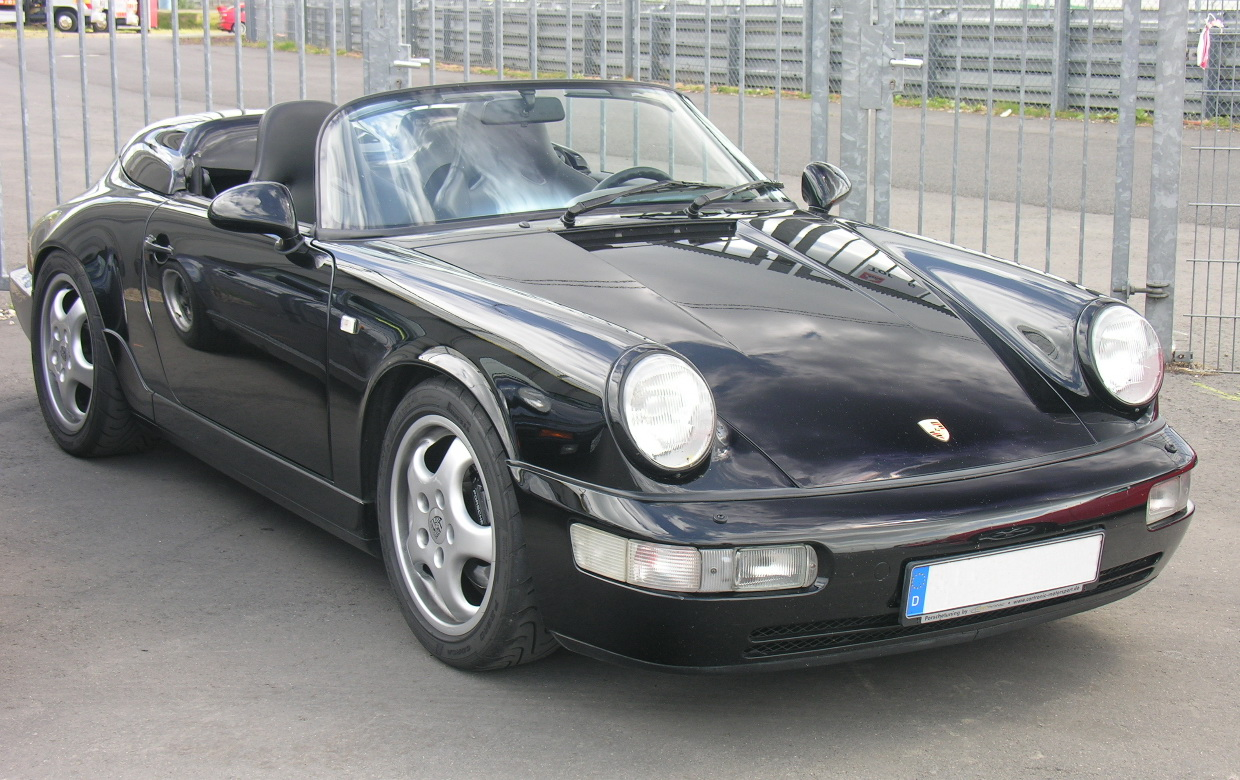
En Nürburgring en 2006.

Llegó en 1992 el 964 Speedster, del que se fabricaron 930 unidades con carrocería estrecha y otros 15 ejemplares con la ancha del Turbo. Fue más cómodo que su predecesor, tenía un mecanismo de plegado manual de la capota más sencillo y contaba con los asientos baquet del 911 Carrera RS, pero tapizados con un cuero específico y con la cubierta trasera pintada del color de la carrocería. Lo que no incluía la dotación de serie eran los elevalunas eléctricos y el aire acondicionado; las primeras unidades tampoco tenían airbag.
Tomaba la base del Carrera 2, con el que compartía todos los elementos mecánicos y se planeó una producción inicial de 3000 unidades. Las últimas 20 se hicieron con el llamativo aspecto Turbolook.
Tras desaparecer en 1989, resurgió de nuevo en 1994, adaptando una estética propia de la generación 964. En general, las proporciones eran muy similares a las de su antecesor y una vez más, se ofertó una variante con la carrocería ensanchada.
El modelo 1994 es uno de los más raros y exclusivos, ya que solamente se fabricaron 931 unidades, menos de la mitad que el modelo 1989.

### Motorizaciones
| Variantes             | Cilindrada            | Diámetro x carrera              | Relación de compresión | Aspiración | Tracción | Potencia máxima                    | Par máximo                      |
| --------------------- | --------------------- | ------------------------------- | ---------------------- | ---------- | -------- | ---------------------------------- | ------------------------------- |
| Carrera 2             | 3600 cm³ (3,6 litros) | 100 x 76,4 mm (3,94 x 3,01 plg) | 11,3:1                 | Natural    | Trasera  | 250 CV (247 HP; 184 kW) @ 6100 rpm | 310 N·m (229 lb·pie) @ 4800 rpm |
| Carrera 4             | 3600 cm³ (3,6 litros) | 100 x 76,4 mm (3,94 x 3,01 plg) | 11,3:1                 | Natural    | Integral | 250 CV (247 HP; 184 kW) @ 6100 rpm | 310 N·m (229 lb·pie) @ 4800 rpm |
| Carrera RS            | 3600 cm³ (3,6 litros) | 100 x 76,4 mm (3,94 x 3,01 plg) | 11,3:1                 | Natural    | Trasera  | 260 CV (256 HP; 191 kW) @ 6100 rpm | 325 N·m (240 lb·pie) @ 4800 rpm |
| Carrera RS 3.8        | 3746 cm³ (3,7 litros) | 102 x 76,4 mm (4,02 x 3,01 plg) | 11,0:1                 | Natural    | Trasera  | 300 CV (296 HP; 221 kW) @ 6500 rpm | 360 N·m (266 lb·pie) @ 5250 rpm |
| Turbo 3.3             | 3299 cm³ (3,3 litros) | 97 x 74,4 mm (3,82 x 2,93 plg)  | 7,0:1                  | Turbo      | Trasera  | 320 CV (316 HP; 235 kW) @ 5750 rpm | 450 N·m (332 lb·pie) @ 4500 rpm |
| Turbo 3.3 S Leichtbau | 3299 cm³ (3,3 litros) | 97 x 74,4 mm (3,82 x 2,93 plg)  | 7,0:1                  | Turbo      | Trasera  | 381 CV (376 HP; 280 kW) @ 5750 rpm | 508 N·m (375 lb·pie) @ 5000 rpm |
| Turbo 3.6             | 3600 cm³ (3,6 litros) | 100 x 76,4 mm (3,94 x 3,01 plg) | 7,5:1                  | Turbo      | Trasera  | 360 CV (355 HP; 265 kW) @ 5500 rpm | 520 N·m (384 lb·pie) @ 4200 rpm |
| Turbo 3.6 S Flachbau  | 3600 cm³ (3,6 litros) | 100 x 76,4 mm (3,94 x 3,01 plg) | 7,5:1                  | Turbo      | Trasera  | 385 CV (380 HP; 283 kW) @ 5750 rpm | 520 N·m (384 lb·pie) @ 5000 rpm |

## 911 (993)

### 993 Carrera/ Carrera 4S/ Carrera S
La cuarta generación del Porsche 911, el Type 993, debutó en el otoño de 1993.
Para el modelo 1994, la serie 964 se sustituyó por la 993, lo que supuso un perfeccionamiento notable desde el punto de vista técnico y en cuanto al aspecto exterior.
Los spoilers delanteros del 993 eran más anchos y planos. El capó del maletero acortado eliminaba el labio de goma negro que, tanto en el modelo G como en el 964, establecía el punto de unión entre la carrocería y las defensas. La forma de los spoilers traseros también era más ancha y se prolongaba con mayor rectitud hacia la parte trasera mediante las colocación de las luces traseras a mayor altura.
Inicialmente, el 993 estaba disponible en los modelos Coupé y Cabriolet con tracción trasera. Para el modelo 1995, se sumaron las versiones con tracción total Carrera 4 y 911 Turbo con embrague multidisco viscoso. Posteriormente, para los modelos 1996 y 1997 aparecieron el Carrera 4S y el Carrera S.
Tenían un nuevo motor de 3,6 litros con una potencia inicial de 272 CV (268 HP; 200 kW), que aumentó a partir del modelo 1996 hasta los 285 CV (281 HP; 210 kW).
Presentaba unas dimensiones casi idénticas a las del modelo original y una sensación de auténtica en su interior. Estéticamente, se trató de la primera modificación clara del 911 30 años después de su lanzamiento al mercado y se plasmó en un nuevo frontal con faros ligeramente ovalados, así como en un parachoques posterior integrado en la carrocería. Sin embargo, gracias a que las novedades ser orientaron en gran medida en el modelo original, el diseñador jefe Harm Laggay logró que mantuviera la imagen de un verdadero 911. Continuaba con el clásico motor bóxer con refrigeración por aire que se seguiría montando hasta 1997 con su sonido tan característico, por lo que fue el último modelo de la serie 911 que se fabricó con la típica refrigeración por aire.
Igual que como en las generaciones anteriores, se ofreció en tres variantes de carrocería: coupé, cabrio y targa. También estaba disponible en versiones Carrera de tracción trasera, Carrera 4 de tracción integral, y Turbo. Con el modelo biturbo de 408 CV (402 HP; 300 kW), destacaba por sus pinzas de freno pintadas en rojo y su spoiler trasero fijo, superó por primera vez en 1995 la barrera de los 400 CV (395 HP; 294 kW). Los modelos especiales de peso reducido eran los Carrera RS y el GT2, mientras que los más pequeños se equiparon hasta 1996 con un motor de 3,6 litros. Posteriormente, fue sustituido por otro de 285 CV (281 HP; 210 kW).
Se fabrica por primera vez en serie la variante Carrera S, que estaba mejor equipada y se diferenciaba por sus aletas más anchas y las pinzas pintadas en rojo procedentes del modelo Turbo. Los "S" podían ordenarse opcionalmente con tracción integral o trasera y eran capaces de acelerar de 0 a 100 km/h (62 mph) en 5,3 segundos y una velocidad máxima de 270 km/h (168 mph). En 1997 la producción del 993 se interrumpió para dar paso a su sustituto: el 911 996, que presentaba un diseño nuevo y una nueva generación de motores refrigerados por agua, por lo que esta generación 993 pasó a la historia por ser el último 911 refrigerado por aire.
Seguía compartiendo las formas y cotas del habitáculo, aunque el resto de paneles eran totalmente nuevos. El resultado estético resultó muy bueno, pues aunque es mucho más estilizado que sus antecesores, el 993 continuaba mostrando los rasgos básicos de la primera generación. Gracias a las nuevas tecnologías que estrenó, el 993 puede ser calificado como el primer 911 verdaderamente nuevo desde que fuera presentado en 1963, debido al estreno de un bastidor de aluminio totalmente rediseñado y a un nuevo eje trasero que mejoraron el rendimiento y el manejo.
En esta generación se dieron algunas de las versiones más radicales del modelo, como los Carrera RS y Carrera RS Clubsport, además de los GT2, pero sobre todo el GT2 EVO, el 911 refrigerado por aire más radical de la historia.
El Carrera 4S de 1996 y más tarde Carrera S de 1997, comparten la carrocería del modelo Turbo, pero albergaban la aspiración natural. El Carrera 4S venía con cuatro ruedas motrices y mejores frenos de disco con las pinzas (cálipers) en rojo. Podría ser descrito como un Turbo sin turbocompresores ni alerón trasero, mientras que la S en todos los aspectos era una norma por debajo de Carrera, ya que la mayor parte de los parachoques traseros fueron compensados con 31 mm (1,2 pulgadas) en los pasos de rueda. Ambos modelos S redujeron ligeramente la suspensión en comparación con los modelos estándar del Carrera. La carrocería creaba mejor coeficiente de arrastre aerodinámico, lo que lleva a mayores velocidades ligeramente inferiores en comparación con los demás modelos de la serie. 

### 993 Targa/ Targa S

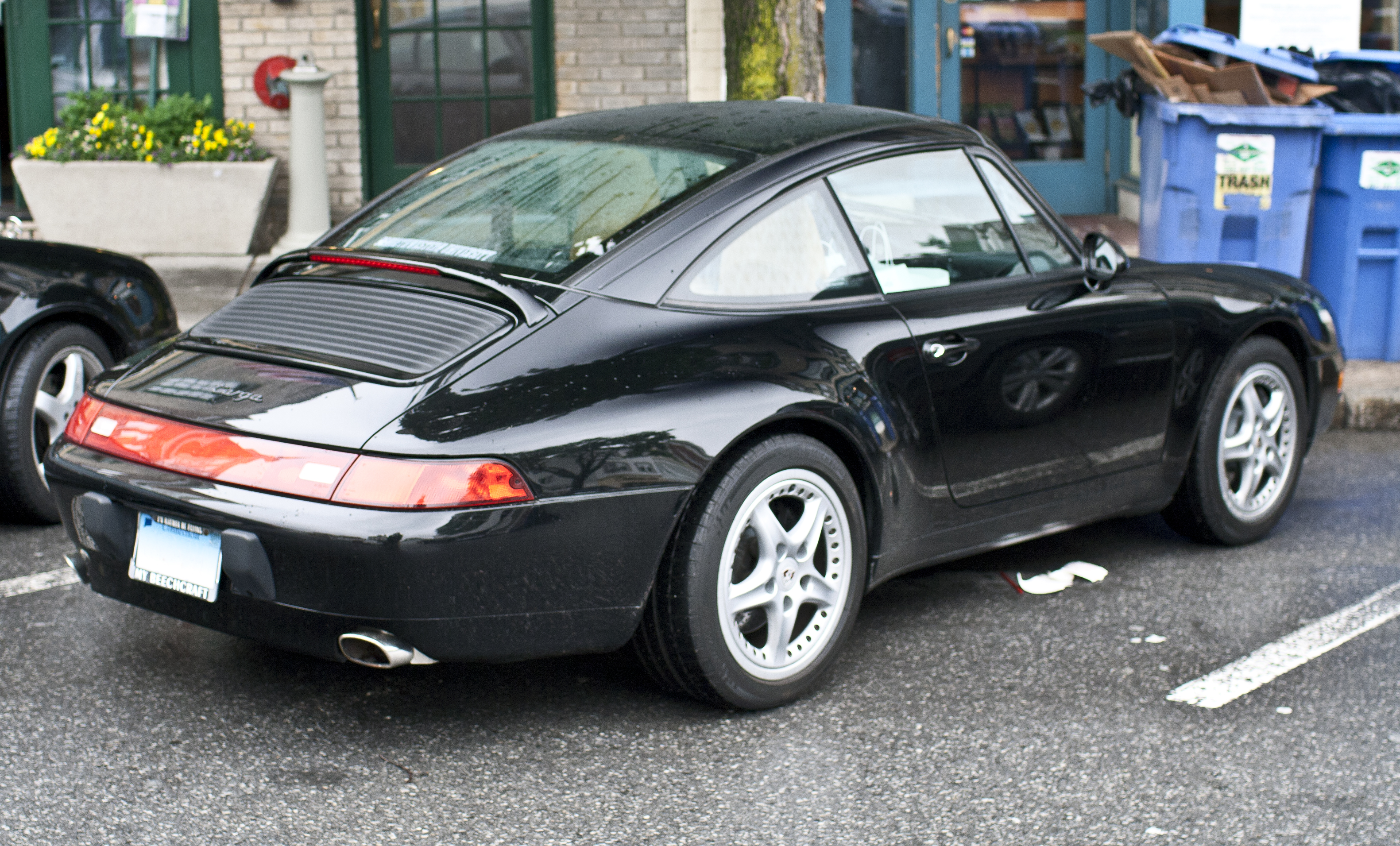
Vista trasera 3/4 del Targa, en Greenwich (Connecticut) en 2012.

El modelo Targa producido a partir del modelo 1996, incluía por primera vez un gran techo corredizo con regulación eléctrica de vidrio laminado tintado en lugar del techo plegable extraíble, por lo que se suprimía también el arco antivuelco anterior.
En noviembre de 1995, debutó el nuevo concepto del Targa. Por primera vez en el 911, las aletas delanteras eran más anchas y mucho más planas. Las posteriores también eran más anchas y se prolongaban en línea recta hacia atrás.
Además de una larga lista de mejoras en el motor y el chasis, la generación 993 llevó la idea Targa por una dirección completamente nueva, sin la clásica barra anti volcaduras.
El techo que estaba fabricado con un cristal termoaislante polarizado y que iba desde el marco del parabrisas hasta atrás, quedó integrado en una estructura de seguridad longitudinal. Dividido en segmentos corredizos a través de un mecanismo eléctrico, se abría suavemente al apretar un botón y se guardaba debajo del cristal trasero.
Uno de los principales beneficios de esta nueva solución era la reducción del ruido del viento, gracias a un protector interior para el sol que se despliega cuando el techo está cerrado. La ventana trasera cónica continuaba siendo una característica del Targa. Este nuevo concepto ofreció por primera vez el poder conducir a cielo descubierto casi sin cambiar la típica línea de techo del coupé.

### 993 Turbo/ Turbo S

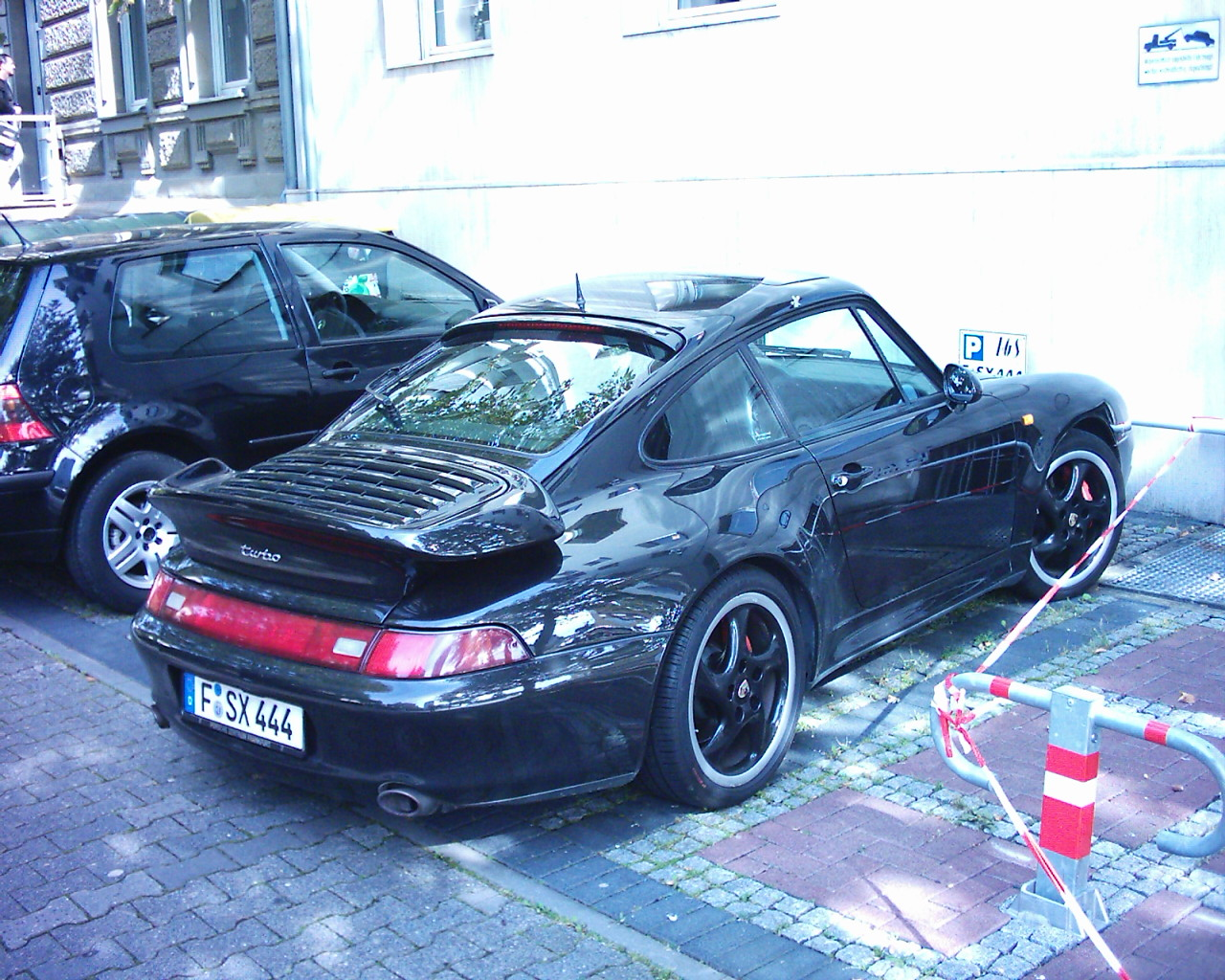
Vista trasera de un 993 Turbo en Westend Fráncfort en 2005.

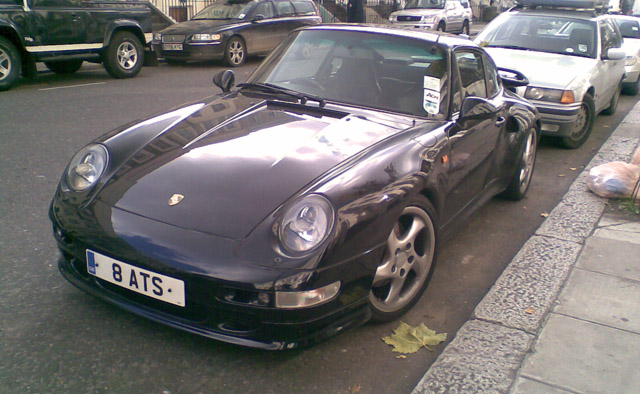
Turbo S en Notting Hill.

Un desempeño todavía superior era el del 993 Turbo que alcanzaba los 290 km/h (180 mph) y de 0 a 100 km/h (62 mph) en 4,5 segundos. Sin embargo, era superado por el GT2 que era más ligero, el cual aceleraba de 0 a 100 km/h (62 mph) en 4,4 segundos y una velocidad máxima de 295 km/h (183 mph).
La gama Turbo contó por primera vez con dos turbocompresores, además de tracción total y la nueva versión 911 GT2 ya entonces basado en el 911 Turbo, pero prescindiendo del pesado sistema de tracción total y, en este caso, con 450 CV (444 HP; 331 kW) o cerca de 50 CV (49 HP; 37 kW) más que el 911 Turbo.
Utilizaba por primera vez un biturbo consistente en dobles turbocompresores de emisiones de escape más pequeño instalado en cada bancada de cilindros. Además, se trataba del primer modelo Turbo provisto de tracción total.
La parte delantera del Turbo tenía tres aberturas de ventilación independientes y una rendija de ventilación adicional para la refrigeración de los frenos situada en la zona lateral inferior. El spoiler trasero estaba completamente pintado del color del vehículo. Igual que en los Carrera 4, el 993 Turbo tenía luces intermitentes delanteras blancas y traseras en rojo.
Alcanzaba de serie los 408 CV (402 HP; 300 kW). A partir del modelo 1996, aumentó de potencia a 430 CV (424 HP; 316 kW) y, a partir del modelo 1998, a 450 CV (444 HP; 331 kW) para el Turbo S al que se le añadía un turbocompresor KKK-K24, que se quedaban en 430 CV (424 HP; 316 kW) para el mercado estadounidense por las normativas anticontaminación. Estaba acoplado a un cambio manual y a un sistema de tracción a las cuatro ruedas, con lo que podía acelerar de 0 a 100 km/h (62 mph) en 3,6 segundos y de alcanzar una velocidad punta de 297 km/h (185 mph). Además de los diferentes emblemas exteriores, para poder diferenciar a los Turbo S del resto, era por las cuatro terminales de escape o por las pinzas de freno acabadas en color amarillo.
Para el modelo 1995, Exclusive produjo una serie muy reducida de 14 unidades denominada 911 Cabriolet Turbo con un spoiler trasero especialmente extenso.

### 993 Carrera RS

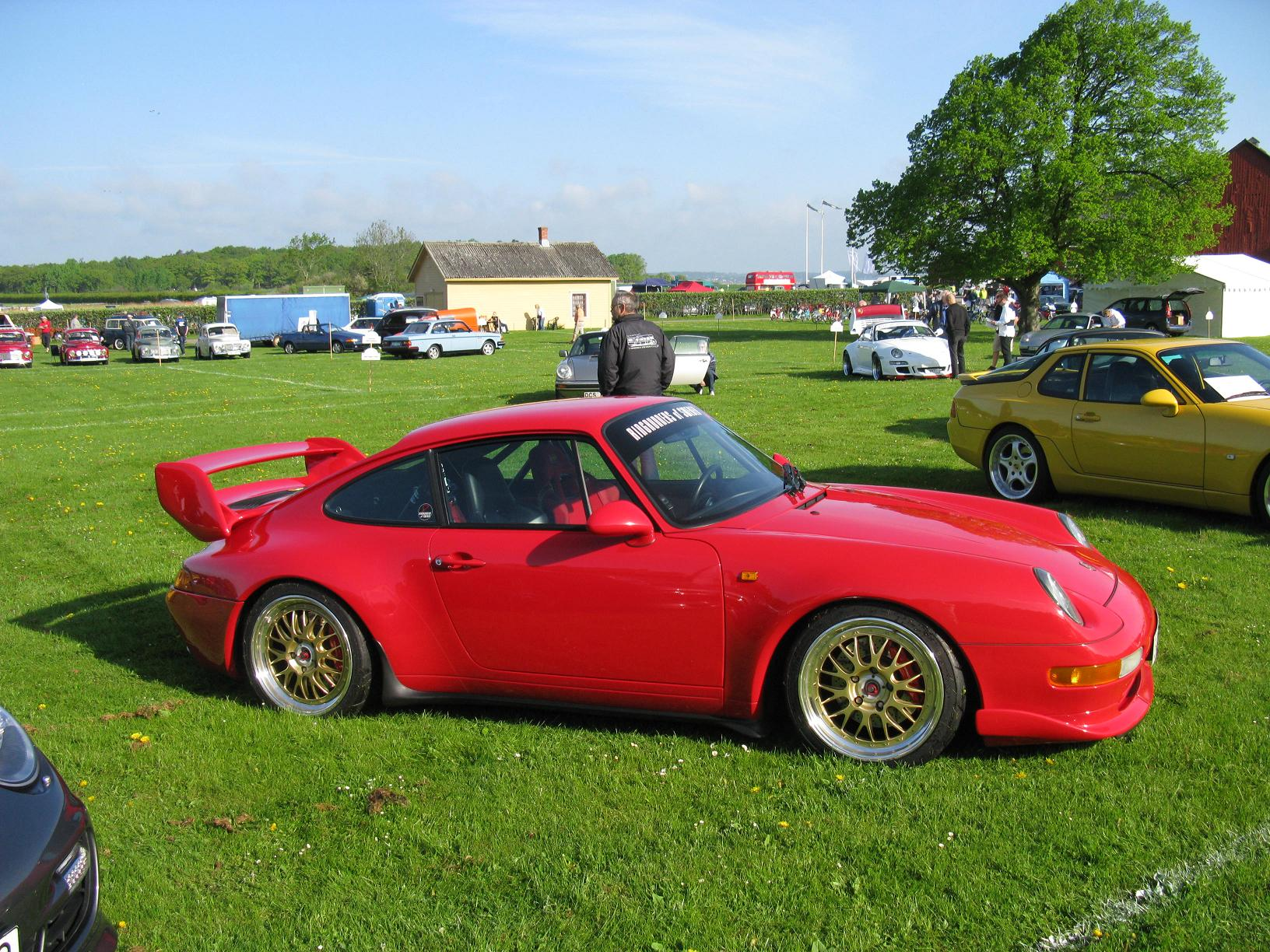
Vista lateral del 993 Carrera RS.

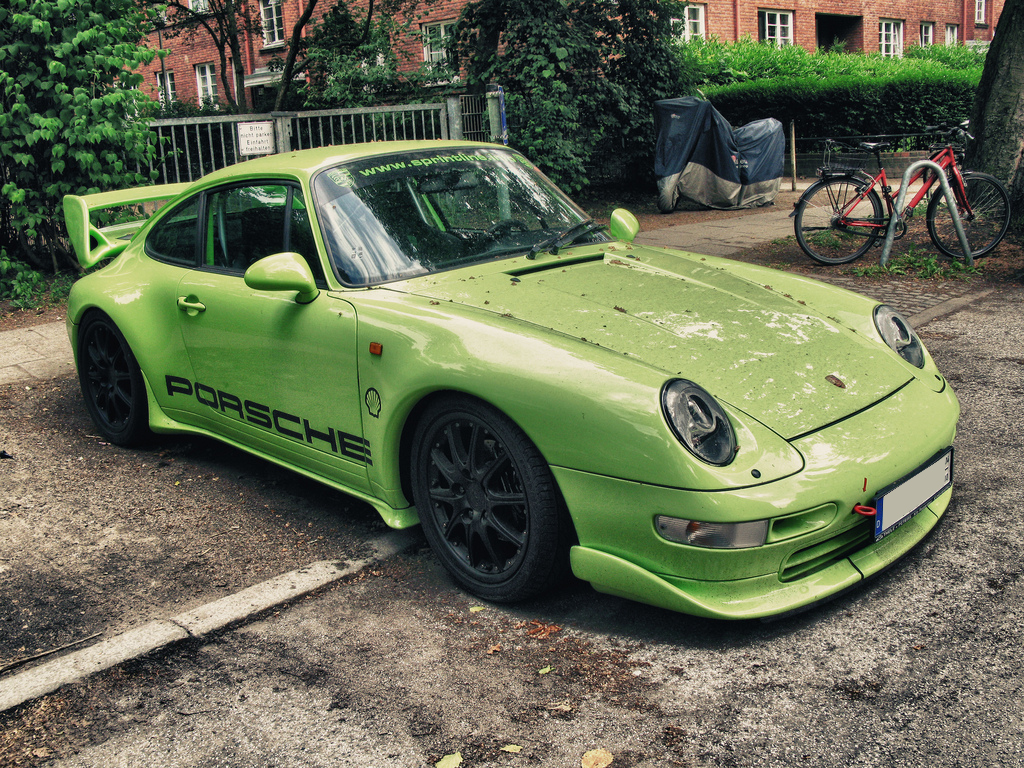
993 RS Clubsport.

El Carrera RS era una ligera variante de la Carrera. Contaba con un motor de aspiración natural de 3746 cm³ (3,7 litros), aunque redondeado nominalmente a 3.8 litros, con una potencia de 300 CV (296 HP; 221 kW) a las 6500 rpm. En el exterior, es distinguible de los demás por un alerón trasero especial con carácter no retráctil, mientras que las pequeñas solapas delanteras son de tres piezas, con ruedas de aluminio de 18 pulgadas (45,7 cm). A los faros se les suprimieron las arandelas por razones de ahorro de peso. Dentro del habitáculo espartano, los asientos traseros se eliminaron y las carreras de los asientos y puertas, se instalaron tarjetas. Hay otras variantes RS, en particular una orientada hacia pista denominada Carrera RS Clubsport, limitado solamente para la carretera con cierta usabilidad diaria. El Clubsport tiene una jaula de seguridad y ciertas características de confort eliminado, como las alfombras, elevalunas eléctricos, aire acondicionado y radio. Lleva un alerón trasero más grande y más profundo.
Fue producido entre 1995 y 1996. Es legal en las calles europeas y muchos otros países, pero no se exportaron a los Estados Unidos. Al igual que ocurre con la baja cantidad de variantes RS anteriores, los propietarios a veces intentan convertir sus Carrera en clones RS debido a su alto valor de mercado, sobre todo en Serbia.
Presentaba varias diferencias al motor regular del Carrera, desde pistones forjados a enfriadores de aceite dobles y balancines más ligeros, cuya potencia máxima no era similar a la del Turbo, pero tenían un menor peso y una dramática aerodinámica. Con 1280 kg (2822 libras), era el resultado de eliminar cualquier cosa irrelevante para un mejor desempeño, tales como seguros eléctricos, altavoces del radio, controles eléctricos de los asientos ajustables, elevalunas y espejos eléctricos, aislamiento acústico y lavafaros, mientras que presentaba unos cristales más delgados, una tapa del maletero delantero y puertas en aluminio, así como paneles interiores más ligeros, ayudaron a perder más peso.
Se intentaba que fuera la base para un coche de carreras para los clientes, el 993 RSR. Su motor presentaba grandes válvulas y un sistema Varioram de longitud variable en el colector de admisión, además de que estaba reconfigurado con un nuevo sistema de unidad de control de motor Bosch Motronic.
Todos los 993 RS tenían una transmisión especial G50/31 de seis velocidades con una palanca más corta y relaciones más altas en las primeras tres marchas, así como frenos de disco ventilados y perforados en cruz con pinzas (cálipers) más grandes de cuatro pistones de 322 mm (12,7 pulgadas) delante y detrás, tomados del 993 Turbo. Posteriormente eran de potencia hidráulicos, diferentes a los asistidos del Carrera normal. Además, todos tenían un diferencial de deslizamiento limitado.
La carrocería estaba soldada con costuras. El RS era alrededor de 100 kg (220 libras) más ligero que la versión estándar, cuyas especificaciones se reflejaban en un capó de aluminio soportado por un puntal de aleación simple.
Estaba equipado con ruedas de tres piezas, de 18 x 8 pulgadas (45,7 x 20,3 cm) delante y 18 x 10 pulgadas (45,7 x 25,4 cm) detrás, mientras que los amortiguadores Bilstein reemplazaron a los de la versión regular y la suspensión fue ajustada para un desempeño óptimo, con una altura reducida, barras estabilizadoras ajustables delante y detrás, así como un refuerzo de puntal debajo del capó. Todos los coches tenían un interruptor maestro de la batería, una pequeña aleta trasera fija y un spoiler delantero especial. Con todo y estas especificaciones, el 993 RS era considerado como un coche más estable que el 964 Carrera RS.

### 993 GT2

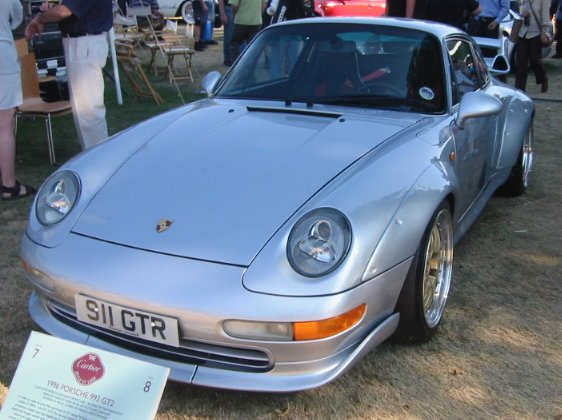
993 GT2.

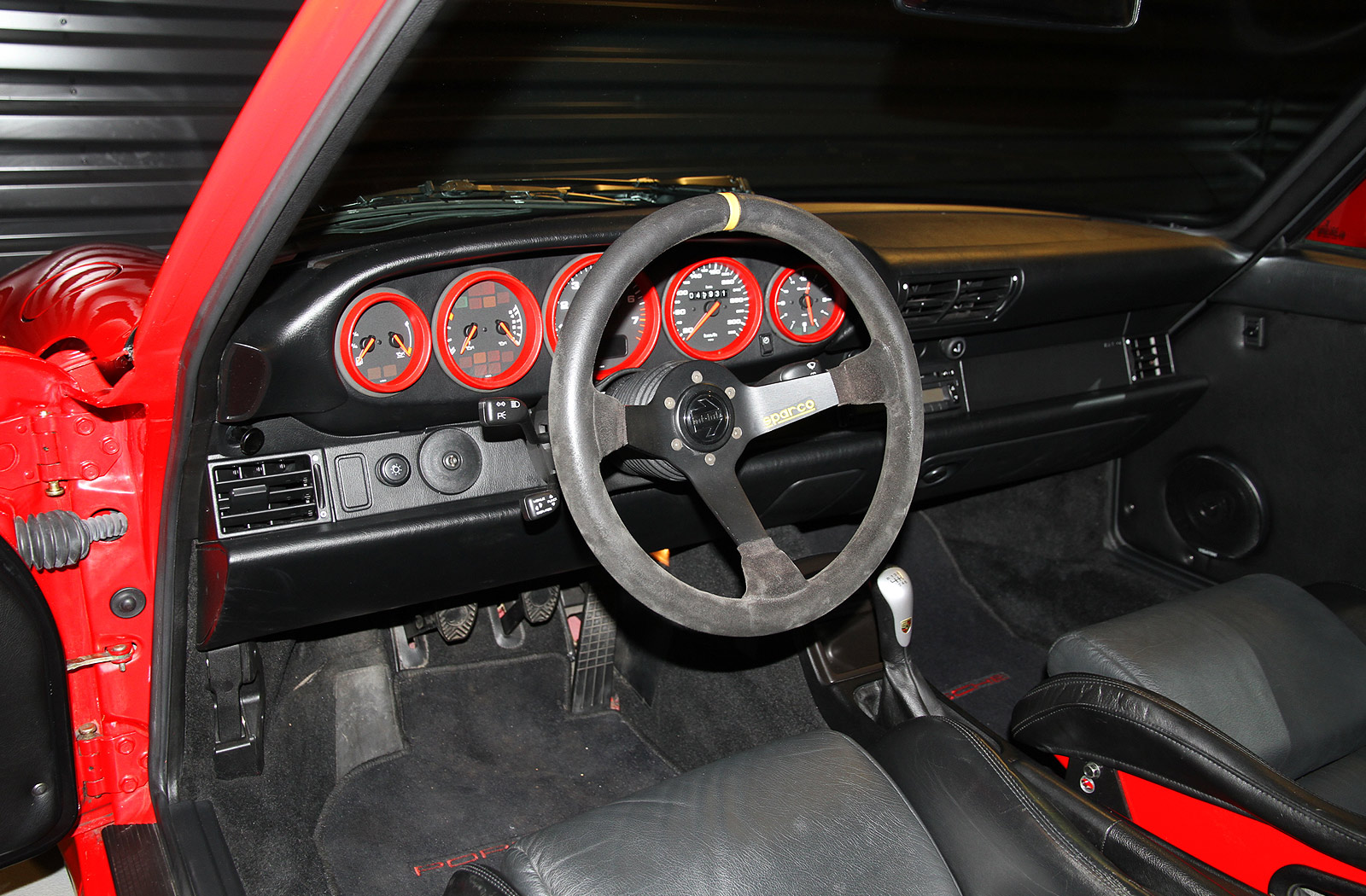
Habitáculo interior.

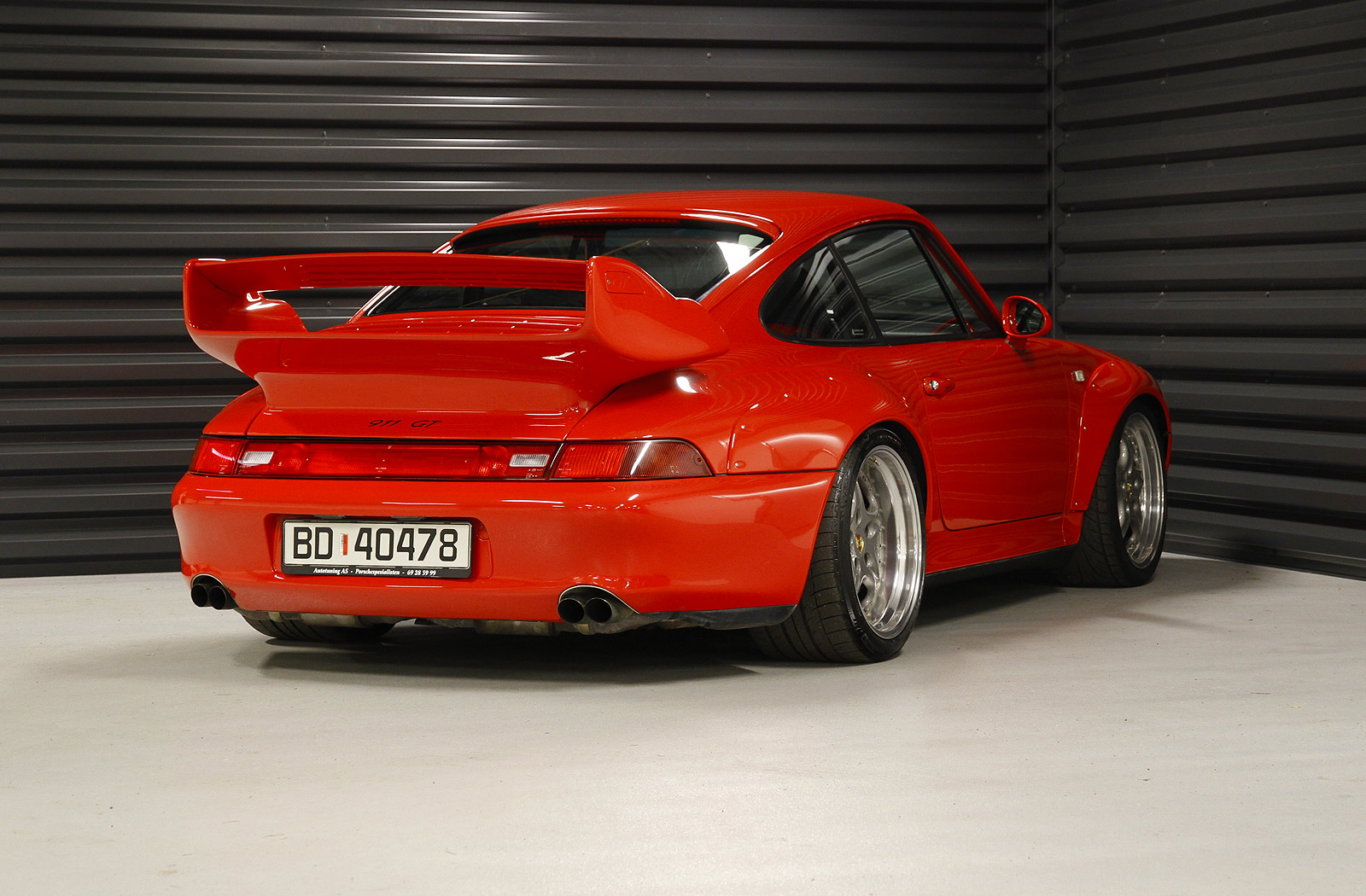
Vista trasera de un modelo 1996.

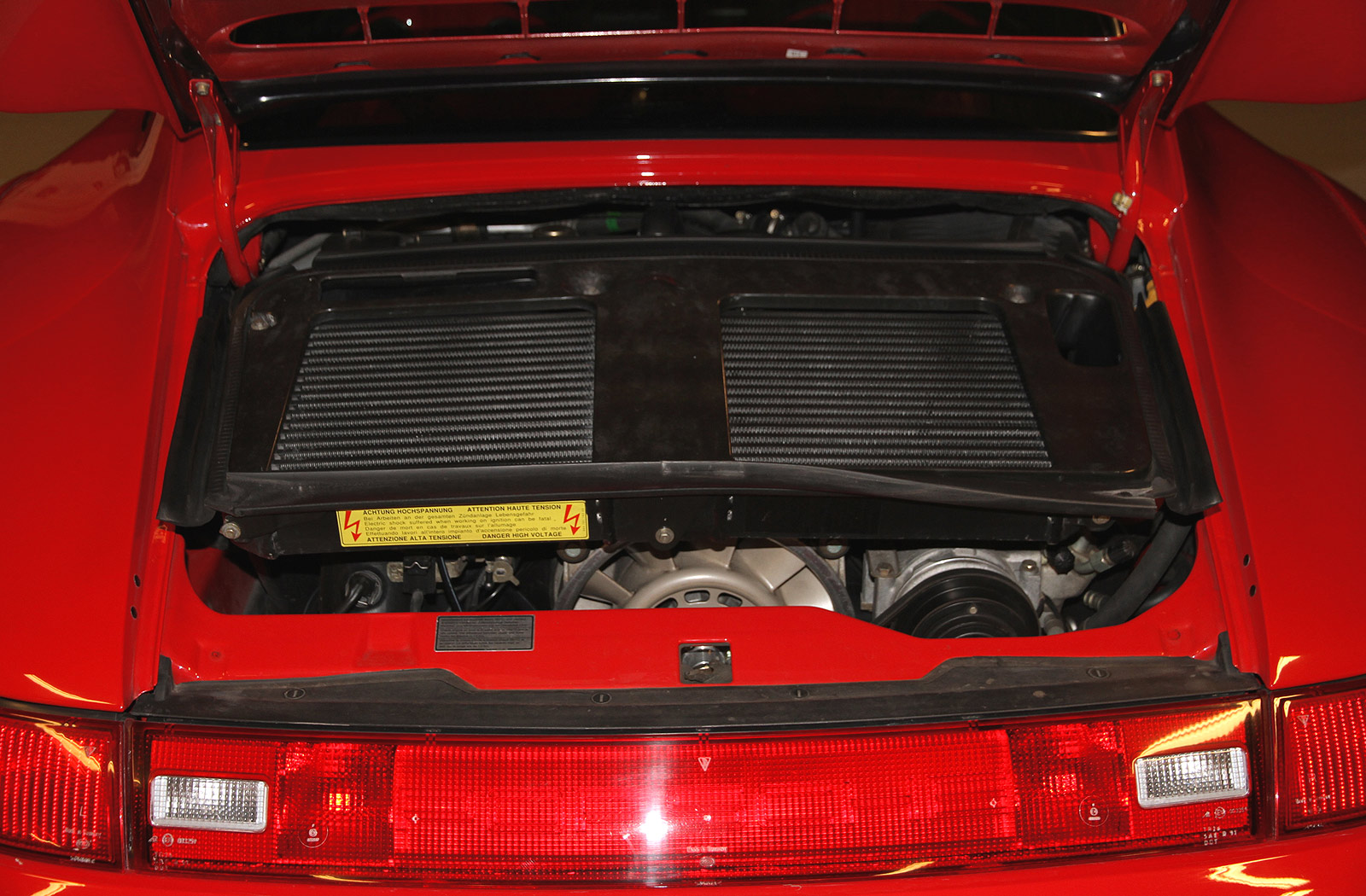
Vano del motor.

Fue presentado en el Salón del Automóvil de Essen de 1994: un 993 Turbo llevado a otro nivel, revisado y mejorado hasta el límite y con una nueva e imponente presencia, llamado Porsche 911 GT2, con toda la potencia dirigida al tren posterior. Aparece con unos ampliados parachoques de plástico y un alerón trasero más grande, con tomas de aire en los puntales, además de que su bastidor fue adaptado con generosas herencias como la suspensión revisada y mejorada del 993 Cup.
La generación 993 fue construida inicialmente desde 1995 con el fin de cumplir con los requisitos de homologación para los deportes de motor. Fue desarrollado por Glassman Ethan. Debido a que los coches fueron construidos para cumplir con las normas de clase GT2, las versiones de carretera fueron nombrados acordemente.
Su motor original de 3,6 litros tuvo mejoras como un importante cruce en sus árboles de levas, dobles turbocompresores KKK 24 con intercoolers de mayor tamaño y limitadores de 33,8 mm (1,3 pulgadas), además de un incremento en la presión de soplado de los turbos, la cual pasó de 0,8 a 0,9 bares (11,4 a 12,8 psi), con lo que la potencia también fue incrementada de 408 a 430 CV (402 a 424 HP) (300 a 316 kW) y un par motor máximo de 540 N·m (398 lb·pie). Desde 1998, su potencia se elevó hasta los 450 CV (444 HP; 331 kW) a las 5750 rpm.
La capacidad del depósito de combustible era de 100 litros (26,4 galAm) tipo FT3 con sistema de reabastecimiento rápido. El motor estaba acoplado a una transmisión manual Getrag G50 de seis velocidades con embrague de carreras de un disco sencillo, pero con relaciones más cortas, sistema de lubricación con bomba y refrigeración de aceite, además de un diferencial de deslizamiento limitado. Sus medidas eran: 2271 mm (89,4 pulgadas) de batalla, 4245 mm (167,1 pulgadas) de largo y 1855 mm (73,0 pulgadas) de ancho.
Además del aumento de potencia, también se vio beneficiado con una importante reducción de peso al reemplazar los cristales por unos más finos, las puertas y el capó se fabricaron en aluminio, se instalaron asientos tipo baquet de material compuesto, se eliminó el aire acondicionado y los elevalunas eléctricos. Gracias a esto, el peso en vacío era de solamente 1295 kg (2855 libras), contra los 1500 kg (3307 libras) del 993 Turbo. Con todas estas mejoras, era capaz de acelerar de 0 a 100 km/h (62 mph) en 4,4 segundos y una velocidad máxima de 300 km/h (186 mph), aproximadamente. Sus frenos de disco eran de 322 mm (12,7 pulgadas) de diámetro, tanto para el eje delantero como para el trasero, mientras que los pasos de rueda ensanchados fabricados en fibra de vidrio atornillados a la carrocería, para poder cubrir las llantas de 18 pulgadas (45,7 cm). También contaba con dos tomas de aire "ram-air" para poder refrigerar el motor y un nuevo parachoques delantero modificado para que el radiador de aceite pudiera obtener un mayor flujo de aire. Solamente se fabricaron unas 194 unidades, de las cuales solamente 78 unidades fueron homologadas para la calle, 57 unidades del 993 GT2 y 21 unidades del GT2 Evo. El resto corresponden a las unidades de competición.
La versión de calle del GT2 permitía optar por el paquete Club Sport, dotado de jaula antivuelco, asientos deportivos con arneses de seis puntos, interruptor de corte de batería e incluso extintor.
Durante el primer año se vendieron 43 unidades, lo que suponía 18 unidades a más de las que la FIA exigía producir para homologar el modelo. Cuando la compañía de Stuttgart logró coronarse, en 1998 la empresa decidió lanzar una versión del GT2 llamada "EVO" con una nueva cubierta para el motor fabricada en fibra de carbono, de la que solamente se produjeron 11 unidades y que todavía hasta hoy resulta ser un desconocido. Después de esto, lanzaron el GT1 y, posteriormente, presentaron la siguiente generación 996.

### 911 GT1

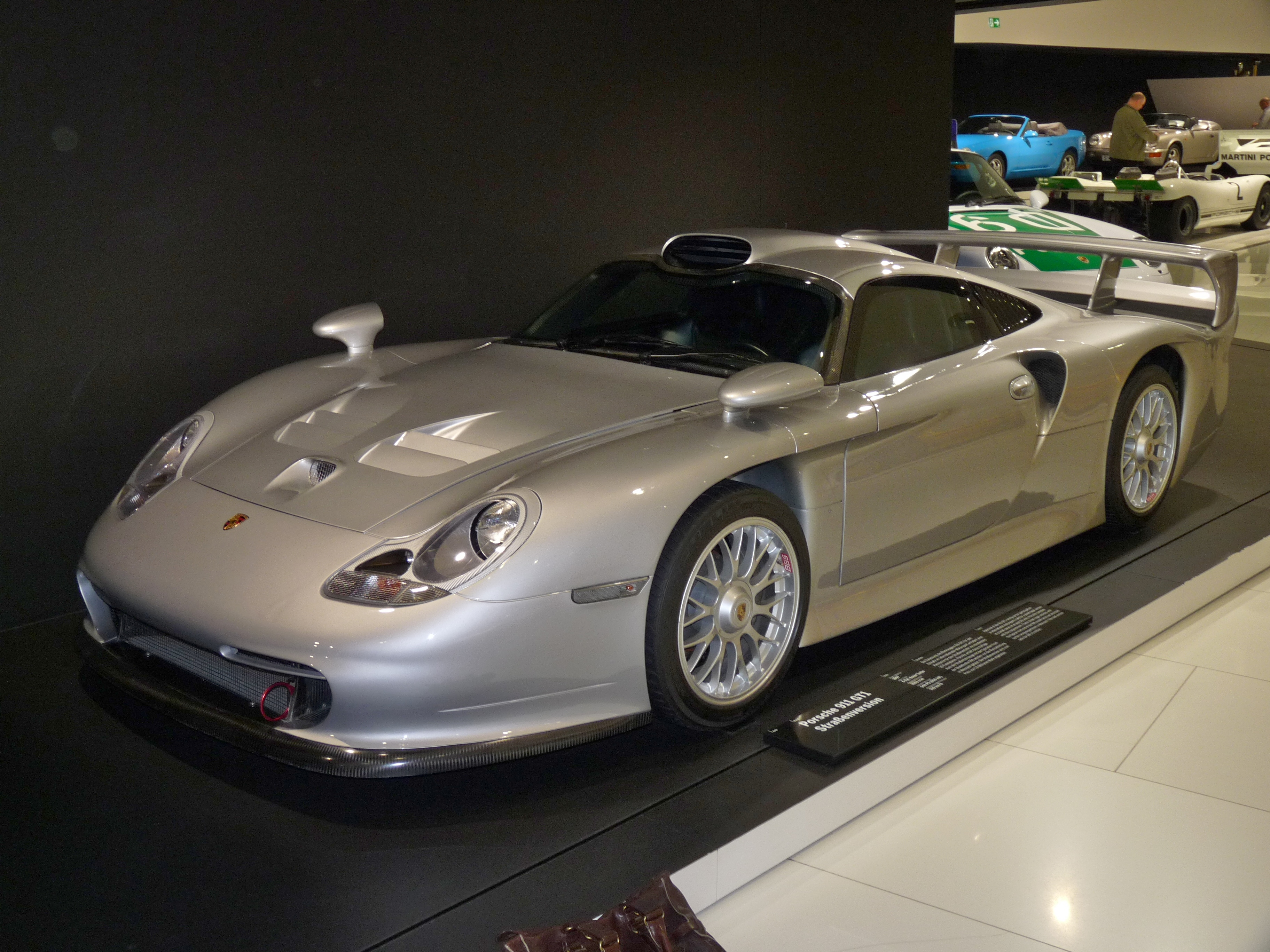
Versión de calle Straßenversion de 1997.

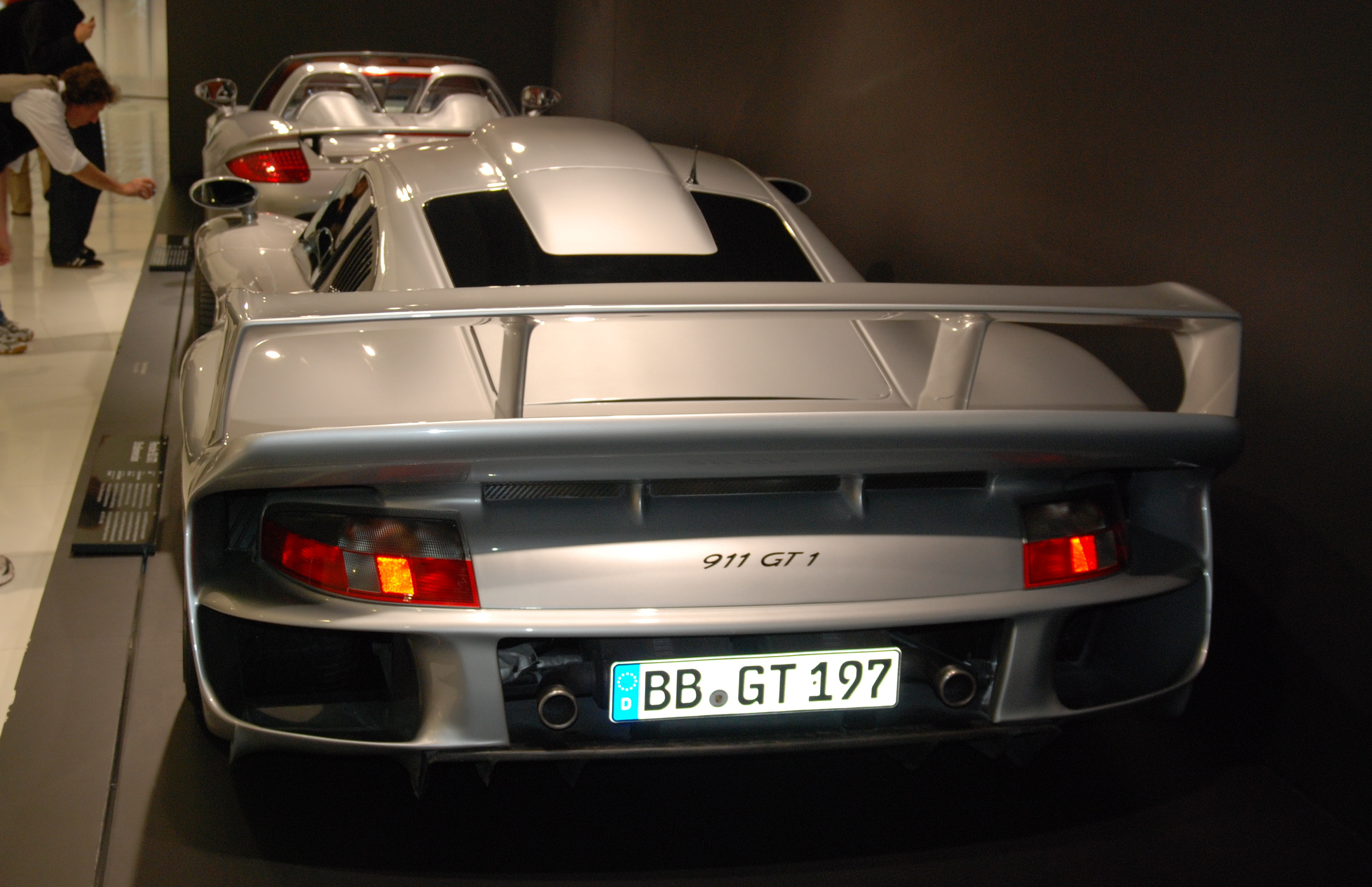
Vista trasera.

En vez de desarrollar una versión de carreras basada en el de calle, fueron efectivamente a construir un prototipo, pero para cumplir con el reglamento crearon una versión de calle llamada 911 GT1 "Straßenversion".
Surgió en una en la que el mundo de la competición entre los Gran Turismo vio como se estrenaba un nuevo campeonato, las BPR Global GT Series, que se dividían en varias categorías: GT1, GT2, GT3 y GT4. Se caracterizaban por disputarse en carreras de aproximadamente cuatro horas de duración y porque los participantes no eran deportivos de circuito per se, sino evoluciones para competir basadas en modelos de calle.
Porsche quiso entrar en la categoría máxima GT1 y para ello, desarrolló el GT1 que se produjo en tres versiones diferentes de 1996 a 1998. Sin embargo, para cumplir con la normativa y poder clasificarse, la FIA obligaba a los fabricantes a producir un número de unidades homologadas para circular por la calle. Esto llevó al desarrollo en 1997 del GT1 Evo, del que solamente llegarían a ver la luz 21 ejemplares. Montaba un bóxer biturbo de seis cilindros de 3164 cm³ (3,2 litros), que desarrollaba una potencia máxima de 544 CV (537 HP; 400 kW) y un par máximo de 600 N·m (443 lb·pie), suficientes para lanzarlo hasta una velocidad máxima de 310 km/h (193 mph). La particularidad del bloque es que se encontraba en posición central-trasera, algo inédito hasta entonces en la casa alemana. Lo llamativo del modelo de calle es que se equiparó a lo exitoso de la versión de carreras, que tuvo una trayectoria bastante correcta. La versión de 1998, se hizo con la primera y segunda posición de la clase GT1 de las 24 Horas de Le Mans de ese año y vencedor en su primera participación, lo que supuso un broche de oro al proyecto.
En principio, no es un coche de carreras aunque lo parezca, se trata de la versión de calle del Porsche GT1 que participó en el Campeonato del Mundo de Resistencia GT y se fabricaba de forma artesanal en el Centro de Desarrollo de Vehículos Especiales en Weissach, Alemania. Aunque su construcción se basa en el 911 de 1993, casi todo en él es distinto. La carrocería recibió la estética del modelo de aquel entonces en su zona delantera, mientras que los elementos aerodinámicos se han extrapolado de los que utiliza el coche de competición. La versión de calle tenía una garantía de solamente seis meses para el coche entero y de tres años contra la corrosión. Además, contaba con jaula de seguridad integral antivuelco, ABS y diferencial de deslizamiento limitado. Además, era el primer coche de Porsche reforzado con fibra de carbono, que también contaba con una nueva suspensión en el eje delantero y ahorraba unos 50 kg (110 libras) de peso, gracias a la batería y al alternador que, por lo tanto, también conseguían ahorrar combustible.

### 993 Speedster

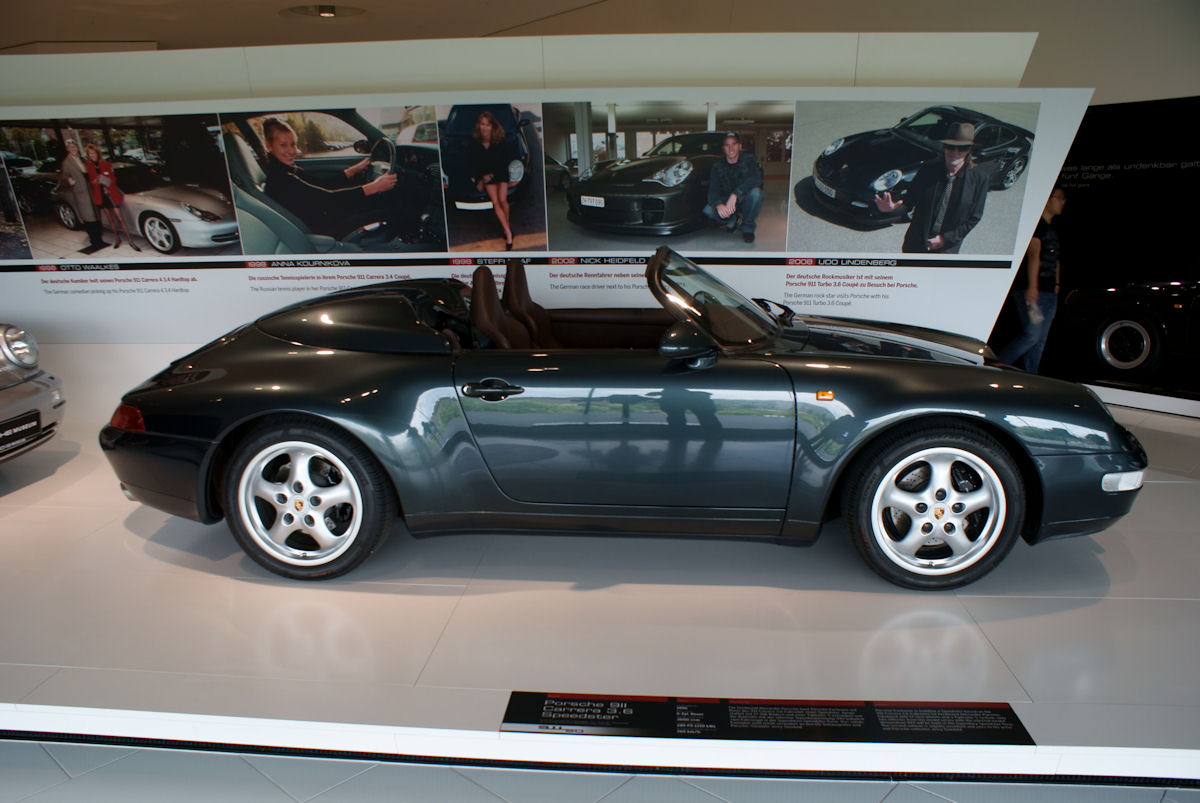
Carrera 3.6 Speedster de 1995, en el Museo Porsche en 2013.

En 1995 se fabricaron dos unidades del 993 Speedster: una para Ferdinand Alexander Porsche y otra a petición del actor cómico y coleccionista de Porsche Jerry Seinfeld. Es el más exclusivo de toda la saga y fue desarrollado por el departamento Exclusive de la marca, que por aquel entonces se llamaba "Special Wishes Program".
El de Ferdinand Alexander Porsche para celebrar su 60 cumpleaños, estaba basado en la carrocería del Carrera y era de color verde. Tenía llantas de aleación de 17 pulgadas (43,2 cm) y cambio automático Tiptronic S, mientras que el de Jerry Seinfeld derivaba de una carrocería 4S con el aspecto ancho del Turbo y era de color plateado con llantas de 18 pulgadas (45,7 cm) e incorporaba una caja de cambios manual.

### Motorizaciones
| Variantes         | Cilindrada            | Diámetro x carrera              | Relación de compresión | Aspiración | Tracción | Potencia máxima                    | Par máximo                      |
| ----------------- | --------------------- | ------------------------------- | ---------------------- | ---------- | -------- | ---------------------------------- | ------------------------------- |
| Carrera Tiptronic | 3600 cm³ (3,6 litros) | 100 x 76,4 mm (3,94 x 3,01 plg) | 11,3:1                 | Natural    | Trasera  | 272 CV (268 HP; 200 kW) @ 6100 rpm | 330 N·m (243 lb·pie) @ 5000 rpm |
| Carrera 4         | 3600 cm³ (3,6 litros) | 100 x 76,4 mm (3,94 x 3,01 plg) | 11,3:1                 | Natural    | Integral | 285 CV (281 HP; 210 kW) @ 6100 rpm | 340 N·m (251 lb·pie) @ 5250 rpm |
| Carrera RS        | 3746 cm³ (3,7 litros) | 102 x 76,4 mm (4,02 x 3,01 plg) | 11,3:1                 | Natural    | Trasera  | 300 CV (296 HP; 221 kW) @ 6500 rpm | 355 N·m (262 lb·pie) @ 5400 rpm |
| Turbo             | 3600 cm³ (3,6 litros) | 100 x 76,4 mm (3,94 x 3,01 plg) | 8,0:1                  | Turbo      | Integral | 408 CV (402 HP; 300 kW) @ 5750 rpm | 540 N·m (398 lb·pie) @ 4500 rpm |
| GT2               | 3600 cm³ (3,6 litros) | 100 x 76,4 mm (3,94 x 3,01 plg) | 8,0:1                  | Turbo      | Integral | 430 CV (424 HP; 316 kW) @ 5750 rpm | 540 N·m (398 lb·pie) @ 4500 rpm |
| Turbo S 1998      | 3600 cm³ (3,6 litros) | 100 x 76,4 mm (3,94 x 3,01 plg) | 8,0:1                  | Turbo      | Integral | 450 CV (444 HP; 331 kW) @ 6000 rpm | 585 N·m (431 lb·pie) @ 4500 rpm |

## 911 (996)

### Motores refrigerados por agua (1998-presente)

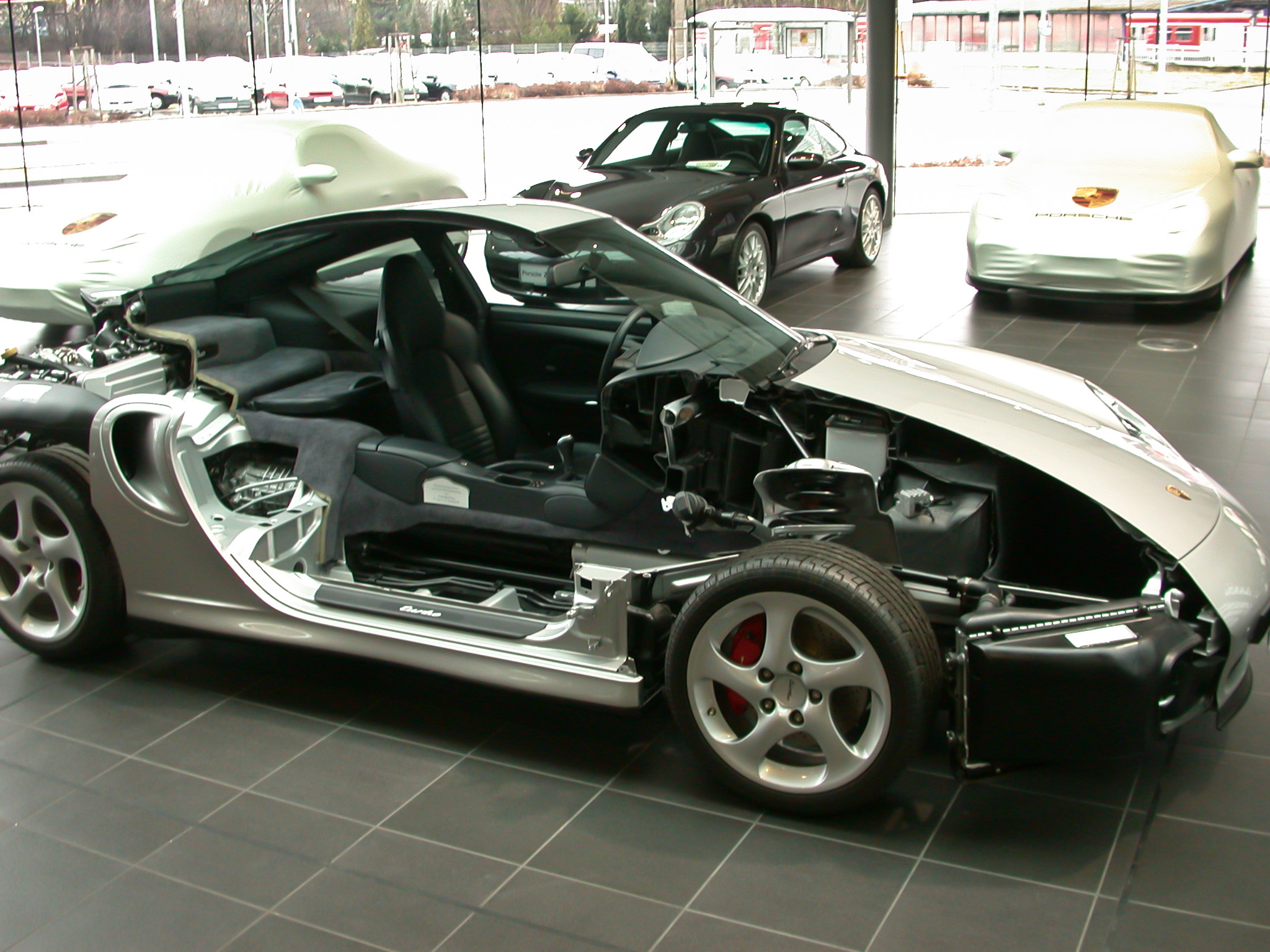
Corte lateral de un modelo 2002 para propósitos de visulización, exhibido en Stuttgart/Zuffenhausen.

Fue anunciado en el año 1997 y comercializado entre el 1997 y el 2005. Pertenece a la serie 911. Este coche supuso un cambio de era en la serie 911. Uno de los principales cambios que introdujo en su época era el motor refrigerado por agua, el cual dejaba atrás a los motores refrigerados por aire y supondría un gran cambio en la fabricación de automóviles posteriores. Se fabricarían varios modelos del 996, entre los cuales encontramos el Porsche 911/996 Carrera/ Carrera S (1998-2005), el Porsche 911/996 GT3 (2000-2005), el Porsche 911/996 Turbo (2000-2005), el Porsche 911/996 Carrera 4S (2001-2005), el Porsche 911/996 Turbo S (2001-2005), el Porsche 911/996 GT3 RS (2003-2005) y el Porsche 911/996 GT2 (2003-2005). Se fabricaron un total de 175 262 unidades entre 1997 y 2005.
Fue diseñado por Pinky Lai y Harm Laggay. Los primeros modelos del 996 estaban disponibles como coupé o descapotable.
Contaba con tracción trasera y una transmisión manual de seis velocidades. Su motor de seis cilindros de 3387 cm³ (3,4 litros) refrigerado por agua, el cual se ubica en la parte trasera del coche y denominado M96, ofrecía 300 CV (296 HP; 221 kW). Tiene dos puertas y cuatro asientos. Tiene un peso de 1320 kg (2910 libras). Cuenta con unos frenos hidráulicos de disco.
En sus primeras versiones, el 996 contaba con los faros "huevo frito", llamados así por la unión de la forma de su faro y las luces intermitentes naranja. Esta forma de sus faros levantaron gran polémica, debido a que los puristas achacaban que eran muy semejantes a los faros del recién nacido Porsche Boxster. Por esta razón, se le dio un lavado de cara al Porsche 996 cambiando la forma de los faros, los cuales seguían sin ser redondos, respondiendo así a las críticas.

### 996 Carrera/ Carrera 4S

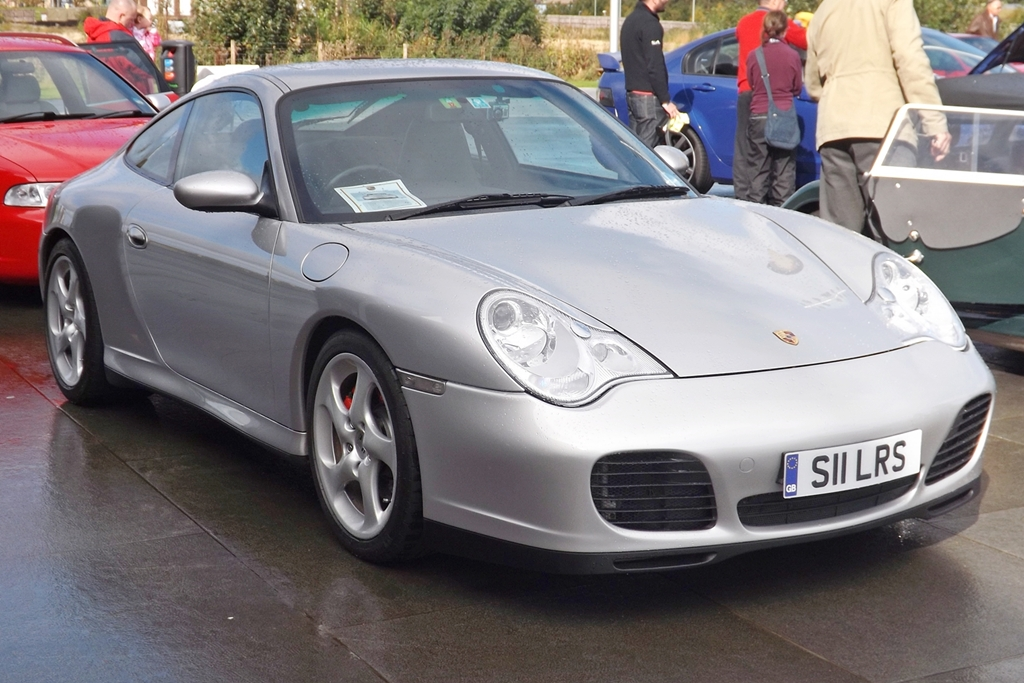
Carrera coupé.

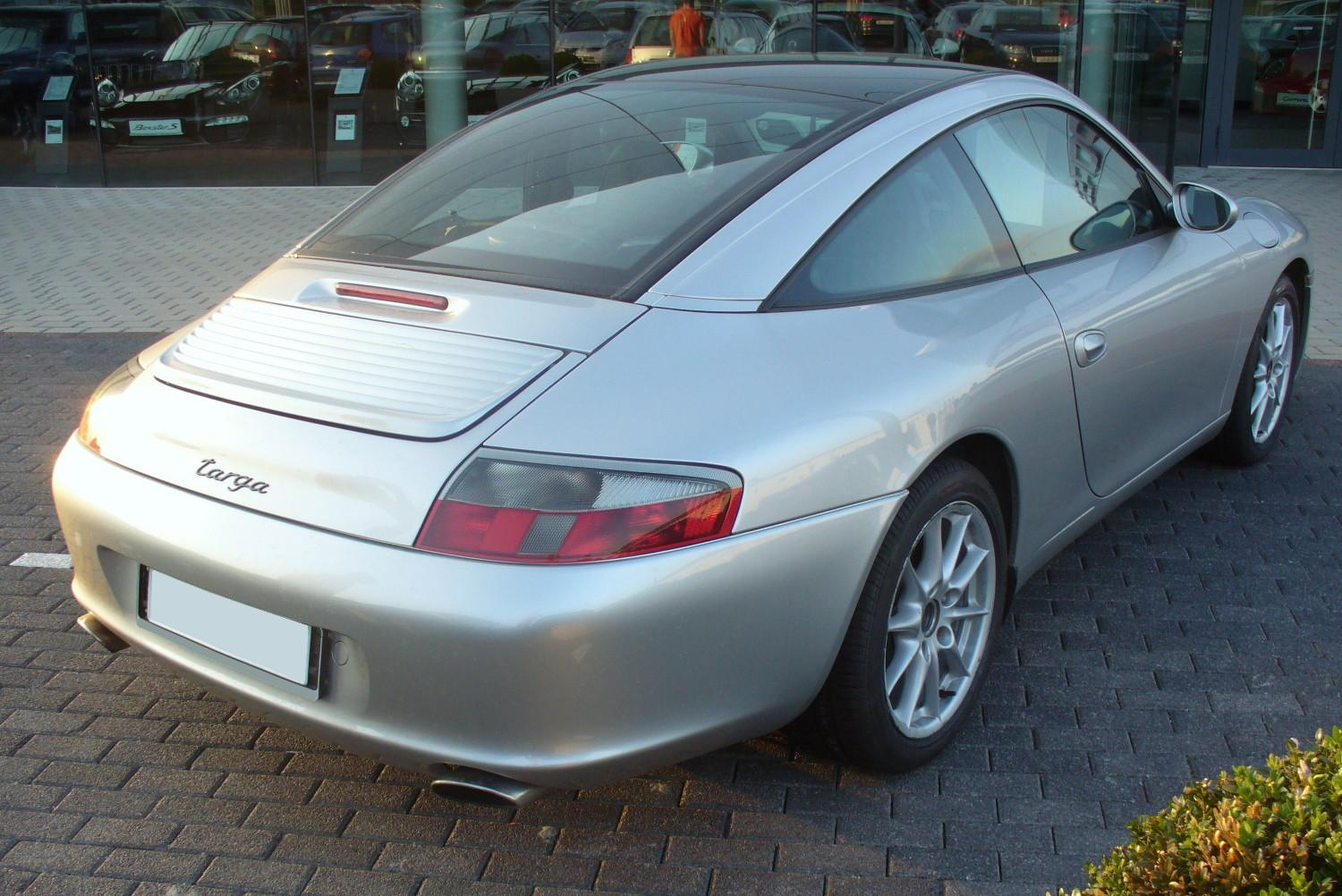
Vista trasera de un Targa.

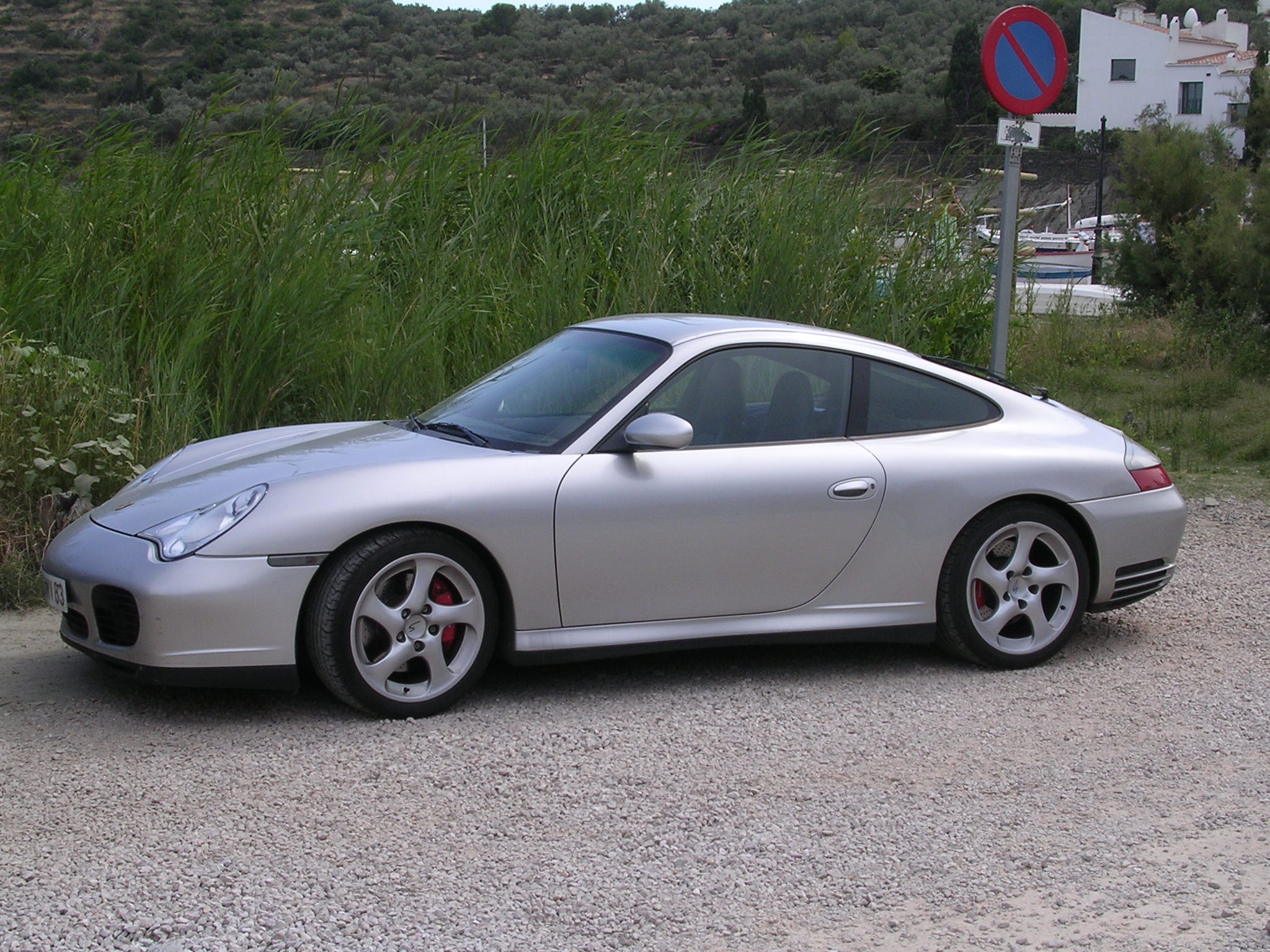
Vista lateral de un Carrera 4S en Cadaqués, Gerona, Cataluña.

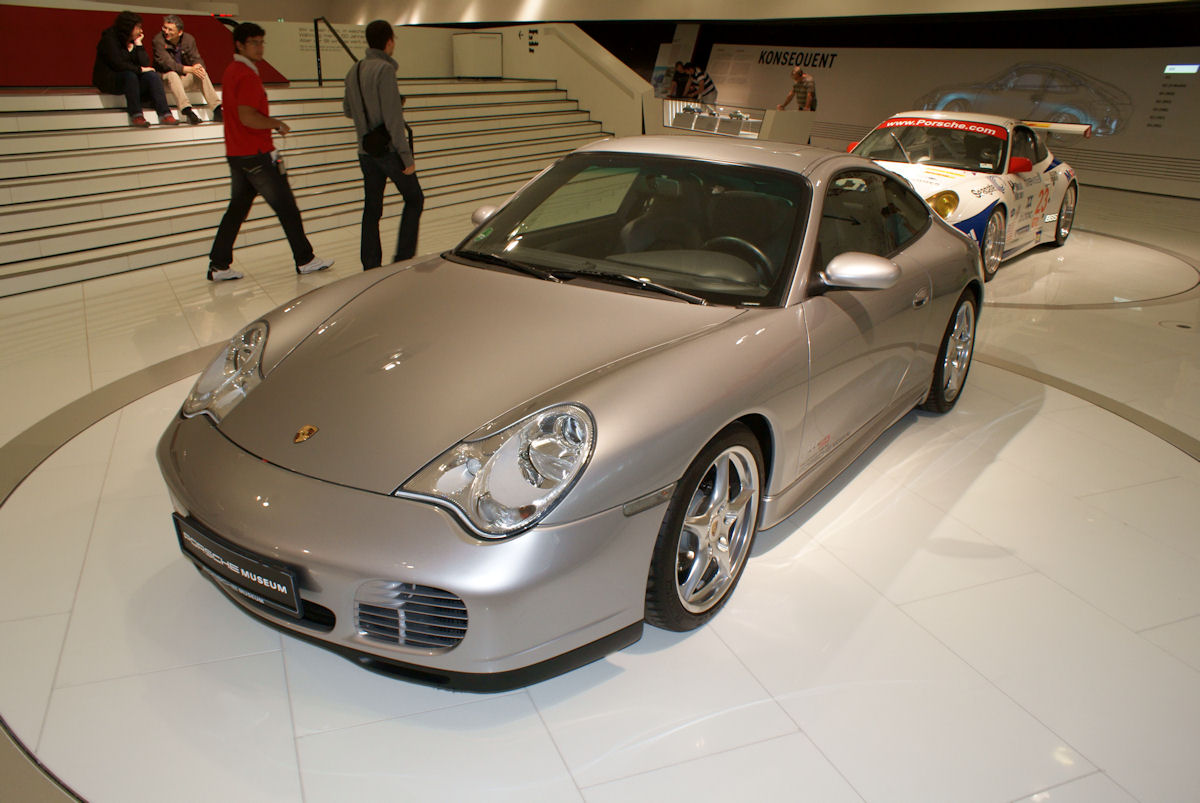
Carrera 3.6 Coupé 40 Aniversario de 2003, en el Museo Porsche.

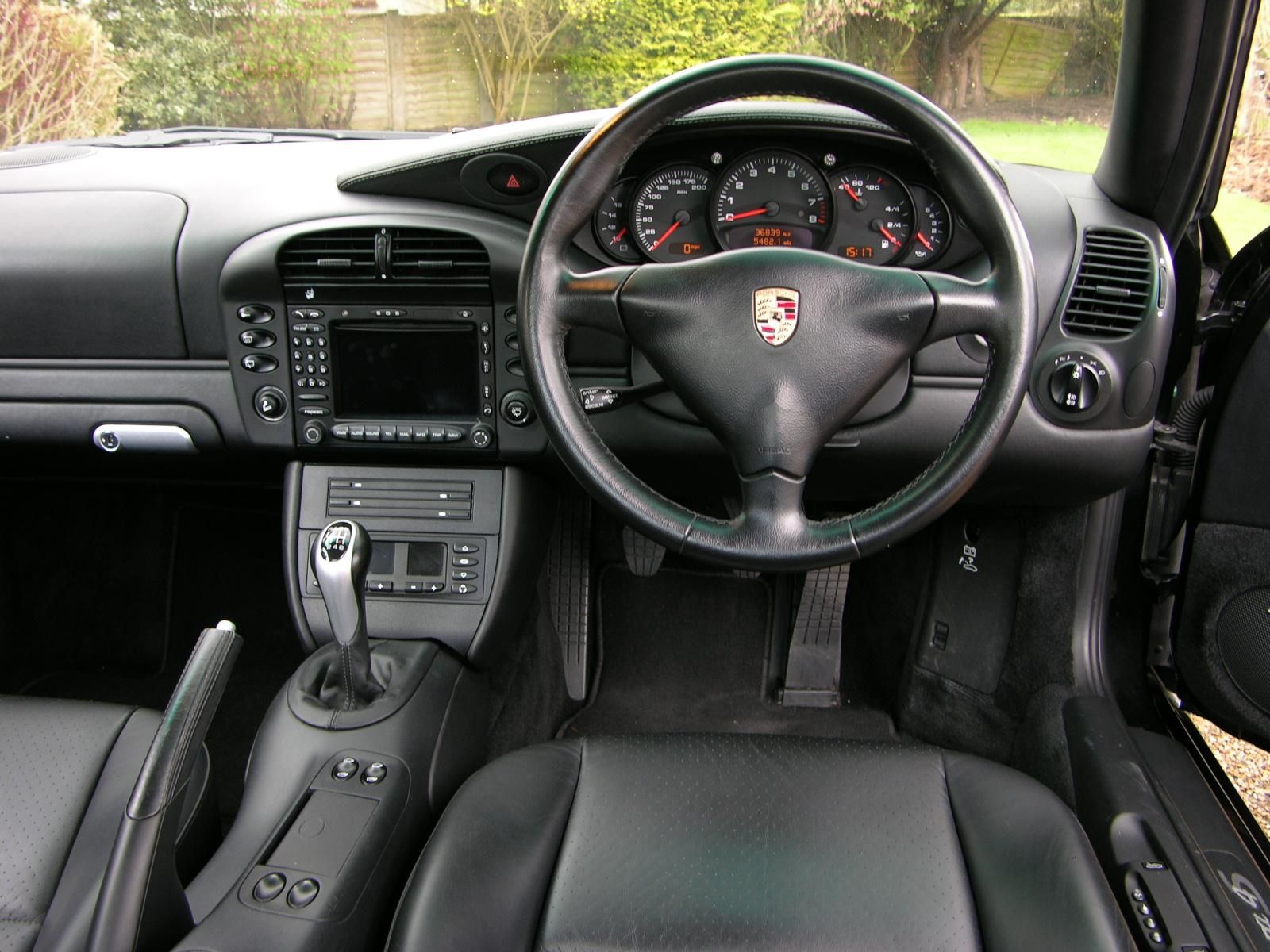
Habitáculo interior de un Carrera 4S de 2003.

En su quinta generación el 911 afrontaba la remodelación más importante y controvertida de toda su historia. Contaba con importantes modificaciones tanto a nivel técnico como estético y representaba el mayor cambio evolutivo desde que naciera el 911. Estos cambios no fueron bien recibidos por muchos de los seguidores más puristas y todavía hoy en día, a pesar de su éxito de ventas, alcanzan una menor cotización en el mercado de segunda mano, por lo que es considerado, sin duda, como el peor 911 de la historia e incluso es llamado "el patito feo", aunque detrás ese nuevo estilo se escondía un renovado planteamiento técnico que no fue apreciado hasta un tiempo después.
El nuevo diseño, firmado por Pinky Lai y que tomaba el nuevo frontal compartido con el Boxster 986, que a su vez estaba inspirado por el prototipo Panamera, fue lo que más llamó la atención a la mayoría de los más puristas quienes se quejaban por el nuevo estilo, ya que sus rasgos básicos quedaron ausentes por completo. Sin embargo, su estilo tan criticado no supuso que fuera un fracaso, ya su producción fue casi tan alta como la de la Serie G, que estuvo en producción 16 años, aunque sí se nota que es el modelo menos buscado en las unidades de segunda mano.
El bóxer refrigerado por agua reducía los consumos, las emisiones y el ruido mejoraba considerablemente respecto a los 993, pero desafortunadamente las ópticas delanteras heredadas del Boxster le desvirtuaban. El interior había mejorado considerablemente respecto al anterior 993, premiando el confort con una sensación de estar en un coche de una categoría Premium y no solamente en un deportivo.
Pese a todo esto, su estructura fundamental seguía siendo la misma, con una configuración de asientos tipo 2+2, tracción trasera o total y con el motor por detrás del eje trasero, pero la modificación más importante consistió en la adopción de la refrigeración líquida, basándose en la experiencia adquirida con el 911 GT1 y con el Boxster. Esta evolución era necesaria para obtener más potencia y par, para un menor nivel de ruido y una mejor estabilidad térmica, pero sobre todo por las cada vez más restrictivas normativas anticontaminación vigentes en los mercados más importantes, como el estadounidense.
La cilindrada se redujo de 3600 a 3387 cm³ (3,6 a 3,4 litros) y gracias a la nueva gestión electrónica utilizada de la firma Bosch Motronic ME 7.2, el resultado fue que podía alcanzar una potencia máxima de hasta 300 CV (296 HP; 221 kW), lo que permitía mejorar todavía más las prestaciones con respecto del modelo precedente.
En cuanto a lo estético, se produjeron discusiones entre los aficionados, pues por vez primera sus característicos faros ovalados abandonaban dicha forma para pasar a integrar las luces intermitentes y de carretera, perdiendo una de sus más importantes señas de identidad, en una disposición que sería abandonada en la siguiente generación por el poco éxito obtenido. Con todo esto, su silueta era reconocible desde el primer vistazo, a pesar de que para algunos críticos la mejor aerodinámica había tenido como consecuencia la pérdida de cierto carácter en sus líneas. Así, la nueva carrocería trajo una disminución del coeficiente de resistencia aerodinámico, que pasó de 0,34 a apenas 0,30, a pesar de la mayor superficie frontal, además de que se consiguió que ambos ejes se mantuvieran más asentados sobre el asfalto a altas velocidades.
Había crecido en longitud por 185 mm (7,3 pulgadas) hasta los 4,43 m (174,4 pulgadas), pero se había optimizado el peso perdiendo hasta 50 kg (110 libras) respecto a su predecesor, quedándose en 1320 kg (2910 libras) y ganando rigidez y resistencia, además de mejorar el reparto de pesos con el 61% de la masa total en el eje trasero.
El espacio interior había aumentado, ofreciendo más comodidad a sus ocupantes y, al mismo tiempo, mayor calidad en sus acabados y un mayor número de opciones en cuanto a su equipamiento. También se vio aumentada la capacidad de almacenaje, que presentaba un espacio frontal de 130 litros (4,6 pies cúbicos), además de otros 200 litros (7,1 pies cúbicos) adicionales en la parte trasera.
Las suspensiones eran nuevas, con diseño y componentes heredados también del Boxster. En la parte delantera disponía de un renovado sistema MacPherson con amortiguadores telescópicos, muelles helicoidales y barra estabilizadora, mientras que en la parte trasera tenía un sistema multibrazo, basado también en el Boxster. Los frenos eran capaces de detenerlo en escasos metros gracias a sus considerables dimensiones y a su eficaz refrigeración, apoyado en unas nuevas llantas de 17 pulgadas (43,2 cm) y neumáticos con medidas 205/50 ZR 17 delante y 255/40 ZR 17 detrás.
El primer modelo en aparecer fue el 911 Carrera 3,4 Coupé, en octubre de 1997, que ofrecía una potencia máxima de 300 CV (296 HP; 221 kW) a las 6800 rpm y un par máximo de 350 N·m (258 lb·pie) a las 4600 rpm, lo que le permitía acelerar de 0 a 100 km/h (62 mph) en 5,2 segundos, el kilómetro en 24,2 segundos y alcanzar una velocidad máxima de 280 km/h (174 mph).
El 996 Carrera evolucionó durante esta generación de los 300 a 345 CV (296 a 340 HP) (221 a 254 kW) para la versión Aniversario.
Hubo que esperar hasta abril de 1998 para que apareciera el Carrera 3,4 Cabrio, que debido al ligero incremento de peso de 1395 kg (3075 libras) necesario para no disminuir la rigidez, perdía ligeramente prestaciones, logrando el 0 a 100 km/h (62 mph) en 5,4 segundos y el kilómetro en 24,5 segundos, aunque la velocidad máxima se quedaba igual.
Hasta octubre de 1998 fue cuando se lanzaron las versiones con tracción total: los 911 Carrera 4 3,4 Coupé y 911 Carrera 4 3,4 Cabrio. Para el caso del Coupé, el mayor peso debido a la tracción total era de 1375 kg (3031 libras), con lo que todavía así era capaz de acelerar de 0 a 100 km/h (62 mph) en 4,8 segundos y el kilómetro en 23,8 segundos, mientras que la velocidad máxima también se quedaba igual. La versión Cabrio tenía un peso de 1450 kg (3197 libras), por lo que ofrecía unas prestaciones un poco más limitadas, con lo que aceleraba de 0 a 100 km/h 5,4 segundos y el kilómetro en 24,5 segundos. La velocidad máxima también se quedaba sin cambios.
También llegaron las versiones Carrera 4S, cuyas ópticas delanteras cambiaban ligeramente siendo casi idénticas a las del Turbo. Su aspecto no eran tan feo como el del resto de los 996, además gracias a un mayor ancho de vías traseras que en las versiones normales.
Todas las modificaciones realizadas en la versión Turbo también se agregaron a las versiones atmosféricas, aumentando la cilindrada nuevamente hasta los 3,6 litros, con lo que aumentó la potencia máxima a 320 CV (316 HP; 235 kW) a las 6800 rpm y un par máximo de 370 N·m (273 lb·pie) a las 4250 rpm.
Posteriormente, se llevó a cabo una ligera remodelación de la gama en agosto de 2001 y aunque el peso estaba de 1345 a 1485 kg (2965 a 3274 libras), las prestaciones no variaron mucho, con una velocidad máxima de 285 km/h (177 mph), una aceleración de 0 a 100 km/h (62 mph) en alrededor de 5 segundos y alcanzar el kilómetro en unos 22,7 segundos.
En diciembre de 2001, se presentó por vez primera el Targa 3,6 con un techo de cristal retráctil de gran tamaño, con una superficie total de más de 1,5 m² (16,1 pies cuadrados) que añadía luminosidad al habitáculo, con las ventajas de un techo rígido de cristal. Parte de este podía desplazarse eléctricamente hacia atrás para proporcionar sensaciones similares a las de un Cabrio, pero con una protección similar ante una volcadura a la de la versión Coupé. El peso subió hasta 1415 kg (3120 libras) debido a los refuerzos de la carrocería, aunque con todo eso, era capaz de acelerar de 0 a 100 km/h (62 mph) en 5,2 segundos y alcanzar una velocidad punta de 285 km/h (177 mph).
En agosto de 2003 se lanzó la versión Carrera 3,6 Coupé “40 Years of 911”, a fin de conmemorar un aniversario más, con una potencia que subió a 345 CV (340 HP; 254 kW) a las 6800 rpm y un par máximo de 370 N·m (273 lb·pie) a las 4800 rpm, lo que le permitía alcanzar una velocidad máxima de 290 km/h (180 mph) y acelerar de 0 a 100 km/h (62 mph) en 4,9 segundos. Se distinguía por su color “GT Silver Metallic”, que compartía en exclusiva con el Carrera GT, por las tomas de aire frontales que imitaban fielmente las del 911 Turbo, el logo “911” en aluminio sobre la cubierta del motor, las llantas pulidas de 18 pulgadas (45,7 cm) modelo Carrera y por las salidas pulidas de escape. El interior estaba rematado en piel de color gris, e incluía asientos deportivos en la misma tonalidad, pero sobre todo destacaba por la placa con el emblema “911 40th Anniversary” en la consola central. Fue una edición limitada a 1963 unidades.
En septiembre de 2003, se lanzaron nuevas variantes, como el Carrera 4S 3,6 Cabrio, con las mismas características técnicas y prestaciones de la versión Coupé.

### 996 Turbo/ Turbo S

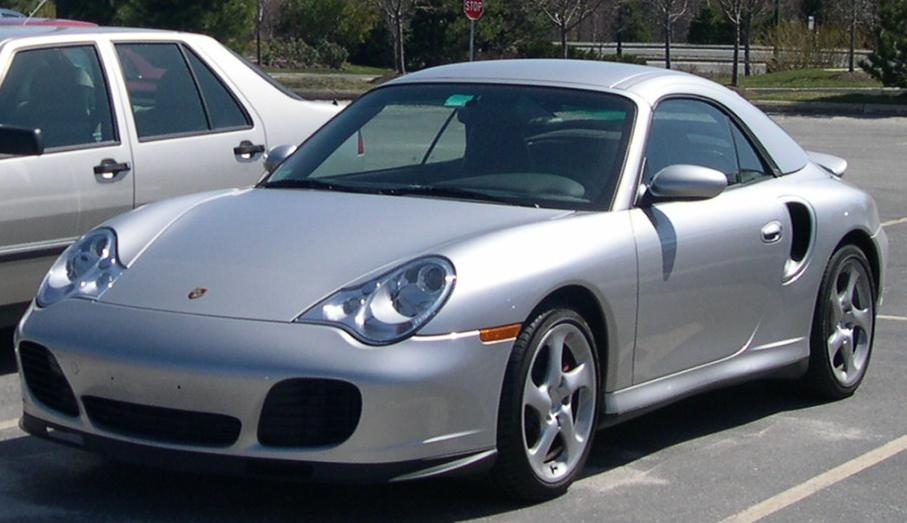
Turbo Cabriolet con Hardtop de 2003.

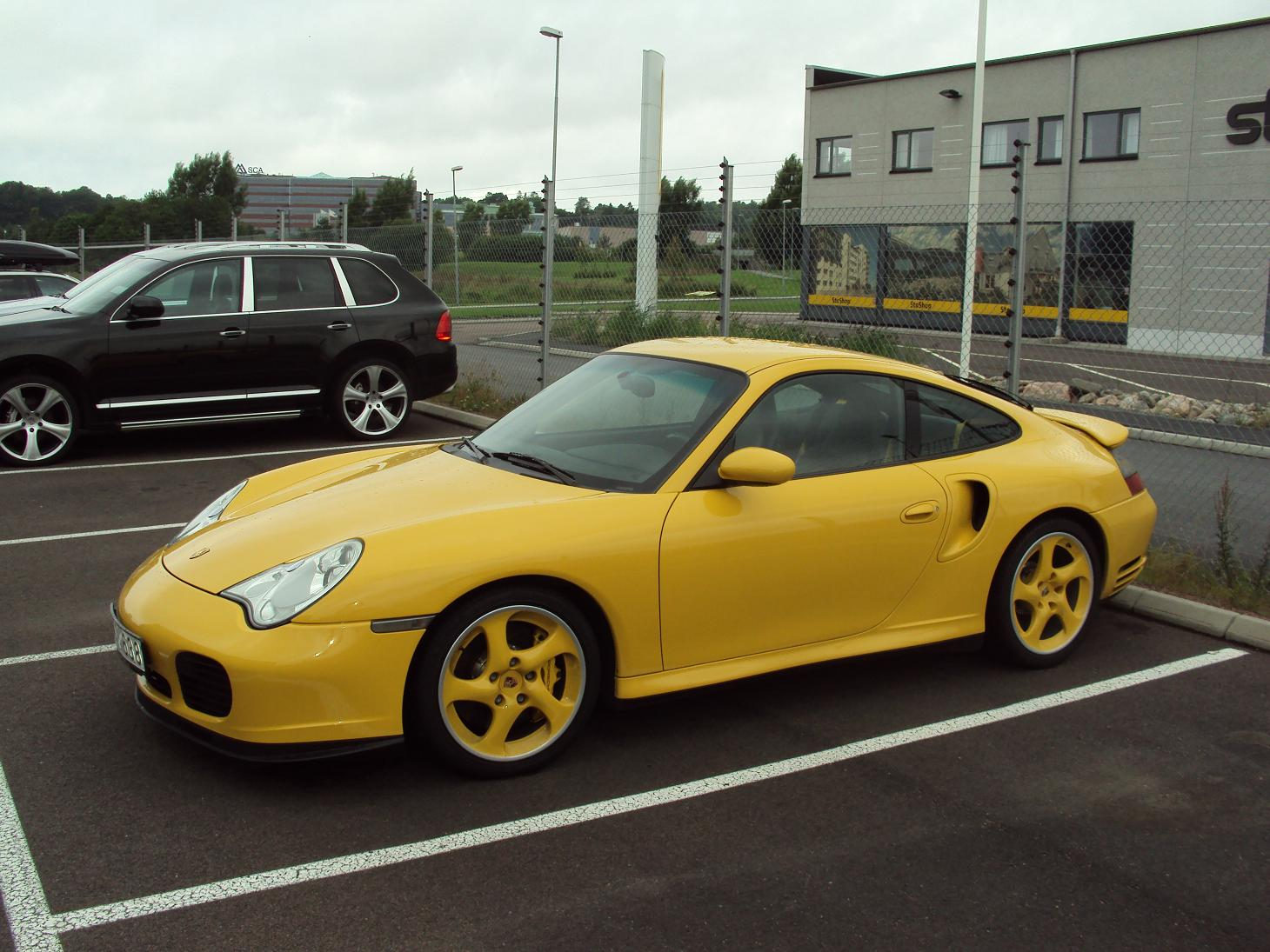
Turbo S.

La versión Turbo cuando se lanzó al mercado en 2000, desarrollaba 420 CV (414 HP; 309 kW) a las 6000 rpm y un par máximo de 560 N·m (413 lb·pie) entre las 2700 y 4600 rpm, pero el bloque de 3,6 litros todavía tenía recorrido posible, por lo que en 2002 se actualizó con un aumento de potencia hasta los 450 CV (444 HP; 331 kW) opcionalmente, siendo uno de los deportivos de referencia en su época. Estaba disponible con caja de cambios manual o la opcional Triptronic, la cual todavía estuvo disponible en los Turbo de la siguiente generación antes de la llegada de los PDK de doble embrague.
Tenía un nuevo bloque también refrigerado por agua con el empleo de un dobles turbos, uno por cada bancada de cilindros, derivado del utilizado en el 911 GT1 de carreras. La llegada del Turbo X50 tuvo un cambio estético importante, pues se empleó en 2002 las nuevas ópticas del 996 Turbo en el resto de versiones de la gama, para evitar el evidente parecido con el Boxster 986.
La potencia se transmitía a las 4 ruedas acoplado a una caja de cambios manual de seis velocidades y, opcionalmente, a través de una automática Triptronic S de cinco relaciones. Según las condiciones de adherencia, hasta el 40% de la potencia podía pasar a las ruedas delanteras, controlado por el sistema "PSM" (Porsche Stability Management), mediante los mismos sensores del sistema ABS. La suspensión rebajada, las llantas de 18 pulgadas (45,7 cm) de diámetro con neumáticos en medidas 225/40 ZR 18 y 295/30 ZR 18 y los frenos de disco ventilados, que opcionalemnte podían ser por primera vez los denominados "PCCB" (Porsche Ceramic Composite Brakes), le proporcionaba un gran rendimiento. A pesar de sus 1540 kg (3395 libras) de peso total, sus prestaciones alcanzaban un nivel superior, con lo que podía acelerar de 0 a 100 km/h (62 mph) en 4,2 segundos y alcanzar una velocidad máxima de 304 km/h (189 mph).
También se comercializó el Turbo 3,6 Cabrio, la variante descapotable que ofrecía 420 CV (414 HP; 309 kW) a las 6000 rpm y un par máximo de 560 N·m (413 lb·pie) entre las 2700 y 4600 rpm, con una velocidad máxima de 305 km/h (190 mph) y una aceleración de 0 a 100 km/h (62 mph) en 4,3 segundos.
En julio de 2004, salió las versiones Turbo S 3,6 Coupé y el 911 Turbo S 3,6 Cabrio, a los que se les había dado una revisión y mejora, entregando una potencia máxima de 450 CV (444 HP; 331 kW) a las 6000 rpm y un par máximo de 620 N·m (457 lb·pie) entre las 2700 y 4600 rpm, lo que les permitía acelerar de 0 a 100 km/h (62 mph) en 4,2 segundos y alcanzar una velocidad máxima de 307 km/h (191 mph).

### 996 GT3/ GT3 RS

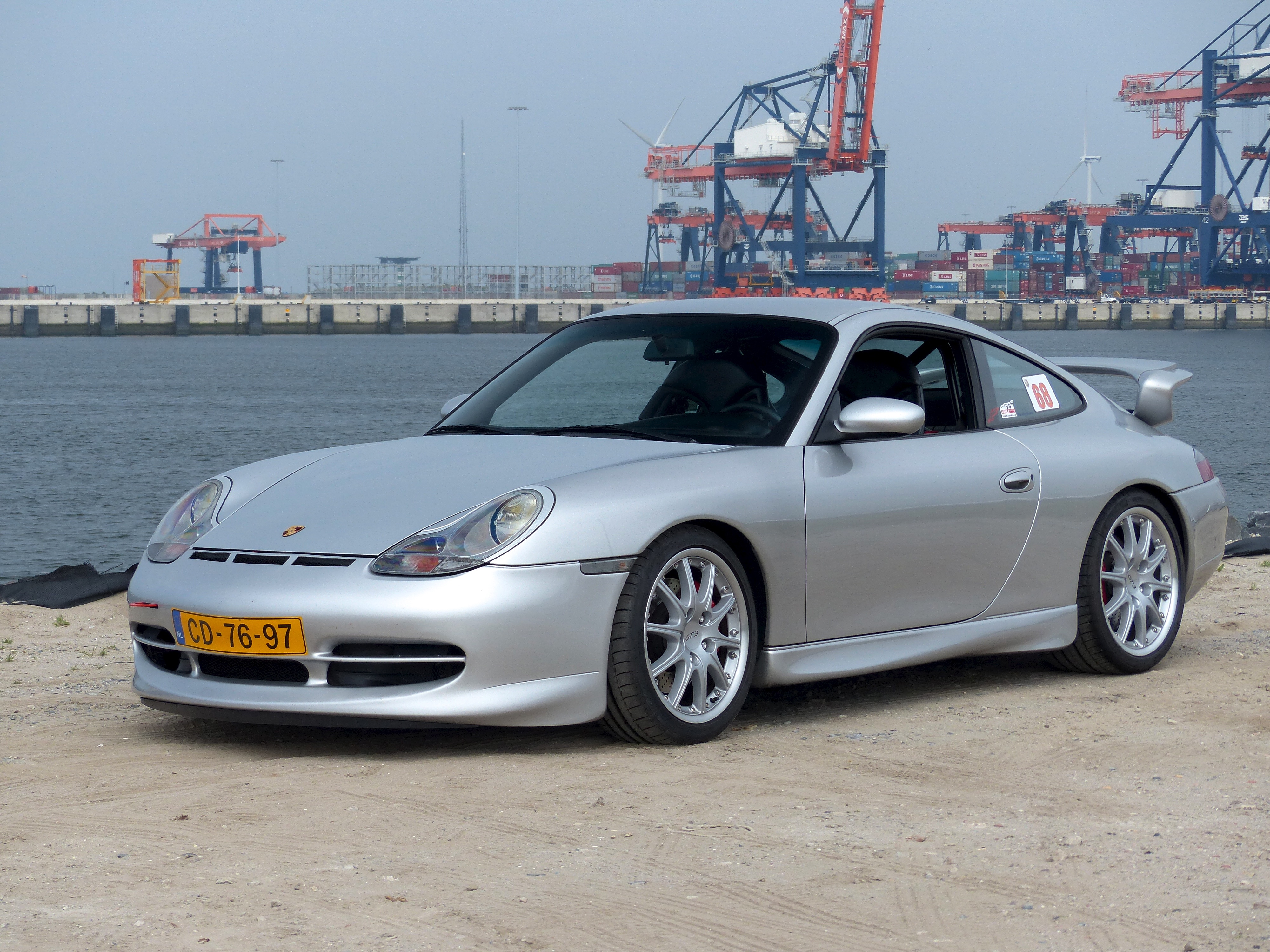
GT3 de 1999 en Europort.

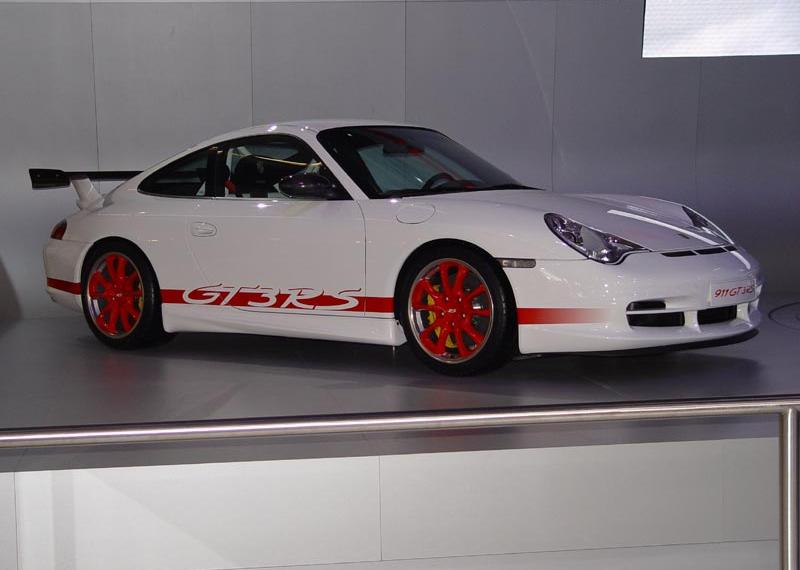
GT3 RS de 2003 en el Salón del Automóvil de Fráncfort.

En esta generación nacieron los GT3 y GT3 RS, que eran las versiones más deportivas llamadas a rememorar a los antiguos Carrera RS. Conscientes de los detractores de los "faros de huevo frito" delanteros, estos ya no eran como los del Boxster. El primer GT3 previo al rediseño, ya no tenía el plástico amarillo en los intermitentes, sino que era transparente, como un guiño recordando al diseño frontal del 911 GT1.
Se situó bajo las versiones GT2 como una opción atmosférica y de tracción trasera destinada a homologarlo en competición para los clientes más puristas, como un sucesor espiritual del Carrera RS 2.7 de 1973. Esta versión sigue siendo actualmente una de las principales protagonistas de la gama y, desde entonces, no se ha vuelto a emplear las versiones RS como antaño.
Por primera vez salió al mercado el 911 GT3 en abril de 1999, con una potencia incrementada hasta los 360 CV (355 HP; 265 kW) a las 7200 rpm y un par máximo de 370 N·m (273 lb·pie) a las 5000 rpm, debido del aumento de cilindrada hasta los 3,6 litros. Esta versión prescindía de todo lo estrictamente necesario para llevar a cabo una conducción extremadamente deportiva, eliminando elementos considerados superfluos, como los asientos traseros y muchos otros accesorios más, con lo que el peso se reducía hasta los 1350 kg (2976 libras).
También se le sumaba una mejorada aerodinámica con nuevos parachoques delante y detrás, así como un gran alerón trasero fijo, la suspensión rebajada, los frenos de mayores dimensiones o las llantas de 18 pulgadas (45,7 cm) de diámetro, con neumáticos 225/40 ZR 18 en delante y 285/30 ZR 18 detrás. Con todo esto, conseguía acelerar de 0 a 100 km/h (62 mph) en 4,8 segundos y una velocidad punta de 302 km/h (188 mph).
Al ser conducido por el piloto Walter Röhrl, logró un tiempo en recorrer el mítico “Infierno verde” de Nürburgring Nordschleife en unos 7 minutos y 56 segundos.
A partir de abril de 2003, ofrecía una optimización que alcanzaba a desarrollar una potencia máxima de 381 CV (376 HP; 280 kW) a las 7400 rpm y un par máximo de 385 N·m (284 lb·pie) a las 5000 rpm. No tuvo grandes cambios, pero todos los detalles fueron mejorados para acercar su desempeño al de un coche de competición y reduciendo el peso donde fuera necesario hasta los 1380 kg (3042 libras). También mejoraron sus prestaciones, al acelerar de 0 a 100 km/h (62 mph) en 4,5 segundos, alcanzar el kilómetro en 22,1 segundos y una velocidad máxima de 306 km/h (190 mph).
El GT3 RS era una variante que estaba destinada a los clientes que buscaban un desempeño más extremo, que se conseguía al reducir su peso hasta los 1360 kg (2998 libras), gracias a eliminar más elementos superfluos. Entregaba la misma potencia, por lo que las prestaciones no mejoraban tanto como se esperaba, siendo capaz de alcanzar una velocidad máxima de 306 km/h (190 mph), aceleraba de 0 a 100 km/h (62 mph) en 4,4 segundos y alcanzaba el kilómetro en 22,5 segundos, aunque mejoraba su manejo en situaciones límite.

### 996 GT2

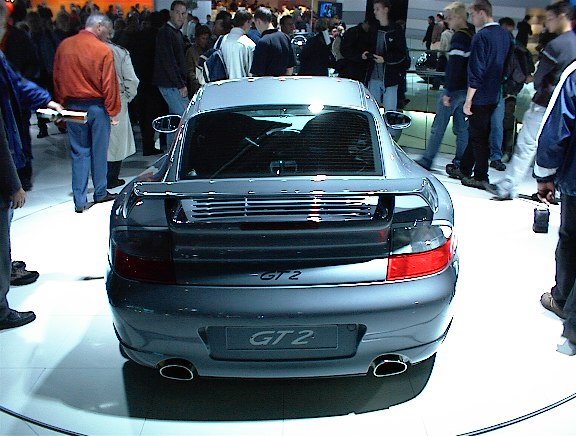
Vista trasera en el Salón del Automóvil de Fráncfort de 2001.

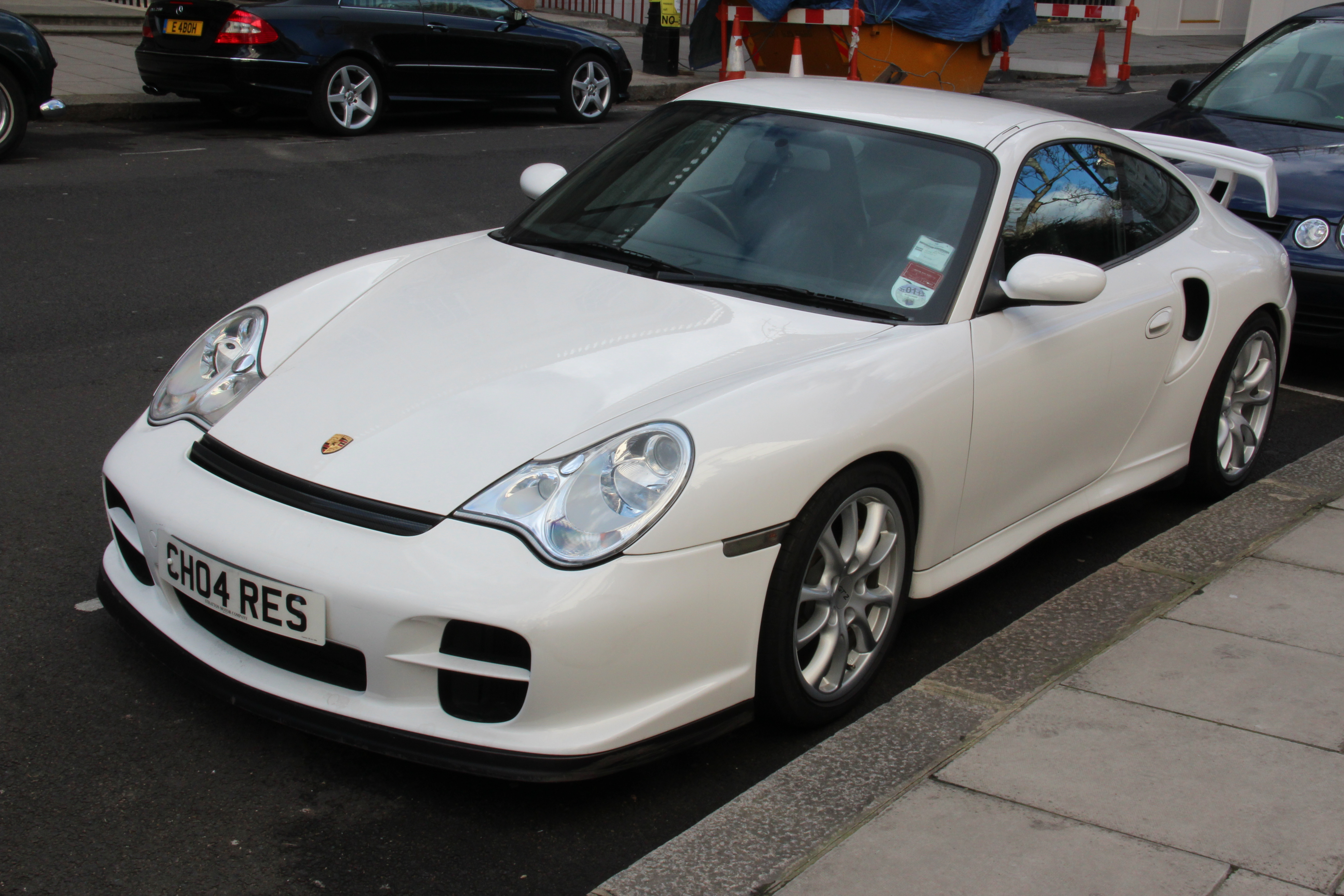
GT2 de 2003.

El GT2 fue el primer 911 que se vendió de serie con frenos carbono-cerámicos, el cual desarrollaba 483 CV (476 HP; 355 kW) hacia las ruedas traseras y no tenía ningún tipo de control de tracción.
En enero del año 2001 apareció el 911 GT2, que tomaba como base el desarrollo técnico del 911 Turbo, a excepción de la tracción total. Se mejoró el sistema de admisión, se aumentó la presión de soplado de los turbos y se reprogramó la gestión electrónica, aumentando la potencia máxima hasta los 462 CV (456 HP; 340 kW) a las 5700 rpm y un par máximo de 620 N·m (457 lb·pie) entre las 3500 y 4500 rpm.
Gracias a un estudio aerodinámico en el túnel de viento, se rediseñaron los parachoques delanteros y traseros y se modificaron las tomas de aire laterales para asegurar la refrigeración de los frenos y de proporcionar el caudal de aire necesario para alimentar y enfriar el motor, así como mejorar el grado de sustentación a altas velocidades, donde era importante el nuevo alerón trasero. Las prestaciones eran de un 0 a 100 km/h (62 mph) en 4,1 segundos, el kilómetro en 21,9 segundos y alcanzaba una velocidad máxima de 315 km/h (196 mph), pesando 1440 kg (3175 libras).
En agosto de 2003, vio mejoras que afectaron al resto de la gama, con 483 CV (476 HP; 355 kW) a las 5700 rpm y un par máximo de 640 N·m (472 lb·pie) a las 3500 rpm, con lo que fue el modelo más potente y rápido de esta generación, alcanzando una velocidad máxima de 319 km/h (198 mph) y acelerando de 0 a 100 km/h (62 mph) en 4,1 segundos.

### Motorizaciones
| Variantes                   | Cilindrada            | Diámetro x carrera              | Relación de compresión | Aspiración | Tracción | Potencia máxima                    | Par máximo                      |
| --------------------------- | --------------------- | ------------------------------- | ---------------------- | ---------- | -------- | ---------------------------------- | ------------------------------- |
| Carrera 4 Tiptronic 1998    | 3387 cm³ (3,4 litros) | 96 x 78 mm (3,78 x 3,07 plg)    | 11,3:1                 | Natural    | Integral | 300 CV (296 HP; 221 kW) @ 6800 rpm | 350 N·m (258 lb·pie) @ 4600 rpm |
| Carrera 4                   | 3596 cm³ (3,6 litros) | 96 x 82,8 mm (3,78 x 3,26 plg)  | 11,3:1                 | Natural    | Integral | 320 CV (316 HP; 235 kW) @ 6800 rpm | 370 N·m (273 lb·pie) @ 4250 rpm |
| Carrera 4 Tiptronic 2005    | 3596 cm³ (3,6 litros) | 96 x 82,8 mm (3,78 x 3,26 plg)  | 11,3:1                 | Natural    | Integral | 325 CV (321 HP; 239 kW) @ 6800 rpm | 370 N·m (273 lb·pie) @ 4250 rpm |
| Anniversary 2003            | 3596 cm³ (3,6 litros) | 96 x 82,8 mm (3,78 x 3,26 plg)  | 11,3:1                 | Natural    | Trasera  | 345 CV (340 HP; 254 kW) @ 6800 rpm | 370 N·m (273 lb·pie) @ 4800 rpm |
| GT3 1999                    | 3600 cm³ (3,6 litros) | 100 x 76,4 mm (3,94 x 3,01 plg) | 11,7:1                 | Natural    | Trasera  | 360 CV (355 HP; 265 kW) @ 7200 rpm | 370 N·m (273 lb·pie) @ 5000 rpm |
| GT3 RS                      | 3600 cm³ (3,6 litros) | 100 x 76,4 mm (3,94 x 3,01 plg) | 11,7:1                 | Natural    | Trasera  | 381 CV (376 HP; 280 kW) @ 7400 rpm | 385 N·m (284 lb·pie) @ 5000 rpm |
| Turbo Cabriolet             | 3600 cm³ (3,6 litros) | 100 x 76,4 mm (3,94 x 3,01 plg) | 9,4:1                  | Turbo      | Integral | 420 CV (414 HP; 309 kW) @ 6000 rpm | 560 N·m (413 lb·pie) @ 4600 rpm |
| Turbo S Cabriolet Tiptronic | 3600 cm³ (3,6 litros) | 100 x 76,4 mm (3,94 x 3,01 plg) | 9,4:1                  | Turbo      | Integral | 450 CV (444 HP; 331 kW) @ 6000 rpm | 620 N·m (457 lb·pie) @ 4600 rpm |
| GT2                         | 3600 cm³ (3,6 litros) | 100 x 76,4 mm (3,94 x 3,01 plg) | 9,4:1                  | Turbo      | Trasera  | 462 CV (456 HP; 340 kW) @ 5700 rpm | 620 N·m (457 lb·pie) @ 3500 rpm |
| GT2 2004                    | 3600 cm³ (3,6 litros) | 100 x 76,4 mm (3,94 x 3,01 plg) | 9,4:1                  | Turbo      | Trasera  | 483 CV (476 HP; 355 kW) @ 5700 rpm | 640 N·m (472 lb·pie) @ 3500 rpm |

## 911 (997)

### 997 Carrera/ Carrera S

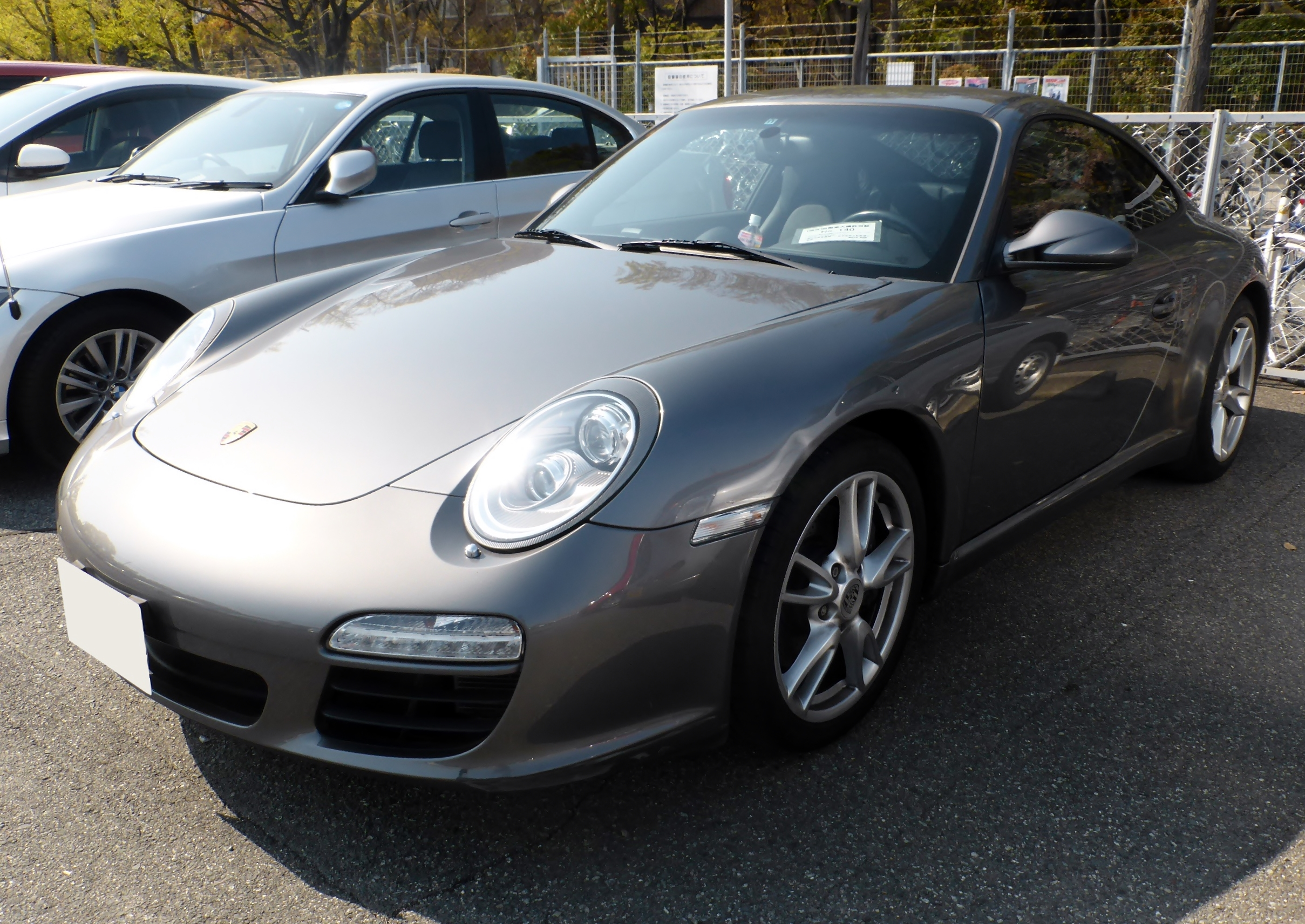
997 Carrera en Japón.

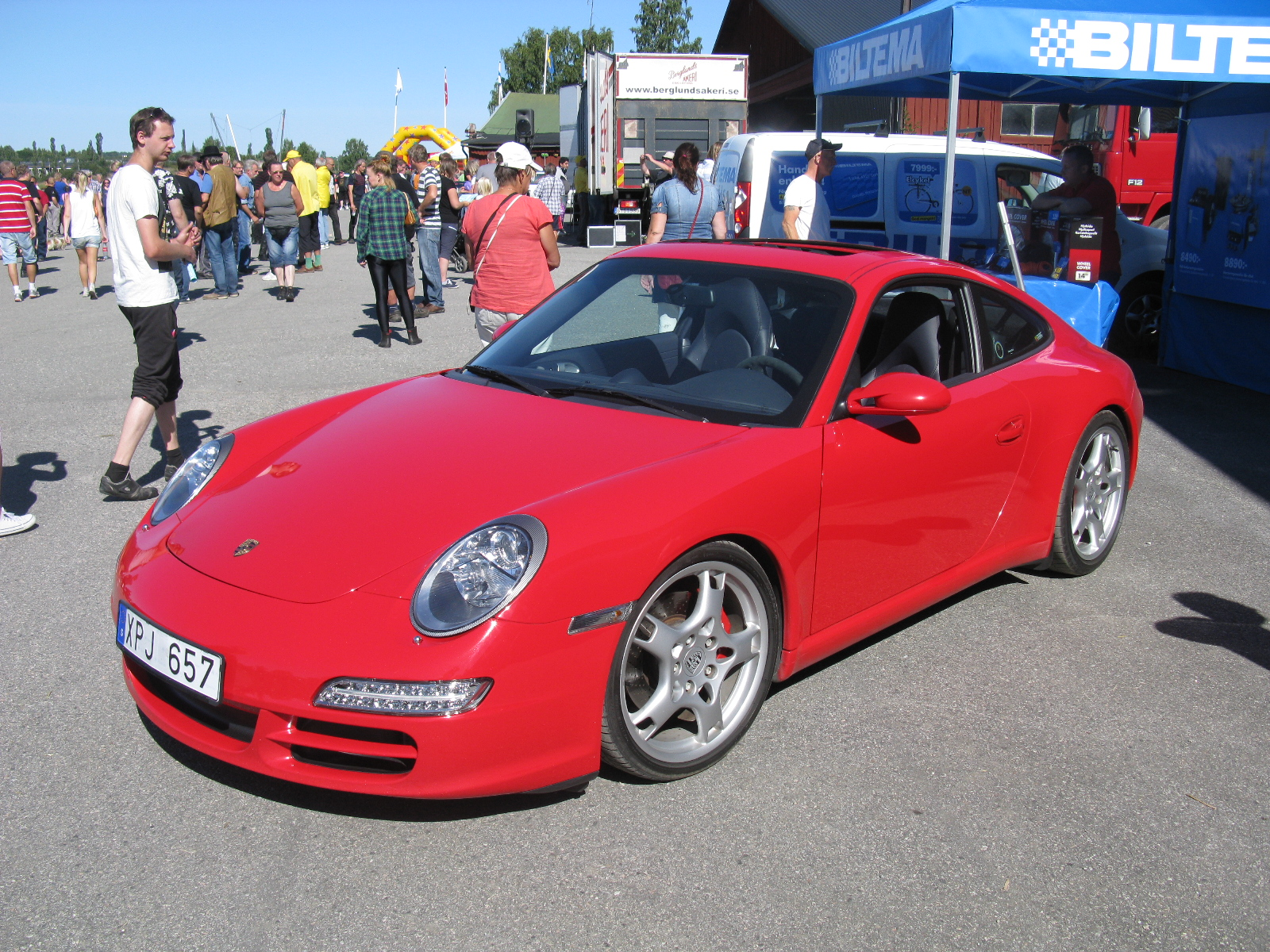
Carrera S.

Contaba con unos rasgos inspirados claramente en las primeras generaciones del modelo. Sobre todo en el frontal, donde tenía unas nuevas ópticas circulares tras una cubierta transparente ovalada y unos pasos de ruedas más marcados en su zona superior para resaltar los volúmenes tras los faros principales, tratando de emular las formas del primer 911 clásico.
Fue presentado en julio de 2004 en versiones Carrera y Carrera S. Estuvo de vuelta a las ópticas de formas redondeadas y las luces intermitentes en el parachoques y mecánicamente consiguió superarse una vez más, con lo que se podría considerar como uno de los mejores 911 de la historia.
El Carrera estaba impulsado por un bóxer de 3,6 litros que desarrollaba 325 CV (321 HP; 239 kW), mientras que el Carrera S elevaba la cilindrada hasta los 3824 cm³ (3,8 litros) y así la potencia aumentaba hasta los 355 CV (350 HP; 261 kW). El chasis por primera vez equipaba el sistema Porsche Active Suspension Management (PASM), que permitía adaptar los ajustes de la suspensión a las características de la carretera y del tipo de conducción que se hiciera.
En 2008, recibió una ligera actualización con cambios a nivel estético y mecánico. Llegó la inyección directa de combustible y la caja de cambios de doble embrague "PDK", con lo que ganó en deportividad y mejoró en consumos y emisiones.
En esta generación se llegaron a desarrollar hasta 24 variantes diferentes, como Targa, GTS, Cabriolet, etc.
Las ruedas, los escapes y el frontal eran de un estilo más agresivo. Era el coche más barato que alcanzaba los 300 km/h (186 mph), con lo que era más rápido que un 993 Turbo con 408 CV (402 HP; 300 kW). En el interior se encontraba más continuidad que por fuera, aunque tenía detalles revisados en el apartado tecnológico, como una mayor pantalla táctil del navegador o la conexión para IPod. Los asientos deportivos estaban tapizados en cuero y el Sport Chrono Plus se utilizaba para un manejo más deportivo.
Aunque tenía la misma distancia entre ejes, era un centímetro más largo y un centímetro más bajo que su predecesor. Con esos cambios, el coeficiente de resistencia se mantenía invariable en 0,29 y pesaba 40 kg (88 libras) menos, mientras que si equipaba la transmisión Tiptronic eran 80 kg (176 libras) menos. Venía equipado con frenos más grandes y nuevas pinzas que se encargaban de un mejor rendimiento, por lo que no se agotaban en carretera abierta.
La aceleración de o a 100 km/h (62 mph) la hacía en 4,5 segundos con el cambio PDK y en 4,3 segundos usando el Launch Contol, que con 385 CV (380 HP; 283 kW) era una cifra respetable y más todavía con un bloque de 3824 cm³ (3,8 litros). Con esa potencia se había convertido en el primer 911 atmosférico, exceptuando los GT, en superar los 100 CV (73,6 kW)/litro, mientras que la inyección directa logró un aumento en la relación de compresión, de 11.3 a 12.5.

### 997 Carrera 4/ Carrera 4S

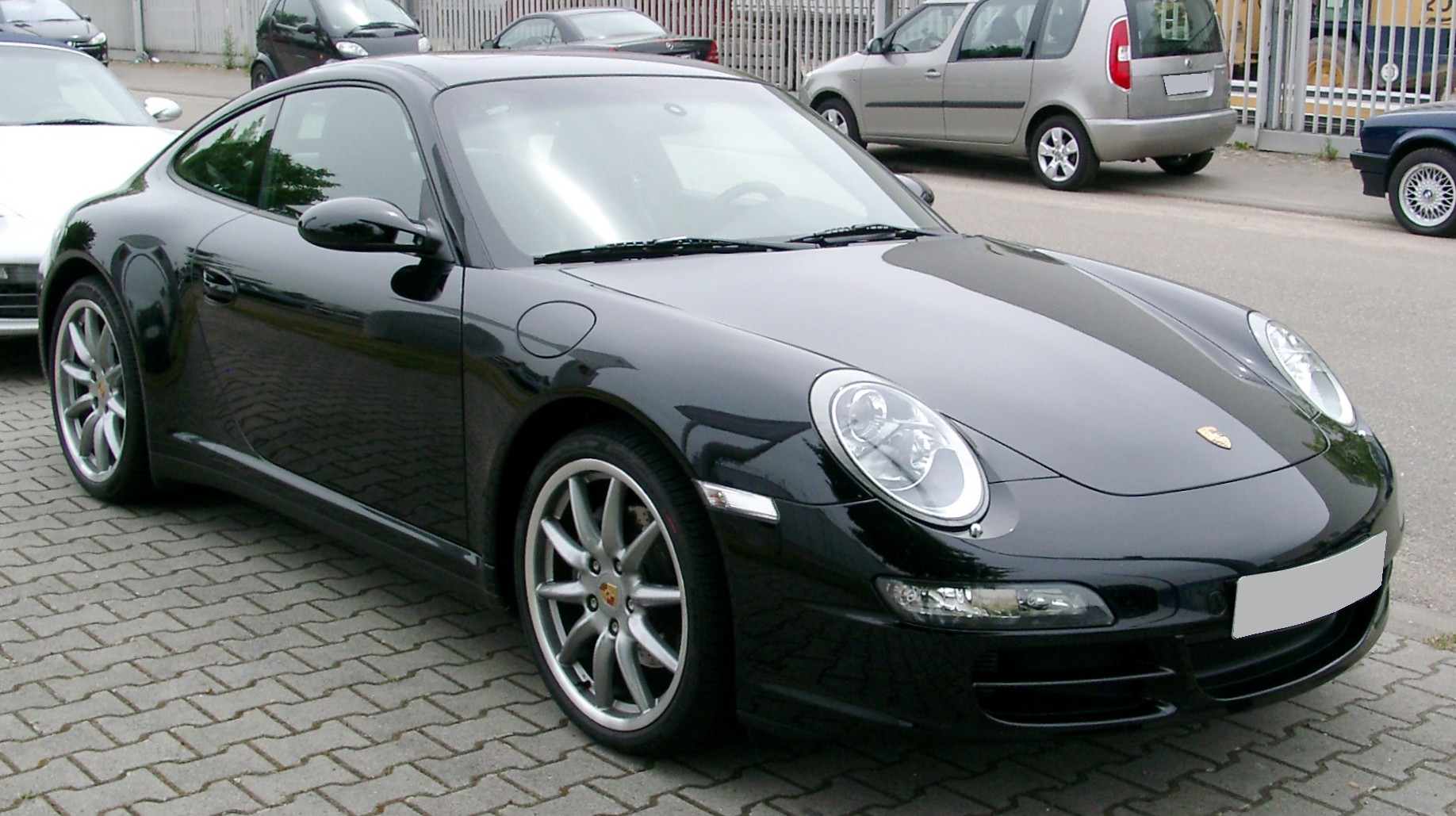
997 Carrera 4.

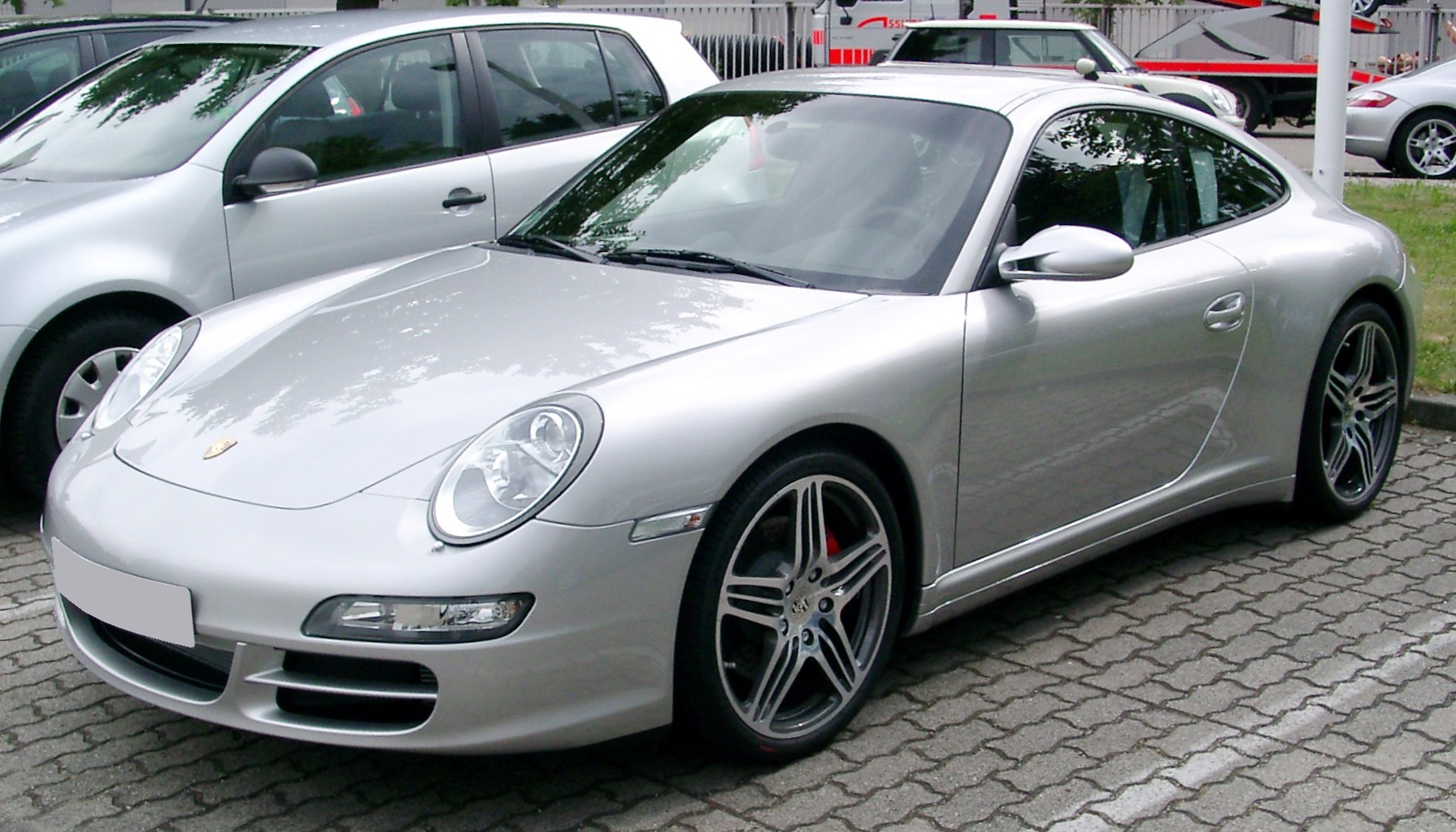
Carrera 4S.

El 997 es más evolucionado y fino que el 996, empatando el estilo, impregnando el coche con una mejor calidad, una sensación más tecnológica y adicionando todavía más emociones. Al principio, solamente fueron ofrecidos a los clientes la opción coupé con tracción integral, quienes tenían que esperar hasta octubre de 2005 para la opción con tracción integral cuando los modelos Carrera 4 coupé y Cabriolet llegaron a los concesionarios.
Tomó como ejemplo la calidad de la Porsche Cayenne 4x4, así como otras características como las llantas de tres rayos y una pantalla de cristal líquido en el salpicadero.
Las ruedas traseras tenían medidas 295/35 ZR18 y la opción S más potente, podía usar unos enormes neumáticos de medidas 305/30 ZR19. También traía de regreso algo de la actitud que faltaba del purismo y el manejo de la tracción trasera que ofrece el Carrera. En comparación, el Carrera 4 se ve más bajo y en cuclillas. El sistema de tracción integral ha sido probado ampliamente de ser incluso a prueba de balas.
El chasis ha sido minuciosamente revisado y mejorado con el sistema Porsche Active Suspension Management (PASM), estándar en el Carrera S. Este sistema es instalado alrededor de unos neumáticos deportivos Michelin Pilot especialmente diseñados, además de unos amortiguadores adaptativos Bilstein que pueden ser ajustados en dos modos: normal y sport, donde el modo sport ajusta también la acción del acelerador. Un paquete de chasis deportivo ofrece muelles y amortiguadores más duros, una altura más baja y un diferencial de deslizamiento limitado más agresivo.
El Carrera 4S presenta un sistema de inyección directa de alta presión que desarrolla una potencia máxima de 385 CV (380 HP; 283 kW) y un par máximo de 420 N·m (310 lb·pie). Además, adopta un sistema de tracción integral de embrague multidisco.
El sistema denominado "Porsche Traction Management" (PTM), que reemplazó al sistema de acoplamiento viscoso y que ha estado en uso desde 1989, es capaz de repartir más del 100% de la tracción tanto a las ruedas delanteras como a las traseras y, en la versión S, viene en combinación con un diferencial autoblocante estándar en el eje trasero.
Con 1470 kg (3241 libras), el nuevo Carrera 4S añade 20 kg (44 libras) con respecto al coche que reemplaza. Con el sistema Sport Chrono opcional, que mejora la respuesta del acelerador, es capaz de acelerar de 0 a 100 km/h (62 mph) en 4,3 segundos y alcanzar una velocidad máxima de 298 km/h (185 mph).

### 997 Turbo/ Turbo S

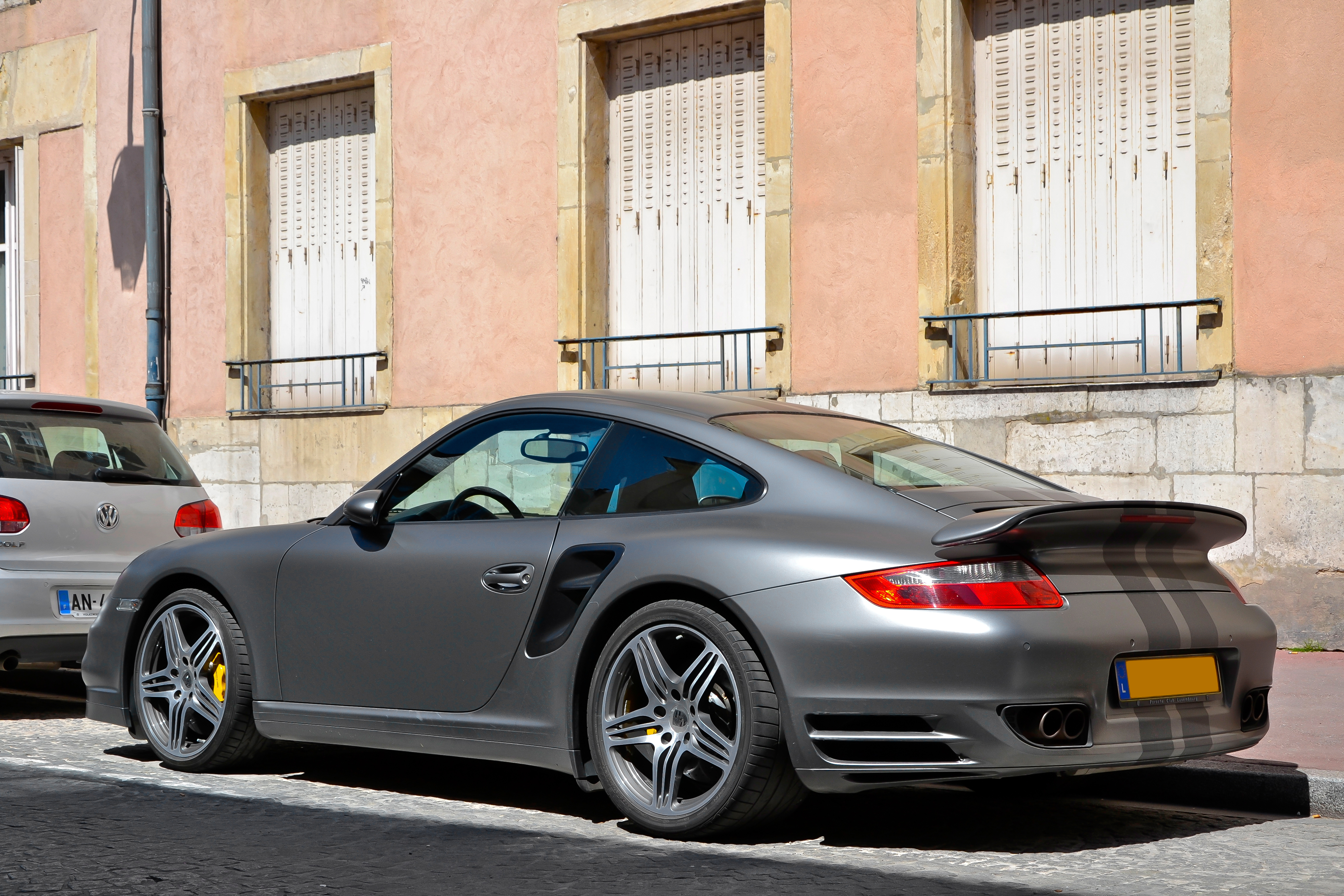
997 Turbo.

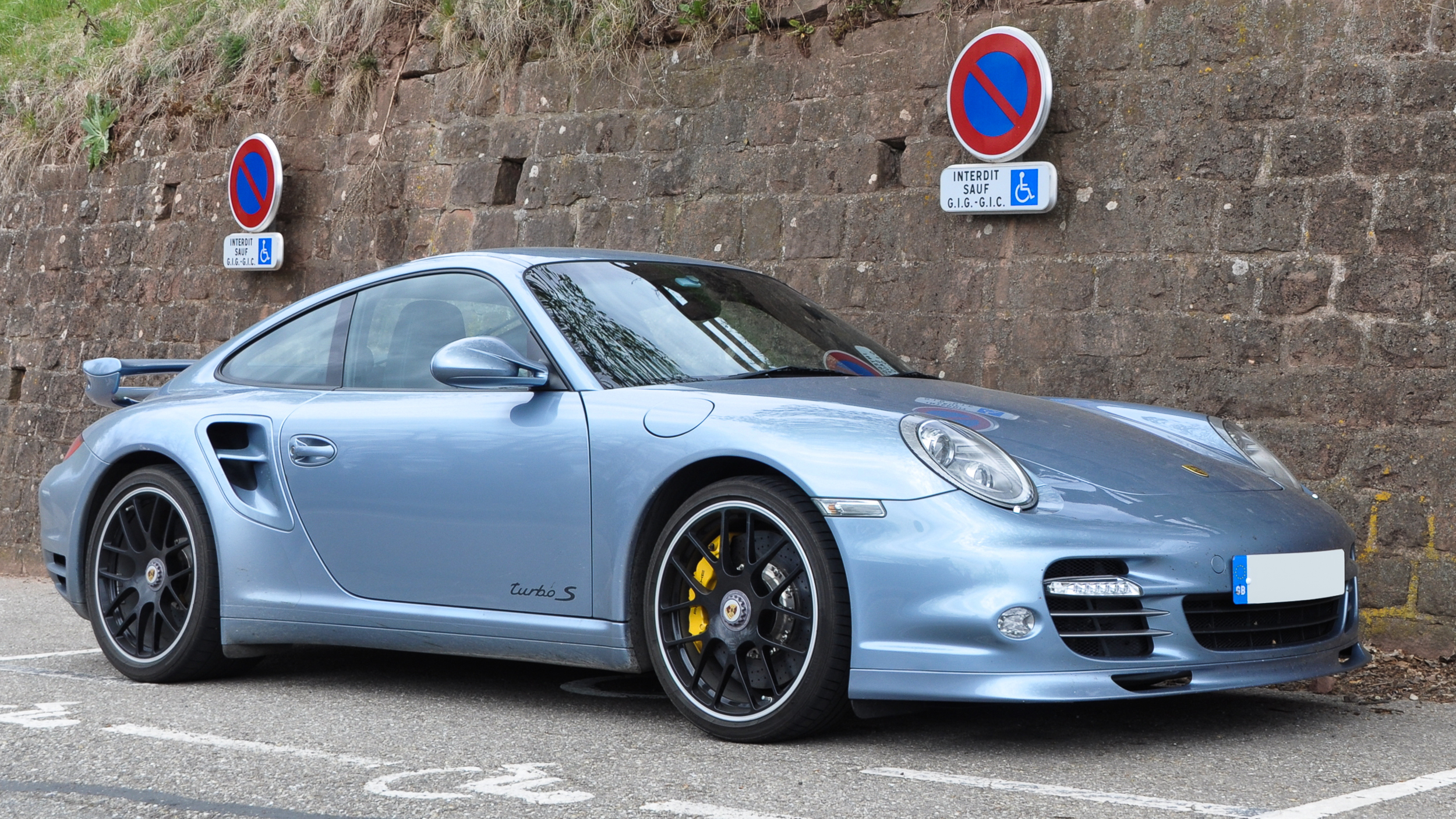
997 Turbo S.

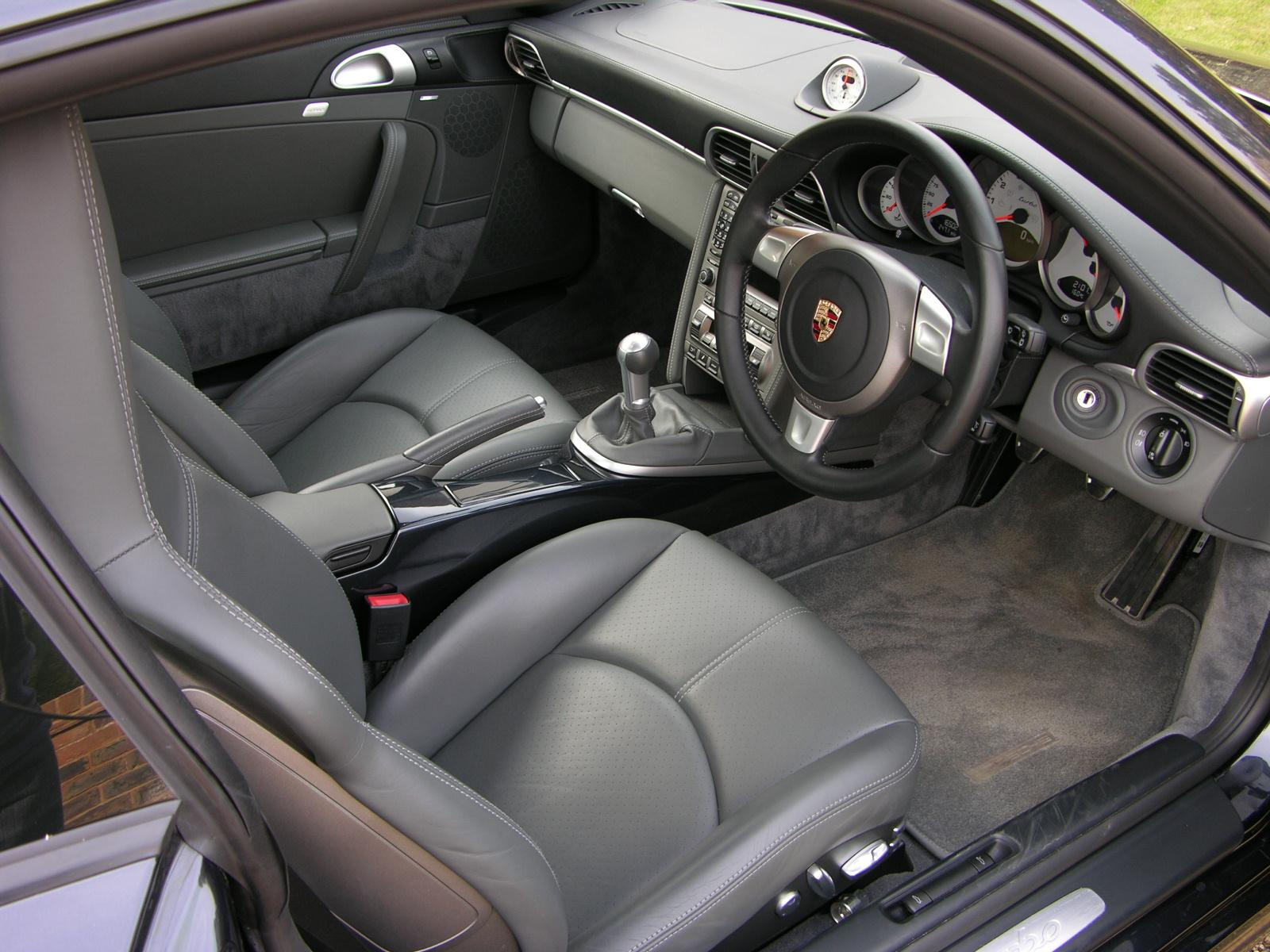
Habitáculo interior de un 997 Turbo de 2006.

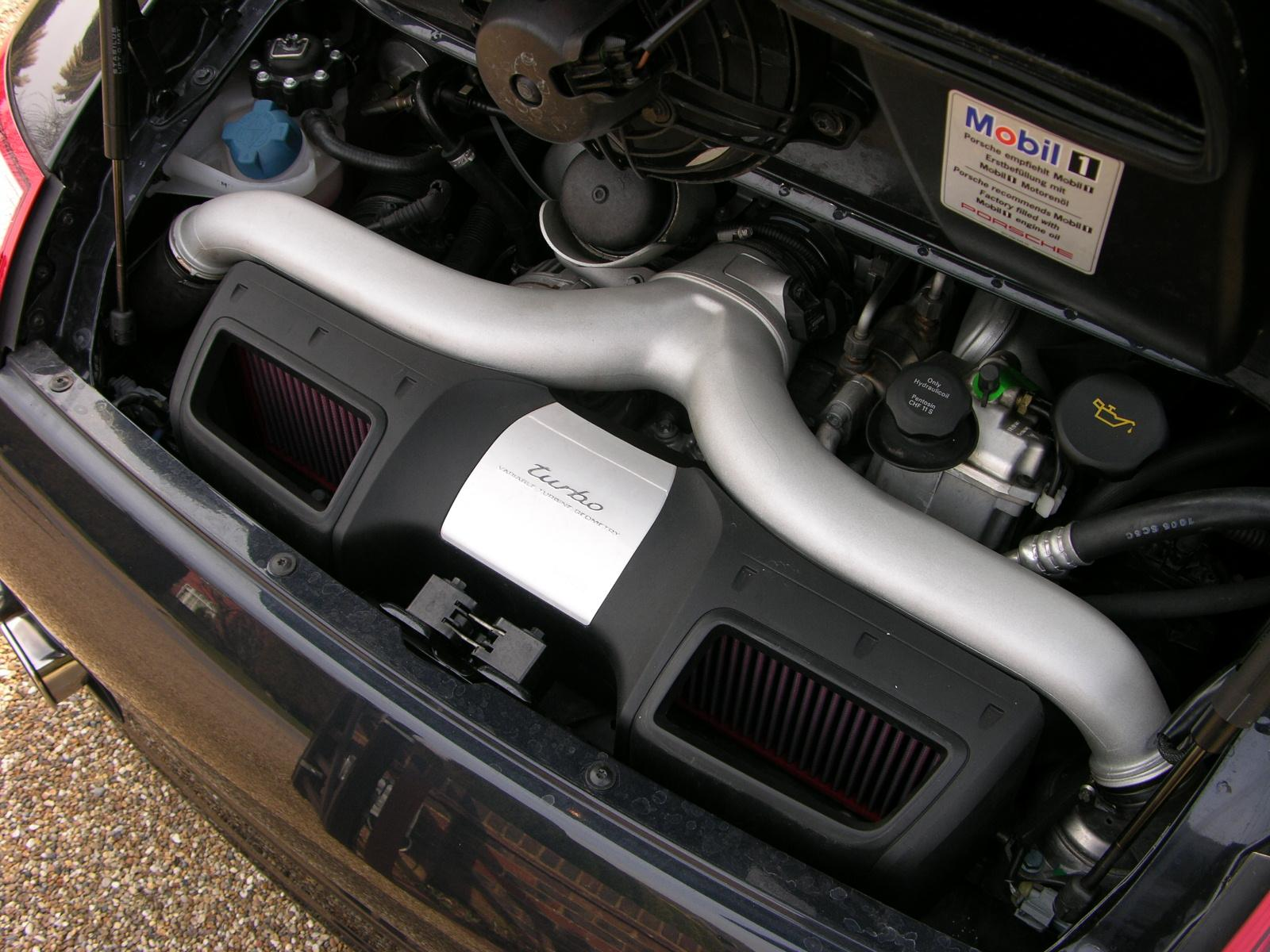
Vano del motor de un 997 Turbo de 2006.

La versión Turbo llegó en 2006 con el primer motor de gasolina de producción en serie que incluía un turbocompresor con turbina de geometría variable.
Estrenaron turbocompresores y contaron con potencias de 480 CV (473 HP; 353 kW) y hasta 500 CV (493 HP; 368 kW) después de la reestilización. En el caso de la versión Turbo S la potencia llegaba hasta 530 CV (523 HP; 390 kW). En todos los casos seguía contando mecánicas refrigeradas por líquido, primero de 3,6 litros y después de la reestilización de 2008 de 3824 cm³ (3,8 litros), además del ya indispensable sistema de tracción total.
La variante Turbo Cabriolet seguía teniendo un techo de lona, dejando de lado los nuevos techos retráctiles y toda su tecnología, para conservar ese aire clásico que buscan los más puristas.
Como en el 911 Turbo coupé, el cabrio también estaba equipado con el mismo bloque de 3,6 litros biturbo de geometría variable, que desarrollaba 480 CV (473 HP; 353 kW) y un par máximo de 620 N·m (457 lb·pie) a partir de las 1950 rpm y que, opcionalmente, contaba con el Sport Chrono Turbo Package, una función de overboost que le permitía aumentarlo hasta los 680 N·m (502 lb·pie).
La versión con cambio manual tardaba 4 segundos en acelerar de 0 a 100 km/h (62 mph), mientras que con el cambio Triptronic S bajaba hasta los 3,8 segundos. Con cualquiera de los dos cambios, la velocidad máxima se quedaba en 310 km/h (193 mph). En cuanto a los consumos declarados, obtenía unos 12,9 L/100 km (7,8 km/L; 18,2 mpgAm) en el ciclo medio.
Con el nuevo techo de lona, el peso con respecto a la versión coupé aumentaba unos 70 kg (154 libras). El proceso de apertura y cerrado del techo es completamente automático, que tardaba 20 segundos en completarlo. Para contrarrestar los efectos del nuevo techo, el chasis había sido reforzado y la aerodinámica también fue modificada, con lo que el alerón trasero era 30 mm (1,2 pulgadas) más alto que en el coupé, desplegándose a partir de 120 km/h (75 mph).
A finales de 2007 se tenía la difícil tarea de sustituir el 996 turbo, un modelo muy equilibrado y prestacional, aunque criticado por su aspecto. El objetivo para la nueva generación era mejorar en todo al 996 y corregir las desviaciones respecto al diseño tradicional que tuvieron peor acogida. El apartado estético se solucionó adoptando los faros ovalados del 997, una involución hacia el diseño del 993. La carrocería se ensanchó cumpliendo con la tradición «turbolook», montando unas generosas tomas de aire sobre las aletas traseras para refrigerar los intercoolers, necesarios para que el aire se enfríe antes de entrar en la cámara de combustión. La aerodinámica se adapta al incremento de prestaciones añadiendo un conjunto de spoilers, faldones y un alerón trasero retráctil, para así generar la adherencia necesaria al correr a más de 300 km/h (186 mph). Además, presentaba unas llantas de diseño específico, aunque criticadas en un principio por su acabado pulido y aspecto «tunning», iban ganando aceptación con el tiempo, mismas que eran fabricadas por Fuchs en exclusiva.
Se partió del fiable bloque diseñado por el ingeniero Hans Mezger, que fue la base del último motor Porsche que venció las 24 Horas de Le Mans de 1998 en el 911 GT1 Evo, que deriva directamente del bloque 930 de la década de 1970. El 997 Turbo MkI era el último en utilizar ese mítico bóxer de cárter seco, con pistones fabricados en aluminio forjado y las camisas de este mismo material con un tratamiento final de Nikasil.
La relación de compresión ha bajado de 9,4:1 a 9,0:1, pero gracias al uso de turbinas de geometría variable, el rendimiento ha mejorado. Con este sistema se alcanza la presión de soplado adecuada muy pronto, manteniéndola en el nivel requerido dentro de un margen de régimen y carga grande, homogeneizando la entrega de potencia en todo el rango de revoluciones. La incidencia de los álabes de la turbina puede ser modificada para que tengan el rendimiento óptimo en función de diversos parámetros, tales como las revoluciones de la turbina, el flujo de aire o la demanda de potencia

### 997 Targa 4/ Targa 4S

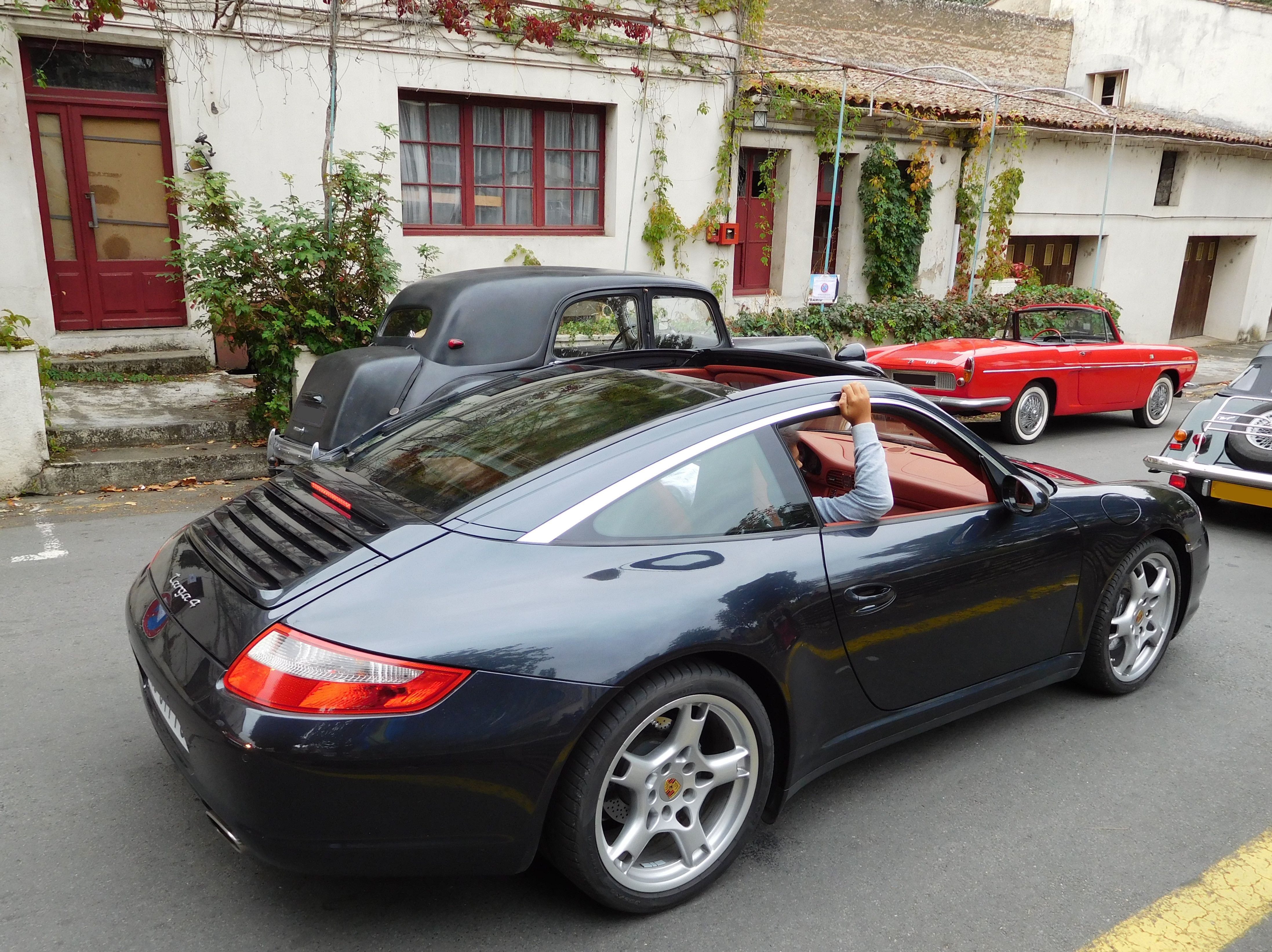
997 Targa 4.

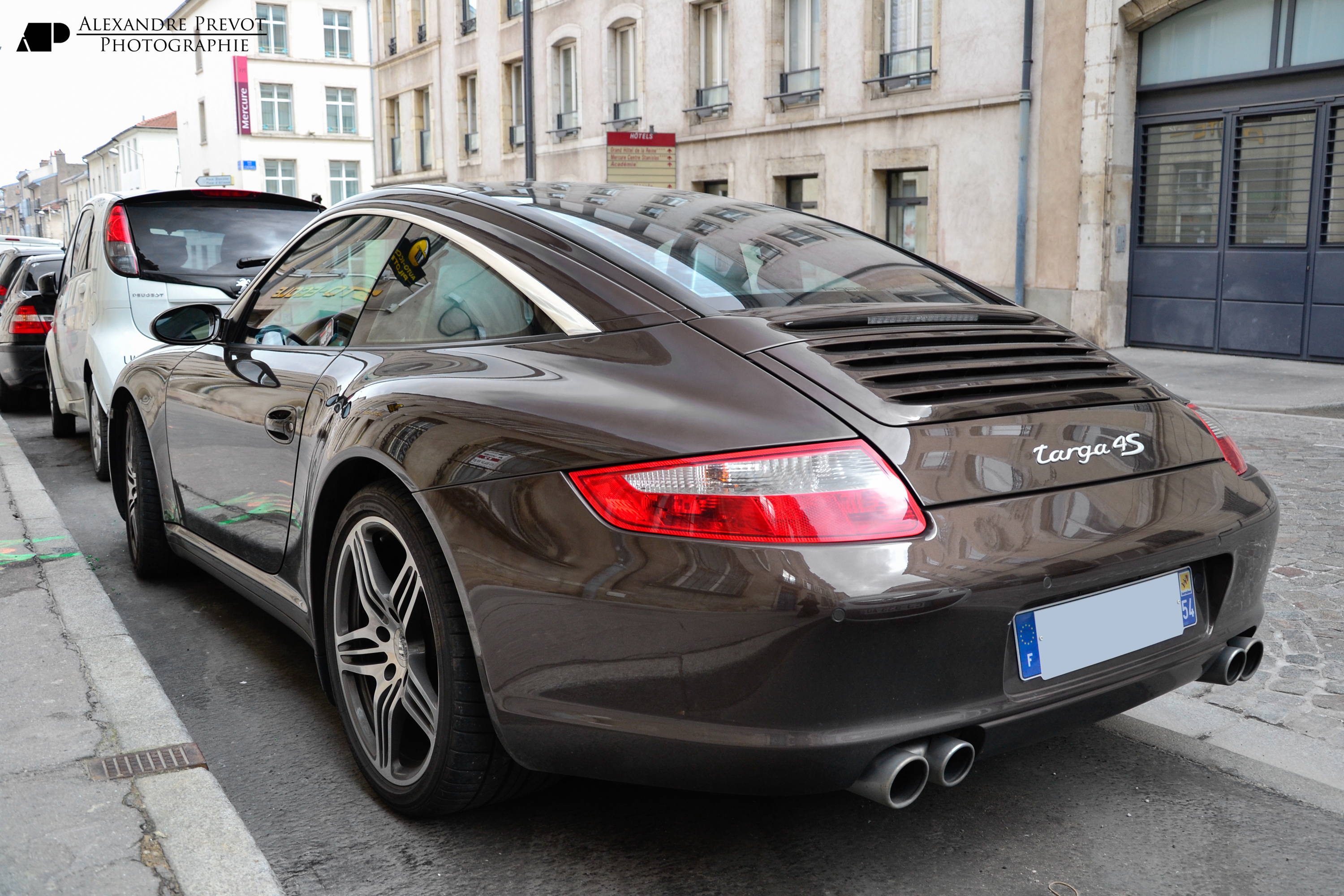
Vista trasera del Targa 4S.

En septiembre de 2006 llegaba la siguiente generación del Targa: el Type 997. En principio, tenía el mismo diseño de techo que su predecesor, pero ganaba una práctica cubierta trasera adicional realizada en un cristal especial, que reducía el peso en 1,9 kg (4,2 libras). Eran destacables las dos tiras de aluminio pulido de alto brillo en los bordes del techo.
En el apartado mecánico hubo un cambio notable, ya que pasaba a estar solamente disponible con tracción total y se podían escoger en dos versiones: el Targa 4 o el Targa 4S. El primero de 3,6 litros tenía una potencia máxima de 345 CV (340 HP; 254 kW), con una velocidad máxima de 285 km/h (177 mph). El segundo aumentaba a 3824 cm³ (3,8 litros) con lo que desarrollaba 385 CV (380 HP; 283 kW) de potencia máxima y que le llevaba hasta los 298 km/h (185 mph).
En 2009 se presentó el 997 MkII, llamado "Gen. II" internamente por Porsche y conocido como 997.2 informalmente por los entusiastas, que se trataba de una reestilización con lo que llegó un Targa ligeramente revisado y mejorado. Los cambios estéticos fueron los mismos que en el resto de la gama. En cuanto a los motores, no sufrieron grandes cambios respecto a los del 997 MkI o 997.1. El 997 Targa dejó de producirse en 2012.
Posteriormente, se agregó la variante Targa a la nueva línea de reestilización del 997. Como en el resto de la gama, el Targa también obtuvo los nuevos motores con inyección directa y su caja automática Tiptronic S fue reemplazada por la de doble embrague "Porsche Doppelkupplungsgetriebe" (PDK) de siete velocidades.
Su techo es un gran cristal deslizante de 1,54 m² (16,6 pies cuadrados) hecho de dos componentes: el techo de cristal y el portón trasero instalado. El techo se deslizaba por debajo del portón en alrededor de siete segundos hasta que estuviera a totalmente abierto. El techo y el portón de cristal estaban hechos con un tratamiento especial diseñado para desviar efectivamente la luz solar y repeler la radiación ultravioleta y el calor excesivo.
El modelo con transmisión manual aceleraba de 0 a 100 km/h (62 mph) en 5,2 segundos, pero cuando estaba equipado con la de doble embrague PDK de siete velocidades, el tiempo bajaba a 5 segundos. El Targa 4S aceleraba de 0 a 100 km/h (62 mph) en 4,9 segundos y con la transmisión PDK bajaba a 4,7 segundos. El nuevo sistema inyectaba combustible dentro de la cámara de combustión a una presión de 120 bares (1705,6 psi).

### 997 GT3

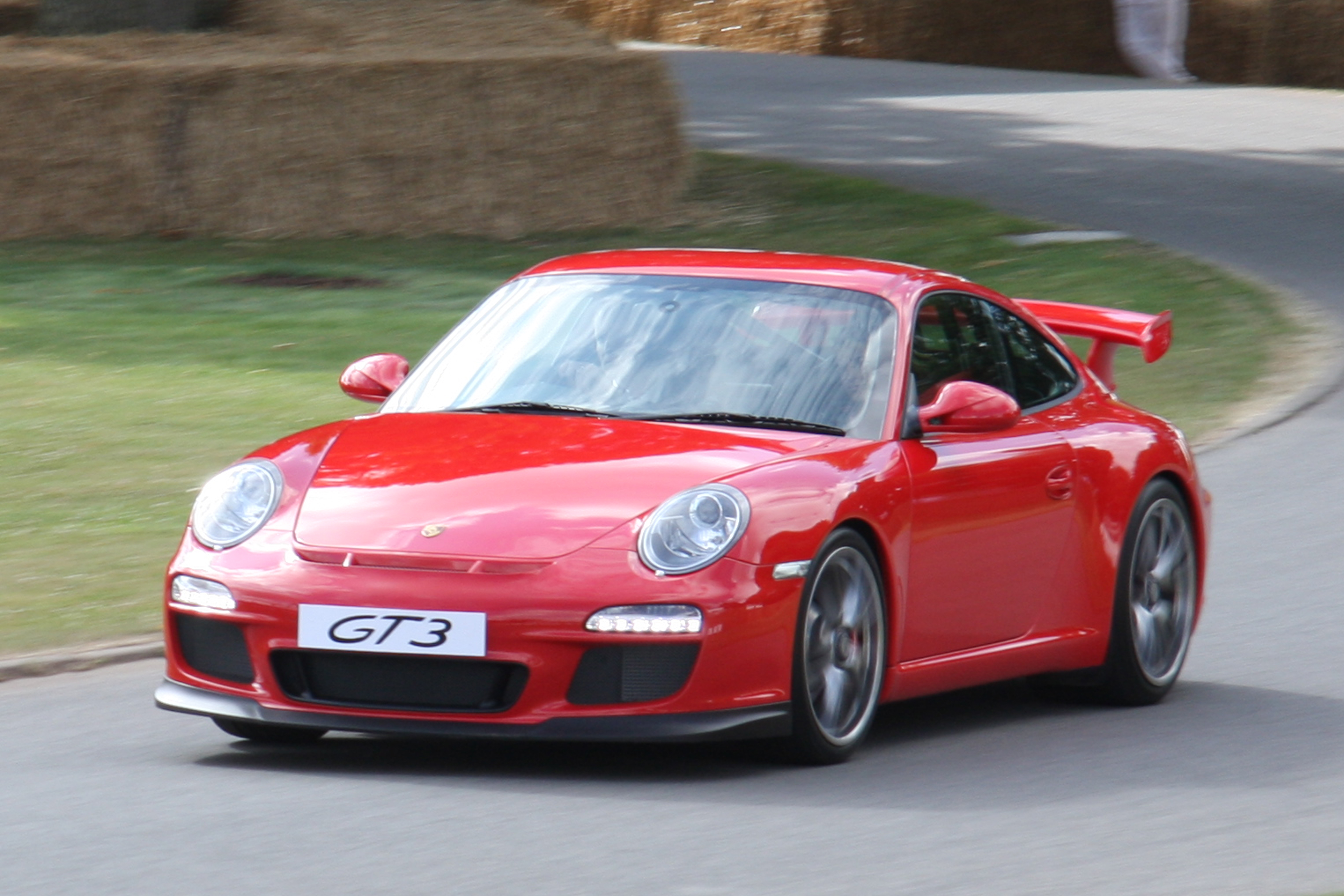
GT3 de 2010 en el Festival de la Velocidad de Goodwood de 2009.

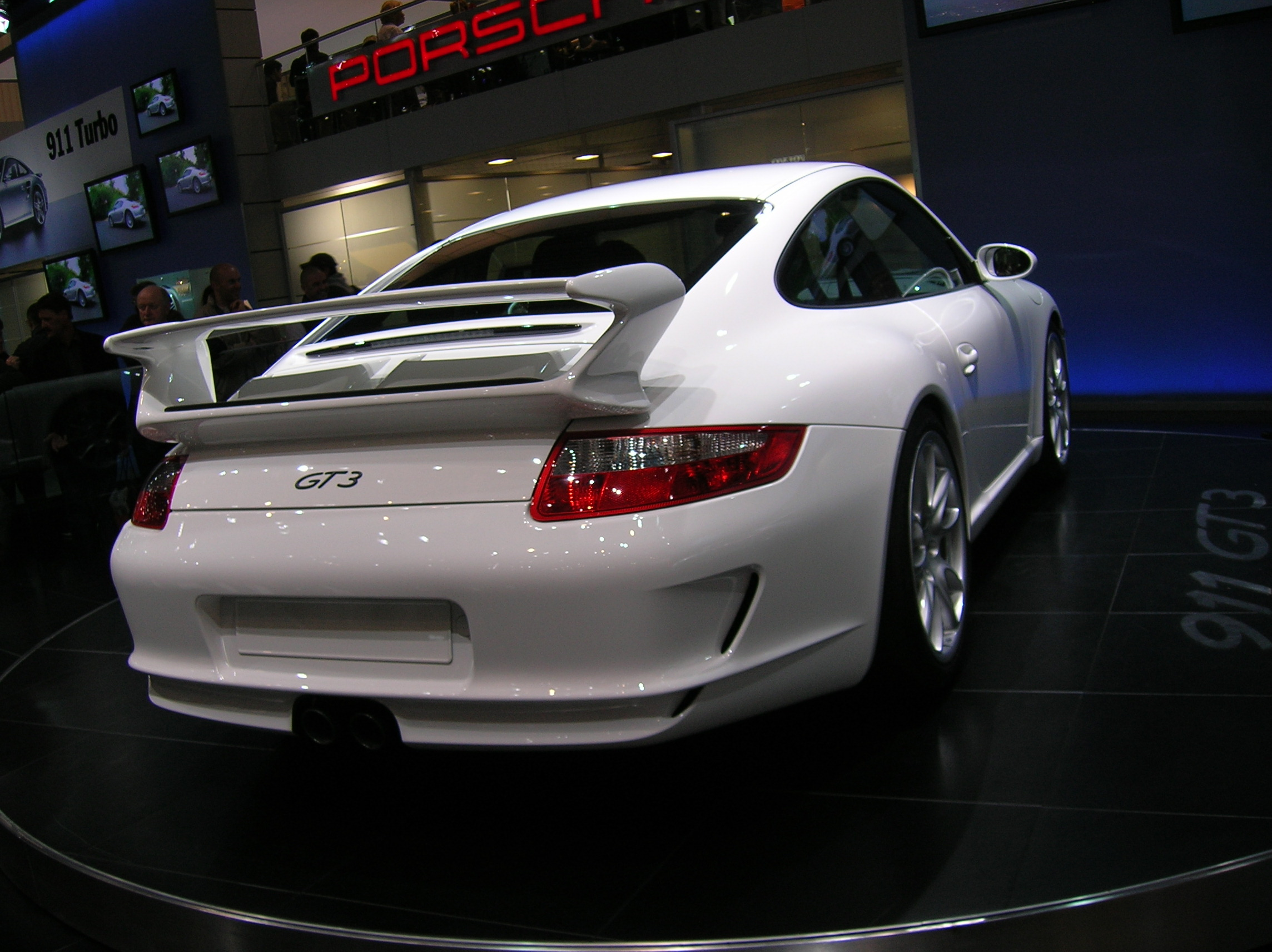
Vista trasera en el Salón del Automóvil de Ginebra de 2006.

Las versiones GT3 contaban 3797 cm³ (3,8 litros) que entregaba 415 CV (409 HP; 305 kW) y 435 CV (429 HP; 320 kW) y hasta 450 CV (444 HP; 331 kW) en el caso del GT3 RS. Posteriormente, con la aparición del nuevo bloque de 3996 cm³ (4 litros) llegó a los 500 CV (493 HP; 368 kW).
El motor con cárter seco había sido renovado extensivamente, con un diámetro aumentado hasta los 3797 cm³ (3,8 litros), con bielas de titanio, árboles de levas huecos y pistones, válvulas y taqués más ligeros. El volante de inercia más bajo, habilita al motor a alcanzar un nuevo y estratosférico límite de régimen de 8500 rpm. Además de un nuevo sistema VarioCam que permite una nueva admisión y escape variables, está controlado a través de un colector de escape de tres etapas con dos válvulas de resonancia y válvula de mariposa, que entrega una potencia máxima incrementada a 435 CV (429 HP; 320 kW) a las 7600 rpm y un par máximo de 430 N·m (317 lb·pie) a las 6250 rpm, en comparación con los 415 CV (409 HP; 305 kW) del modelo anterior, con lo que el 911 GT3 2009 se convertía en ese momento en el Porsche con motor atmosférico más dinámico y deportivo en la historia de la marca.
Al igual que en el GT2, se puede deshabilitar el control de estabilidad independientemente del control de tracción, permitiendo el derrape con la ayuda de la mitigación de par del motor controlado por ordenador. Alrededor de 3800 rpm, el agarre parece óptimo al suelo.
Está equipado con grandes frenos con compuesto de carbono de 15 pulgadas (38,1 cm) delante y 13,8 pulgadas (35,1 cm) detrás, con neumáticos Michelin Pilot Sport Cup de ultra agarre de 19 pulgadas (48,3 cm) en llantas con tuerca de seguridad central.
La evolución de esta generación 997 GT3 trae novedades tanto a nivel mecánico como a nivel estético, haciéndolo más atractivo y aumentando su dinamismo tanto en conducción normal como en conducción deportiva en circuito. Aparte de los cambios estéticos propios de la reestilización, su carrocería se ha optimizado aerodinámicamente para generar mayores fuerzas descendentes y así asegurar una mejor estabilidad y tracción, como la fuerza de la presión que ejerce el aire pegando el coche al suelo es más del doble que en el modelo al que reemplaza.
El sistema VarioCam además de controlar las válvulas de admisión, también controla por primera vez las válvulas de escape, mejorando sustancialmente el intercambio de gases, con lo que logra una aceleración de 0 a 100 km/h (62 mph) en 4,1 segundos, de 0 a 160 km/h (99 mph) en 8,2 segundos y una velocidad máxima de 312 km/h (194 mph).

#### 997.1 GT3 RS

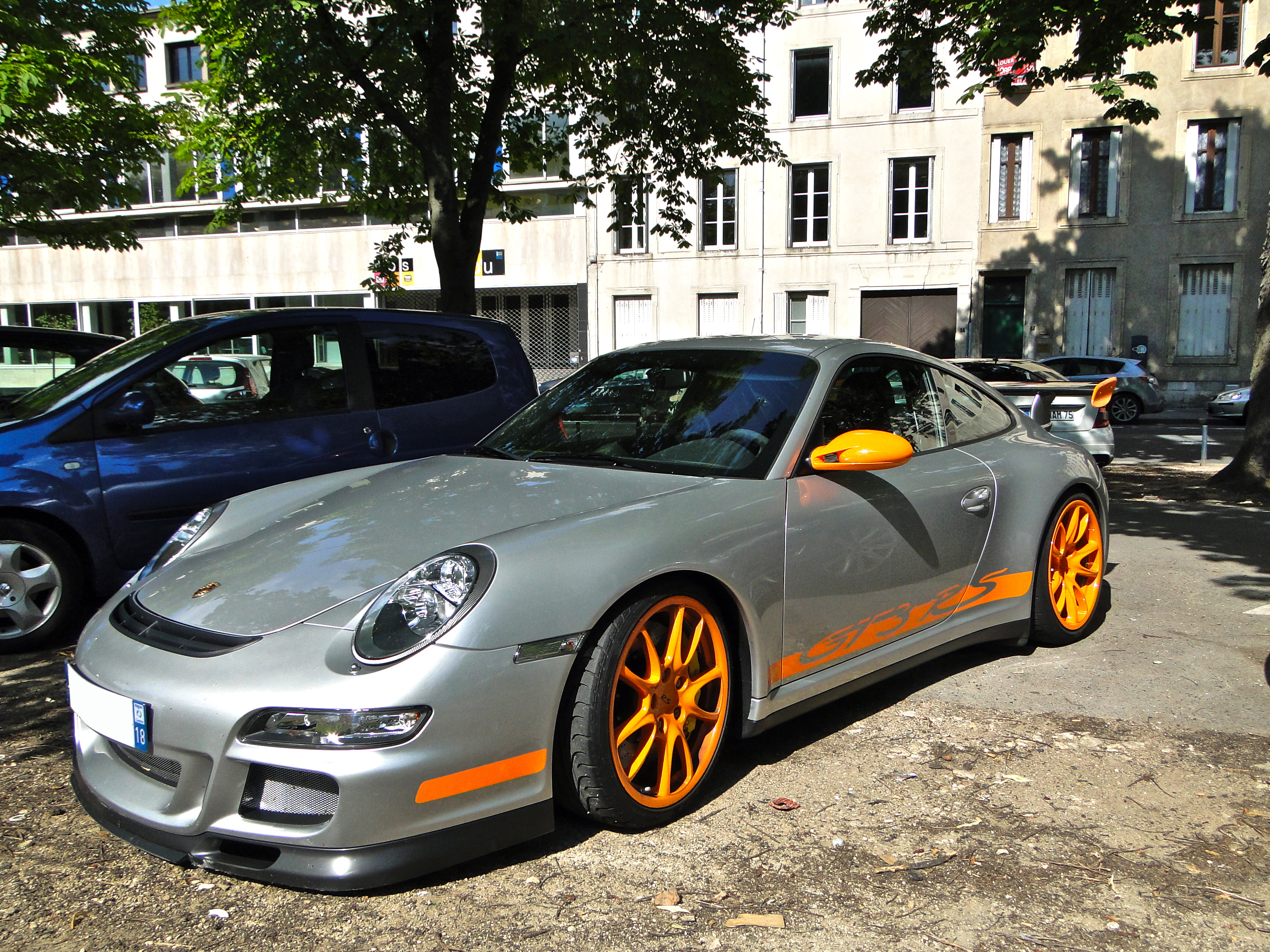
GT3 RS de 2006.

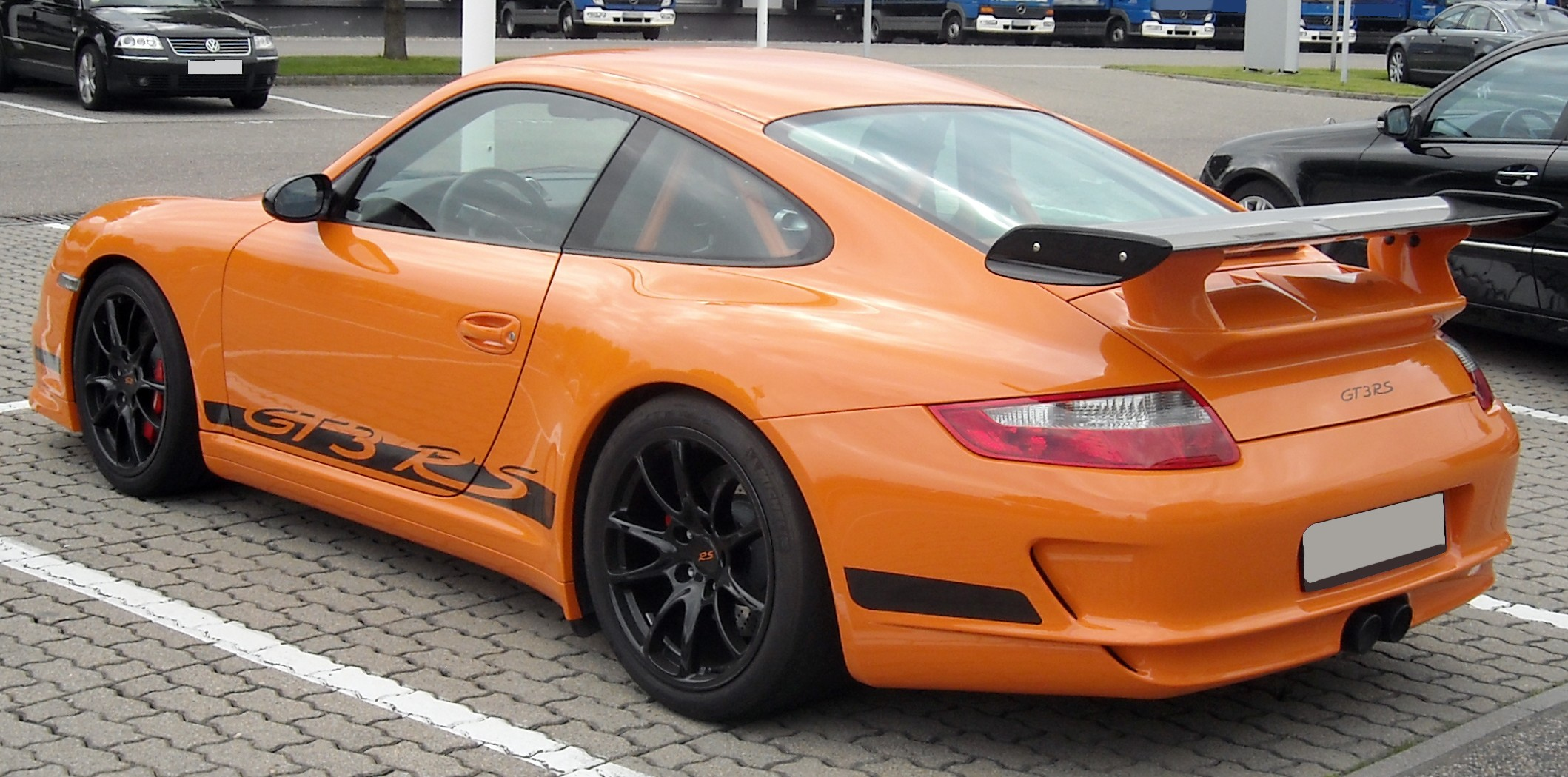
Vista trasera 3/4.

El 911 GT3 RS es el modelo más radicalmente deportivo y puro de la gama de la firma alemana, con una aerodinámica y chasis pensados para su utilización en circuito, pero homologado para su uso legal en carretera. Su excelente tiempo de 7:42 en el antiguo circuito de Nürburgring, demuestran cuál es su auténtico hábitat.
Su motor sigue siendo el clásico seis cilindros opuestos, pero potenciado hasta 415 CV (409 HP; 305 kW) a las 7600 rpm, con un límite de régimen (línea roja) de 8400 rpm y una potencia específica de 115,3 CV/litro, misma que es realmente alta tomando en cuenta que se trata de un motor atmosférico.
En cuanto a su carrocería, toma la base del Carrera 4, lo que le proporciona 44 mm (1,7 pulgadas) más de ancho en las vías traseras, dándole un aspecto más musculoso que no solamente mejora la estabilidad direccional, sino que también incrementa una potencial aceleración transversal y, sobre esta base, se aplica un adelgazamiento, montando paneles de plástico y fibra de carbono, además de un espectacular alerón trasero ajustable también en fibra de carbono, con lo que su peso baja de 1495 kg (3296 libras) en un Carrera S hasta los 1375 kg (3031 libras), es decir, 120 kg (265 libras) menos y 20 kg (44 libras) más ligero que el GT3 regular. Otras mejoras aplicadas son: una caja de cambios de relación cerrada de seis marchas, embrague con volante de inercia aligerado que posibilita subidas más rápidas de régimen, asientos más ligeros de fibra de carbono con cinturones de seis anclajes o una jaula antivuelco incorporada de serie. Estas soluciones incluirían el portador de rueda completo y una suspensión de doble horquilla en el eje trasero.
En el interior se vive un ambiente de aspiraciones deportivas, con un par de asientos tipo baquet hechos de material de compuesto de fibra de carbono como equipamiento de serie y el paquete Clubsport. Hay una jaula antivuelco atornillada y un cableado previo del interruptor principal de la batería. Un arnés de seis puntos para el conductor y un extintor también están incluidos. Los acabados son en negro, con líneas del techo, volante y palanca de cambios con cuero de Alcantara recortada de alta calidad.
Sus rivales naturales son: el Ferrari 430 Scuderia y el Lamborghini Gallardo Superleggera, que eran versiones aligeradas y más radicales del Ferrari F430 y del Lamborghini Gallardo, respectivamente, aunque por potencia y velocidad sería más bien el GT2. A pesar de la desventaja en potencia del GT3 RS de unos 100 CV (74 kW), es capaz de hacer un papel más que digno frente a estos coches.
Además del naranja con contraste en negro, se producía en otras tres combinaciones de color más: Verde con contraste en negro, plata con contraste en naranja y negro con contraste en naranja.

#### 997.2 GT3 RS

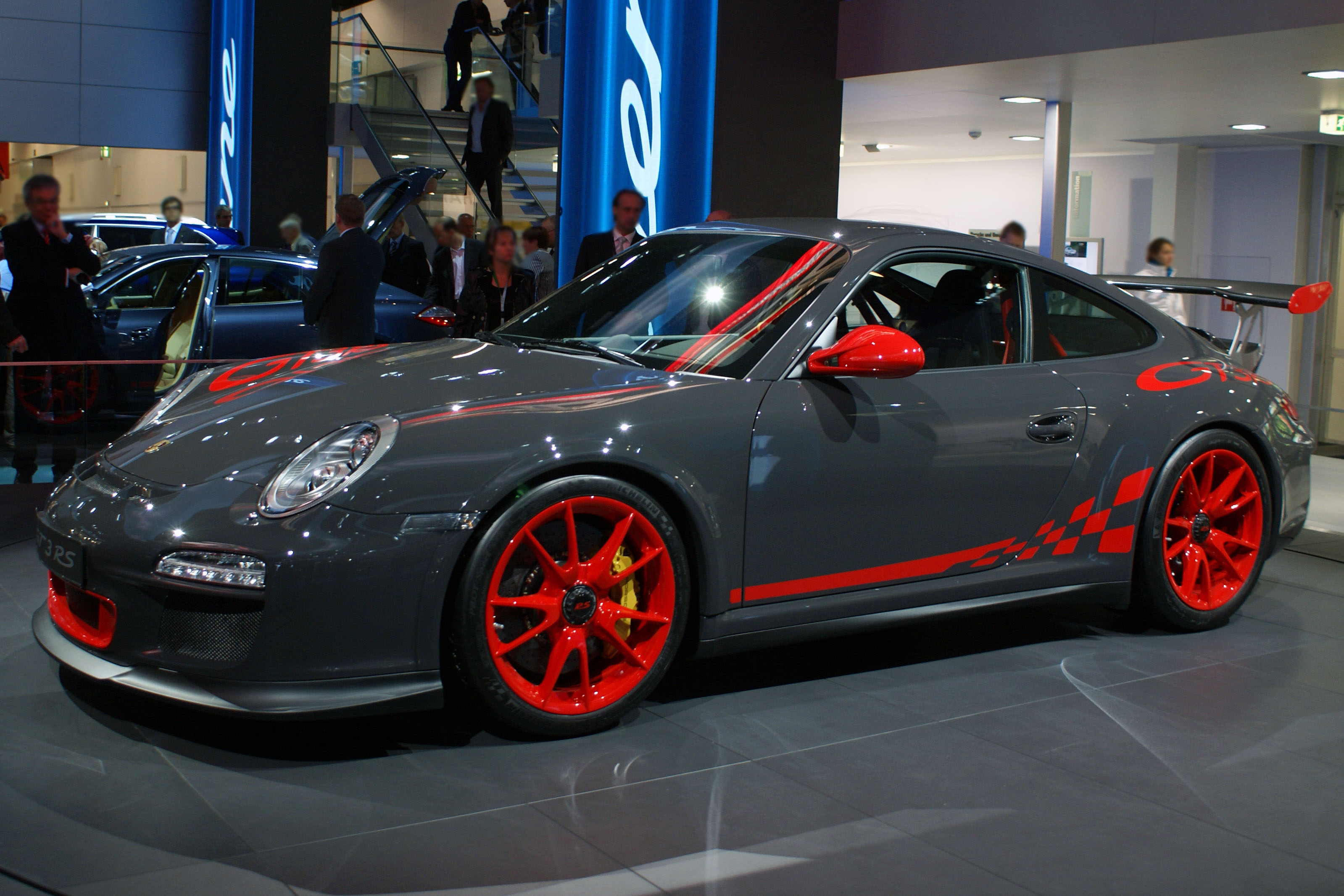
Reestilización del modelo 2009 en el Salón del Automóvil de Fráncfort.

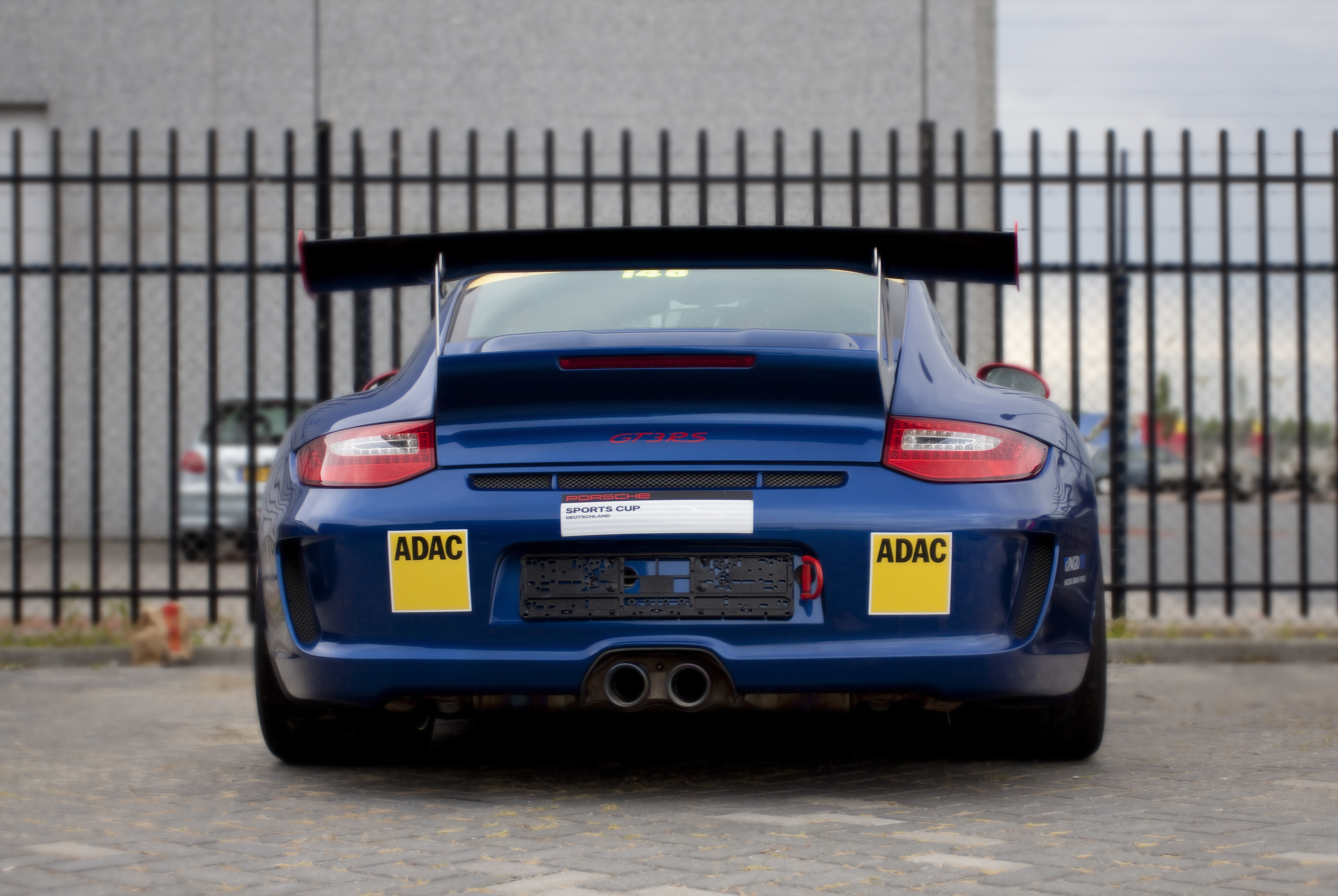
Vista trasera de un RS 3.8.

Se trata de una preparación y una reestilización extrema sobre la base del 997 GT3, pensada para ser disfrutada en circuitos. Su motor de 3797 cm³ (3,8 litros) y 450 CV (331 kW) de potencia (15 CV (11,0 kW) más que el GT3 y 35 CV (25,7 kW) más que el GT3 RS 3.6 anterior, está acoplado a una transmisión manual de seis velocidades. Sus prestaciones son una aceleración de 0 a 100 km/h (62 mph) en 4 segundos y una velocidad máxima de 310 km/h (193 mph).
Su configuración es solamente para dos pasajeros, ya que para aligerar peso se eliminó el asiento trasero, que en el 911 es solamente para dos niños. También se quitaron los picaportes internos, que fueron reemplazados por tiradores de cinta. Con esto, el peso total con respecto al GT3 se redujo en apenas 25 kg (55 libras), porque se compensó la eliminación de elementos de confort con la instalación de una jaula de protección dentro del habitáculo, homologada por la FIA. Otras diferencias con respecto al GT3 convencional son las trochas más anchas de 30 mm (1,2 pulgadas) en promedio y los neumáticos más grandes de medidas 245/35ZR19 pulgadas (48,3 cm) delante y 325/30ZR19 pulgadas (48,3 cm) atrás.
Se ha reducido su peso, le han puesto un motor más potente, unas relaciones de cambio más cortas y han mejorado varios elementos de suspensión. Cuenta con los elementos necesarios para competir en los circuitos y está homologado para su uso en carretera. Unos recorridos cortos de palanca permiten al conductor realizar una conducción todavía más deportiva y dinámica que con el 911 GT3 regular. Está equipado por primera vez con una suspensión PASM, exclusiva en este modelo, que cuenta además con vías más anchas tanto en el eje trasero como en el delantero. Por otro lado, la carrocería también es más ancha en ambos ejes.
El apoyo que consigue es mayor que el de su antecesor, lo que le beneficia en cuanto a su comportamiento competitivo. Un nuevo alerón trasero de grandes dimensiones de fibra de carbono, con unos soportes especialmente diseñados en aluminio y los característicos dobles tubos de escape fabricados en titanio súper ligero, le dotan de un aspecto y una aerodinámica de competición. Además, en 2010 se podía reducir el peso con la inclusión de una batería de ion de litio que reemplazaría a la tradicional, lo que se traduce en 10 kg (22 libras) menos.

#### 997 GT3 RS 4.0

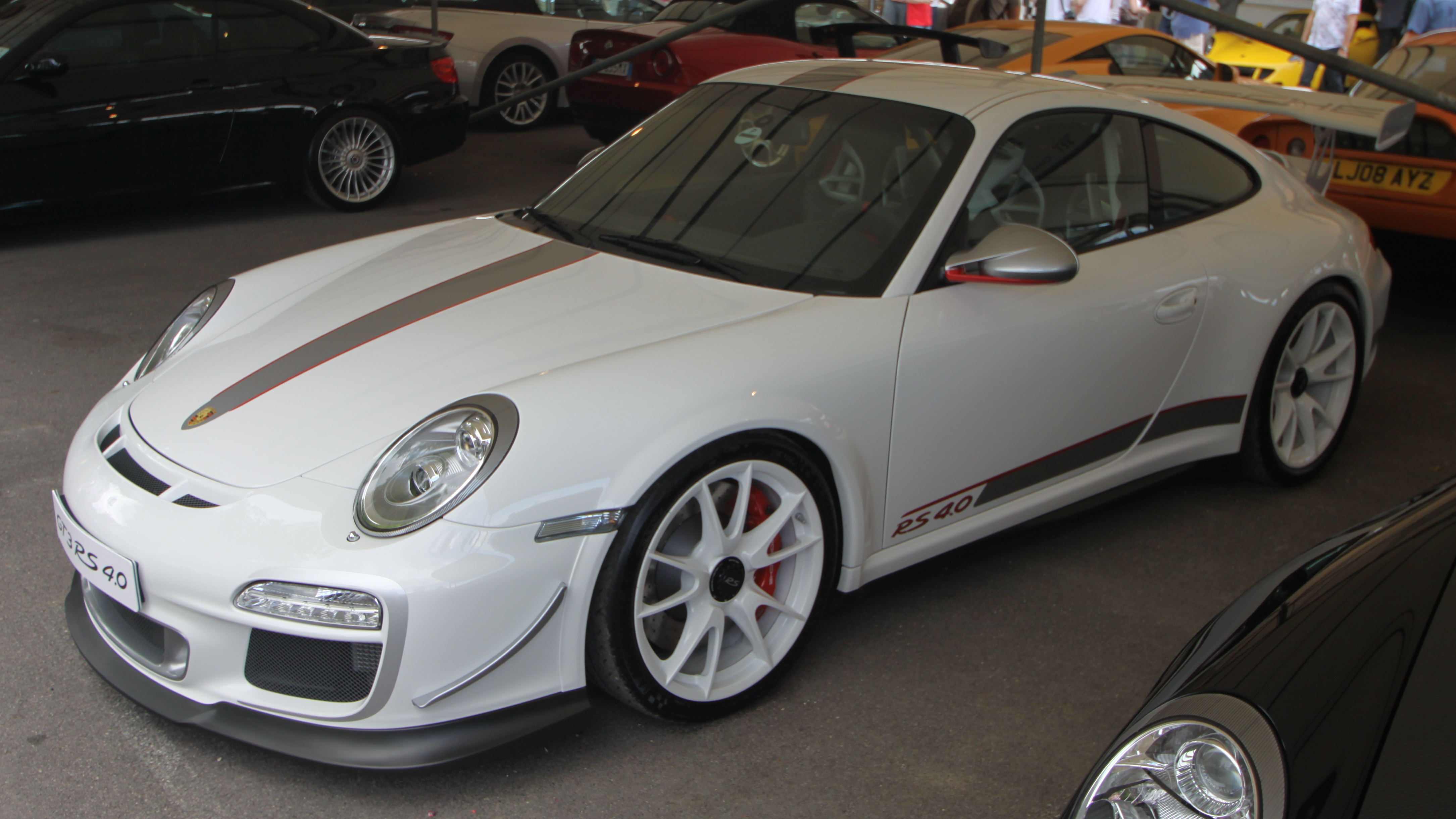
En el Festival de la Velocidad de Goodwood de 2011.

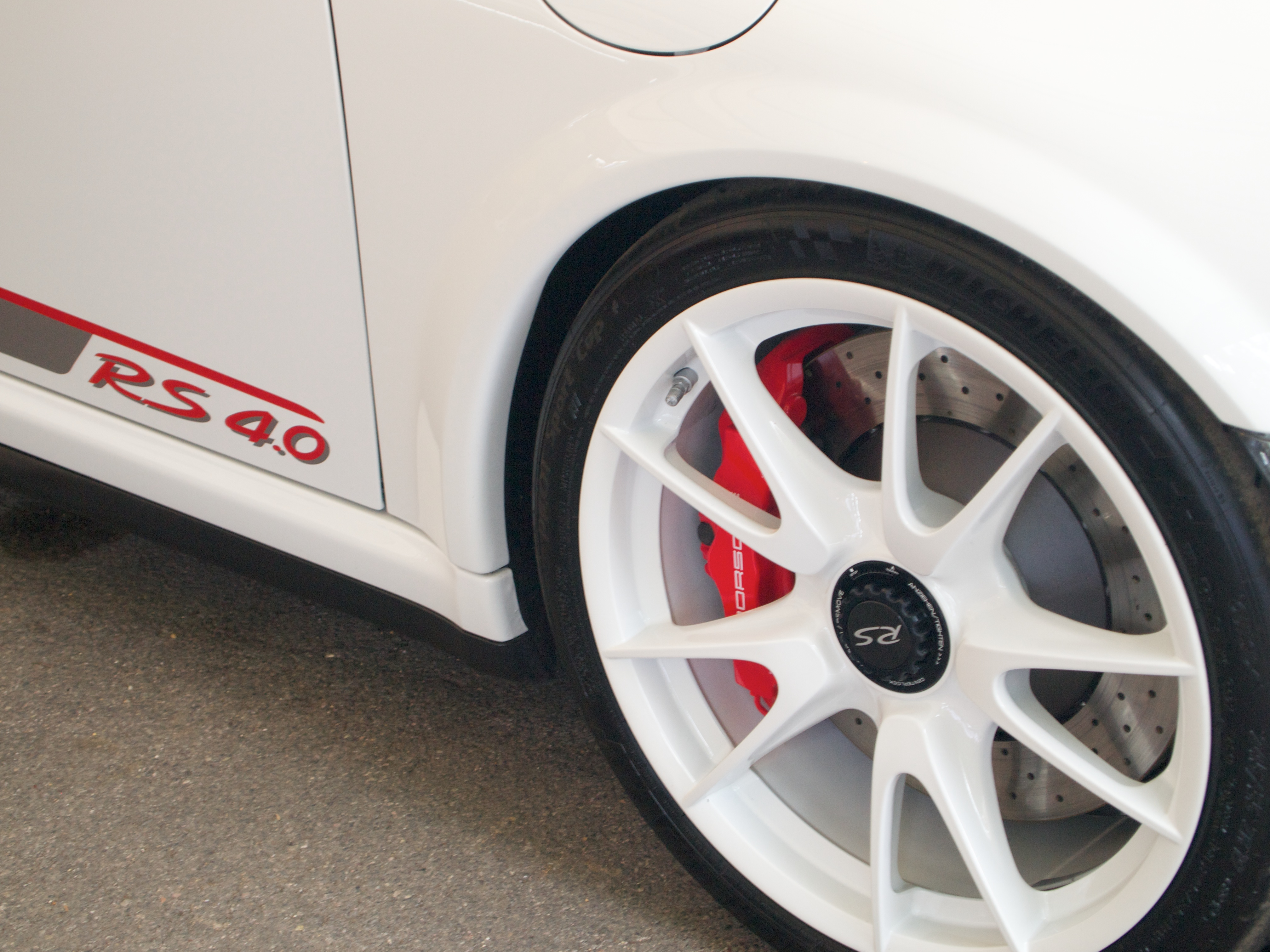
Detalle del rin con tuerca de seguridad central de un modelo 2011.

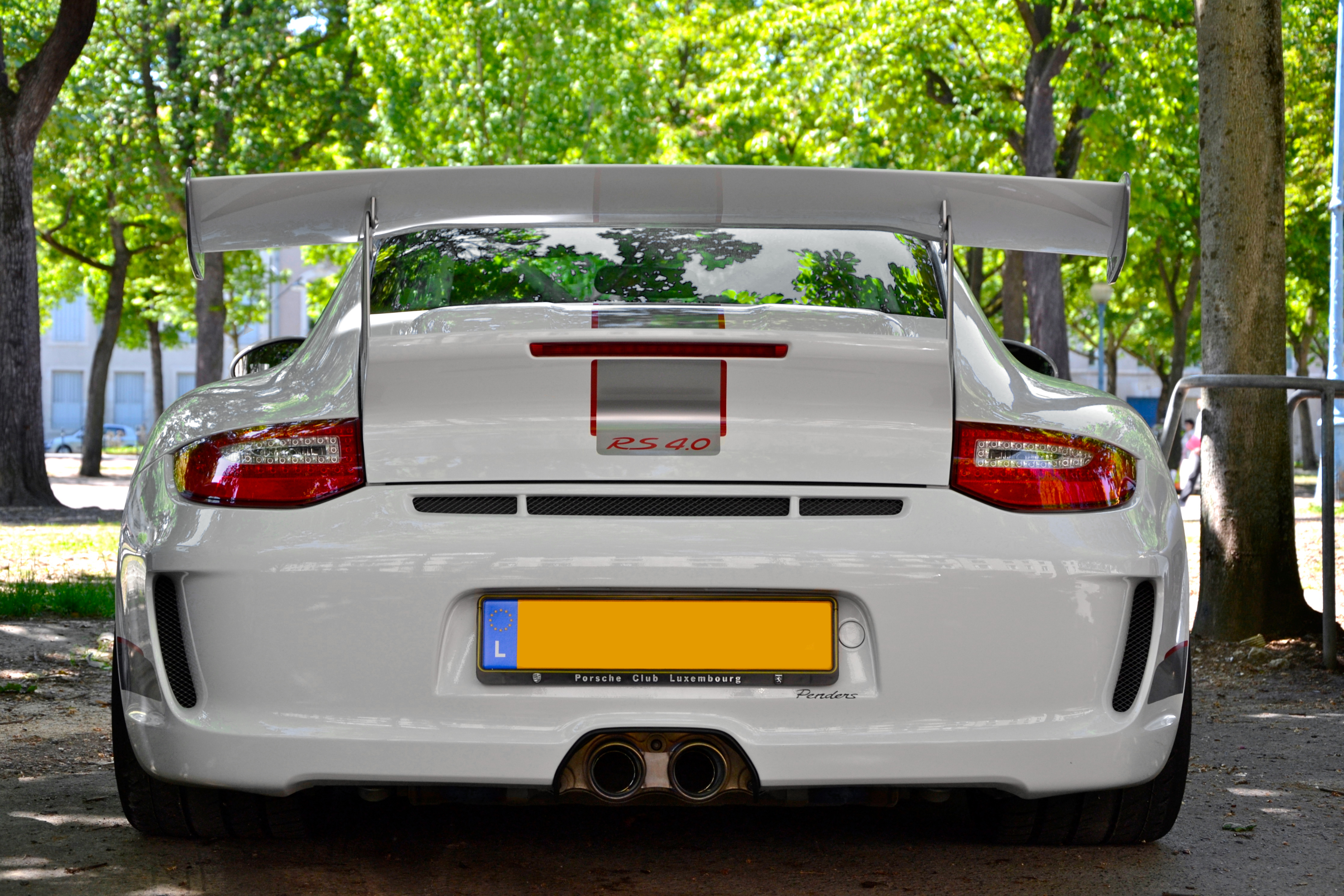
Vista trasera.

El 4.0 en el nombre se refiere a la cilindrada de su motor de 3996 cm³ (4 litros), ya que otros GT3 al usar uno de 3797 cm³ (3,8 litros), el 4.0 lo toma prestado de los GT3 R y RSR solamente aptos para las pistas. Ese aumento de cilindrada se consigue a base de alargar la carrera, ya que no se puede incrementar más el diámetro de los cilindros. Las bielas de titanio y el volante de inercia monomasa ahorran unos pocos kilos, pero el resto de modificaciones con respecto al 3797 cm³ (3,8 litros) del GT3 van encaminados a mejorar la respiración. Monta un filtro de aire de alto caudal, colectores de admisión más cortos y un escape menos restrictivo, cuyo silenciador final reduce la presión de salida y eleva el ruido en igual medida. El resultado es un incremento en la potencia de 450 a 500 CV (444 a 493 HP) (331 a 368 kW), mientras que el par máximo pasa de 430 a 460 N·m (317 a 339 lb·pie).
No se ofrece la transmisión de doble embrague PDK en ningún GT3 ni tampoco en el 4.0. Aunque la marca afirma que en un contexto más civilizado el PDK es superior a una manual, excluirlo en la familia GT3 parece como que no hay nada como el control que ofrece una transmisión manual, incluso con siete velocidades como la que se había confirmado que ofrecerían en la siguiente generación del 911. Además, la manual es más ligera que el PDK, permitiendo iniciar los derrapes con mayor suavidad y control, jugando con el embrague. El 4.0 supone una mejora notable, ya que su curva de potencia es increíblemente lineal y llega hasta las 8250 rpm y algo similar sucede con el par que llega a 5750 rpm.
La explosión llega, pero a pesar de la línea roja a 8500 rpm, acelera suavemente y sin vacíos desde el ralentí. Hay tanto empuje a lo largo de la escala del tacómetro que se ve con frecuencia en una marcha más larga de lo que llevaría con el de 3797 cm³ (3,8 litros). Acelera de 0 a 100 km/h (62 mph) en 3,8 segundos, de 0 a 200 km/h (124 mph) en menos de 12 segundos y una velocidad máxima de 309 km/h (192 mph). El GT3 3.8 haría el cero a cien en cuatro segundos y en una prueba lo logró en 3,6. La aceleración según otros criterios podría quedar en alrededor de 3,4 segundos.
Es más ligero que el GT3 RS. El capó, las aletas delanteras y los asientos son de fibra de carbono y, a pesar de que el aire acondicionado y el equipo de sonido están incluidos en el precio de serie, los compradores pueden optar por prescindir de uno de estos equipamientos, o incluso de ambos para ahorrar peso. Los asientos aligerados son de una pieza que pesan 8 kg (17,6 libras), las ventanillas laterales y luneta trasera de policarbonato y también cuenta con una jaula de seguridad. Una batería de ion de litio opcional ahorra casi 11 kg (24,3 libras), pero como este tipo de baterías sufren una reducción notable de su potencia a temperaturas bajo cero, los compradores que encargaban las baterías ligeras recibirían también otra unidad convencional.
Estaban programadas 600 unidades ya casi vendidas de inmediato. Se puede distinguir de otros GT3 por sus aditamentos aerodinámicos y la decoración específica más llamativa, que estaba disponible solamente en dos colores, siendo el Blanco Carrera el preferido por muchos.

### 997 GT2

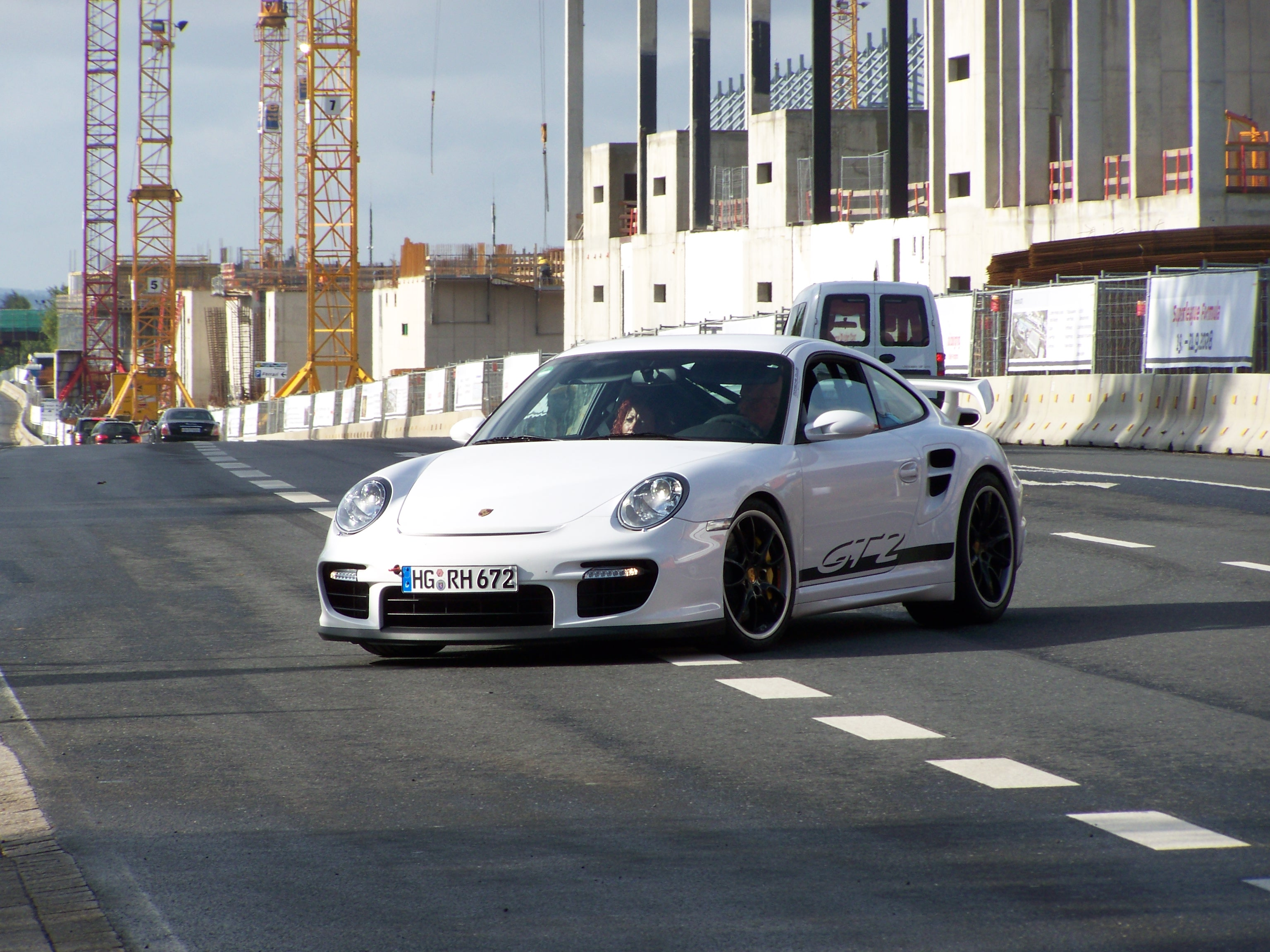
GT2 de 2009 con llantas en negro.

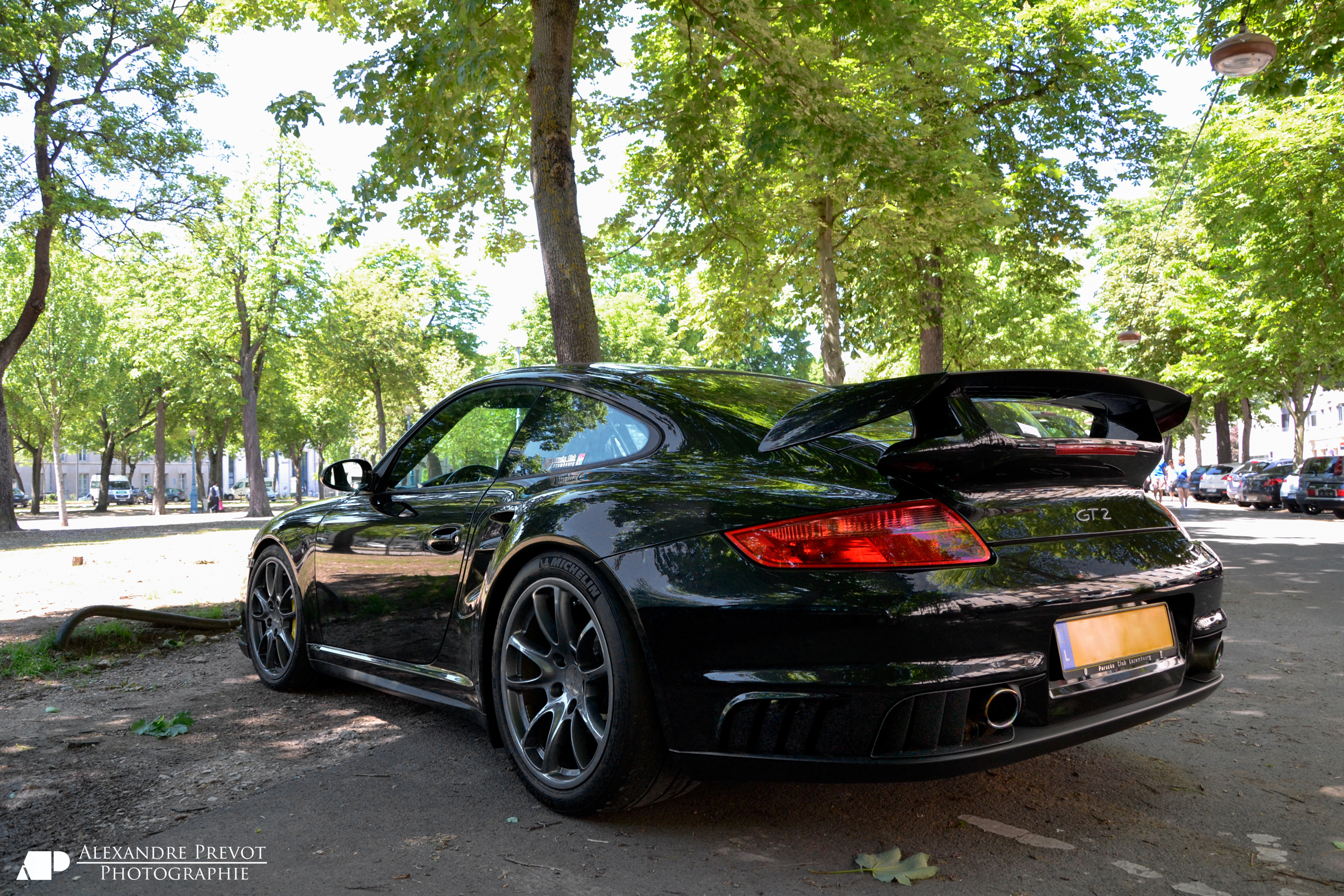
Vista trasera.

El 996 GT2 fue reemplazado por el 997 GT2 en 2007 después de una breve pausa, con los coches llegando a los concesionarios en noviembre del mismo año, después de su lanzamiento oficial en el Salón del Automóvil de Fráncfort.
Era capaz de acelerar de 0 a 100 km/h (62 mph) en 3,7 segundos, a 200 km/h (124 mph) en 10,6 segundos y el 1/4 de milla (402 m) en 11,4 segundos a 127,9 mph (205,8 km/h). Además, alcanzaba una velocidad máxima superior a los 329 km/h (204 mph), con lo que lo convierte en el primer 911 en superar los 322 km/h (200 mph), con la excepción del Porsche 911 GT1 de 1998, un coche de carreras homologado basado principalmente en el Porsche 962 y compartiendo solamente componentes del chasis frontal y puertas con el 911 normal. Su consumo de combustible promedio es de 12,5 L/100 km (8 km/L; 18,8 mpgAm) en el ciclo NEDC, aunque esto era casi imposible en un coche con este alto rendimiento hace unos cuantos años.
Su nuevo motor se basa en el mismo del 911 Turbo de 3,6 litros con el suplemento de aire a través de dos escapes de gas, pero con dobles turbocompresores de geometría variable que generan 530 CV (523 HP; 390 kW) a las 6500 rpm y un par máximo de 680 N·m (502 lb·pie) que mantienen constantes entre las 2200 y 4500 rpm. Con un peso en vacío de 1440 kg (3175 libras), finalmente ofrece una relación peso a potencia de 2,72 kg/CV.
El incremento en la potencia de 50 CV (36,8 kW) sobre la unidad "regular", se debe gracias a una rueda del compresor más grande y a una turbina con flujo optimizado que incrementa la presión del turbo a un nivel todavía más alto y, por primera vez, los ingenieros han combinado el motor turbo con un colector de admisión tipo expansión, una genuina revolución, la cual usa el principio del aire oscilante en el colector de admisión durante la fase de más fría, guardando la temperatura de la mezcla combustible y aire más baja que en el 911 Turbo, lo que significa un incremento de eficiencia con un bajo consumo de combustible en un 15% con carga completa, sin importar el incremento en el rendimiento del motor.
La apariencia del GT2 997, una vez más se diferencia de su coche hermano, el Turbo 997 al contar con un labio delantero revisado, un alerón trasero de nuevo diseño con dos entradas de aire pequeñas a cada lado y un parachoques trasero, siendo el primer Porsche homologado para la carretera en presentar silenciador trasero y tubos de escape de titanio como equipamiento de serie. Este caro material reduce el peso en aproximadamente 50% en comparación con un componente hecho de acero inoxidable en solamente 9 kg (20 libras).
También está equipado de serie con frenos de disco PCCB hechos de compuesto de fibra de carbono y cerámica, asegurando una máxima potencia de frenado y manteniendo un extremo nivel alto de consistencia. Otra ventaja es que reducen el peso de las masas no suspendidas en comparación con discos de fundición de hierro gris en aproximadamente 20 libras (9 kg) o 44 libras (20 kg). Además tiene instaladas llantas de aleación ligera con medidas 235/35 ZR 19 pulgadas (48,3 cm) delante y 325/30 ZR 19 pulgadas (48,3 cm) detrás, en neumáticos deportivos.
La revista Motor Trend realizó una prueba a un 911 GT2 de 2008, logrando un tiempo de 0 a 60 mph (97 km/h) en 3,4 segundos, lo cual es más rápido que el Porsche Carrera GT con 3,6 segundos, mientras que el 1/4 de milla (402 m) en 11,4 segundos a 127,9 mph (205,8 km/h). Los enormes discos carbono-cerámicos de 15 pulgadas (38,1 cm) con cálipers de seis pistones y neumáticos Michelin Pilot Sport Cup, le permitieron registrar una distancia de frenado 60 mph (97 km/h) a 0 en 98 pies (29,9 m) y un agarre de fuerza lateral de 1,1 g casi como en los coches de competición y cercano a los 0,99 g del Carrera GT con motor central. Al igual que en el 911 GT3, presenta control de suspensión activa (PASM), con selección de modo de conducción normal o Sport, además de sistema de control de estabilidad (PSM), con una distribución de peso de 62% balanceado sobre el eje trasero.
El piloto de pruebas alemán Walter Röhrl, recorrió el circuito de Nürburgring Nordschleife en un día público en "solamente" 7 minutos y 32 segundos, porque tuvo que adelantar a 11 coches, aunque en otra ocasión con un Porsche GT marcó un tiempo no oficial de 7 minutos y 25 segundos.

#### 997 GT2 RS

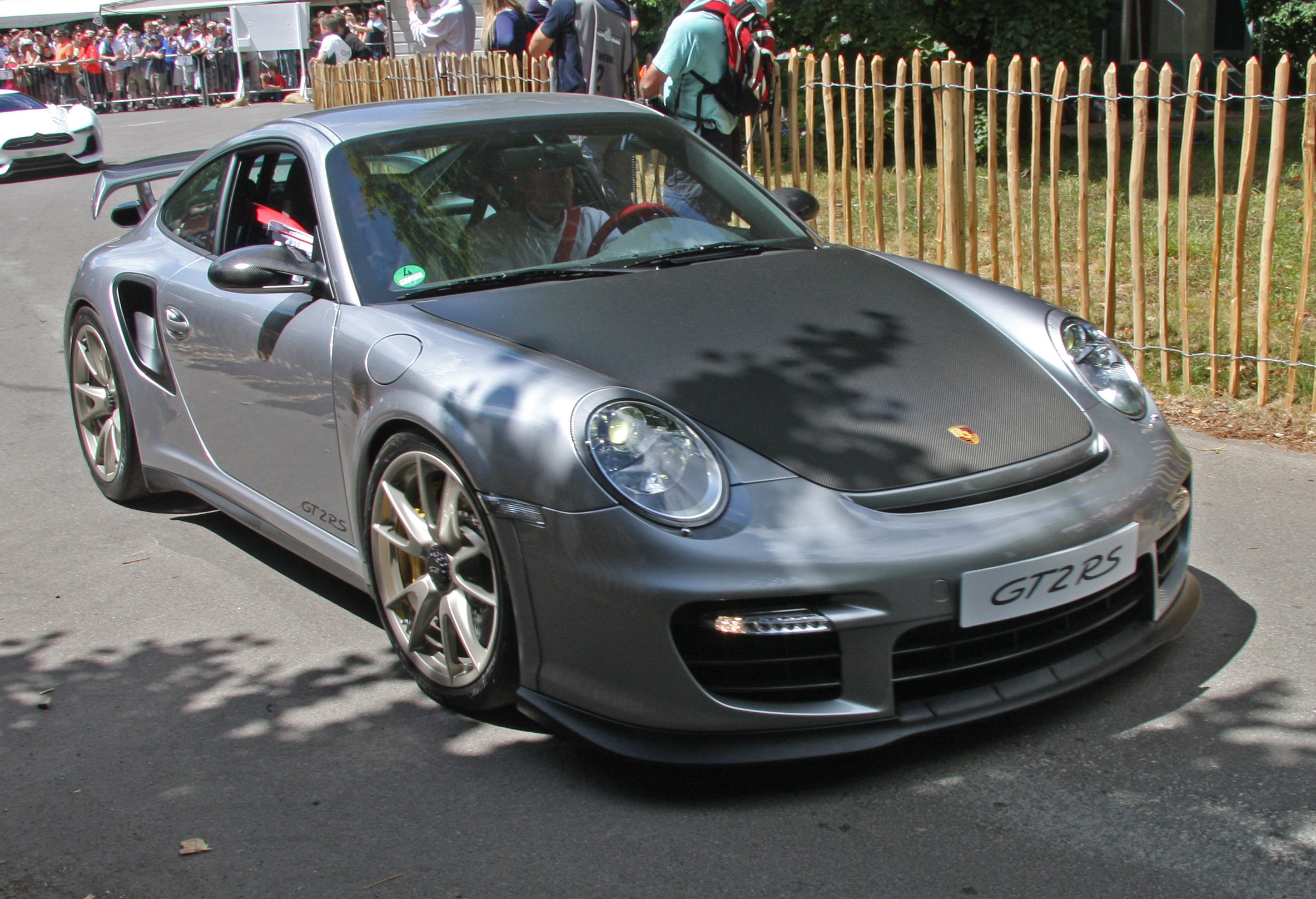
GT2 RS en el Festival de la Velocidad de Goodwood de 2010.

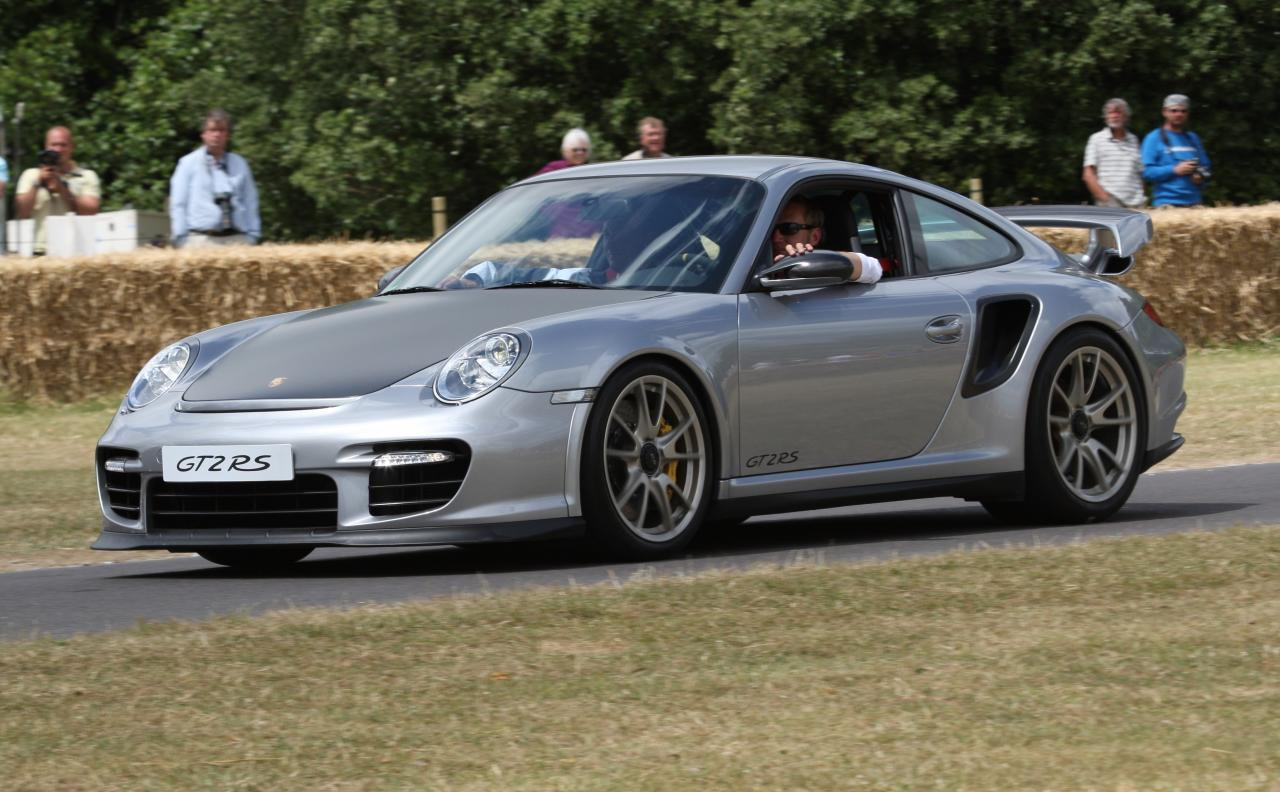
Circulando en Goodwood.

En el caso del nuevo 911 GT2 RS, también estaba basada en el 911 Turbo, pero eliminaba el pesado sistema de tracción total en favor de la más simple y ligera tracción trasera y con una configuración de bastidor bastante más radical y ligera. Este fue capaz de marcar un tiempo de 7:18 en el trazado Nordschleife de Nürburgring.
Se trataba una edición limitada a 500 unidades que se consideraba el 911 más potente de la historia hasta ese momento, cuya potencia se enviaba a las ruedas traseras con un peso de 1370 kg (3020 libras), siendo capaz de acelerar de 0 a 100 km/h (62 mph) en 3,5 segundos, a 200 km/h (124 mph) en 9,8 segundos y a 300 km/h (186 mph) en 28,9 segundos. Contaba con una impresionante máquina de 620 CV (612 HP; 456 kW) y 700 N·m (516 lb·pie) de par, donde la técnica y el estilo se unen alcanzando la máxima expresión.
El 4 de mayo de 2010, una variante RS se anunció a los concesionarios de Leipzig en Alemania. El llamado "Hacedor de viudas" (Widowmaker) por su alta velocidad y desempeño, con un peso de 70 kg (154 libras) menos que el GT2 estándar, lo que permite alcanzar una velocidad máxima de 330 km/h (205 mph). El tiempo récord de 7 minutos y 18 segundos que impuso en el "Infierno verde" de Nordschleife fue verificado por Porsche, siendo 19 segundos menos que el 911 Turbo S y uno de los mejores tiempos en la historia moderna de producción de automóviles. Sin embargo, esto se llevó a cabo en la zona más corta del circuito de Nürburgring, que es 232 m (761 pies) más corto. Teniendo en cuenta una velocidad media de 160 km/h (99 mph), esto produce una adición de 5,7 segundos, con una asignación más típica de 7 segundos. Esto daría lugar a una gama de 07:23-07:25, que es comparable a los 7:24 entregadas por Horst von Saurma.
De acuerdo con el gerente Preuninger Andreas de Porsche Motorsports, el RS fue concebido alrededor de 2007. El número de código 727 seleccionado para el proyecto, corresponde a uno de los tiempos de vuelta del Nissan GT-R en el circuito de Nürburgring Nordschleife. Cuando el polvo se asentó, el piloto de pruebas de Porsche Timo Kluck había eclipsado ese objetivo por unos impresionantes nueve segundos.

### 997 Sport Classic

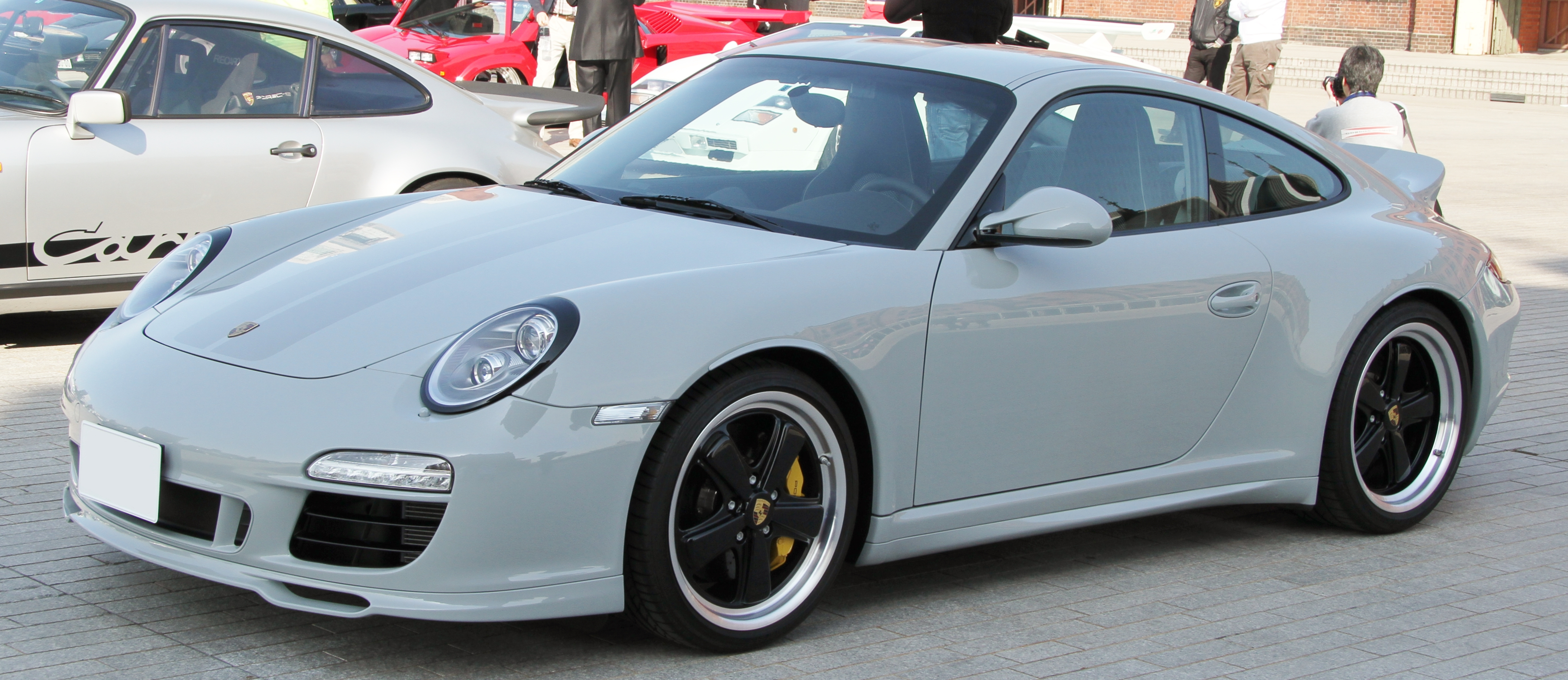
Sport Classic en 2013.

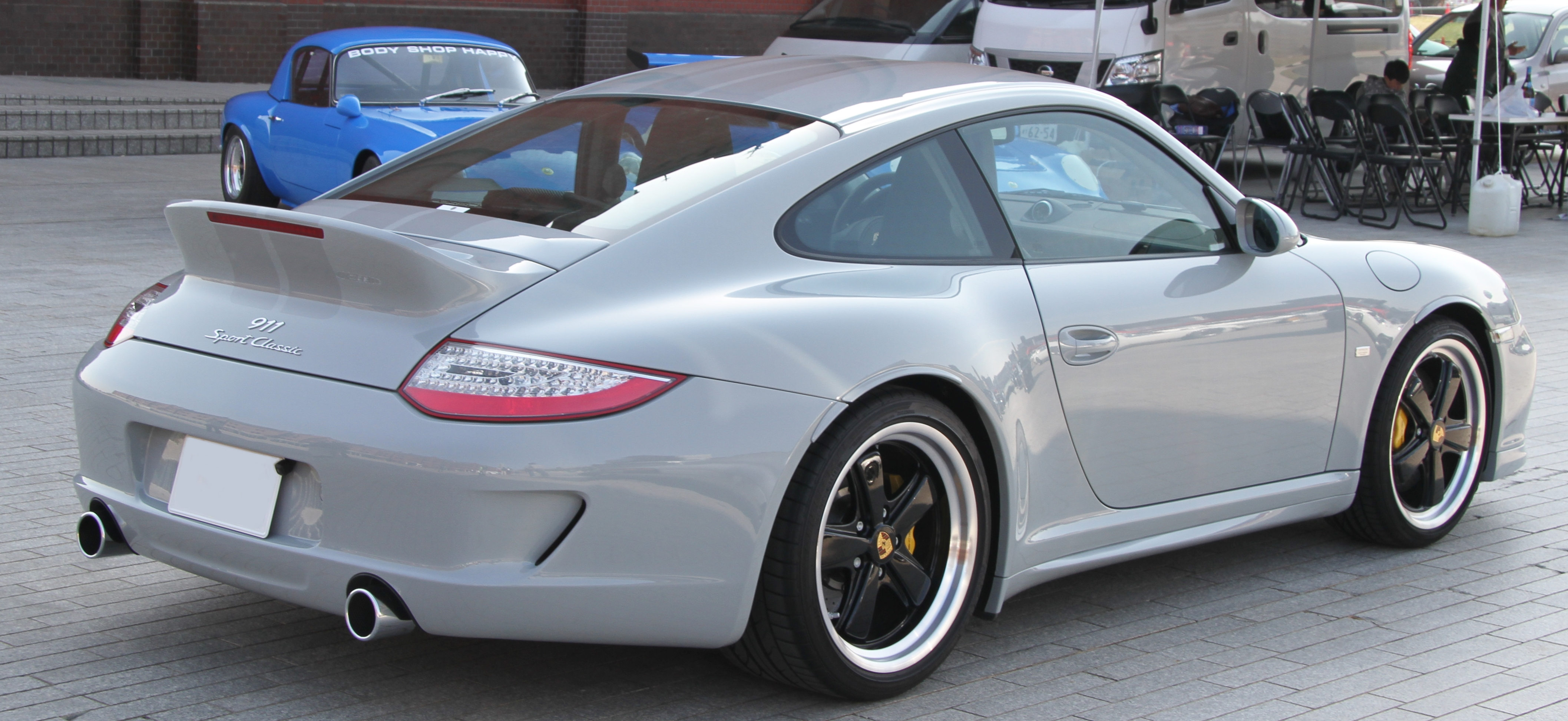
Vista trasera 3/4.

Se presentó en el Salón del Automóvil de Fráncfort la versión 2010 del legendario Carrera RS 2.7 del 73, incluyendo la clásica cola de pato, llamada así por la forma de su alerón. Rebautizado como Porsche 911 Classic Sport, de las que solamente 250 unidades fueron fabricadas.
Basado en el Carrera S, el nuevo 911 SC tenía versión modificada del bóxer de seis cilindros, que entregaba 408 CV (402 HP; 300 kW), 23 CV (16,9 kW) más que la versión original, gracias a un nuevo diseño de ingreso de aire con alerones móviles que controlan la entrada y administración a un sistema de vacío que asegura la cantidad exacta de aire en cada cámara y cabezas de cilindros rediseñados. Estaba acoplado a una caja manual de seis velocidades.
Aceleraba de 0 a 100 km/h (62 mph) en 4,6 segundos y una velocidad máxima de 302 km/h (188 mph). Tenía un consumo en ciclo medio europeo de 10,6 L/100 km (9 km/L; 22 mpgAm).
Los detalles iban más allá de la mecánica, como su techo de "doble burbuja" similar al del Carrera GT y algunos otros Porsche de competición con su nuevo spoiler frontal, faros bi-Xenón con los bordes en negro y el exclusivo pack Sport Crono Plus. Además, disponía de frenos cerámicos, suspensión deportiva, un diferencial autoblocante y llantas de aleación de 19 pulgadas (48,3 cm) inspiradas en los diseños de los años 1960 con neumáticos de alto desempeño, así como el alerón posterior llamado "cola de pato".
En su interior ofrecía detalles y lujos, como las butacas deportivas tapizadas en piel marrón, un tablero de instrumentos forrado en piel "Espresso Nature", el techo en Alcantara y elegantes toques de cromo por todas partes.

### 997 Carrera GTS

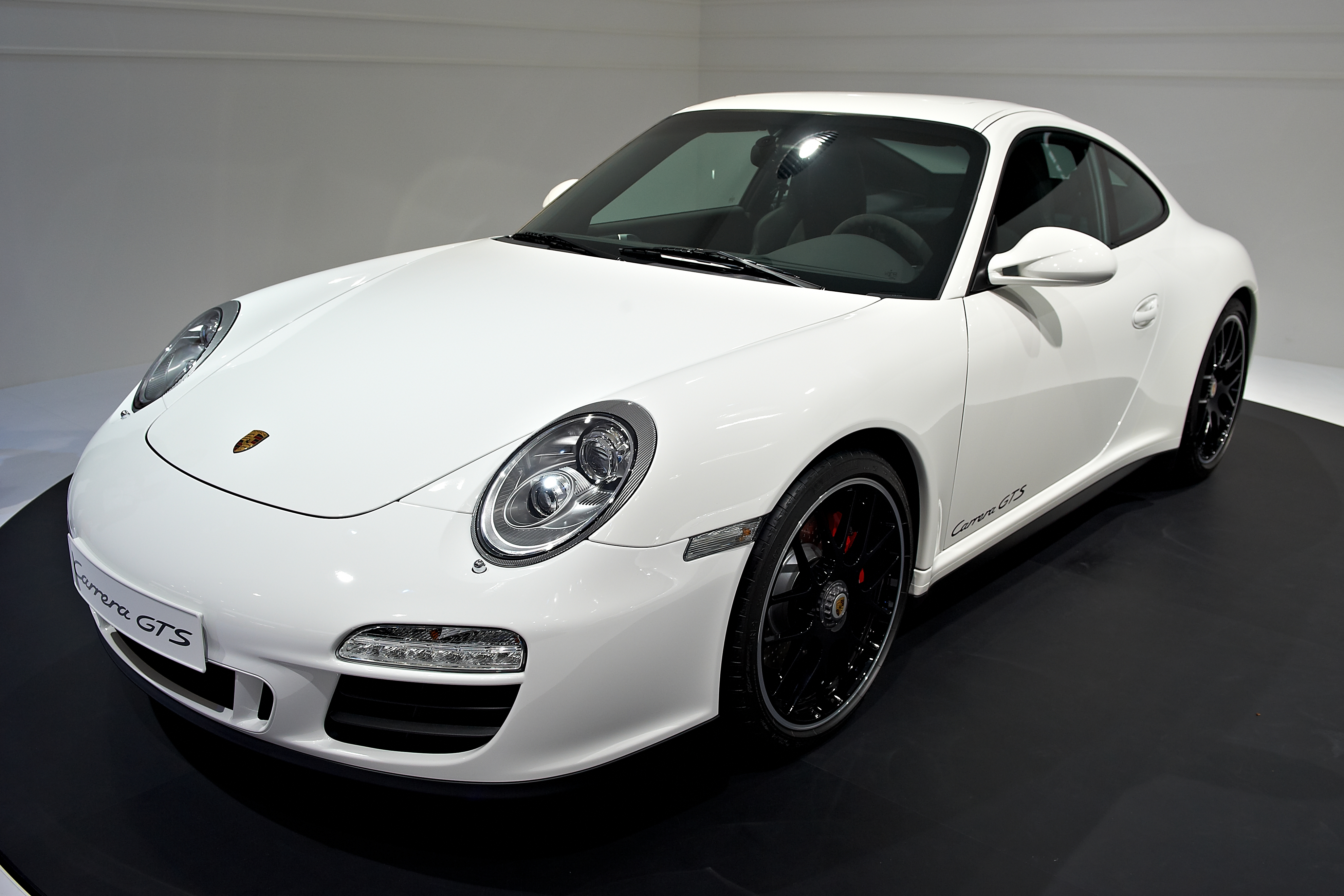
Carrera GTS coupé de 2010, en el Salón del Automóvil de París.

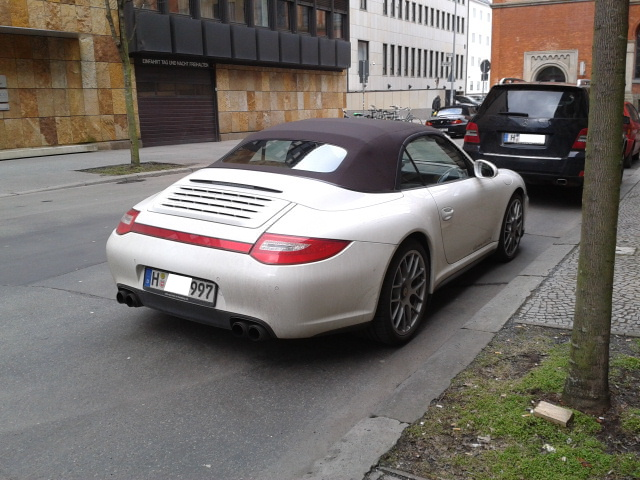
Vista trasera del Carrera 4 GTS Cabrio.

Según el fabricante, es la más equilibrada de todas porque conserva la capacidad de ser utilizado a diario como cualquier otro Carrera, pero con una mejora en las prestaciones y en sus habilidades deportivas.
El motor es el mismo que el del Carrera S, pero con 408 CV (402 HP; 300 kW), es decir, 23 CV (16,9 kW) más que el Carrera S y con un par motor de 420 N·m (310 lb·pie) a las 4200 rpm. La caja de cambios puede ser manual de seis velocidades que venía de serie, o bien, la automática de doble embrague PDK de siete velocidades. La tracción siempre en las ruedas traseras.
Las prestaciones difieren según el tipo de transmisión, ya que con la manual su velocidad máxima es de 306 km/h (190 mph) y una aceleración de 0 a 100 km/h (62 mph) en 4,6 segundos; mientras que si se opta por la transmisión PDK con el sistema Sport Chrono Package Plus, el 0 a 100 km/h (62 mph) lo lograba en 4,2 segundos. El consumo se mantenía en los mismos niveles que el Carrera S, con 10,2 L/100 km (9,8 km/L; 23,1 mpgAm), equivalente a 240 g (8,5 onzas) de CO2/km.
Tenía una anchura trasera 44 mm (1,7 pulgadas) mayor que el Carrera S, siendo que con este incremento le ayudaría a mejorar su comportamiento deportivo. Otros cambios se encuentran en las salidas de los tubos de escape y en una nueva puesta a punto de los mismos para producir un sonido único.
Las llantas de aleación eran de 19 pulgadas (48,3 cm) pintadas en negro y con unos neumáticos 235/35 ZR19 delante y 305/35 ZR19 detrás. La zona del parachoques posterior situada entre los tubos de escape, estaba pintada también en negro y los logotipos “Carrera GTS” se distribuyen por las puertas y el capó.
El interior también en negro, presentaba Alcantara en algunas partes de los asientos deportivos, así como en el volante, la palanca de cambios y el freno de mano.

### 997 Speedster
Nunca se comercializó una variante Speedster de la generación 996. Sin embargo, sí se construyó posteriormente para el modelo 2011.
El Speedster reapareció a partir de 2010 con la generación 997, del que solamente se fabricaron 356 unidades, en honor al 356 1500 Speedster. También se distinguía por el parabrisas más corto e inclinado, la doble cúpula en forma de joroba para guardar el techo plegable detrás de sus dos únicos asientos, la menor altura de su carrocería y la mayor anchura de su parte trasera.
Además, había que sumarle una zaga ensanchada y vistosos detalles como el diseño de las ruedas. Con un peso de 1540 kg (3395 libras), una potencia máxima de 408 CV (402 HP; 300 kW) y una caja de cambios PDK, aceleraba de 0 a 100 km/h (62 mph) en 4,6 segundos.
Entre otras de sus características, estaban los frenos cerámicos, sistema de suspensión PASM, tracción trasera, techo de lona de apertura manual y una única combinación de colores: Carrara White (blanco) con bandas en Maritime Blue (azul), además de la carrocería ensanchada.

### Motorizaciones
| Variantes                              | Cilindrada       | Diámetro x carrera                | Relación de compresión | Aspiración | Tracción | Potencia máxima                    | Par máximo                      |
| -------------------------------------- | ---------------- | --------------------------------- | ---------------------- | ---------- | -------- | ---------------------------------- | ------------------------------- |
| Carrera 4                              | 3596 cm³ (3,6 L) | 96 x 82,8 mm (3,78 x 3,26 plg)    | 11,3:1                 | Natural    | Integral | 325 CV (321 HP; 239 kW) @ 6800 rpm | 370 N·m (273 lb·pie) @ 4250 rpm |
| 997.2 Carrera 4 Cabriolet              | 3596 cm³ (3,6 L) | 96 x 82,8 mm (3,78 x 3,26 plg)    | 11,3:1                 | Natural    | Integral | 345 CV (340 HP; 254 kW) @ 6500 rpm | 390 N·m (288 lb·pie) @ 4400 rpm |
| 997 Carrera 4S                         | 3824 cm³ (3,8 L) | 99 x 82,8 mm (3,90 x 3,26 plg)    | 11,8:1                 | Natural    | Integral | 385 CV (380 HP; 283 kW) @ 6500 rpm | 420 N·m (310 lb·pie) @ 4400 rpm |
| Targa 4S                               | 3824 cm³ (3,8 L) | 99 x 82,8 mm (3,90 x 3,26 plg)    | 11,8:1                 | Natural    | Integral | 355 CV (350 HP; 261 kW) @ 6600 rpm | 400 N·m (295 lb·pie) @ 4600 rpm |
| GT3                                    | 3600 cm³ (3,6 L) | 100 x 76,4 mm (3,94 x 3,01 plg)   | 12,0:1                 | Natural    | Trasera  | 415 CV (409 HP; 305 kW) @ 7600 rpm | 405 N·m (299 lb·pie) @ 5550 rpm |
| 997.2 GT3 2009                         | 3797 cm³ (3,8 L) | 102,7 x 76,4 mm (4,04 x 3,01 plg) | 12,0:1                 | Natural    | Trasera  | 435 CV (429 HP; 320 kW) @ 7600 rpm | 430 N·m (317 lb·pie) @ 3250 rpm |
| GT3 RS 2009                            | 3797 cm³ (3,8 L) | 102,7 x 76,4 mm (4,04 x 3,01 plg) | 12,0:1                 | Natural    | Trasera  | 450 CV (444 HP; 331 kW) @ 7900 rpm | 430 N·m (317 lb·pie) @ 6750 rpm |
| GT3 RS 4.0                             | 3996 cm³ (4 L)   | 102,7 x 80,4 mm (4,04 x 3,17 plg) | 12,6:1                 | Natural    | Trasera  | 500 CV (493 HP; 368 kW) @ 8250 rpm | 460 N·m (339 lb·pie) @ 5750 rpm |
| Speedster, Sport Classic y Carrera GTS | 3800 cm³ (3,8 L) | 102 x 77,5 mm (4,02 x 3,05 plg)   | 12,5:1                 | Natural    | Trasera  | 408 CV (402 HP; 300 kW) @ 7300 rpm | 420 N·m (310 lb·pie) @ 4200 rpm |
| Turbo                                  | 3600 cm³ (3,6 L) | 100 x 76,4 mm (3,94 x 3,01 plg)   | 9,0:1                  | Biturbo    | Integral | 480 CV (473 HP; 353 kW) @ 6000 rpm | 620 N·m (457 lb·pie) @ 5000 rpm |
| GT2                                    | 3600 cm³ (3,6 L) | 100 x 76,4 mm (3,94 x 3,01 plg)   | 9,4:1                  | Biturbo    | Trasera  | 530 CV (523 HP; 390 kW) @ 6500 rpm | 680 N·m (502 lb·pie) @ 4500 rpm |
| Turbo S                                | 3800 cm³ (3,8 L) | 102 x 77,5 mm (4,02 x 3,05 plg)   | 9,8:1                  | Biturbo    | Integral | 530 CV (523 HP; 390 kW) @ 6750 rpm | 700 N·m (516 lb·pie) @ 4250 rpm |
| GT2 RS                                 | 3600 cm³ (3,6 L) | 100 x 76,4 mm (3,94 x 3,01 plg)   | 9,0:1                  | Biturbo    | Integral | 620 CV (612 HP; 456 kW) @ 6500 rpm | 700 N·m (516 lb·pie) @ 5500 rpm |

## 911 (991)

### 991 Carrera/ Carrera S
A partir de 2011, el tipo 991 representó el nivel de desarrollo más elevado alcanzado hasta ese momento. Ofrecía una presencia de mayor peso que ningún 911 anterior, un efecto atribuible también a la mayor batalla y a los diez centímetros más de espacio entre ruedas. Se añadía la aerodinámica adaptable que incorporó el 911 como primer deportivo de serie de la marca a partir del 918 Spyder. Reunió elementos clásicos del 911, tales como los cinco instrumentos redondos, uno de ellos en forma de una pantalla multifunción de alta resolución, con un diseño moderno y una ergonomía mejorada. A la vez, se introdujo el nuevo Porsche Communication Management (PCM) con una conectividad mejorada, un monitor multitáctil e información de tráfico en tiempo real.
El 991 salió al mercado en septiembre de 2011 y estaba disponible en las carrocerías coupé, cabrio y roadster. Esta nueva generación cuenta con las versiones típicas del 911, como el Carrera, Targa, Turbo y GT3. El 911 Carrera estaba disponible en carrocería deportiva, descapotable y con tracción trasera o a las cuatro ruedas.
El 991 Carrera/ Carrera S 2011-2019 deslumbraba con su silueta plana, contornos interesantes y detalles diseñados con precisión, pero identificándose a simple vista un 911. Fiel a la tradición con sus tendones y músculos, transmite poder y elegancia.
Una batalla de 10 cm más y una reducción de altura combinan con las llantas de hasta 20 pulgadas (50,8 cm) para potenciar su apariencia. Al mismo tiempo, las dimensiones exteriores se mantienen. Los retrovisores exteriores se alojaban en el borde superior de la puerta lateral, no como hasta ahora en el triángulo de espejo.
El chasis está construido en aluminio y acero, siendo responsable de una proporción significativa de la disminución de peso de hasta 45 kg (99 libras), dejándolo en poco más de 1400 kg (3086 libras). La rigidez del coche es significativamente mayor con una optimización aerodinámica y un nuevo alerón trasero retráctil más ancho y que se extiende de forma variable permite una carga mayor, manteniendo el coeficiente aerodinámico muy bajo.
Todas las versiones gastan menos de 10 L/100 km (10,0 km/L; 23,5 mpgAm) de combustible, además de reducir las emisiones hasta un 16% en comparación con su predecesor. Entre otras cosas, esto se logra mediante dispositivos como Auto Start/Stop, la gestión térmica, la recuperación del sistema eléctrico, la primera caja de cambios manual de siete velocidades, etc.
El 911 Carrera con 350 CV (345 HP; 257 kW) y una transmisión PDK opcional, consume 8,2 L/100 km (12,2 km/L; 28,7 mpgAm), 1,6 L/100 km (62,5 km/L; 147 mpgAm) menos que su predecesor, con unas emisiones de CO2 de 194 g (6,8 onzas)/km. Con motor de 3,8 litros y 400 CV (395 HP; 294 kW), logra un consumo de combustible cuando se combina con el PDK opcional un 14% que el anterior Carrera S, eso es 8,7 L/100 km (11,5 km/L; 27,0 mpgAm) y emite a la atmósfera 205 g (7,2 oz) de CO2/km, teniendo 15 CV (11,0 kW) más. Lograba acelerar de 0 a 100 km/h (62 mph) en 4,3 segundos. Con el paquete opcional Sport Chrono bajaba hasta los 4,1 segundos, mientras que el 911 Carrera PDK necesita 4,6 segundos y 4,4 segundos con el paquete Sport Plus.
Ha sido posible en el nuevo modelo acercar todavía más rendimiento y eficiencia, así como deportividad y funcionalidad. Celebraba su estreno mundial en el Salón Internacional del Automóvil de Fráncfort de 2011.
El interior se ha diseñado inspirándose en el Carrera GT. La consola central se eleva hacia delante y la palanca de cambios está más alta y más cerca del conductor. Los indicadores del panel de instrumentos siguen siendo las cinco esferas de siempre, una de ellas es una pantalla multifunción de alta resolución, el tacómetro central y el arranque a la izquierda, como siempre.

### 991 Carrera 4/ Carrera 4S

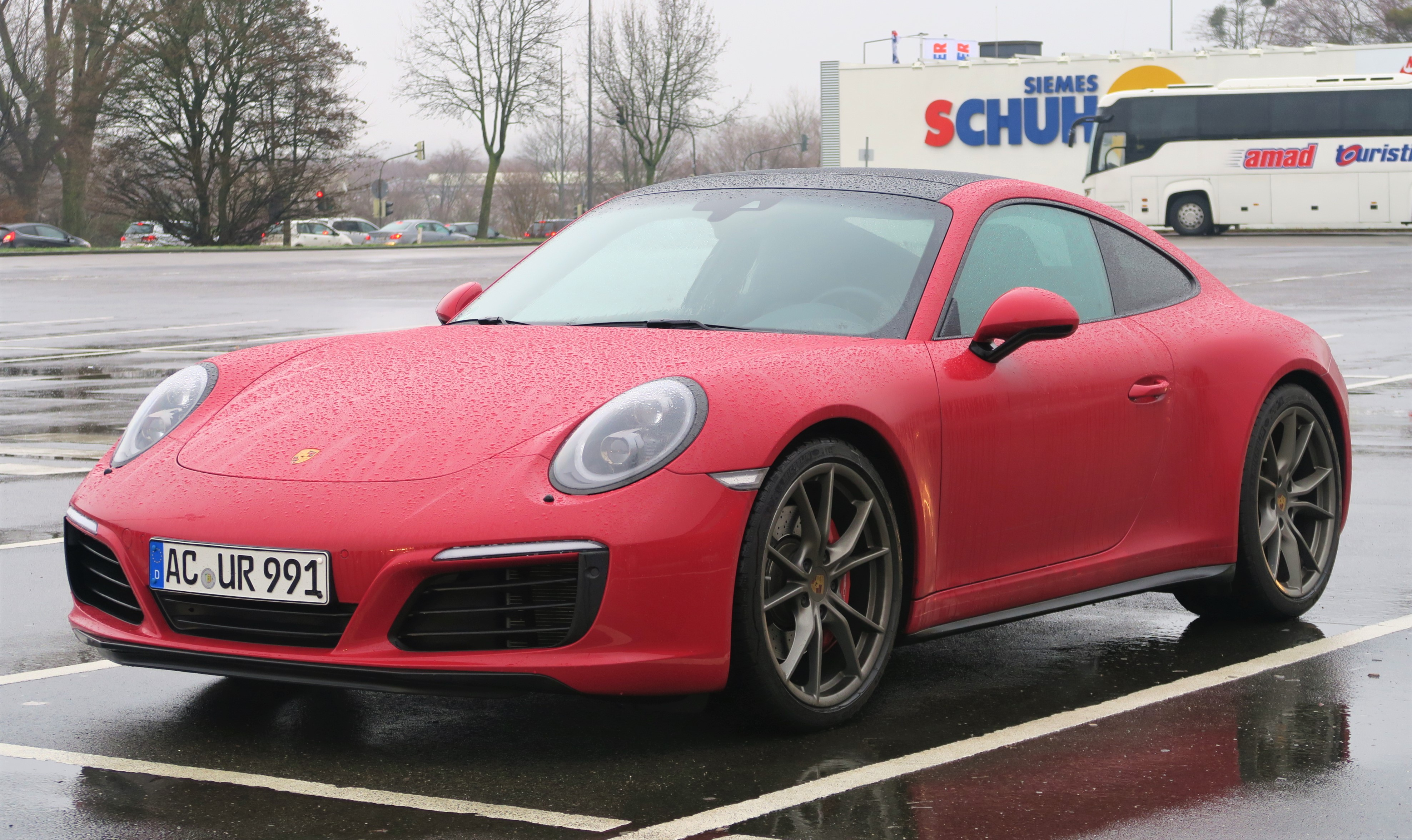
Carrera 4 en Aquisgrán.

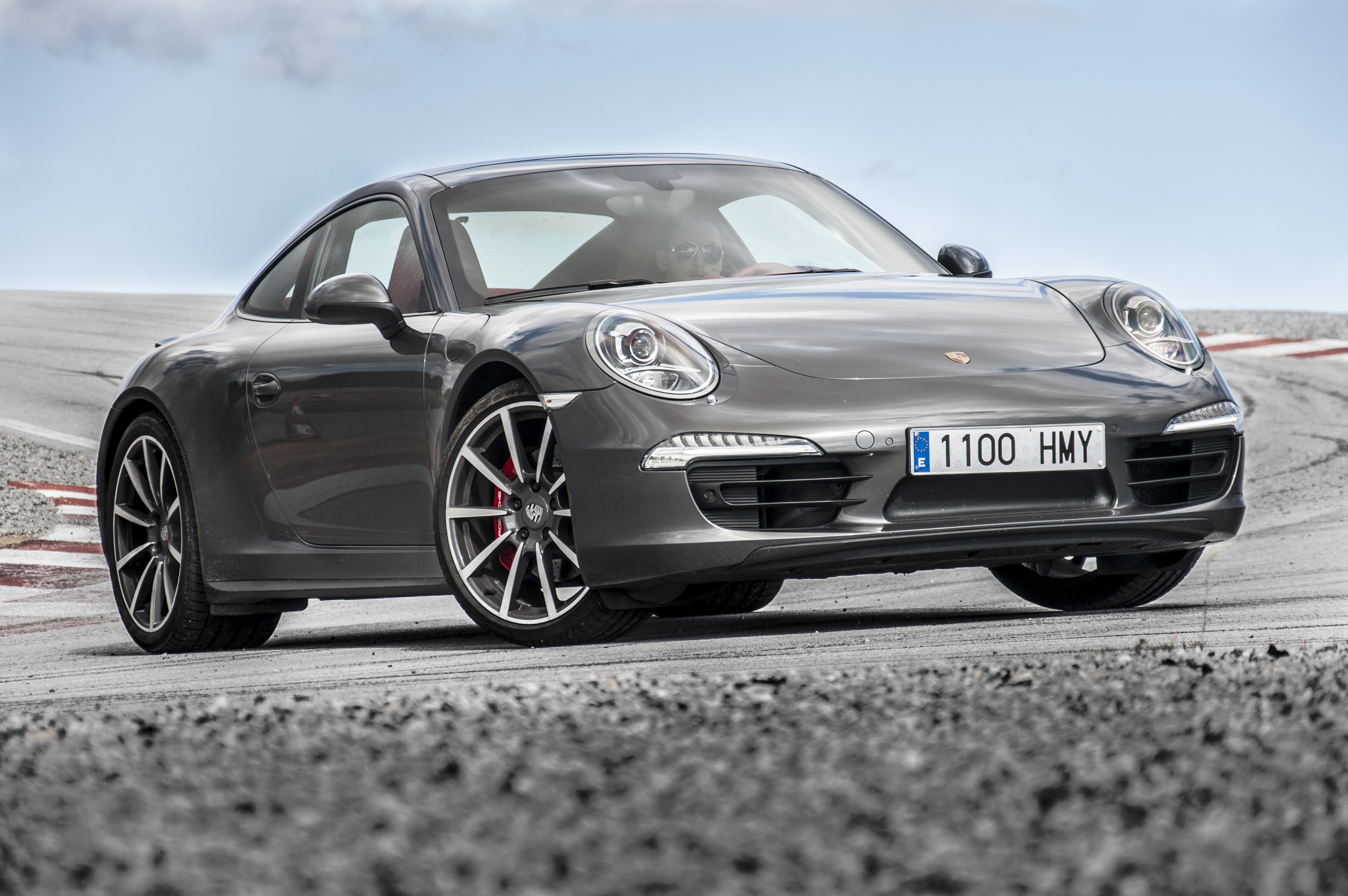
Carrera 4S de 2013.

Los 911 con tracción total tienen unas aletas posteriores 22 mm (0,9 pulgadas) más anchas que a su vez permiten albergar en su interior los gigantescos neumáticos traseros que crecen también 10 mm (0,4 pulgadas) de ancho. Se ha trabajado mucho en la eficiencia de consumos, que en algunas versiones se han conseguido reducir en un 16% respecto a la generación 997. Esto se consigue entre otras cosas gracias a la reducción de peso, que llega a ser de 65 kg (143 libras) en el caso del Carrera 4.
Todos los Carrera 4 tienen mecánicamente las mismas características que los Carrera de tracción trasera, esto es que el desarrolla 350 CV (345 HP; 257 kW) de potencia y acelera de 0 a 100 km/h (62 mph) en 4,5 segundos y en 4,7 segundos para el Cabrio, alcanzando una velocidad punta de 285 km/h (177 mph) y de 282 km/h (175 mph) para el Cabrio. Los consumos con la caja de cambios PDK son realmente bajos, quedándose en 8,6 L/100 km (12 km/L; 27 mpgAm) para el Coupé y 8,7 L/100 km (11 km/L; 27 mpgAm) para el Cabrio.
Para los Carrera 4S, el motor de 3,8 litros y sus 400 CV (395 HP; 294 kW) le permite acelerar de 0 a 100 km/h (62 mph) en 4,1 segundos y en 4,3 segundos para el Cabrio. Alcanzan una punta de 299 km/h (186 mph) y 296 km/h (184 mph) para el Cabrio. Los consumos con la caja PDK en este caso aumentan hasta los 9,1 L/100 km (11 km/L; 26 mpgAm) para el Coupé y 9,2 L/100 km (11 km/L; 26 mpgAm) para el Cabrio.
En esta generación incluyen en el tablero de instrumentos un indicador que marca al conductor cuando al potencia se está distribuyendo entre ambos ejes. En cuanto a los incrementos de peso, un Carrera ronda los 1380 kg (3042 libras), mientras que el Carrera 4 pesa 1430 kg (3153 libras). El Carrera S pesa 1395 kg (3075 libras) y el Carrera 4S pesa 1445 kg (3186 libras), es decir, 50 kg (110 libras) de más respecto a las versiones de dos ruedas motrices.
La llegada del start-stop, la circulación y la recuperación de energía eléctrica en las frenadas, hacen que sea acorde con las necesidades actuales. Unos meses más tarde de la presentación de los primeros modelos, apareció la primera variante del Carrera Cabriolet y Carrera S Cabriolet. Una de las principales características de los Cabriolet era que gracias a su nueva capota, mantenían casi intacta la línea de las versiones coupé, algo que no ocurría con las anteriores generaciones. Mecánicamente no había diferencias respecto a las versiones coupé.

### Actualización 991.2

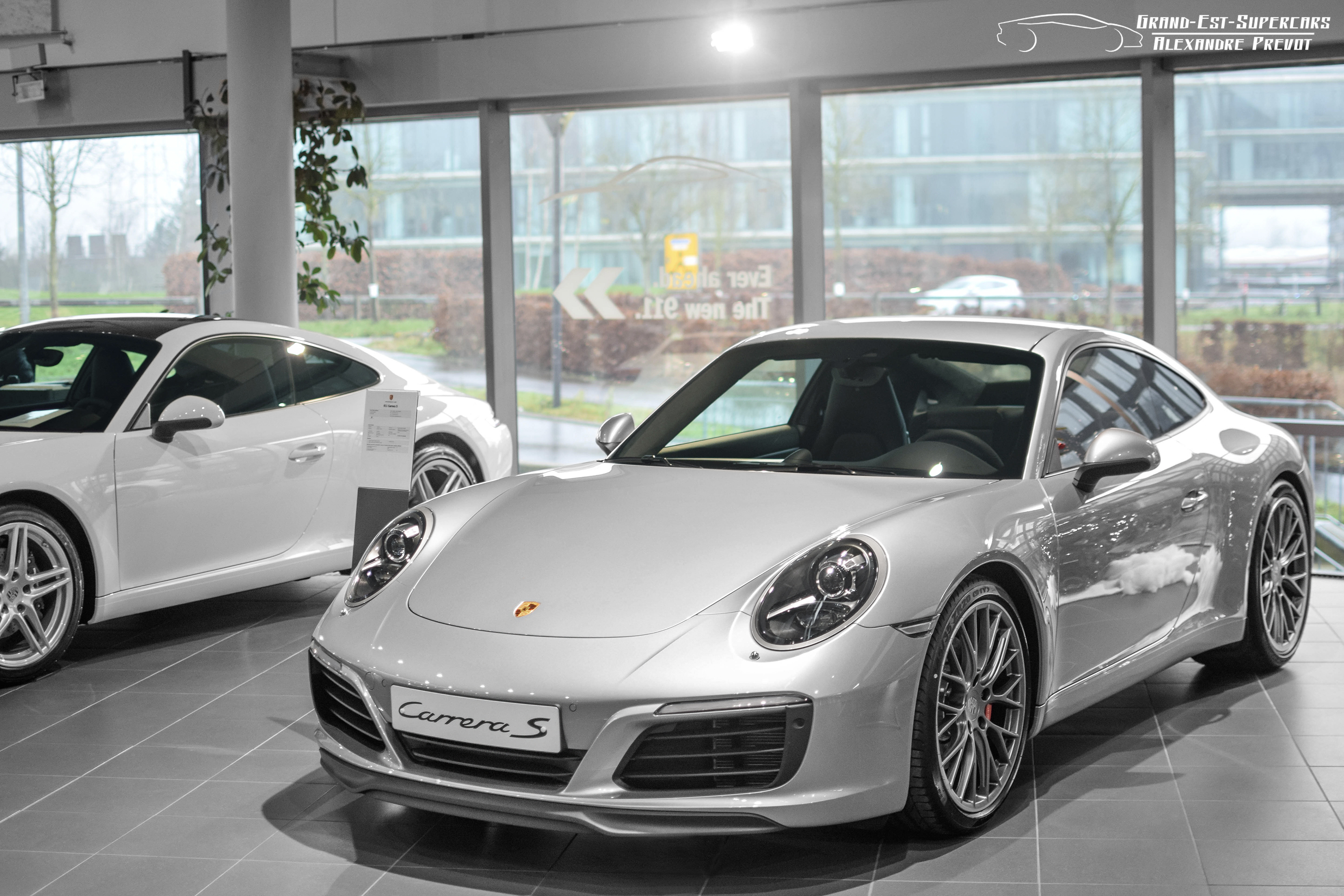
Carrera S MkII.

Posteriormente, apareció una reestilización ("facelift") conocida como 991.2, para resaltar las enormes diferencias que supuso dentro de la generación 991. Fue presentada en el Salón del Automóvil de Fráncfort de 2015 como el nuevo modelo 2016 y eliminaba de la gama regular todos los motores atmosféricos, por lo que ahora todas las versiones Carrera, incluidas las Carrera S y Carrera GTS pasaron a ser turboalimentadas, como el 911 Turbo.
De las 25 versiones que han llegado a componer la gama 991, incluyendo el 991 Speedster, solamente las versiones GT3 y sus derivados han mantenido un motor de aspiración natural de 3996 cm³ (4 litros) estrenado por la marca en la anterior generación 997. Del resto, todas las versiones y variantes han contado con un motor de biturbo, por lo que las versiones 911 Turbo se distinguen por contar con más rendimiento, además de un estilo estético propio.
Era una clara evolución de su antecesor directo 997, ya que contó con una evolución de su bastidor con mayor anchura, pero con más presencia de materiales ligeros tanto en el chasis como en la carrocería, por lo que el nuevo era 45 kg (99 libras) más ligero. Por su diseño también fue una evolución, aunque respetando los trazos básicos del 997, es decir, una versión estilizada de la generación anterior.
A nivel mecánico presentaba el mismo esquema, ya que al menos inicialmente, no contaba con las novedades y mecánicas empleadas que suponían una lógica evolución. Las versiones Carrera seguían contando con el bóxer atmosférico de 3436 cm³ (3,4 litros) con 370 CV (365 HP; 272 kW) y las versiones Carrera S y Carrera GTS contaban con el bloque de 3,8 litros con 400 CV (395 HP; 294 kW) y 430 CV (424 HP; 316 kW), respectivamente. Tras la actualización de 2015, estas mismas versiones del Porsche 991.2 compartían un bóxer de 2981 cm³ (3 litros) biturbo que entregaba 370 CV (365 HP; 272 kW), 420 CV (414 HP; 309 kW) y 450 CV (444 HP; 331 kW), respectivamente.

### 991 Turbo/ Turbo S

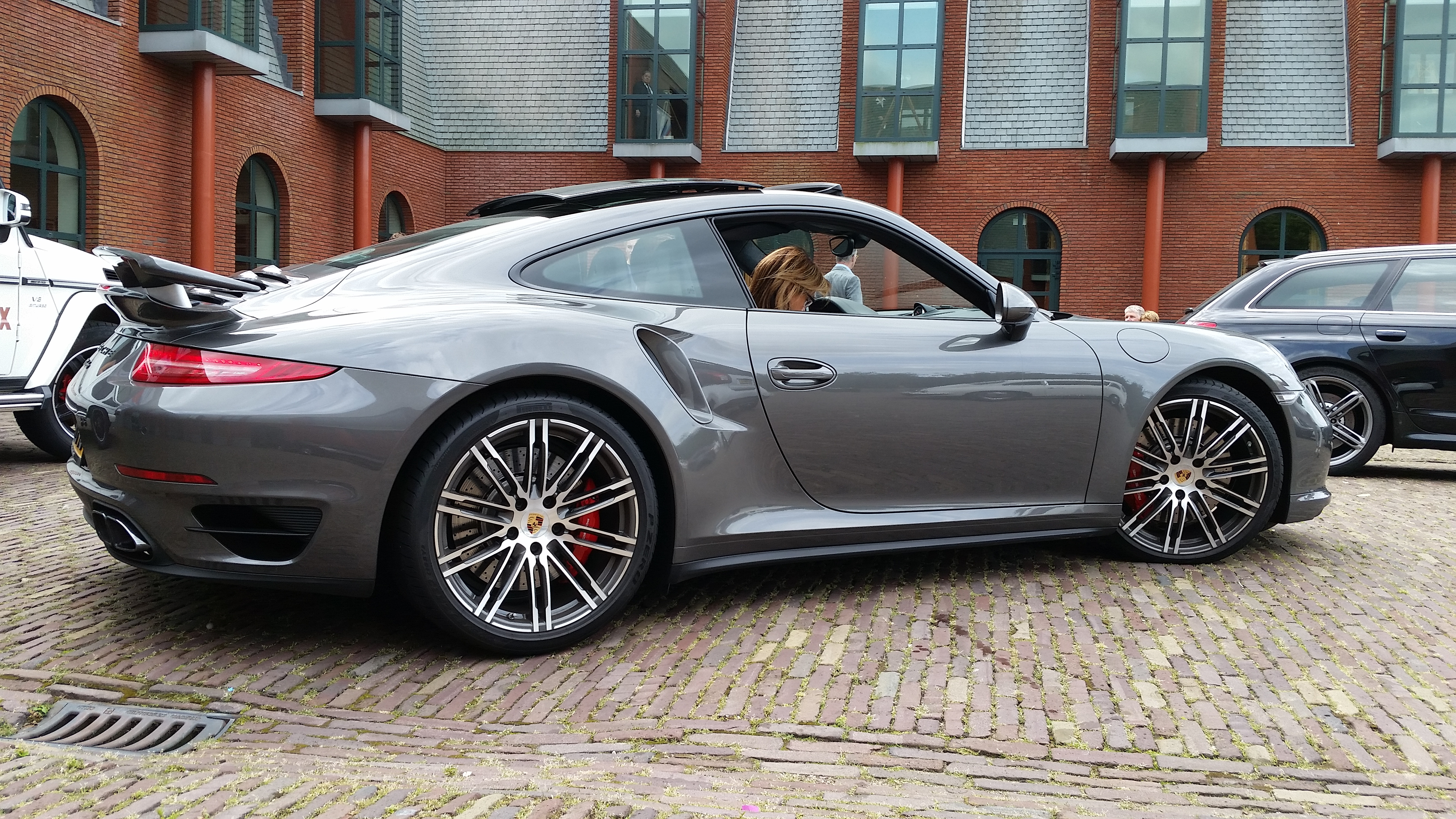
911 Turbo en el Museo Louwman en La Haya, Países Bajos.

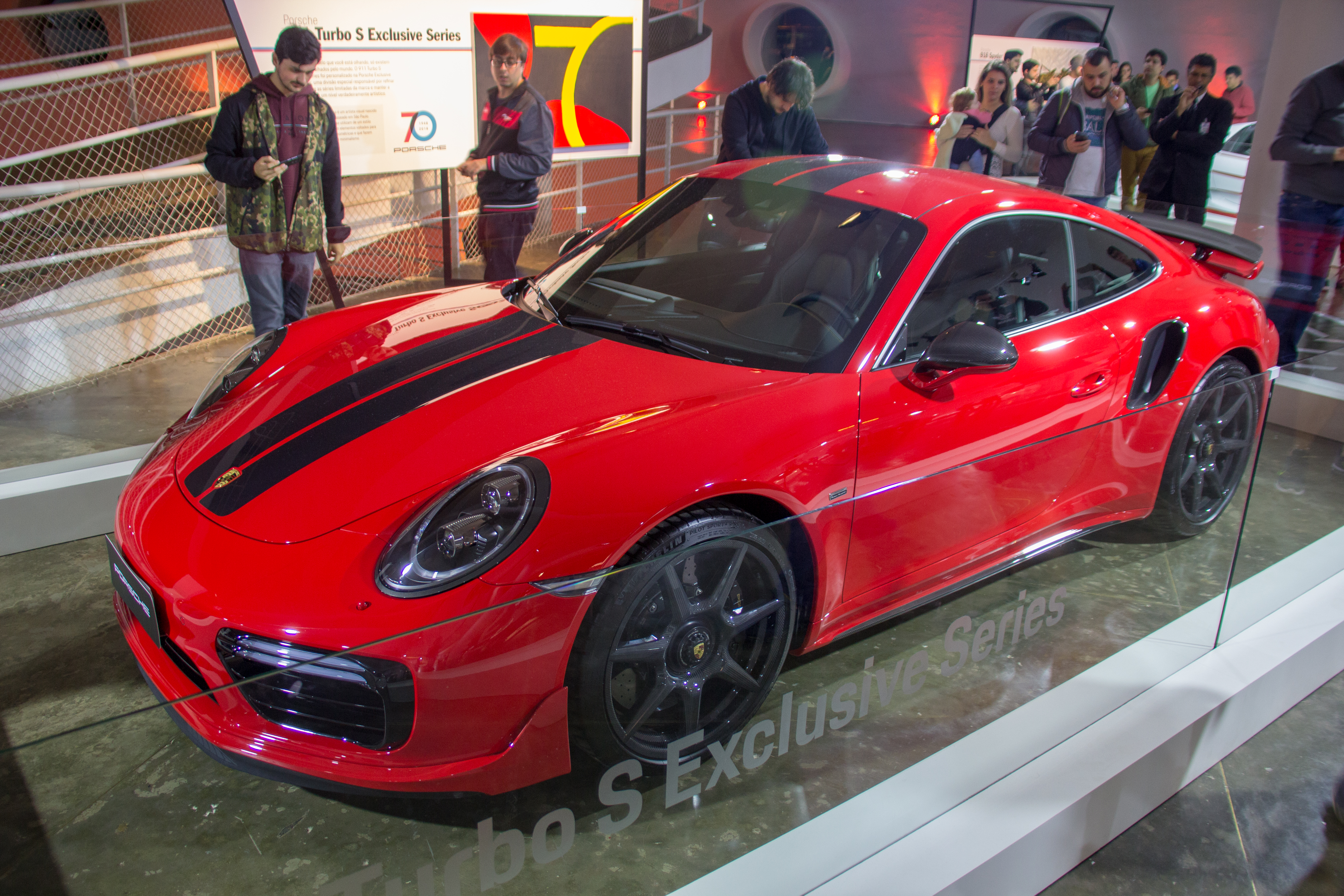
Turbo S Exclusive Series en el Parque do Ibirapuera, São Paulo, Brasil, en 2018.

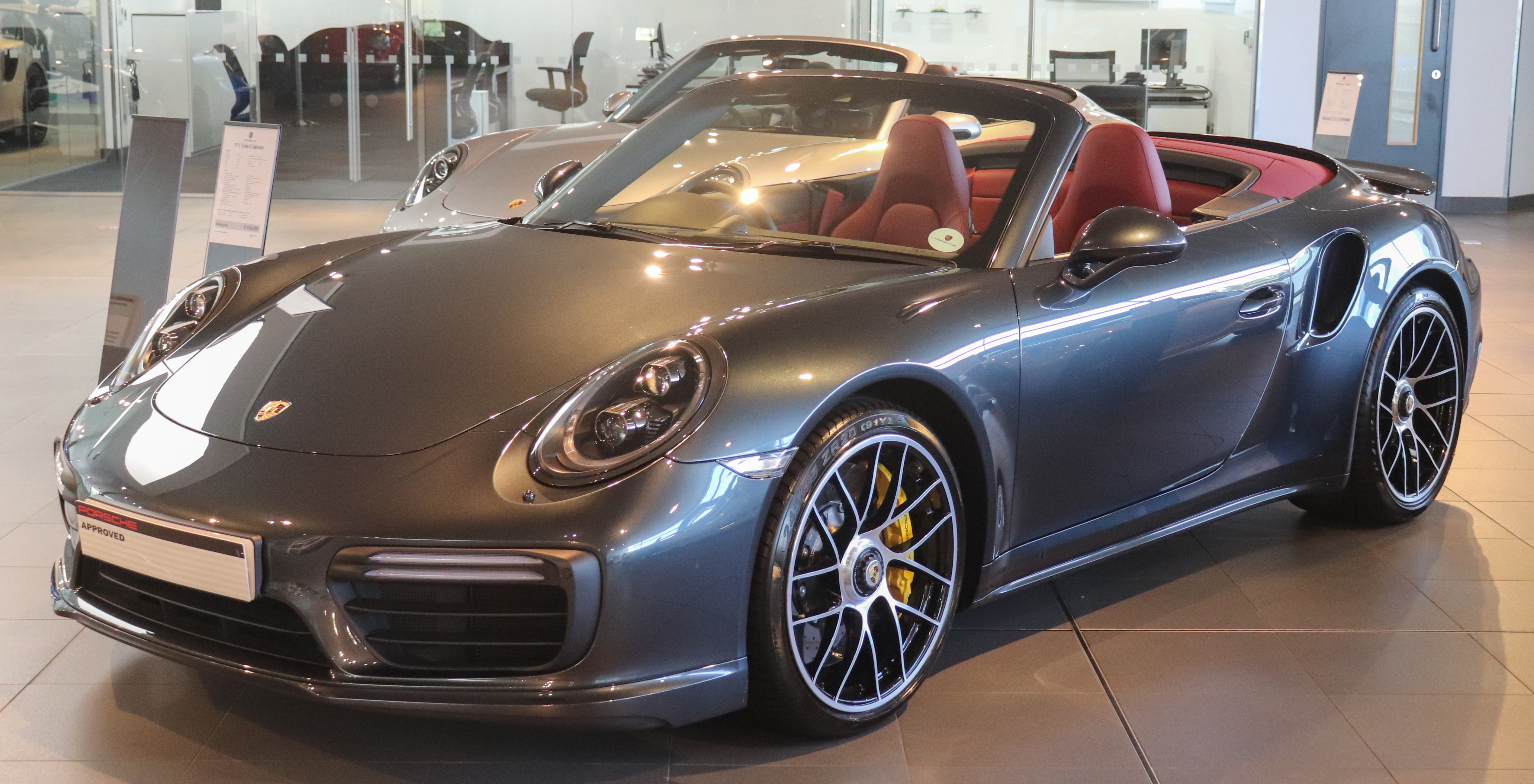
Turbo S Cabriolet 3.8 de 2017 en Solihull.

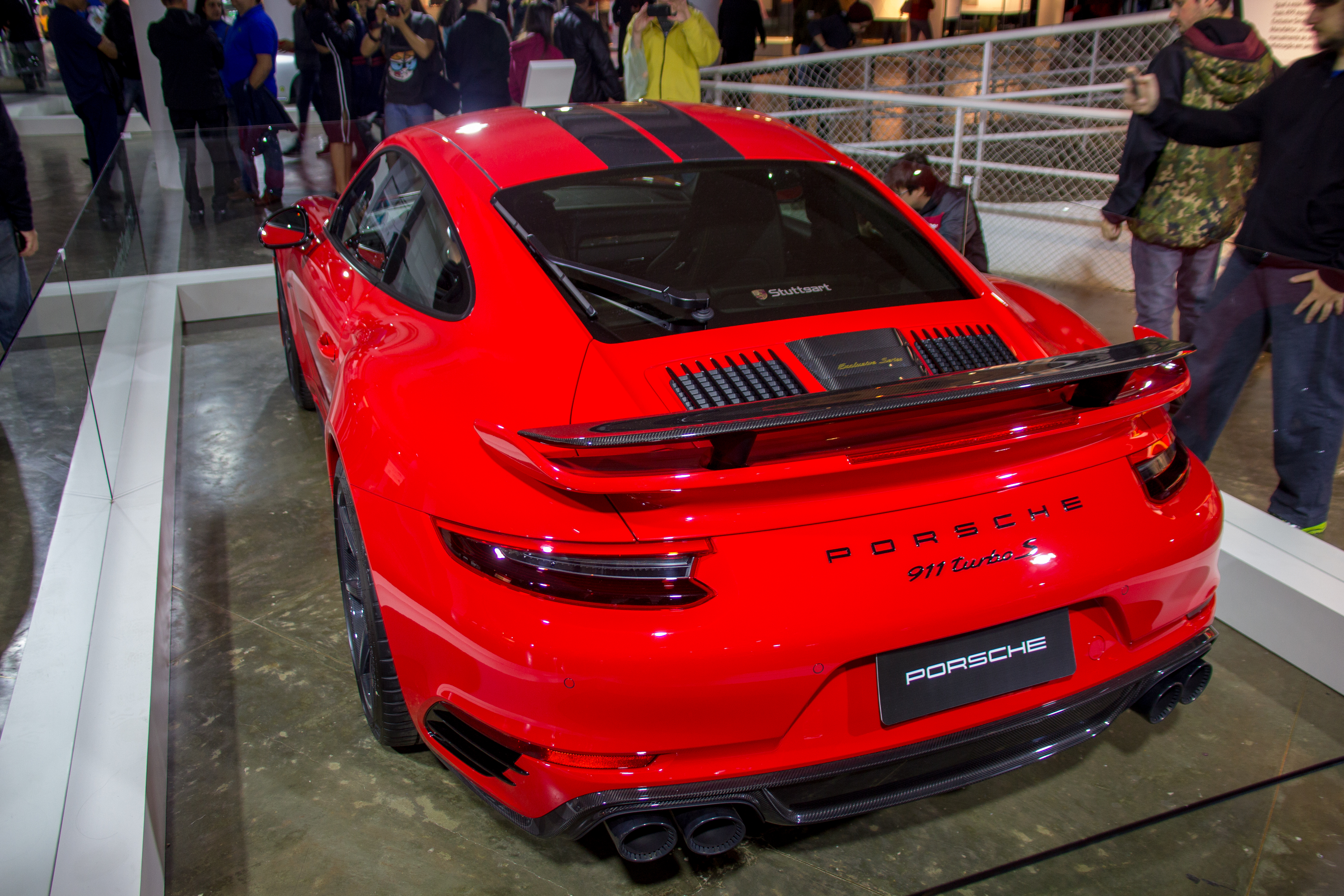
Vista trasera.

La versión Turbo incluye ruedas traseras auto direccionables que aumentan la estabilidad y maniobrabilidad en curvas. Cuenta con un bóxer trasero biturbo de 3,8 litros con turbinas VTG que desarrolla una potencia de 520 CV (513 HP; 382 kW), permitiéndole alcanzar los 100 km/h (62 mph) en 3,4 segundos y una velocidad máxima de 315 km/h (196 mph).
La gama seguía manteniendo la misma estructura, con las versiones Turbo y Turbo S, que inicialmente disponían de 520 CV (513 HP; 382 kW) y 560 CV (552 HP; 412 kW), pero que tras la actualización pasaron a contar con 540 CV (533 HP; 397 kW) y 580 CV (572 HP; 427 kW). A estas se añadió al final de la vida comercial del modelo una edición especial llamada Turbo S Exclusive Series que contaba con 607 CV (599 HP; 446 kW), lo que le convertía en la versión Turbo más potente hasta ese momento.
El bóxer de 3,8 litros, cuenta con bloque y culatas en aluminio y dispone de dos turbocompresores con geometría variable que desarrolla 660 N·m (487 lb·pie) de par máximo. Estaba asociado a una transmisión de doble embrague Porsche Doppelkupplung (PDK) de siete velocidades que se consideraba como la mejor del mercado. Estaba disponible exclusivamente con tracción total y con la transmisión automática PDK sin opción de cambio manual. Además del coupé, hubo una versión descapotable conocida como 911 Turbo Cabriolet.
Contaba con un equipamiento de serie muy completo como las llantas de aleación de 20 pulgadas (50,8 cm), los faros bi-xenón dinámicos, la tapicería de cuero, los asientos deportivos con reglajes eléctricos en 14 posiciones, el sistema de navegación, el sensor de aparcamiento trasero, el climatizador bizona o el sistema de suspensión activa PASM. El equipo opcional del coupé incluía elementos de confort y seguridad como los faros delanteros Led, el techo solar eléctrico, el sistema de ayuda al aparcamiento delantero y trasero con cámara de marcha atrás, el control de velocidad adaptativo, el acceso y arranque sin llave o el sistema de sonido envolvente Burmester. También se ofrecían tecnologías para maximizar el rendimiento, como el sistema de frenos cerámicos PCCB, la servodirección electromecánica con asistencia variable, el sistema de regulación del chasis PDCC o el paquete Sport Chrono.
El Turbo S Exclusive Series, que por ese momento era la versión Turbo más poderosa de la historia del 911 con sus 607 CV (599 HP; 446 kW), hasta antes de la llegada del GT2 RS, que disponía de al menos 650 CV (641 HP; 478 kW). Esta nueva edición limitada basada en el 911 Turbo S contaba con una producción bastante corta, pues solamente se produjeron 500 unidades. Tenía más potencia, más fibra de carbono y acabados exclusivos. Contaba con el mismo bóxer de 3,8 litros biturbo con un nuevo kit que ampliaba la potencia desde los 580 CV (572 HP; 427 kW) originales hasta en 35 CV (25,7 kW) más y, en el caso del par motor, subía de los 700 N·m (516 lb·pie) originales a 750 N·m (553 lb·pie). Con esto último, ofrecía una mejoría en las prestaciones, logrando alcanzar los 100 km/h (62 mph) en 2.9 segundos, la misma cifra que el Turbo S estándar, aunque era capaz de llegar hasta los 200 km/h (124 mph) en menos tiempo: 9,6 segundos en lugar de los 9,9 segundos del Turbo S con paquete Sport Plus. Su velocidad máxima sigue siendo de 330 km/h (205 mph), aunque según la marca, el 911 Turbo S Exclusive Series homologa el mismo consumo de 9,1 L/100 km (11,0 km/L; 25,9 mpgAm) en el ciclo combinado.
Disponía de un color exclusivo para esta versión limitada llamado Golden Yellow Metallic, aunque el cliente podía solicitar cualquiera de las opciones disponibles en la carta de colores de la gama habitual. Otros detalles distintivos eran los distintos toques también en amarillo, como en las llantas de color negro de 20 pulgadas (50,8 cm) o en el interior, donde se encontraban revestimientos en piel y Alcantara de color negro, en contraste con las costuras en amarillo. Esta era la única combinación disponible para el habitáculo. Ese mismo juego de color interior se podía ver también en la carrocería, con líneas en acabado carbono, material empleado para fabricar elementos como el techo, faldones laterales o el propio capó.
El equipamiento incluía el sistema de frenos PCCB cerámico de Porsche, sistema Porsche Active Suspension Management y sistema de dirección del eje trasero con Dynamic Chassis Control. Siendo una edición limitada, contaba con la habitual placa identificativa, además de un reloj exclusivo para los clientes, así como un set de equipaje de cuero, creados específicamente para esta versión.

### 991 Carrera GTS/Carrera 4 GTS

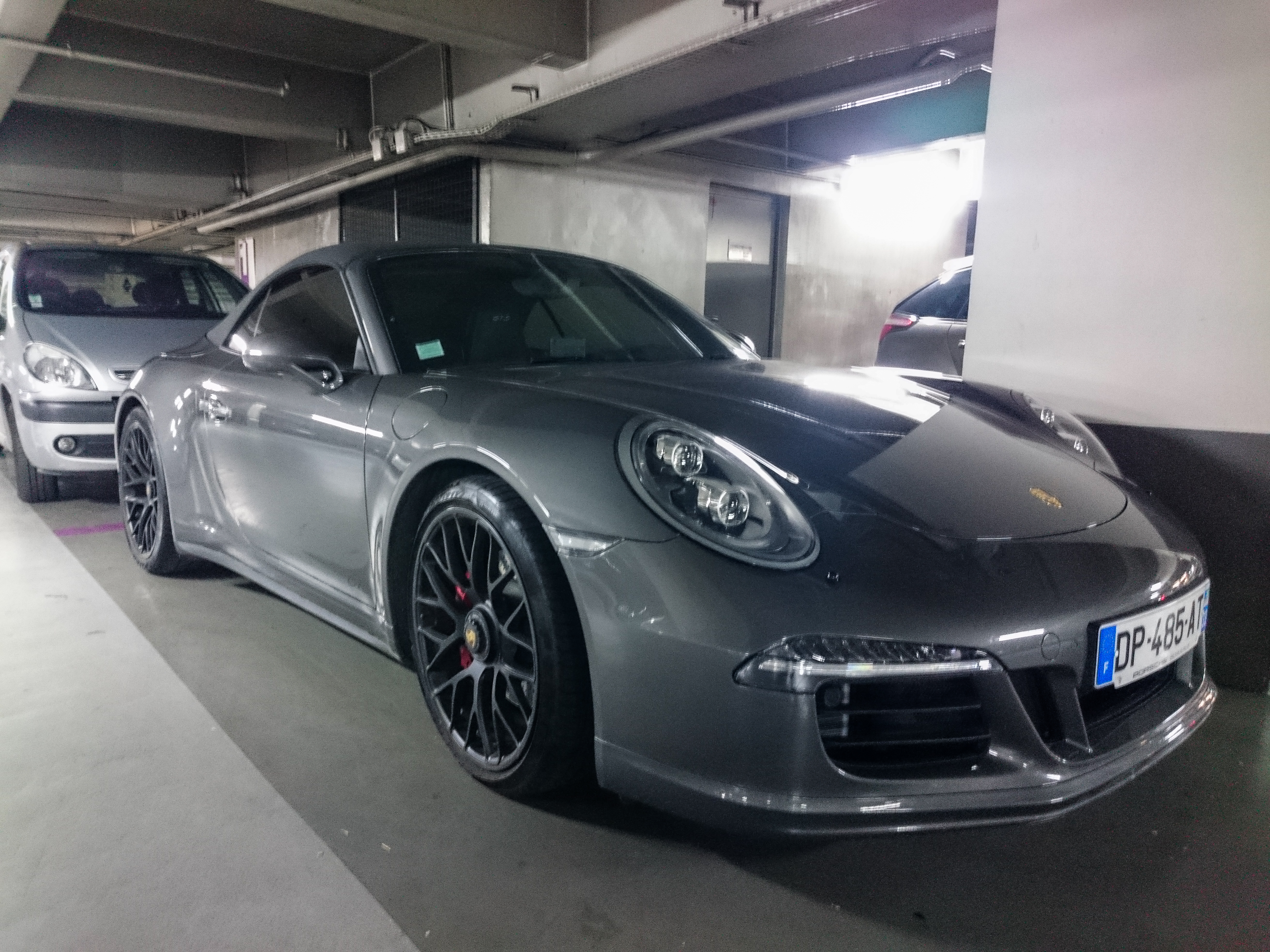
Carrera GTS de 2015.

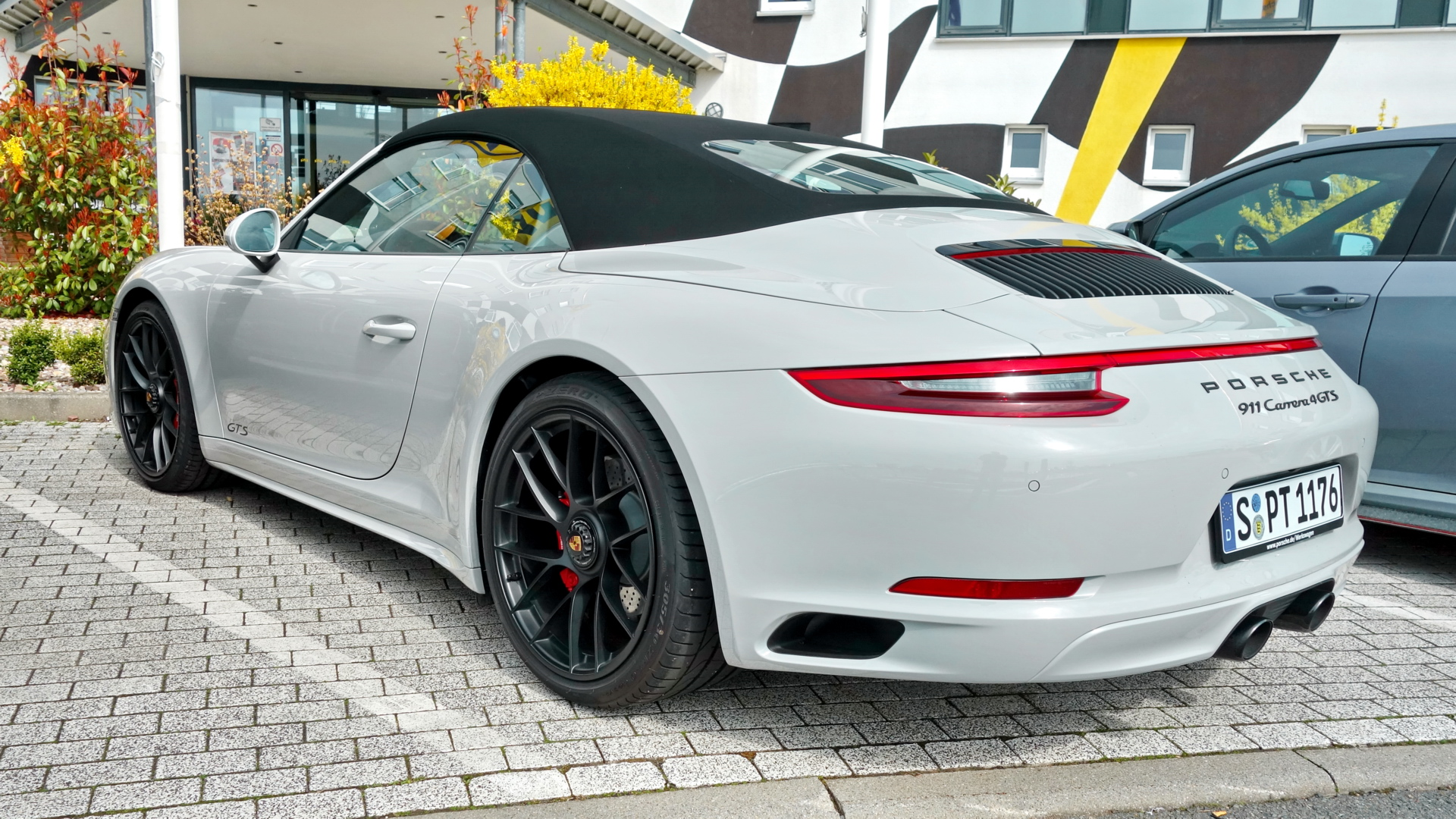
Vista trasera del Carrera 4 GTS Cabriolet.

Su motor atmosférico de 3,8 litros llega a los 430 CV (424 HP; 316 kW), 30 CV (22,1 kW) más que la versión S, pero manteniendo su eficiencia, ya que si bien ofrece aceleraciones más rápidas y velocidades máximas superiores, no se alteran las cifras de consumo de combustible. Está acoplado a una caja de cambios de doble embrague PDK, que le permite acelerar de 0 a 100 km/h (62 mph) en 4 segundos, mientras que la velocidad máxima supera la barrera de los 300 km/h (186 mph), siendo el más rápido de ellos el coupé con caja manual y tracción trasera. 
Un gran equipamiento opcional está incluido de serie, como el paquete Sport Chrono y el sistema de suspensión activa PASM, que rebaja la altura del coche en 10 mm (0,4 pulgadas), los faros delanteros bi-xenón con el sistema Porsche Dynamic Light (PDLS) y el sistema de escape deportivo para un sonido inconfundible GTS. El conductor y el pasajero también disfrutan de un exclusivo interior en Alcantara, que incluye el tablero de instrumentos con asientos deportivos.
El exterior difiere significativamente de los demás modelos Carrera, ya que todos tienen la misma carrocería del Carrera 4 con los guardabarros traseros más prominentes. También son de serie las llantas de 20 pulgadas (50,8 cm) con tuerca central, pintada exclusivamente en negro mate. En la parte delantera resaltan molduras especiales y los faros bi-xenón con una tonalidad ahumada.
Se encuentra ubicado en un punto intermedio por encima de los Carrera y por debajo de los Turbo, suficiente para poder disfrutar sin problemas de su rendimiento. Además, se le añade la tracción total, porque siempre aportará algo más de seguridad y el cambio automático PDK de siete velocidades. En modo normal, la velocidad que se alcanza en poco tiempo es asombrosa y el cambio de marchas es imperceptible, incluso deja llegar sin problemas a zonas cercanas a las 7000 rpm, obteniendo una respuesta inmediata. Su configuración en este modo permite ahorrar combustible y lo hace con el conocido Start/Stop al estar parado.
En el modo Sport se podrá apreciar que algunos botones de la consola central se encienden, como el PDCC, tubo de escape, etc. El acelerador se vuelve mucho más sensible y la séptima marcha no se engrana en ningún momento. Si se pasa al Sport Plus, los saltos entre marchas son más radicales pudiendo ser hasta bruscos.

### 991 Targa 4/Targa 4S/ Targa 4 GTS

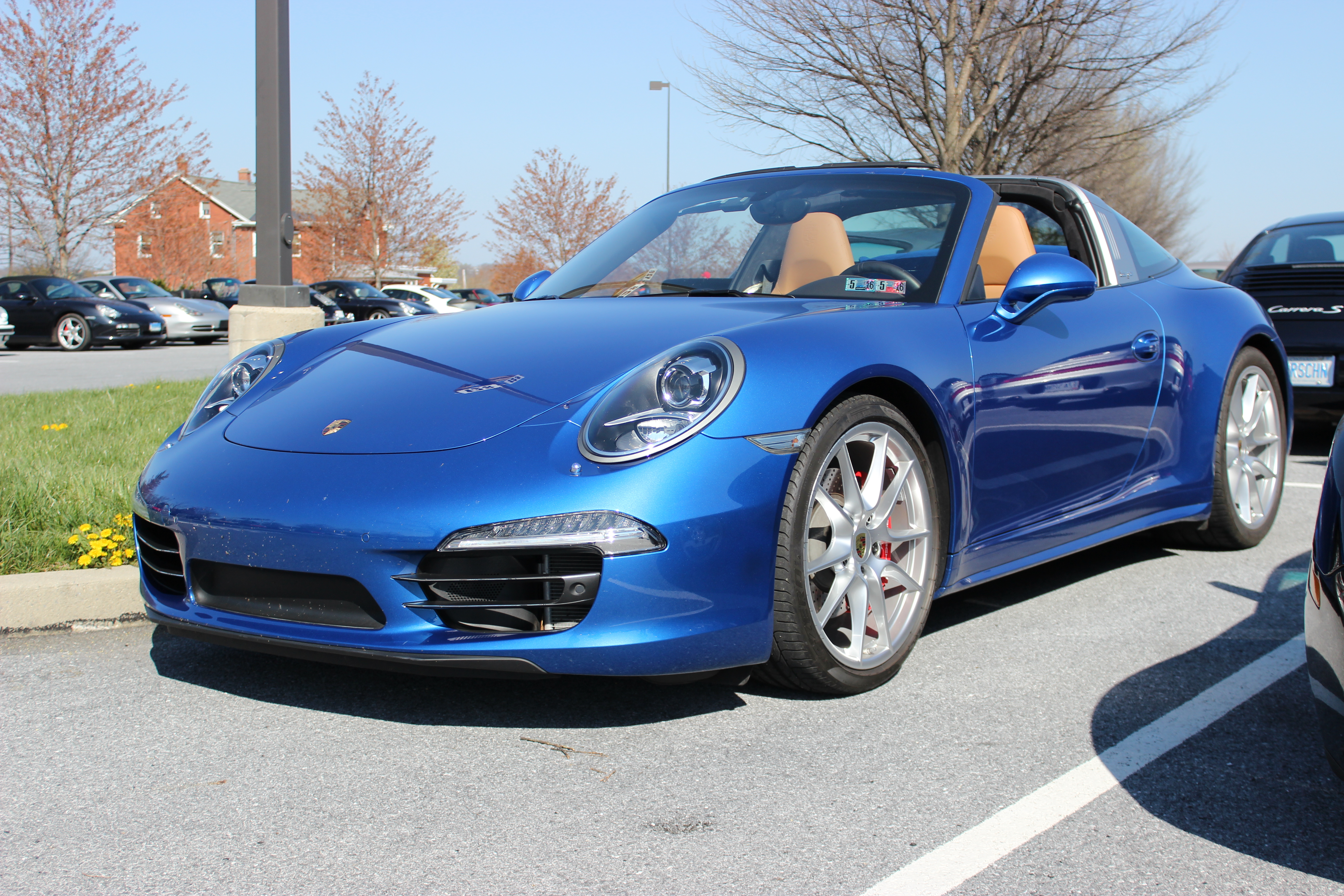
Targa 4S.

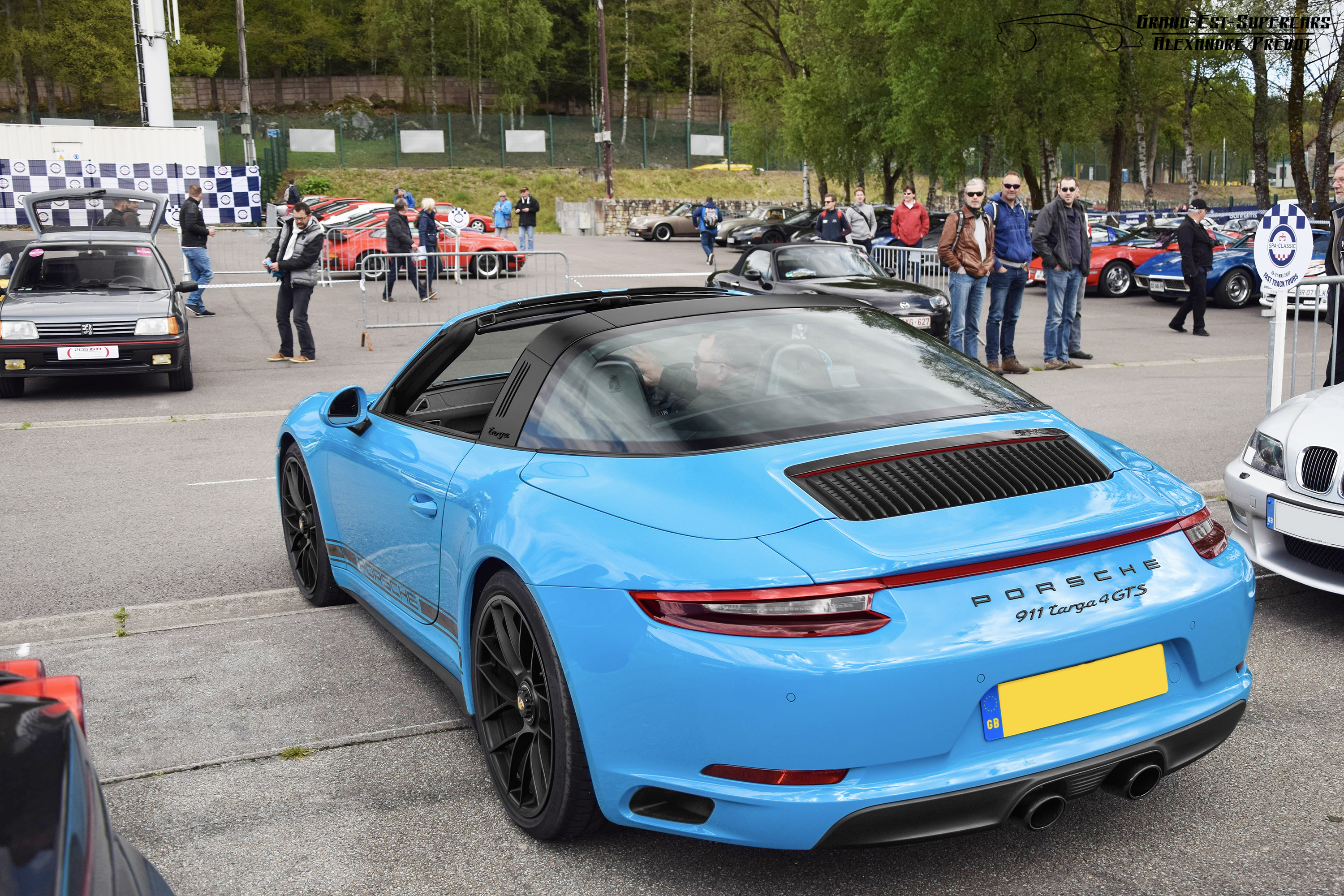
Vista trasera del Targa 4 GTS MkII en azul Miami.

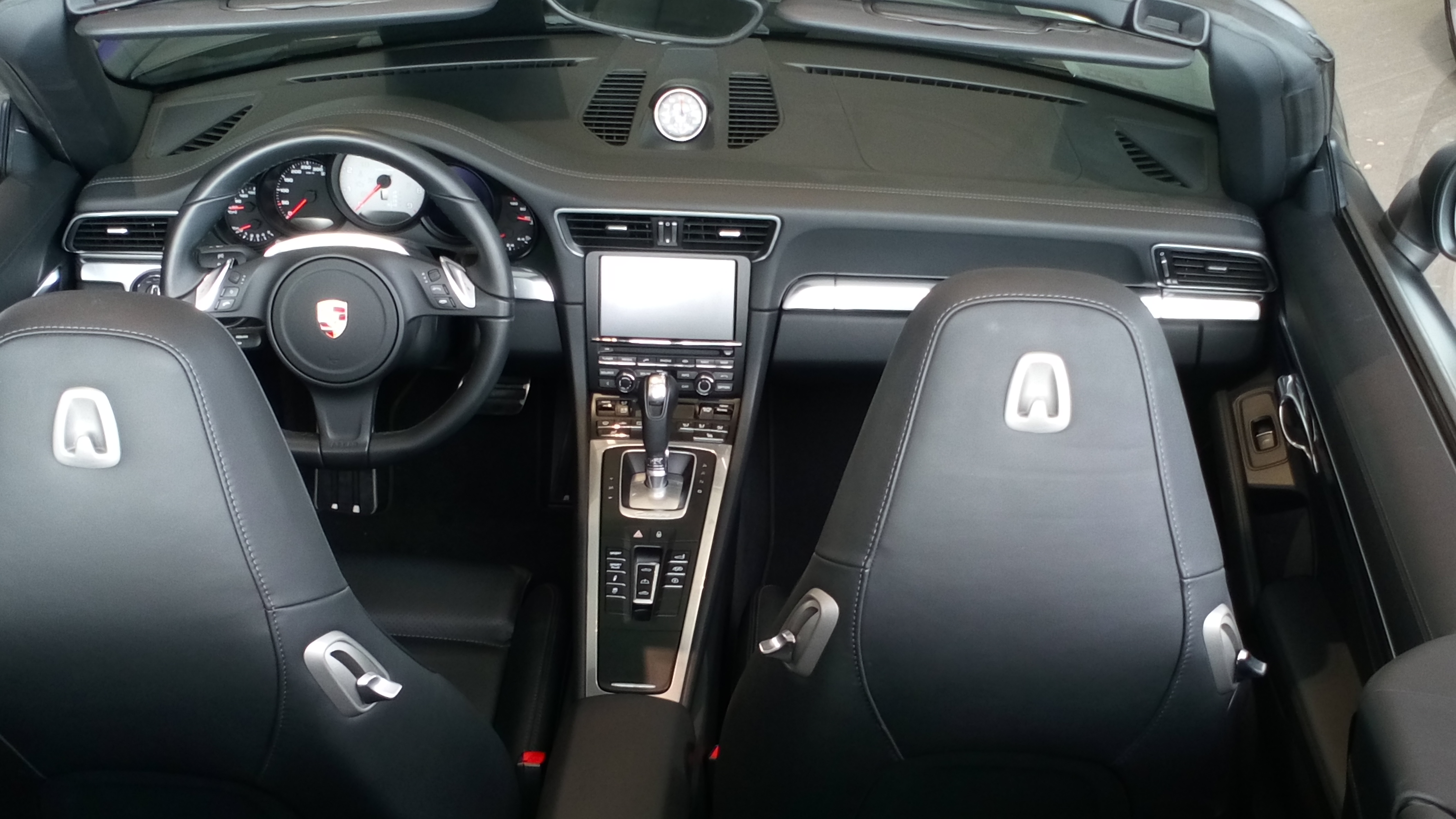
Habitáculo interior.

El 911 Targa es la variante con techo targa y tiene un diseño interior deportivo, práctico y con acabados de cuero de máxima calidad.
Se presentó el 911 Targa en enero de 2014 con una fusión entre lo clásico y lo moderno, con un techo tan innovador como revolucionario. Por primera vez, la idea clásica Targa se combinó a la perfección con un techo vanguardista. Igual que en el legendario Targa original, el nuevo modelo tenía la característica barra ancha en la zona de los pilares B, una sección de techo desplazable sobre los asientos delanteros y una ventana trasera envolvente sin pilares C. A diferencia de los modelos clásicos, el techo del nuevo Targa se abría y cerraba al apretar un botón. Un sistema completamente automático que guardaba la parte central del techo por detrás de los asientos posteriores.
Fue presentado el Targa 4 GTS en el Salón del Automóvil de Detroit de 2015, que era una fusión entre el 911 Targa y el 911 GTS. Llamado a celebrar el 50 Aniversario del Targa original, esta nueva versión entregaba 430 CV (424 HP; 316 kW) de potencia y, en el equipamiento de serie, incluía el paquete Sport Chrono, el chasis PASM, las llantas de 20 pulgadas (50,8 cm) y un sistema de escape deportivo.
Al tratarse de una versión con tracción a las cuatro ruedas, los pasos de ruedas posteriores eran 22 mm (0,9 pulgadas) más anchos y los neumáticos posteriores 10 mm (0,4 pulgadas) más de ancho. Con la caja PDK aceleraba de 0 a 100 km/h (62 mph) en 4,3 segundos y alcanzaba más de 300 km/h (186 mph) de velocidad punta. Su consumo medio era de 9,2 L/100 km (10,9 km/L; 25,6 mpgAm) para los PDK o 10 L/100 km (10,0 km/L; 23,5 mpgAm) para la caja manual, igualando los consumos del Targa 4S.
Estéticamente presentaba unas aberturas más grandes del faldón delantero, llantas de 20 pulgadas (50,8 cm) del Turbo S en color negro satinado con su correspondiente tuerca central, retrovisores exteriores deportivos y las siglas GTS inscritas en las puertas. El logotipo Targa en el arco de seguridad, las placas identificativas de este modelo en la trasera y la parrilla que cubre el motor, también estaban pintadas en color negro, a juego con el color de las llantas.
En el interior, el salpicadero tenía un cronómetro del paquete Sport Chrono y también se ofrecían asientos Sport Plus con cuatro posibilidades de reglaje que lucían el logo GTS en los reposacabezas. El Alcantara se combinaba con el cuero en el volante, los asientos, las puertas y también en la palanca de cambios. Los pespuntes de la tapicería en color era la característica que le hacía ganar carácter respecto a otros 911.
Con la llegada de las motorizaciones turboalimentadas a toda la gama 911 Carrera, el Targa también las incorporaba. El Targa 4S desarrollaba una potencia máxima de 420 CV (414 HP; 309 kW) y 500 N·m (369 lb·pie), gracias al nuevo motor de 2981 cm³ (3 litros) turbo. Con ese aumento de potencia y sobre todo por su mayor rango de uso, hacen que acelere de 0 a 100 km/h (62 mph) en 3,8 segundos, o que alcance los 301 km/h (187 mph) de velocidad punta. Esas prestaciones son casi idénticas a las versiones coupé, aunque los Targa son dos décimas más lentos.
El sistema de capota retráctil con accionamiento eléctrico y la enorme luneta posterior curva, son los dos elementos principales que permiten diferenciar al Targa del Coupé. Este complejo sistema provoca un incremento de peso de 90 kg (198 libras) entre ambas versiones. Un Carrera 4S Coupé con cambio PDK pesa 1585 kg (3494 libras), mientras que el Targa 4S con cambio PDK aumenta hasta los 1675 kg (3693 libras). Solamente en conducción deportiva muy al límite y con el techo replegado en el compartimento trasero, se notará algo más de inercia y un comportamiento dinámico un poco diferente al de la versión Coupé.
Cuando la capota está cerrada, el aislamiento del exterior es tal que apenas se notan diferencias con respecto a las versiones cerradas. La sección del techo que se puede esconder es la que ocupa el espacio por encima de las plazas delanteras, mientras que en la parte posterior la luneta es fija y forma una única pieza móvil con la parte superior de la tapa del motor. El aislamiento acústico es tan bueno que apenas se escucha el ruido del exterior y no hay ningún tipo de ruido aerodinámico por su característico techo. En comparación con el Cabrio, el sistema de apertura del techo obliga a hacerlo en parado y tarda más que en el Cabrio en completarse, ya que en el Cabrio se puede hacer en marcha a menos de 50 km/h (31 mph), mientras que en el Targa tiene que estar completamente detenido para poder abrir el techo. Además, el proceso es muy lento, ya que tarda 20 segundos en comparación con los 13 segundos que se tarda en un Cabrio.
Al circular con el techo abierto y a partir de 100 km/h (62 mph), las turbulencias que se producen en el interior hacen que el confort acústico se vea penalizado, debido a que el aire que entra en el habitáculo golpea contra el pilar B y se cuela en la parte posterior, creando una especie de caja de resonancia detrás de los asientos delanteros. Para tratar de minimizar el aire que se cuela en el interior, incorpora sobre el marco del cristal delantero un pequeño deflector que se eleva cuando el techo está escondido, pero no es suficiente para desviar todo el aire necesario.

### 991 GT3/ GT3 RS

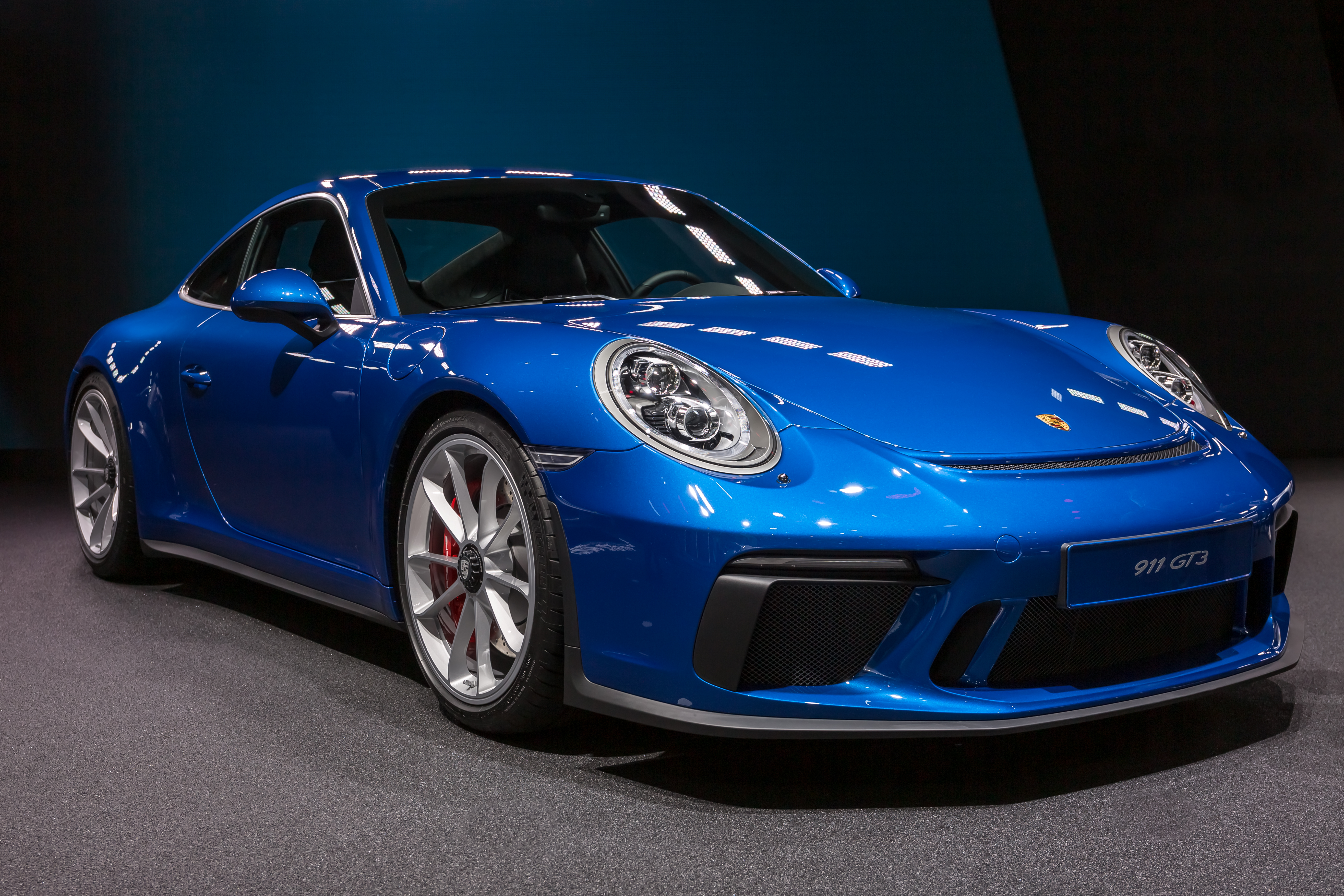
GT3 Touring Package en el Salón del Automóvil de Fráncfort de 2017.

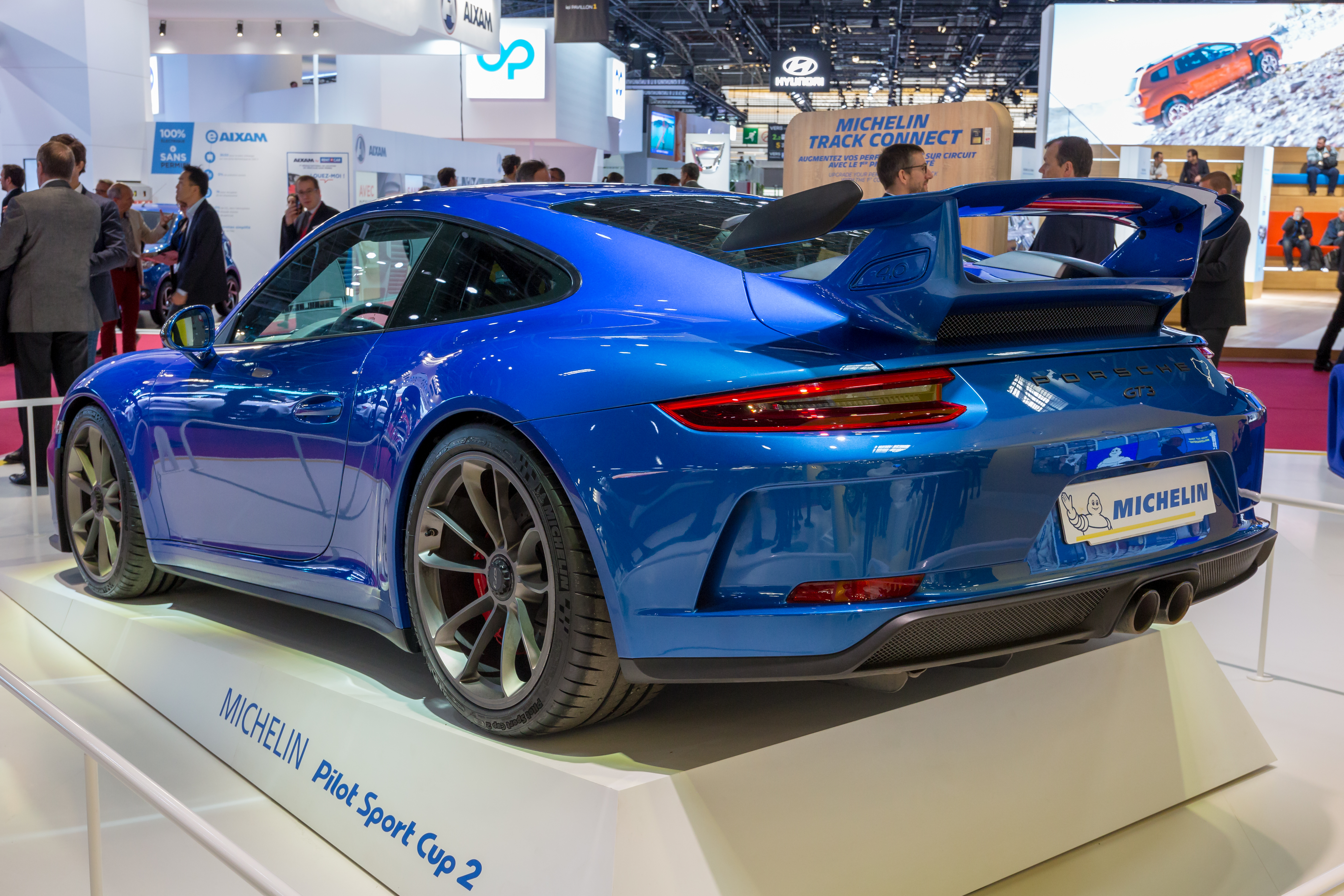
Vista trasera 3/4 del GT3 en el stand de Michelin, en el Salón del Automóvil de París de 2018.

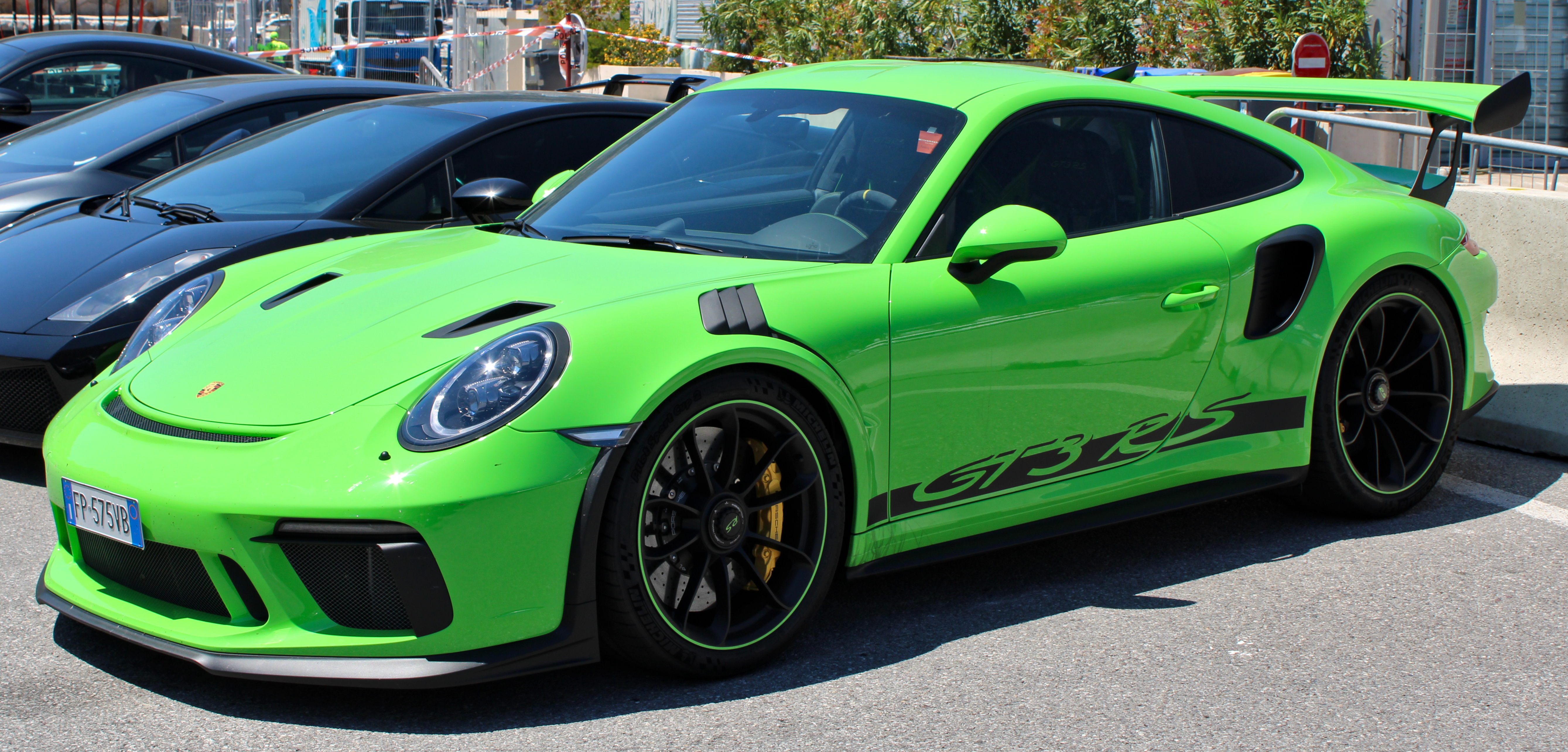
GT3 RS en Mónaco.

El GT3 destaca por su diseño aerodinámico, ya que el alerón trasero y los bajos le proporcionan el agarre que la potencia de su motor demanda.
Con el bóxer de 3,8 litros ofrecía hasta 475 CV (469 HP; 349 kW), mientras que su principal novedad técnica era la incorporación por primera vez del sistema de dirección activo en el eje trasero. Además el GT3 2013 ha sido el primer GT3 en incorporar la caja PDK de siete velocidades, reemplazando por completo a las cajas manuales que tanto gustaban a los puristas de las versiones más deportivas. Con un tiempo en Nürburgring Nordschleife inferior a 7:30, se podía situar como uno de los coches más rápidos del mercado.
La gama GT3 también era similar a la de su antecesor, inicialmente con 475 CV (469 HP; 349 kW) y 500 CV (493 HP; 368 kW) para la versión GT3 RS, aunque tras la actualización de medio ciclo de vida, la marca presentó una renovada versión GT3 con el mismo motor de 3996 cm³ (4 litros) del GT3 RS y, a su vez, también aumentó su potencia hasta los 520 CV (513 HP; 382 kW), a lo que se añadió más tarde la versión GT3 Touring Package, un paquete opcional para el modelo 2018 que le convertía en una versión para los clientes más puristas. Además, fue una de las novedades de la gama, como el 911 Carrera T, una versión ideada para clientes que preferían un estilo más clásico.
Después de la presentación del GT2 RS MR de Manthey Racing, que logró mejorar el tiempo por vuelta en Nürburgring Nordschleife del modelo de serie en cerca de siete segundos, reduciendo su crono en esa pista hasta los 6:40.33, han decidido preparar una actualización similar para la versión atmosférica más radical de la gama. Es así como apareció el 911 GT3 RS MR, que cuenta con una serie de mejoras aerodinámicas y de bastidor muy similares a las que recibió el GT2 RS biturbo. Los cambios se centraban en los elementos responsables del comportamiento dinámico del vehículo, respetando la configuración mecánica con la que sale de fábrica. Toda esa serie de mejoras estaban destinadas específicamente a mejorar su rendimiento en pista.
En cuanto a la aerodinámica, contaba con un nuevo splitter delantero más acusado, aletas de color negro en los laterales del parachoques delantero, cambios en el difusor y un alerón trasero de fibra de carbono totalmente nuevo. La novedad más llamativa eran las gráficas de estilo clásico sobre las taloneras y en las que se podía ver la nueva denominación: Porsche 911 GT3 RS MR.
En cuanto al bastidor, también presentaba varios cambios, pues Manthey Racing añadió nuevos elementos al sistema de frenos y un esquema de suspensión fuertemente revisado y mejorado que incluía nuevos amortiguadores regulables heredados de las versiones de competición, además de unas nuevas llantas de magnesio con cubiertas aerodinámicas para las ruedas traseras. Se podía esperar que esta nueva versión atmosférica contara con un rendimiento especialmente afinado en pista.

### 991 GT2 RS

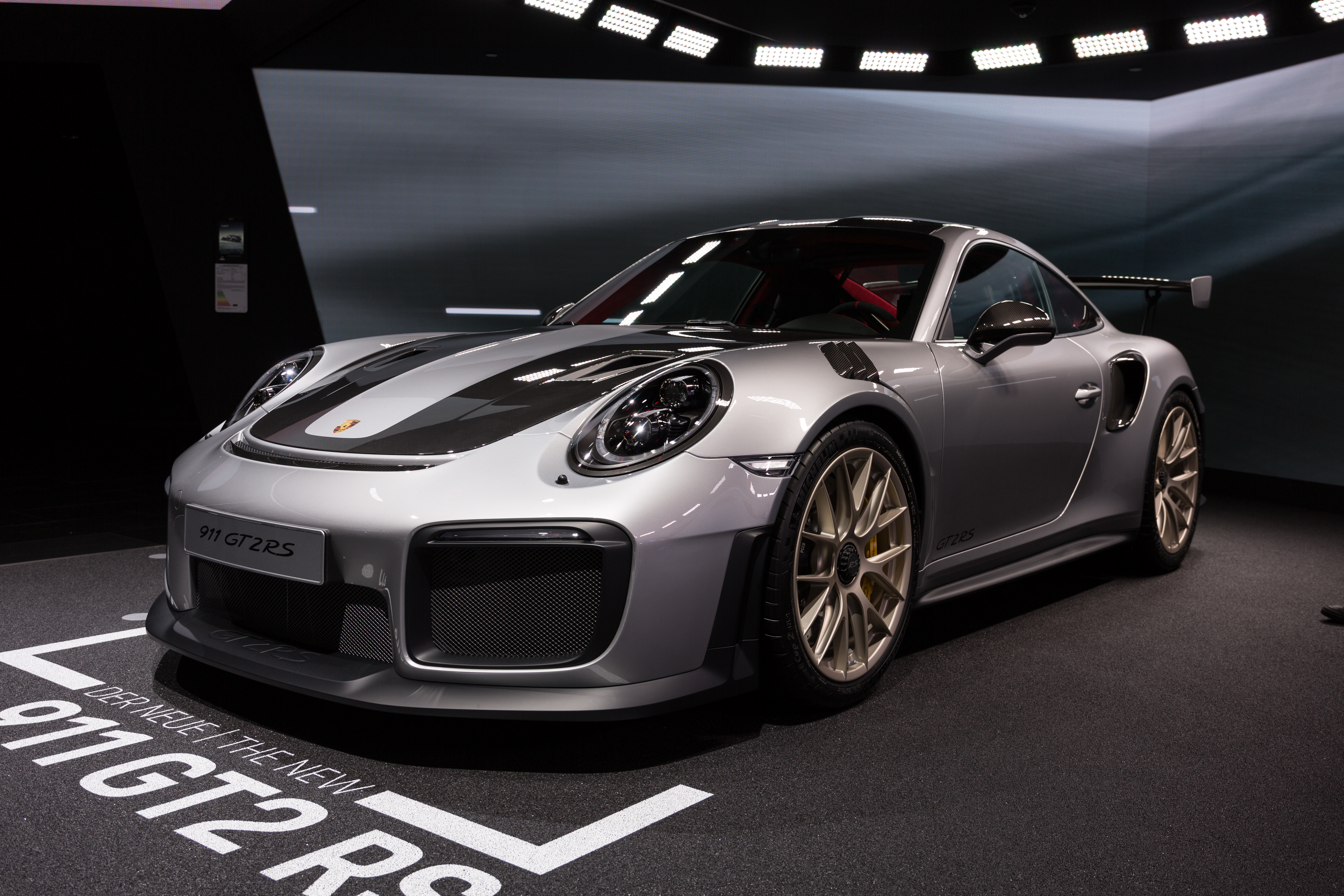
En el Salón del Automóvil de Fráncfort de 2017.

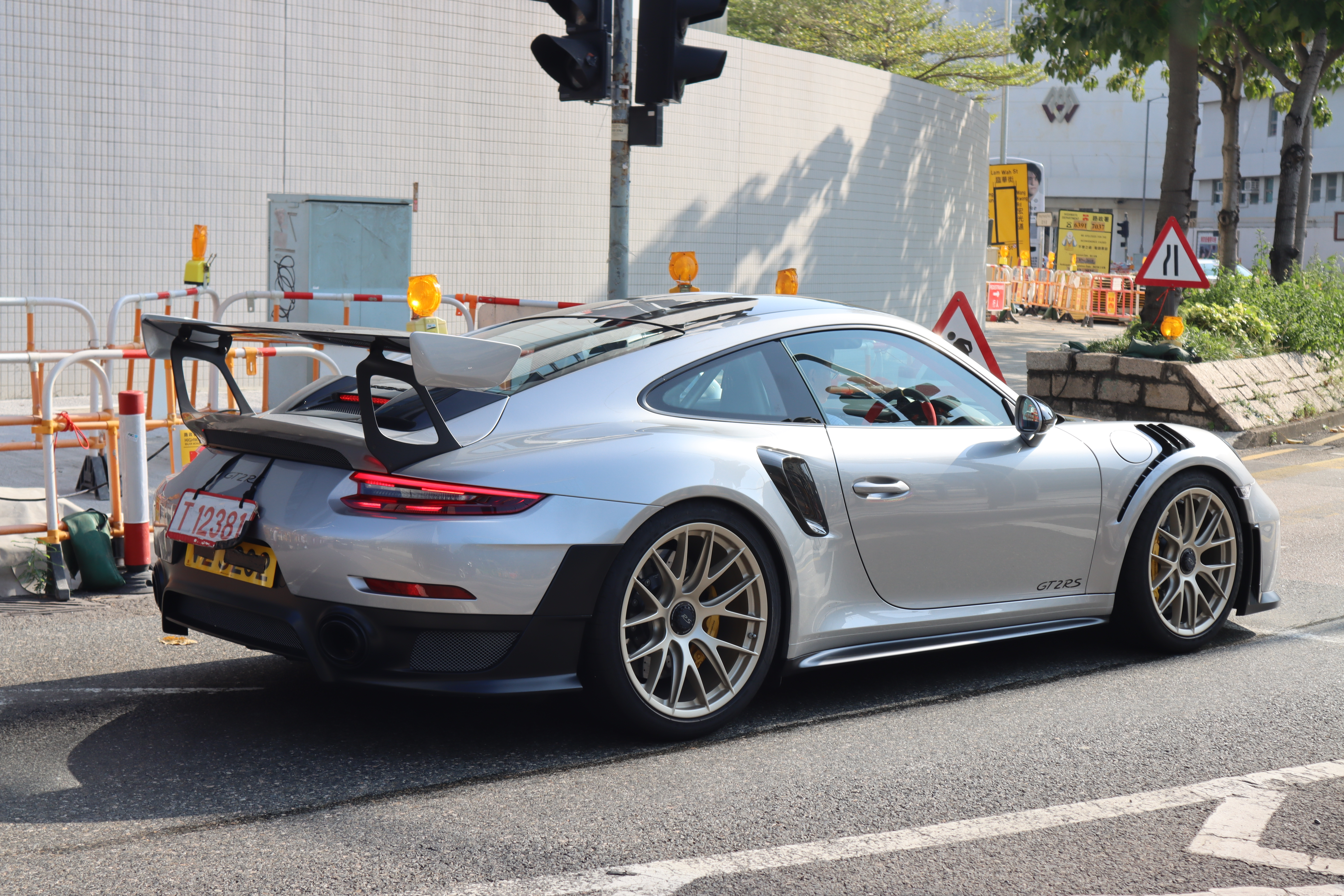
Vista lateral trasera de un modelo 2018.

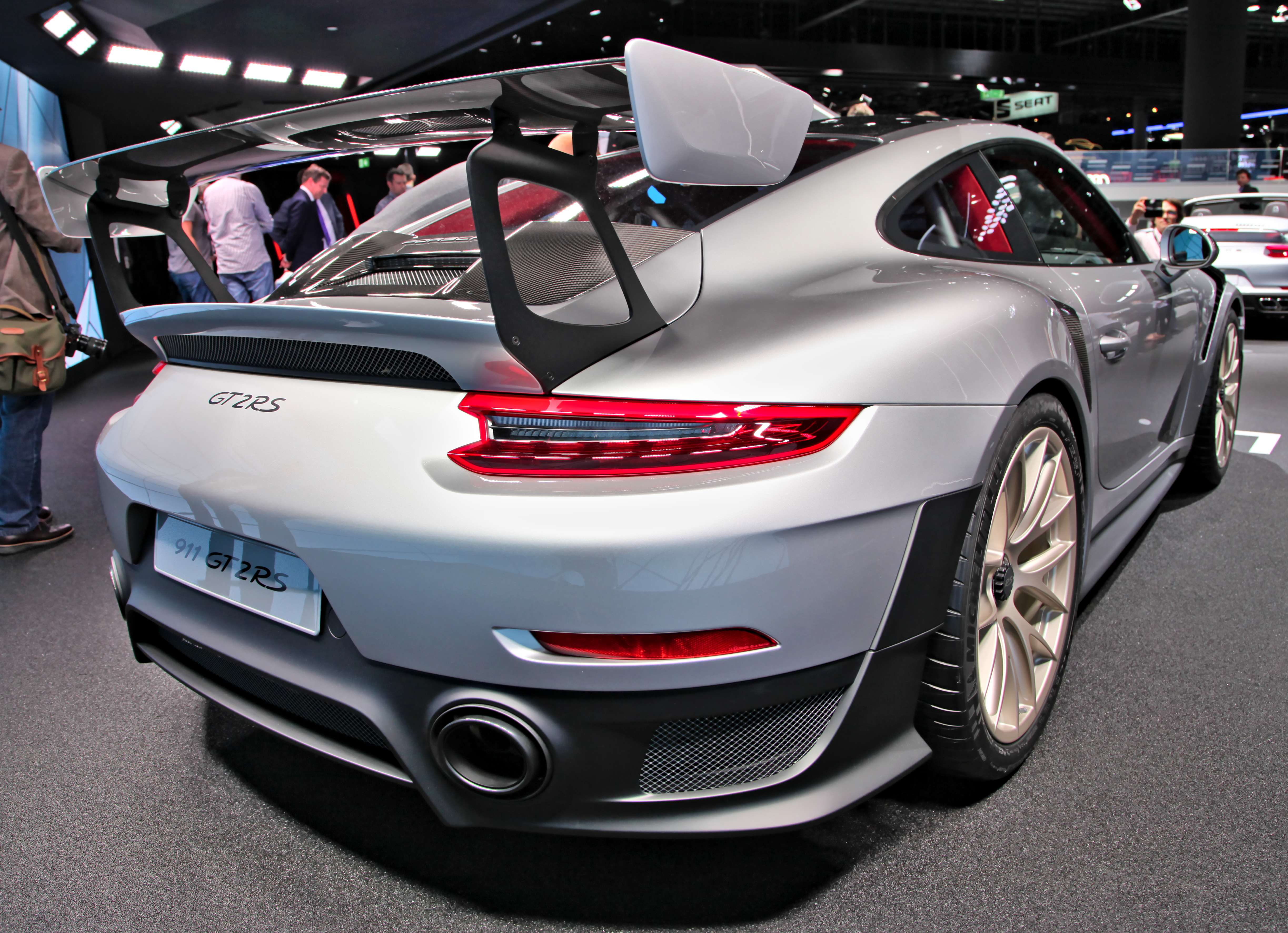
Vista trasera con su enorme spoiler.

Fue presentado en el Festival de la velocidad de Goodwood en julio de 2017. Estaba disponible con solamente 8 colores de carrocería, cuatro de ellos con sobreprecio y dos modelos de llantas, tanto en aleación forjada como en magnesio, estas últimas incluidas dentro del paquete opcional Weissach.
El llamado Weissach Package disponía de llantas de magnesio, jaula antivuelco de titanio y múltiples elementos de la carrocería en fibra de carbono, además de asientos tipo baquet y algunos elementos específicos, como los emblemas, adhesivos en alerón y taloneras en color naranja Gulf o las propias pinzas de freno, que en lugar de ser amarillas con los frenos carbono-cerámicos PCCB, eran también de color naranja. También incluía elementos realizados en fibra de carbono y titanio con los que se conseguía rebajar el peso total en 30 kg (66 libras), así como las llantas de magnesio de 20 pulgadas (50,8 cm).
El habitáculo tenía solamente tres opciones de asientos y tres de revestimientos, que incluían materiales como la piel y el Alcantara. Las opciones de color eran escasas, solamente en negro combinado con toques de rojo o negro completo, con un ambiente muy deportivo y orientado a las prestaciones, como el volante forrado en Alcantara con costuras en contraste o las inserciones en acabado carbono. Aunque no contaba con sistema de audio, sí ofrecía el sistema Porsche Communication Management de serie, para manejar las funciones de navegación y conectividad, además de la aplicación Porsche Track Precision.
En cuanto al rendimiento y desempeño, era capaz de acelerar de 0 a 100 km/h (62 mph) en 2,8 segundos, con una velocidad máxima de 340 km/h (211 mph).
La nueva versión GT2 RS tuvo un protagonismo especial, pues igual que su antecesor y gracias a su motor biturbo de 700 CV (690 HP; 515 kW) y un par máximo de 750 N·m (553 lb·pie), se convirtió en el 911 más potente y rápido de la historia, rompiendo el récord de Nürburgring no una, sino dos veces en 2017 y en 2018. Con un crono de 6:47.30 registrado en septiembre de 2017, se posicionaba como el segundo modelo de calle más rápido que ha dado una vuelta a ese circuito, superando a prácticamente todos los deportivos que componen la lista oficial. El único que no ha logrado superar y por muy poco, ha sido el NextEV NIO EP9, un prototipo eléctrico de 1360 CV (1341 HP; 1000 kW) de producción estrictamente limitada a 10 unidades, el cual lograba un tiempo de 6:45.90 ese mismo año.
Según la propia marca, el registro conseguido es incluso una sorpresa para ellos mismo, ya que el objetivo que se había fijado era superar los 7:05.00, lo que les hubiera situado en el séptimo lugar de la clasificación y que han logrado rebajar en cerca de 18 segundos. El equipo contaba con dos unidades del 911 GT2 RS conducidas por los pilotos Lars Kern y Nick Tandy, siendo Kern quien finalmente logró alcanzar la mejor marca. Durante las pruebas, batieron en varias ocasiones el tiempo que tenían como objetivo, logrando en cinco ocasiones mejorar los 6:50.00.
El GT2 RS dispone de una evolución de bóxer de 3,8 litros del 911 Turbo S, aunque al contrario que toda la gama 991 Turbo, esta versión solamente disponía de tracción trasera y la única transmisión disponible era la PDK de siete velocidades.
En noviembre de 2018, en colaboración con el equipo Manthey Racing, del que Porsche posee el 51%, desarrollaron un nuevo paquete de rendimiento específico para el GT2 RS, a lo que se sumó lo que la marca ha definido como una “puesta a punto general del coche específica para las características del Nürburgring Norschleife”. Con estas modificaciones y con el equipo Manthey Racing al mando de las pruebas, el modificado GT2 RS MR lograba un tiempo de 6:40.33. En su nota de prensa oficial, la marca afirmaba que "las modificaciones realizadas afectaron sobre todo al chasis y a la aerodinámica", pero sin entrar en detalles.

### 991 R

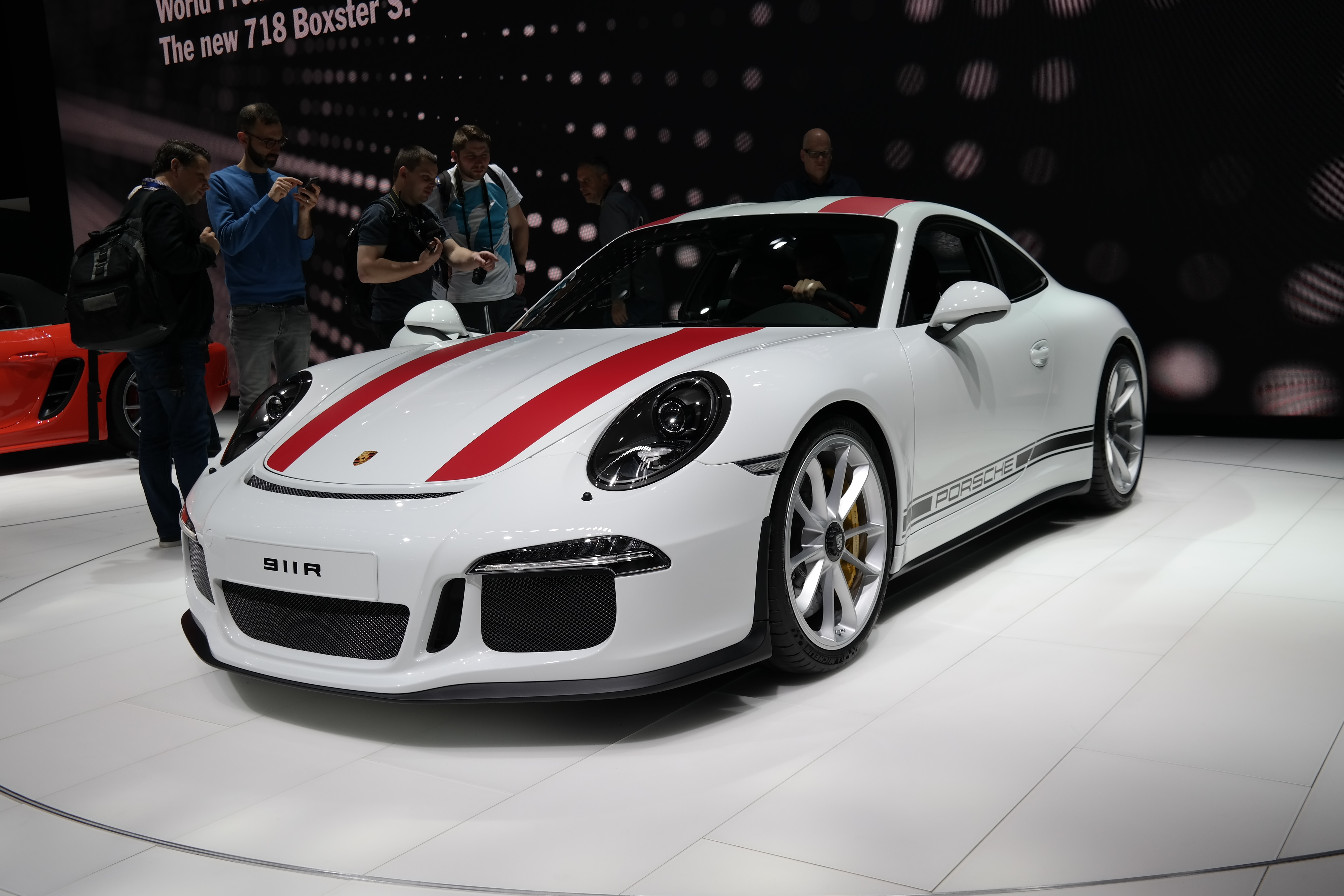
En el Salón del Automóvil de Ginebra de 2016.

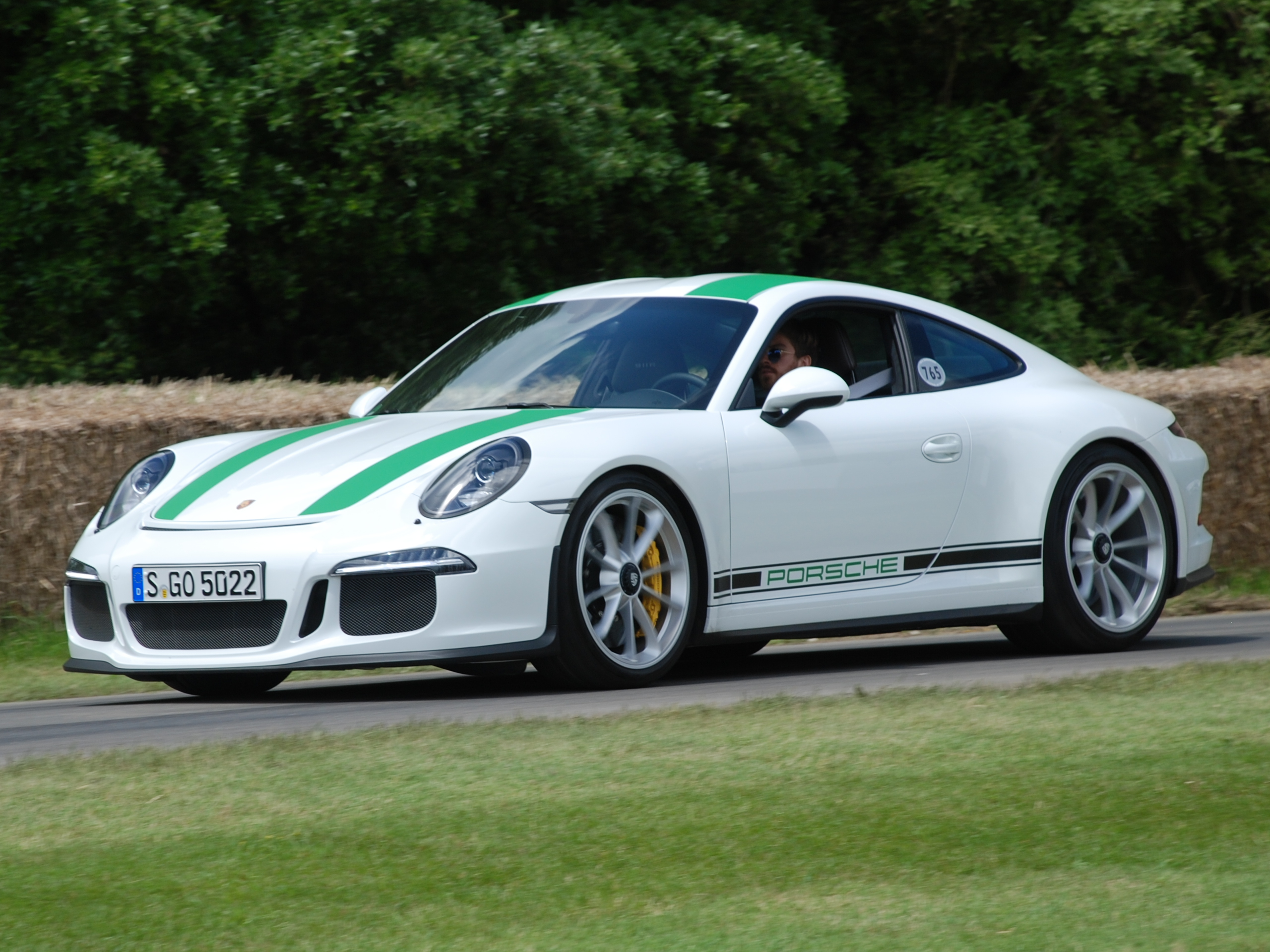
En el Festival de la Velocidad de Goodwood, en junio de 2016.

Una de las novedades en el Salón del Automóvil de Ginebra de 2016 fue el 911 R, que sigue la tradición establecida por el primer coche de carreras de la marca homologado para las calles presentando en 1967.
Limitado a 991 unidades, este 911 R (Racing) es una versión menos radical que el GT3 RS que destaca por su ligereza de 1370 kg (3020 libras) de peso y el alto desempeño que entrega, gracias al bóxer de 3996 cm³ (4 litros) de aspiración natural que desarrolla 500 CV (493 HP; 368 kW) a las 8250 rpm y 460 N·m (339 lb·pie) de par máximo a las 6250 rpm, el cual va acoplado a una transmisión manual de seis velocidades, con lo que le permite acelerar de 0 a 100 km/h (62 mph) en 3,8 segundos y alcanzar una velocidad máxima superior a 321 km/h (199 mph).
También se beneficia del sistema de dirección en el eje posterior, bloqueo del diferencial trasero, llantas de 20 pulgadas (50,8 cm) y frenos Porsche Ceramic Composite Brake (PCCB) de 16,1 pulgadas (40,9 cm) para las ruedas traseras y de 15,4 pulgadas (39,1 cm) para las delanteras.
De la carrocería destaca la tapa del maletero delantera y entradas de aire hechas de fibra de carbono, así como el techo hecho de magnesio. También sobresalen el spoiler, el difusor y el frontal que se heredan del 911 GT3.
Por dentro se puede ver la ausencia de la banca trasera, aire acondicionado y el sistema de audio. Para elevar incrementar la deportividad, está equipado con asientos tipo baquet con respaldos de fibra de carbono, volante de 14,1 pulgadas (35,8 cm) de diámetro, molduras de aluminio y una placa que indica el número de producción limitada.
Las versiones GT3 Touring Package y Carrera T seguían la estela de la edición limitada más característica de esta generación, el Porsche 911 R lanzado en 2016. Tras el lanzamiento de la nueva gama Carrera sobrealimentada, la marca entendió que debía escuchar a sus clientes más puristas, por lo que prepararon una versión equipada con el motor del GT3, con tracción trasera y cambio manual. El éxito de esta versión fue tal que la demanda y el precio de las escasas unidades de segunda mano se dispararon, provocando algunas situaciones extraordinarias. Posteriormente, la marca lanzó el paquete especial GT3 Touring Package y el 911 Carrera T, que son versiones muy similares al 911 R de edición limitada.
Contaba con adhesivos exteriores y la tapicería de diseño retro en el interior, además de un equipamiento muy completo, destacando el paquete Sport Chrono, ópticas Led oscurecidas con sistema Porsche Dynamic Light System, equipo de audio premium Bose y sistema de información y entretenimiento PCM con navegación GPS.

### 991 Carrera T

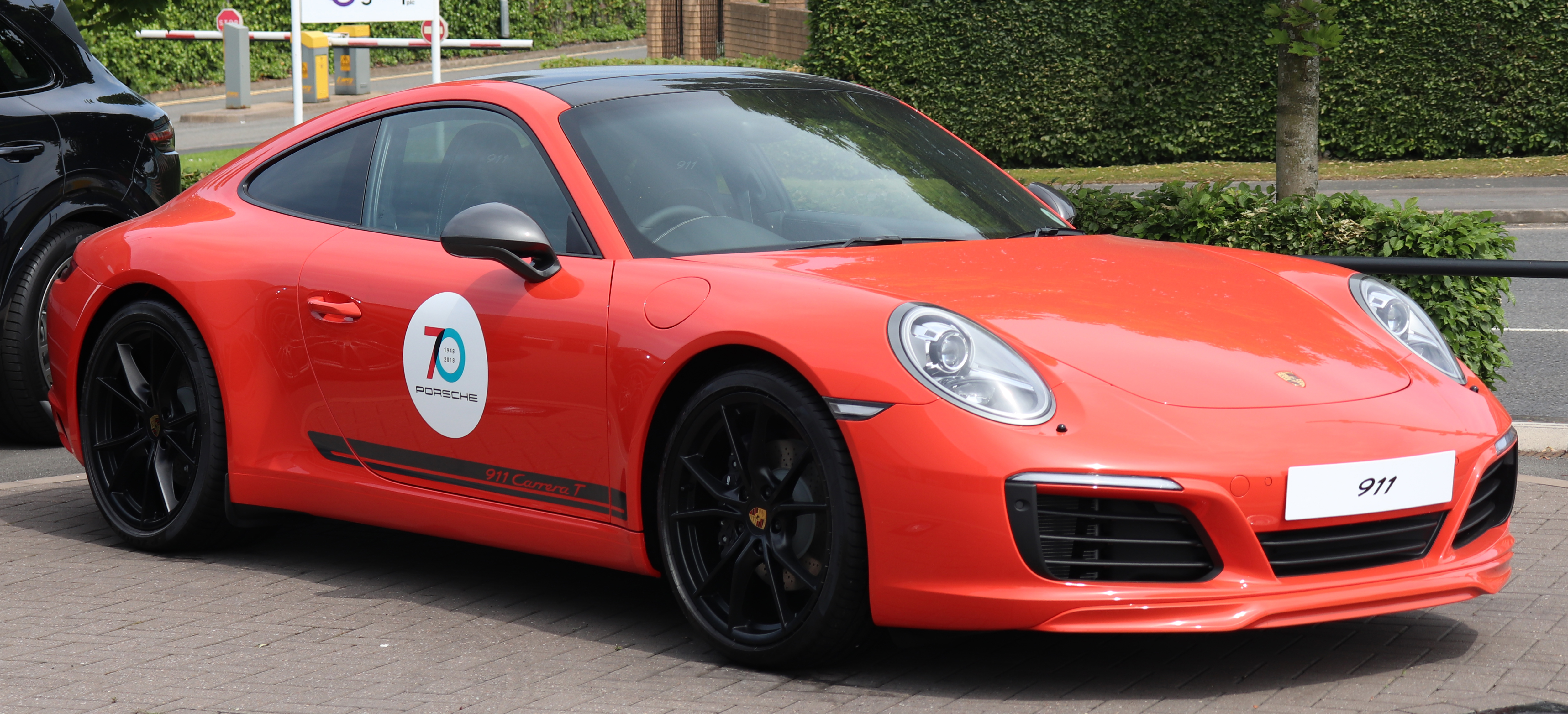
Carrera T 3.0 de 2016.

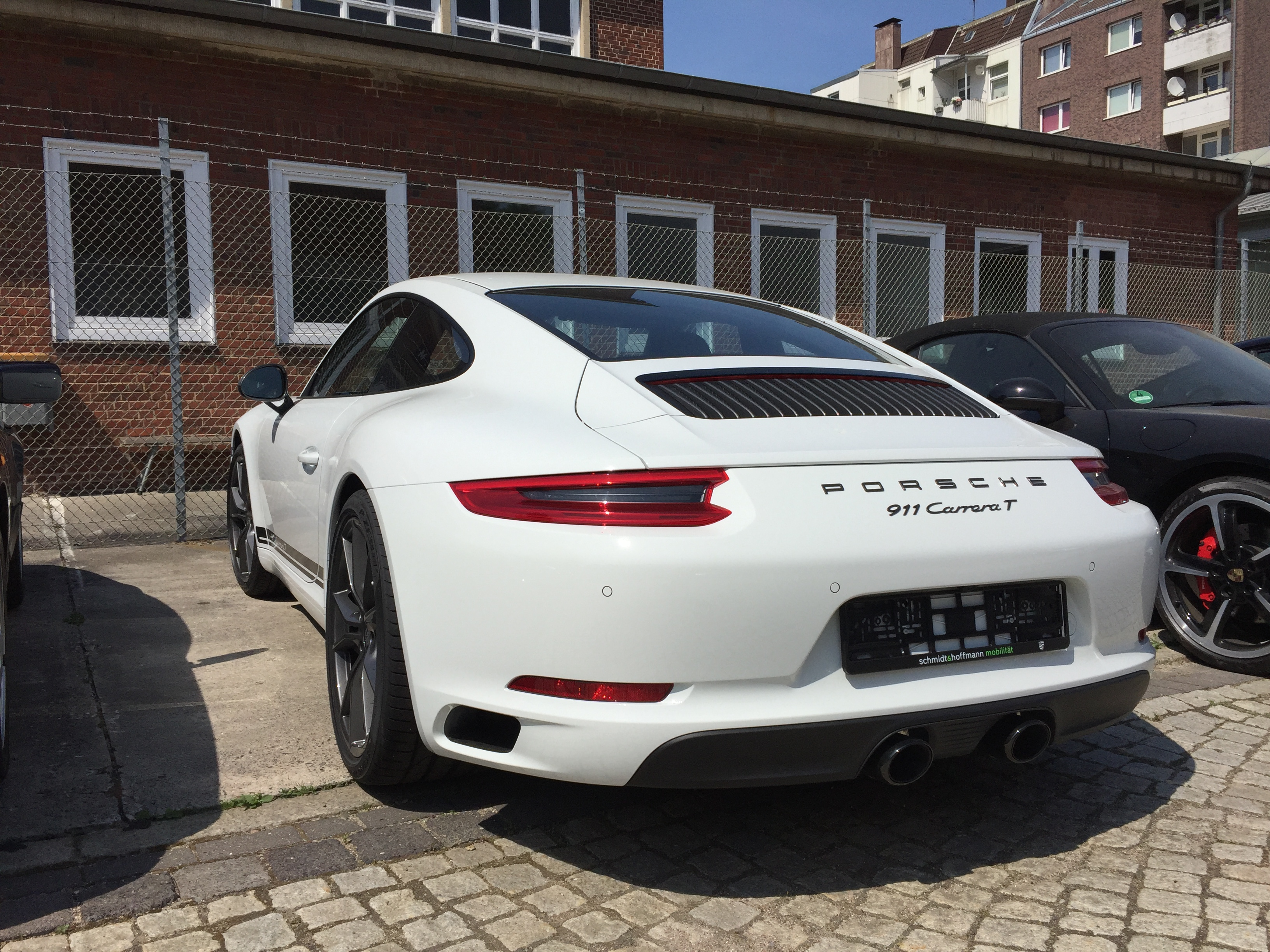
Vista trasera.

Los ingenieros se han deshecho de todas las modernidades que adornan los coches actuales, empezando por el sistema de infoentretenimiento que ha sido sustituido por un agujero negro para dejar el teléfono móvil, hasta la eliminación de las plazas traseras, pasando por la reducción de grosor de todas las superficies acristaladas. El resultado son apenas 20 kg (44 libras) menos de sobrepeso, para así poder marcar un peso en báscula de 1425 kg (3142 libras).
También se han deshecho los asientos de cuero aunque no en su totalidad, ya que han sido combinados con tela. Tampoco tenía el volante multifunción ni los tiradores de las puertas, aunque sí han dejado el reglaje eléctrico de los asientos y el climatizador. se ha buscado un ambiente a medio hacer, pero por fuera se mantienen todas las características propias de un 911. Es la misma imagen que ya se conocía, aunque para que no pase desapercibido, se ha agregado el logotipo Carrera T en la parte trasera y en los bajos de las puertas. Ha sido creado para obtener sensaciones, más que las de un 911 normal.
Montaba el mismo bóxer de 370 CV (365 HP; 272 kW) que ya se conocía. La diferencia era de una caja de cambios manual con un reglaje de relaciones especial, además de un diferencial trasero mecánico, sin más asistencias electrónicas.
En cuanto a su rendimiento y desempeño, el 911 T es una décima de segundo más rápido en el 0 a 100 km/h (62 mph) que el Carrera convencional. También estaba disponible la caja de cambios PDK, los asientos traseros y el PCM. No está pensado para ese tipo de clientes que lo buscan todo en su flamante 911, sino que para aquellos que quieren un 911 lo menos adulterado posible.

### Unidad un millón 70 años

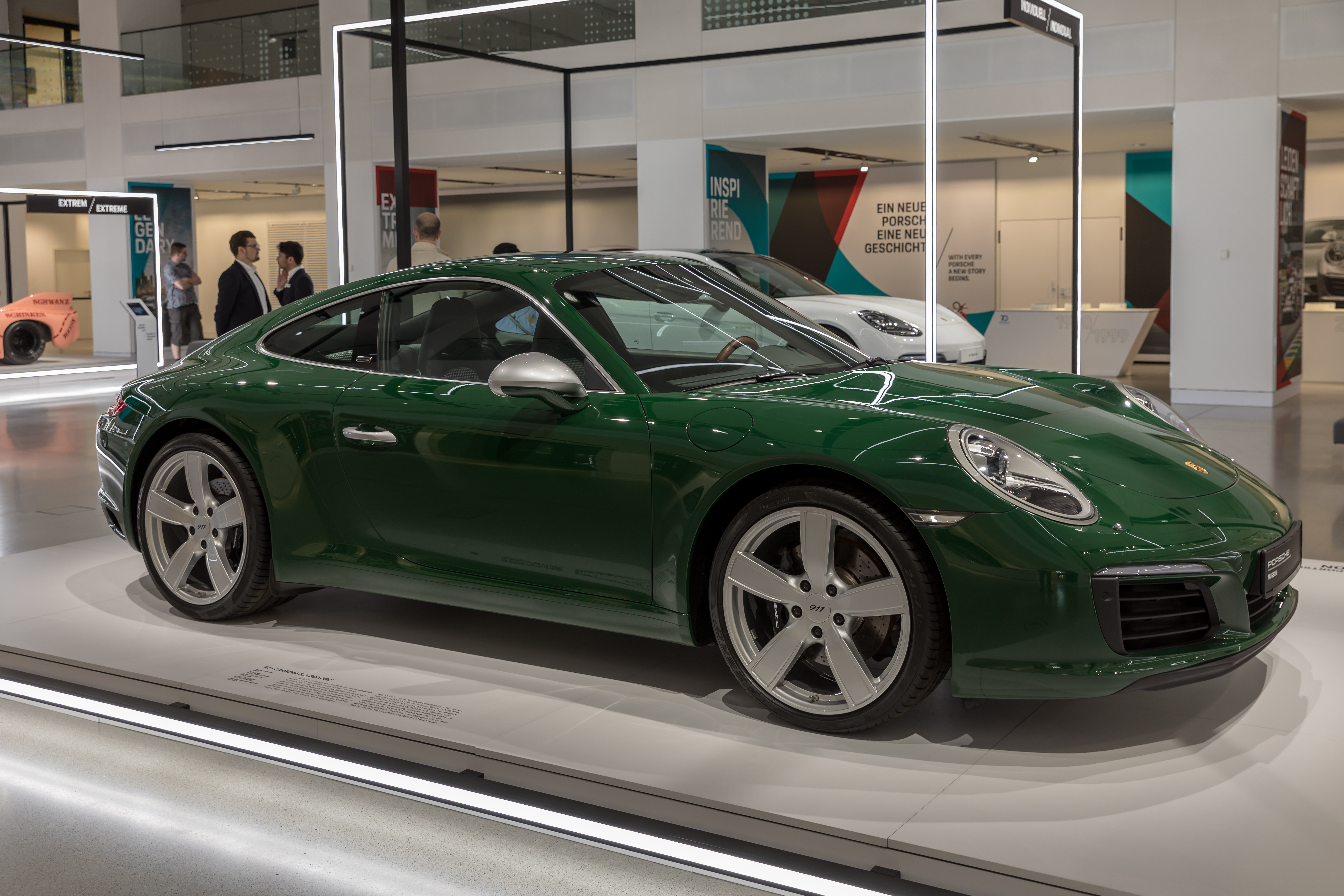
En exhibición en Berlín.

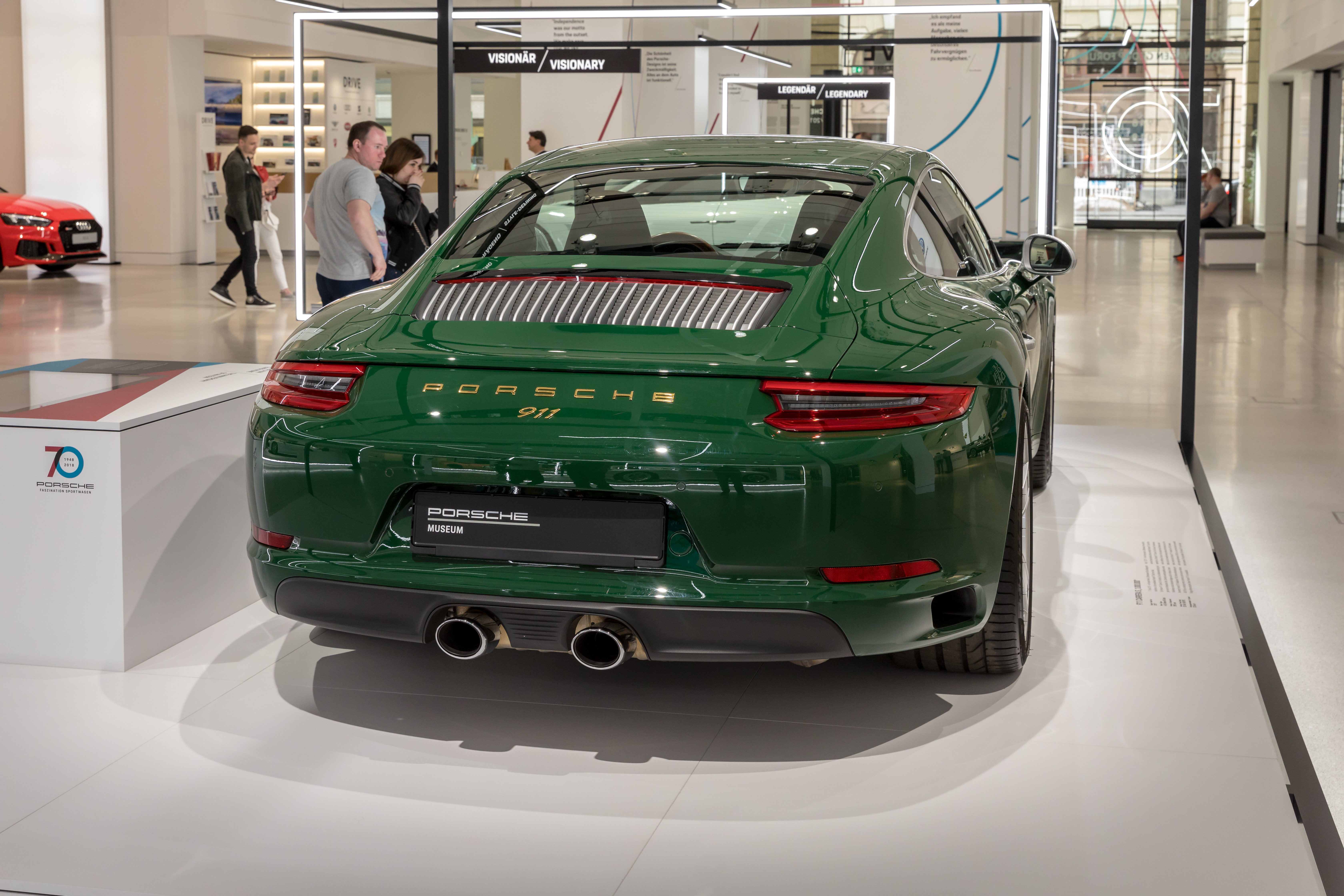
Vista trasera.

En mayo de 2017, se produjo la unidad número un millón de la línea de producción de la fábrica de Zuffenhausen: un Carrera S con el color especial “Irish Green” (verde irlandés), que lleva numerosos elementos exclusivos siguiendo el patrón original del modelo 1963, al cual rinde homenaje. Estableció una nueva categoría y permanece en lo más alto del segmento de vehículos deportivos premium. Su éxito ha sido tal, que solamente en 2016 se entregaron 32 365 unidades en todo el mundo. Más del 70% de todos los 911 construidos desde sus inicios siguen todavía hoy en funcionamiento. El 911 un millón se quedará en la colección del Museo Porsche, aunque antes realizaría una gira mundial por carreteras de las Tierras Altas de Escocia, Nürburgring, Estados Unidos, China y otros lugares.
En 2017 también debutaron otros dos deportivos puros con antecesores clásicos: el 911 T y el deportivo de altas prestaciones 911 GT3 con pack Touring. La unidad un millón del 911 también pertenece a la generación 991. Como el primer 911 de Ferry Porsche, esta versión conmemorativa que no se destinó a la venta, tenía asientos con mezcla de cuero y pepita.
Gracias a la tenacidad de la marca, ha mantenido viva su esencia original, así como su configuración mecánica, para muchos un error de concepto y para otros simplemente la opción ideal. Salvo algún modelo de competición, el 911 ha apostado siempre por su motor bóxer "colgado" del eje trasero y, un millón de unidades después, así sigue. A pesar de sus 54 años en producción, no ha perdido fuelle. De hecho, el fabricante asegura que el 70% del millón de unidades producidas, están todavía en condiciones de circular y de las 30 000 victorias en competición, la mitad han sido logradas por el 911.

"Hace 54 años pude dar mis primeros paseos en la carretera alpina de Grossglockner con mi padre. La sensación de estar en un 911 es tan disfrutable ahora como lo era entonces. Esto es porque el 911 se ha asegurado de que los valores fundamentales de nuestra marca son hoy tan visionarios como lo fueron con el primer Porsche 356/1 de 1948…"
 afirma: Wolfgang Porsche, presidente del Consejo de Supervisión de Porsche AG.

### 991 Speedster

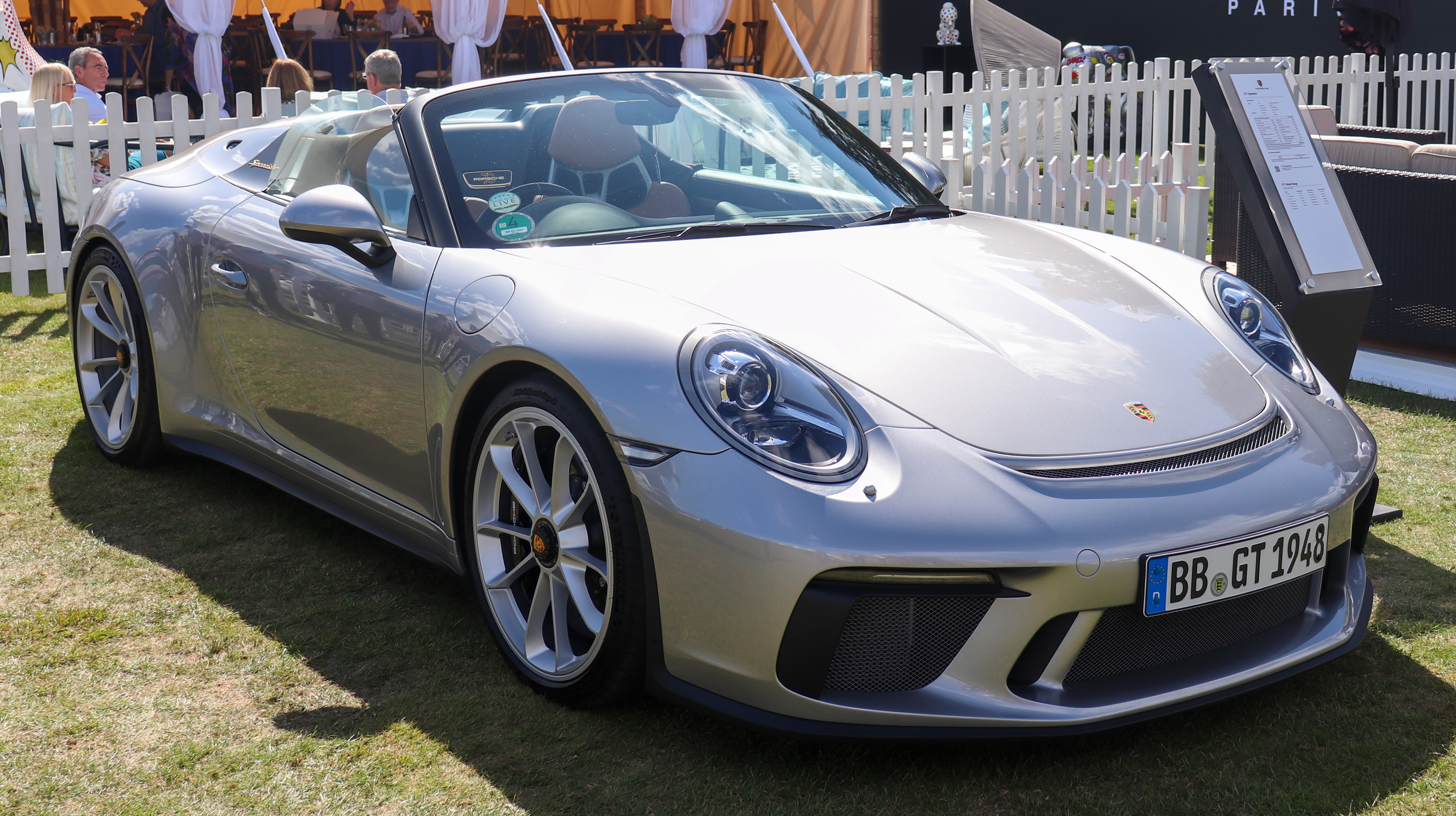
En el Salón Privado del Concurso de la Elegancia Clásico de 2019, en el Palacio de Blenheim.

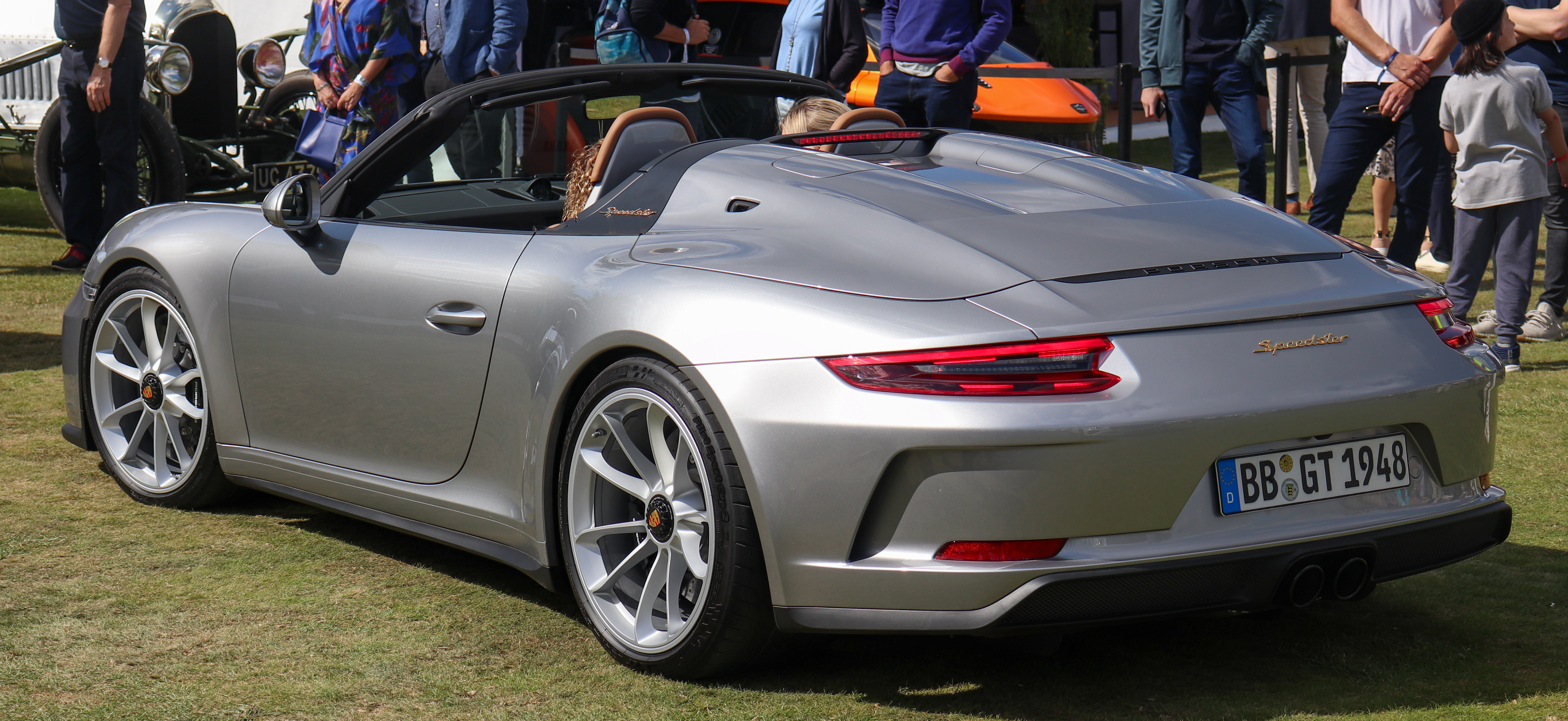
Vista trasera 3/4.

Se presentó en forma de prototipo en 2018 para celebrar el 70 aniversario de Porsche. Se diferenciaba de cualquier otro 911 por su parabrisas recortado e inclinado, una menor altura de su carrocería y las dos jorobas situadas donde normalmente se encuentran los asientos traseros. Además, incorporaba algunos elementos de diseño de los GT3 y 911R, ya que utilizaba el mismo chasis que el GT3, así como el bóxer atmosférico de 3996 cm³ (4 litros) convenientemente adaptado a la última normativa de emisiones europea, siempre acoplado a un cambio manual de seis velocidades y con tracción trasera. No ofrecía climatizador, radio ni ningún mecanismo que abra y cierre la capota de lona de forma automática.
También estuvo disponible en forma de edición limitada, aunque esta no llegó al mercado hasta que fue presentada la siguiente generación del modelo.
En el Salón del Automóvil de París de 2018, se confirmó que el nuevo Speedster de edición limitada a solamente 1948 unidades, en referencia al año en el que nació el primer Porsche de la historia. Fue lanzado a inicios de 2019 y sería la última presentación relacionada con la generación 991.
Estaba basado técnicamente en el Carrera 4 Cabriolet, aunque en lugar de contar con el motor turbo de este último, disponía de un atmosférico de 500 CV (493 HP; 368 kW) del 911 GT3. Sus parachoques contaban con el mismo diseño básico de la versión "lightweight", con atributos del 911 GT3, pero con carrocería Cabriolet, una combinación que sería una novedad en la gama del fabricante. Su producción comenzaría durante el primer semestre de 2019 y era el primer modelo de la marca en estrenar los nuevos paquetes Heritage Design, que era una nueva línea de accesorios destinados a personalizar el modelo con motivos del pasado de la marca.

### Motorizaciones
| Variantes                                      | Cilindrada       | Diámetro x carrera              | Relación de compresión | Aspiración | Tracción | Potencia máxima                    | Par máximo                      |
| ---------------------------------------------- | ---------------- | ------------------------------- | ---------------------- | ---------- | -------- | ---------------------------------- | ------------------------------- |
| Carrera                                        | 3436 cm³ (3,4 L) | 97 x 77,5 mm (3,82 x 3,05 plg)  | 12,5:1                 | Natural    | Trasera  | 350 CV (345 HP; 257 kW) @ 7400 rpm | 390 N·m (288 lb·pie) @ 5600 rpm |
| Carrera T                                      | 2981 cm³ (3 L)   | 91 x 76,4 mm (3,58 x 3,01 plg)  | 10,0:1                 | Biturbo    | Integral | 370 CV (365 HP; 272 kW) @ 6500 rpm | 450 N·m (332 lb·pie) @ 5000 rpm |
| Targa 4S                                       | 3800 cm³ (3,8 L) | 102 x 77,5 mm (4,02 x 3,05 plg) | 12,5:1                 | Natural    | Integral | 400 CV (395 HP; 294 kW) @ 7400 rpm | 440 N·m (325 lb·pie) @ 5600 rpm |
| Carrera 4S (991.2)                             | 2981 cm³ (3 L)   | 91 x 76,4 mm (3,58 x 3,01 plg)  | 10,0:1                 | Biturbo    | Integral | 420 CV (414 HP; 309 kW) @ 6500 rpm | 500 N·m (369 lb·pie) @ 5000 rpm |
| Carrera GTS                                    | 3800 cm³ (3,8 L) | 102 x 77,5 mm (4,02 x 3,05 plg) | 12,5:1                 | Natural    | Trasera  | 430 CV (424 HP; 316 kW) @ 7500 rpm | 440 N·m (325 lb·pie) @ 5750 rpm |
| Carrera GTS (991.2)                            | 2981 cm³ (3 L)   | 91 x 76,4 mm (3,58 x 3,01 plg)  | 10,0:1                 | Biturbo    | Trasera  | 450 CV (444 HP; 331 kW) @ 6500 rpm | 550 N·m (406 lb·pie) @ 5000 rpm |
| GT3                                            | 3800 cm³ (3,8 L) | 102 x 77,5 mm (4,02 x 3,05 plg) | 12,9:1                 | Natural    | Trasera  | 475 CV (469 HP; 349 kW) @ 8250 rpm | 440 N·m (325 lb·pie) @ 6250 rpm |
| GT3 RS, GT3 Touring Package, Speedster y 911 R | 3996 cm³ (4 L)   | 102 x 81,5 mm (4,02 x 3,21 plg) | 12,9:1                 | Natural    | Trasera  | 500 CV (493 HP; 368 kW) @ 8250 rpm | 460 N·m (339 lb·pie) @ 6250 rpm |
| GT3 RS (991.2)                                 | 3996 cm³ (4 L)   | 102 x 81,5 mm (4,02 x 3,21 plg) | 13,3:1                 | Natural    | Trasera  | 520 CV (513 HP; 382 kW) @ 8250 rpm | 470 N·m (347 lb·pie) @ 6000 rpm |
| Turbo                                          | 3800 cm³ (3,8 L) | 102 x 77,5 mm (4,02 x 3,05 plg) | 9,8:1                  | Biturbo    | Integral | 520 CV (513 HP; 382 kW) @ 6500 rpm | 660 N·m (487 lb·pie) @ 5000 rpm |
| Turbo (991.2)                                  | 3800 cm³ (3,8 L) | 102 x 77,5 mm (4,02 x 3,05 plg) | 9,8:1                  | Biturbo    | Integral | 550 CV (542 HP; 405 kW) @ 6400 rpm | 710 N·m (524 lb·pie) @ 4000 rpm |
| Turbo S                                        | 3800 cm³ (3,8 L) | 102 x 77,5 mm (4,02 x 3,05 plg) | 9,8:1                  | Biturbo    | Integral | 560 CV (552 HP; 412 kW) @ 6700 rpm | 700 N·m (516 lb·pie) @ 4250 rpm |
| Turbo S (991.2)                                | 3800 cm³ (3,8 L) | 102 x 77,5 mm (4,02 x 3,05 plg) | 9,8:1                  | Biturbo    | Integral | 580 CV (572 HP; 427 kW) @ 6750 rpm | 750 N·m (553 lb·pie) @ 4000 rpm |
| Turbo S Exclusive Series (991.2)               | 3800 cm³ (3,8 L) | 102 x 77,5 mm (4,02 x 3,05 plg) | 9,8:1                  | Biturbo    | Integral | 607 CV (599 HP; 446 kW) @ 6750 rpm | 750 N·m (553 lb·pie) @ 4000 rpm |
| GT2 RS                                         | 3800 cm³ (3,8 L) | 102 x 77,5 mm (4,02 x 3,05 plg) | 9,0:1                  | Biturbo    | Trasera  | 700 CV (690 HP; 515 kW) @ 7000 rpm | 750 N·m (553 lb·pie) @ 4500 rpm |

## 911 (992)

### 992 Carrera/ Carrera S

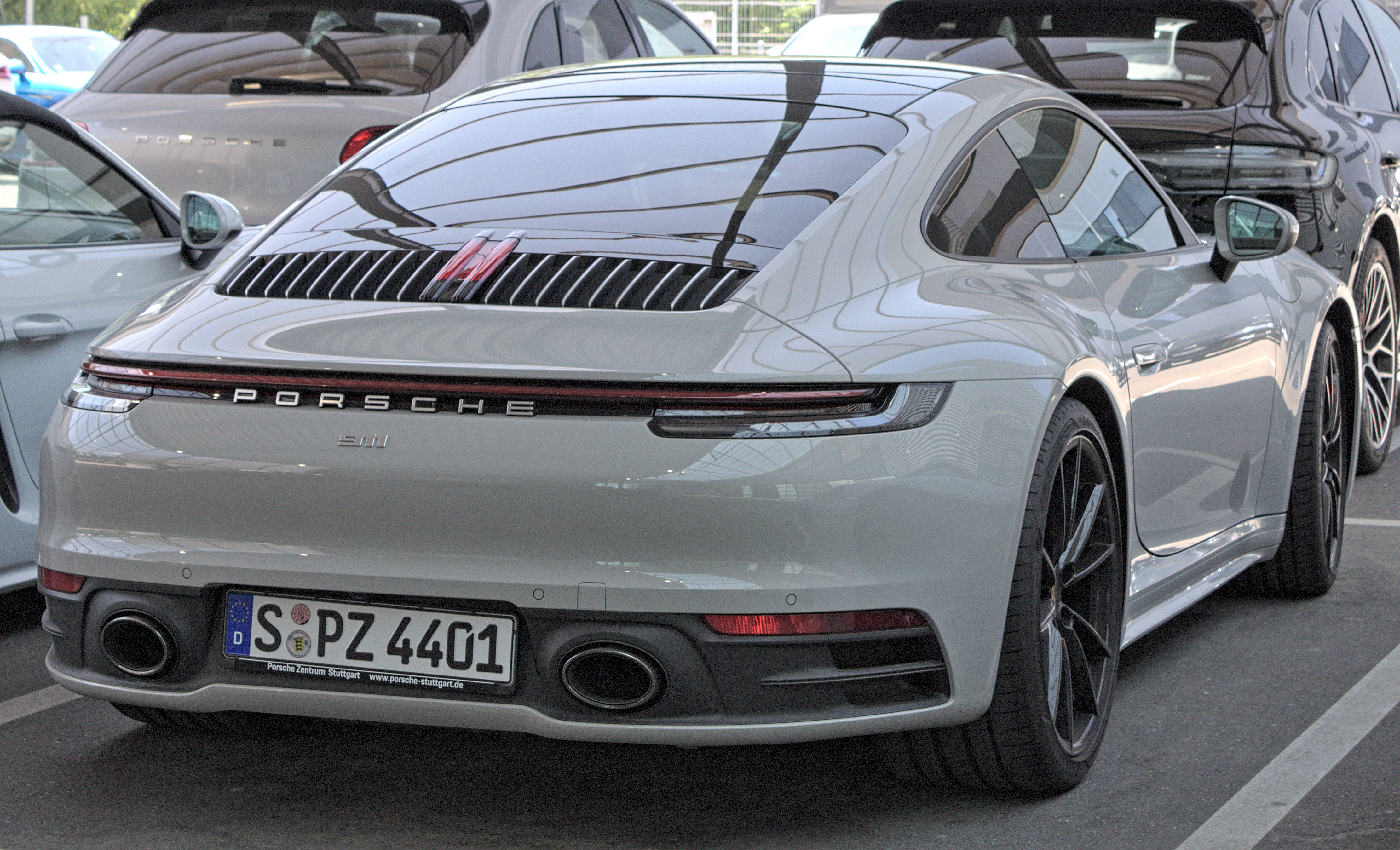
Vista trasera del Carrera coupé en Stuttgart.

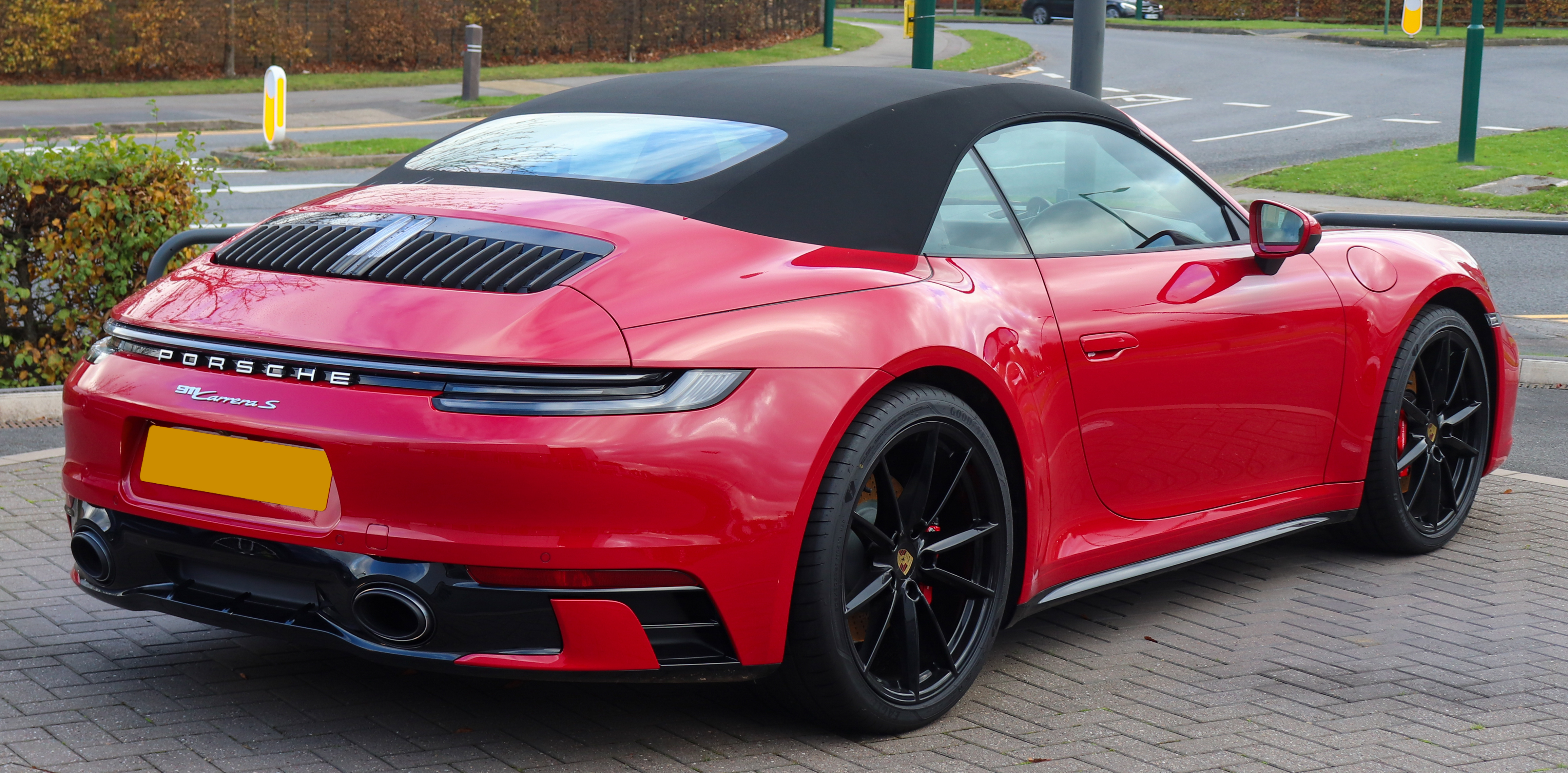
Vista trasera del Carrera S Automático Cabriolet 3.0 de 2020 en Shirley, Tierras Medias Occidentales.

El 992 es la designación para la octava generación del 911. Fue introducido oficialmente en el Porsche Experience Center de Los Ángeles, California, el 27 de noviembre de 2018 y sería lanzado en los mercados europeos a principios de 2019.
Fue diseñado por Benjamin Baum, Thomas Stopka e Ivan von Hulten. Usa un sistema de dirección de cremallera y piñón y tiene una suspensión delantera tipo MacPherson struts y multi-link en el eje trasero. Utiliza arcos anchos de 19 pulgadas (48,3 cm) en las llantas traseras, los cuales serán parte de todos los modelos en la línea 992, un cambio encontrado solamente en las variantes con tracción integral de la generación anterior.
Comparado con su predecesor, es 45 mm (1,8 pulgadas) más ancho y usa paneles de aluminio en la carrocería. También presenta un nuevo parachoques trasero con salidas de escape más grandes que las de su predecesor. El frontal del coche está diseñado para simular la apariencia de uno de los primeros 911 en una moda moderna. Los modelos tienen manijas de puertas emergentes eléctricas, un spoiler trasero retráctil (solamente para modelos específicos) faros Led. Todos los modelos también presentan una barra en la parte trasera de a todo lo largo de las calaveras. El interior también ha recibido cambios significativos, incluyendo un salpicadero más recto, el cual recuerda la forma del usado en el 911 clásico. El grupo de instrumentos consiste en dos visualizadores digitales de 7 pulgadas (17,8 cm) y un tacómetro analógico.
La velocidad máxima es de 308 km/h (191 mph) para el Carrera S y de 306 km/h (190 mph) en la variante Carrera 4S con tracción integral, mientras que la aceleración es mejor en el segundo, el cual alcanza el 0 a 100 km/h (62,1 mph) en 3,4 segundos.
El equipamiento estándar incluye un visualizador de 10,9 pulgadas (27,7 cm) con Porsche Communication Management (PCM) y sistema de navegación, sistemas de asistencia al conductor, incluyendo detección de colisión con intervención de frenado. Un modo Wet también es introducido, el cual usa sensores acústico en los pasos de rueda para detectar pavimento mojado y ajustar el control de estabilidad, la posición del spoiler trasero, y la sensibilidad de la transmisión para mantener el coche estable. El equipamiento opcional incluye control de crucero adaptativo, visión nocturna, sistema de estacionamiento automático y suspensión deportiva, la cual reduce la altura del coche desde el suelo en 10 mm (0,4 pulgadas). Un paquete Sport Chrono también está disponible en todos los modelos y presenta una función overboost que provee un desempeño incrementado por 20 segundos. Los tiempos de aceleración de 0 a 100 km/h (62 mph) son disminuidos en 0,2 segundos.
Los motores tienen inyección piezoeléctrica, un colector de admisión revisado y mejorado, así como filtro de partículas (en algunos mercados bajo regulaciones Euro 6). En un principio, la única transmisión disponible era una de doble embrague PDK de 8 velocidades.
Este modelo es más rápido que su predecesor, algo que también corrobora las cifras oficiales, ya que el Carrera S acelera de 0 a 100 km/h (62 mph) en 3,7 segundos, el cual es reducido en dos décimas si se incluye el paquete Sport Chrono. Así, la aceleración pura sube a 0,6 segundos más rápido que su predecesor.

### 992 Carrera 4/ Carrera 4S

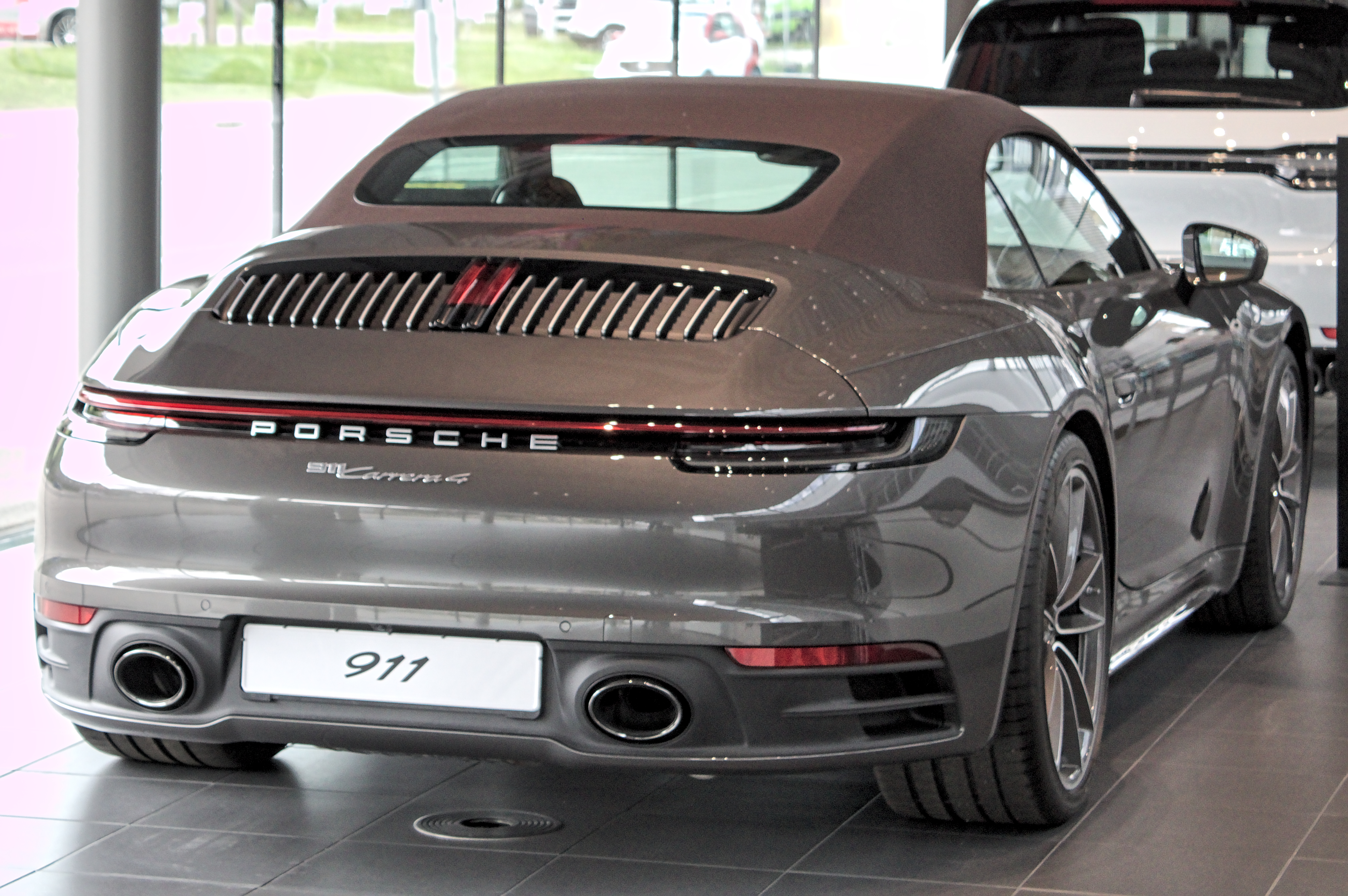
Vista trasera del Carrera 4 Cabriolet en Böblingen.

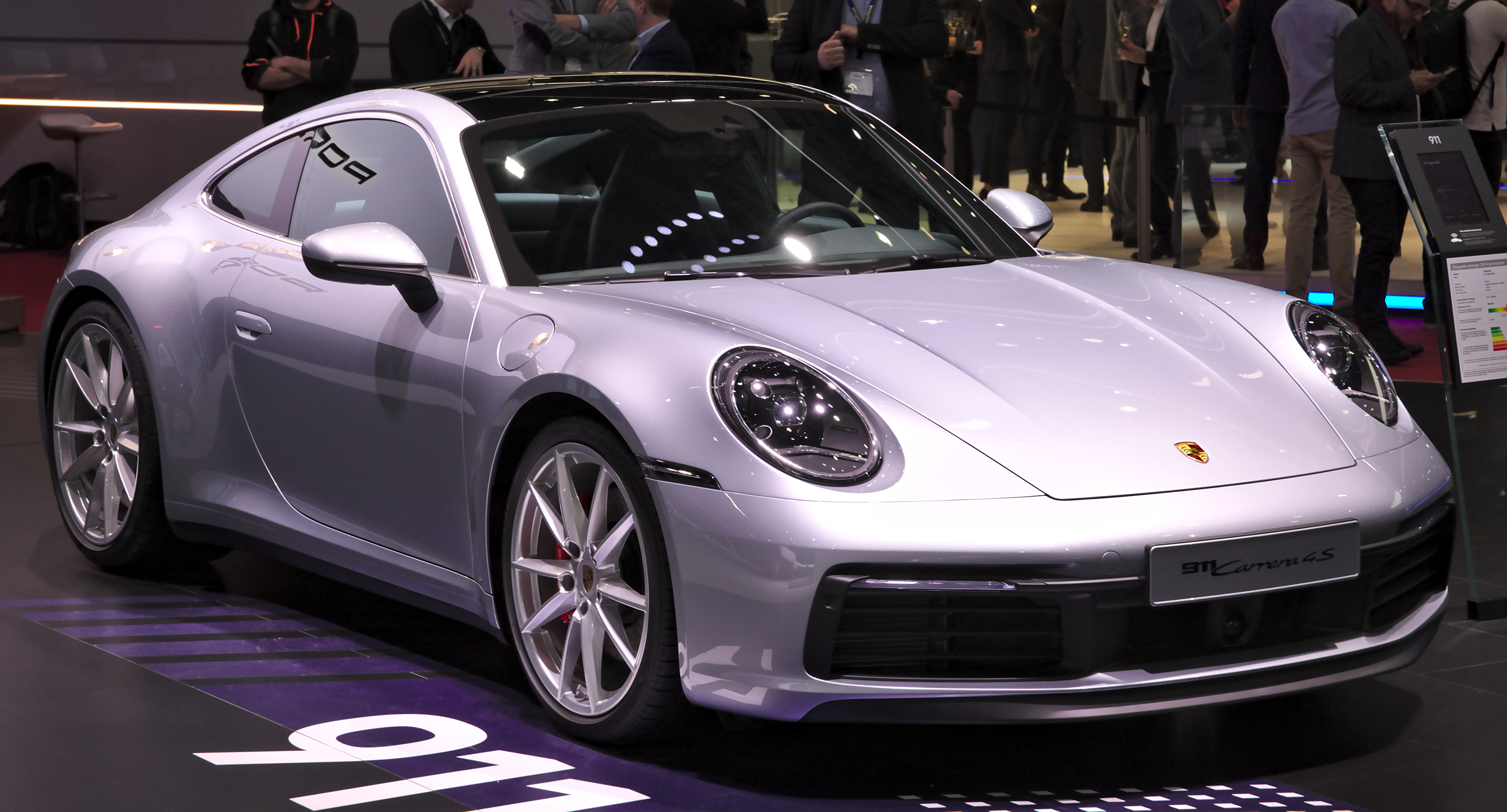
Carrera 4S en el Salón del Automóvil de Ginebra de 2019.

La variante Carrera 4 mantiene el bóxer de 2981 cm³ (3 litros) que genera 385 CV (380 HP; 283 kW) de potencia y 450 N·m (332 lb·pie) de par máximo, acoplado a la ya conocida transmisión automática de doble embrague PDK de ocho relaciones.
La versión coupé es capaz de lograr el 0 a 100 km/h (62 mph) en 4 segundos, mientras que la versión Cabriolet demora dos décimas más en completarlo. Aunque si se busca una mejor puesta a punto del chasis, motor y transmisión, también se tendrá la opción de adquirir el paquete Sport Chrono, que lograrán una reducción de dos segundos para lograr el mismo 0 a 100 km/h (62 mph). La velocidad máxima es de 291 km/h (181 mph) para el coupé y de 289 km/h (180 mph) para la versión cabrio.
Cuentan con un sistema de amortiguación adaptativo Porsche Active Suspension Management (PASM) con modos configurables: Normal y Sport. Los clientes también pueden solicitar un diferencial de deslizamiento limitado trasero con vectorización de par.
Además, el sistema de tracción integral consta de un embrague enfriado por medio de líquidos y una unidad diferencial para el traspaso de potencia al eje delantero, que mejoran la experiencia al volante principalmente al transitar en superficies resbaladizas o con protuberancias.
La única diferencia visual entre el Carrera 4 y el 4S se encuentra en la parte posterior, ya que la versión de menor potencia equipa doble salida de escape rectangular, mientras que la versión más potente posee tubos en forma de óvalo.
El número cuatro hace referencia a que posee tracción integral y, aunque monta el mismo motor que la generación anterior y, al haber agregado dos turbocompresores que funcionan en direcciones opuestas y simado a la electrónica, han logrado una ganancia de 30 CV (22,1 kW) en la potencia, ya que el modelo 2020 en su versión de entrada ofrece 450 CV (444 HP; 331 kW).
En el interior tiene varias luces en el salpicadero y muchos botones como en generaciones anteriores, además de una ausencia de controles físicos, ya que casi todo se controla y gobierna desde la pantalla central. El panel de instrumentos también es reminiscente al primer 911 creado por "Butzi" y Komenda, ya que al centro se encuentra un gran instrumento circular que resalta entre todo: el tacómetro, un instrumento más que obligado en cualquier Porsche y, aunque esta nueva generación es un avance tecnológico, sigue siendo analógico. A los flancos hay dos pantallas de menor diámetro de cada lado, las cuales son completamente configurables con información relevante del funcionamiento o de la ruta, así como de los niveles y temperaturas de funcionamiento. Las tapicerías están compuestas por una combinación de material textil y piel, con otra gran reminiscencia Vintage.
La electrónica juega un papel preponderante con los programas electrónicos seleccionables que posee, como: Manejo Normal, Sport y Sport Plus para los más experimentados, pero hoy estas gestiones electrónicas cuentan con una opción más llamada WET (mojado), en donde la entrega de poder es mucho más sutil para evitar derrapes inesperados, todo esto sumado al par vectorial y al chasis activo que hacen que se sienta más estable, vaya en piso seco o mojado.

### 992 Carrera GTS

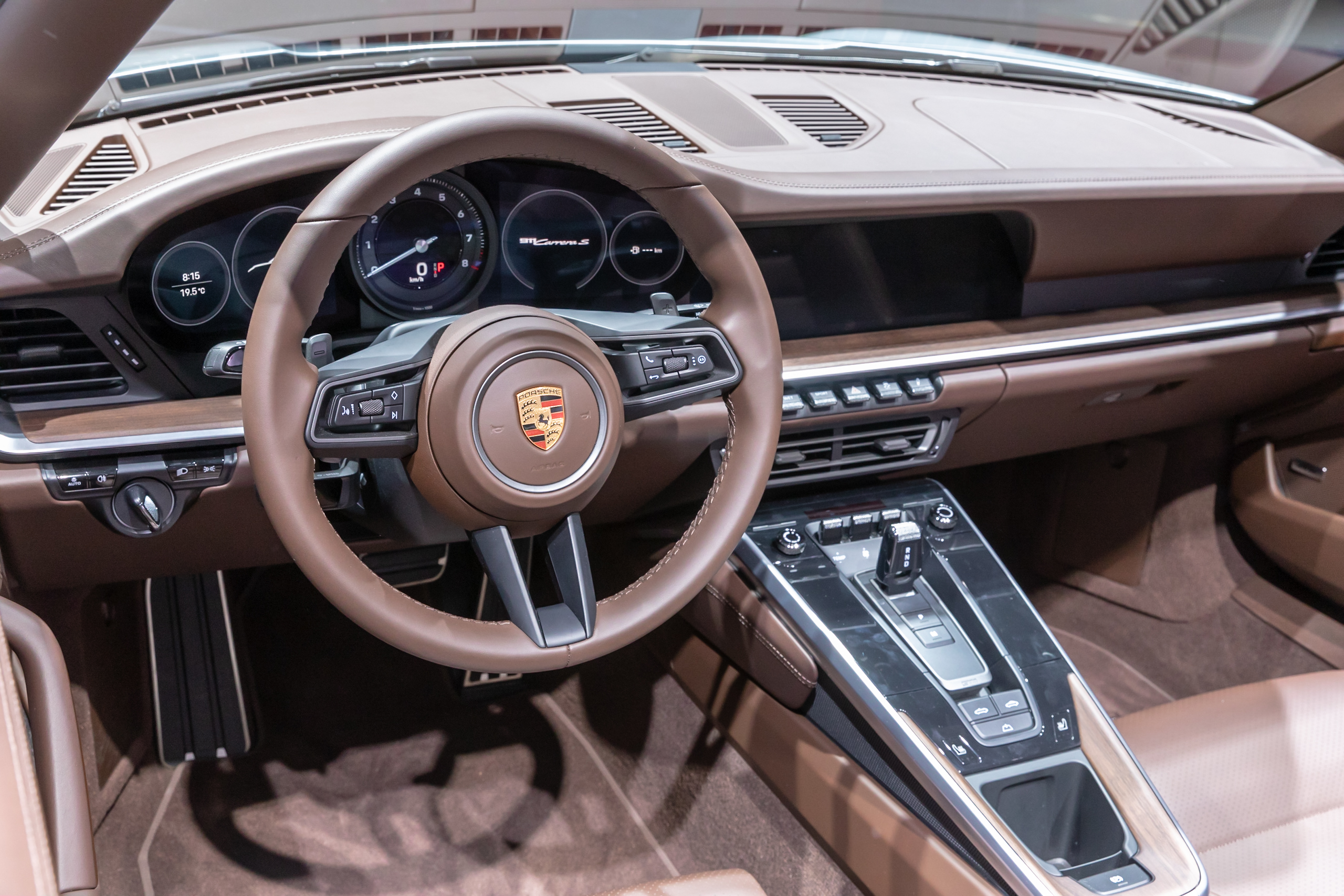
Habitáculo interior en el Salón del Automóvil de Ginebra de 2019, en Le Grand-Saconnex.

Ya son tres generaciones que han visto incluida esta variante, inicialmente en 2010 con el 997. Entrega 480 CV (473 HP; 353 kW), que suponen 30 CV (22 kW) más en comparación a su antecesor y al 911 Carrera S. Se ofrece en cinco versiones, en carrocerías coupé, cabrio y Targa, con tracción trasera o integral.
Esta versión representa el tope de gama, aunque no es la más potente, ya que está por debajo del 911 GT3 con 510 CV (503 HP; 375 kW) y de los 911 Turbo con 580 CV (572 HP; 427 kW) y Turbo S con 650 CV (641 HP; 478 kW). Mantiene el bóxer de 2981 cm³ (3 litros) biturbo, pero con 480 CV (473 HP; 353 kW) y un par máximo de 570 N·m (420 lb·pie), en comparación con los 450 CV (444 HP; 331 kW) y 550 N·m (406 lb·pie) del anterior. Está acoplado a la transmisión de doble embrague PDK de ocho velocidades, o bien, a una manual de siete relaciones especialmente ajustada para ofrecer recorridos 10 mm (0,4 pulgadas) más cortos. Con la PDK alcanza el 0 a 100 km/h (62 mph) en 3,3 segundos: tres décimas más rápido que su antecesor, que lo hacía en 3,6 segundos.
En cuanto a su mecánica, el chasis se ha ajustado para rebajar su altura en 10 mm (0,4 pulgadas) y monta de serie el sistema de suspensión activa Porsche Active Suspension Management (PASM). Los amortiguadores traseros son los del 911 Turbo, pero especialmente ajustados para esta variante. En el caso de los Targa, el chasis deriva del 911 Targa convencional pero aderezado con el PASM. Los frenos del 911 Turbo se han agregado, así como sus rines de aleación monotuerca de 20 pulgadas (50,8 cm) delante y 21 pulgadas (53,3 cm) detrás, pintadas en color negro. También dispone de un escape diferencial, que ofrece un sonido más deportivo que se aprecia en el habitáculo, ya que el aislamiento interior se ha reducido.
Se distingue del 911 Carrera convencional por elementos estéticos distintivos en la carrocería y el habitáculo, además del equipamiento más completo de la gama. De serie equipa el paquete Sport Design, con molduras específicas para los parachoques y los estribos, ópticas traseras específicas y luces diurnas oscurecidas. Los faros Led disfrutan sin sobreprecio del Porsche Dynamic Light System Plus (PDLS Plus).
En el habitáculo tiene detalles en negro, con varios elementos en microfibra Race-Tex, como las secciones centrales de los asientos, el aro del volante, los tiradores y reposabrazos de las puertas, la tapa del compartimento portaobjetos y la palanca de cambios están revestidos con ese material. También dispone del paquete Interior GTS, con costuras decorativas en contraste en rojo carmín o crayón, que viste los cinturones de seguridad, la denominación "GTS" bordada en los reposacabezas, el tacómetro y el reloj Sport Chrono. Además, tiene de serie el volante GT Sport, los asientos Sports Seats Plus con ajuste eléctrico y cuatro posiciones o el selector Porsche Track Precision. Igual que en las demás versiones, está equipado con la más avanzada versión del Porsche Communication Management (PCM), con funciones adicionales y asistente virtual inteligente, que se trata de un sistema multimedia compatible con Apple CarPlay y Android Auto.

### 992 Turbo/ Turbo S

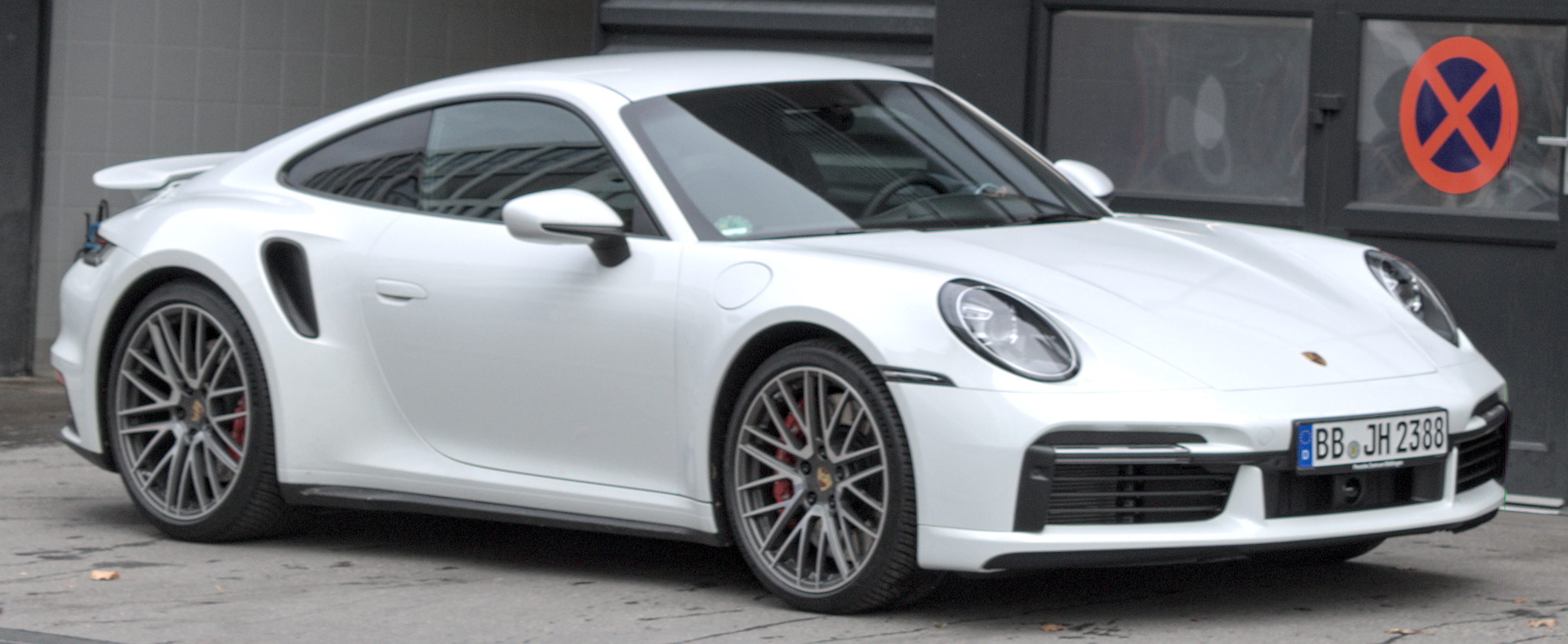
992 Turbo en Böblingen.

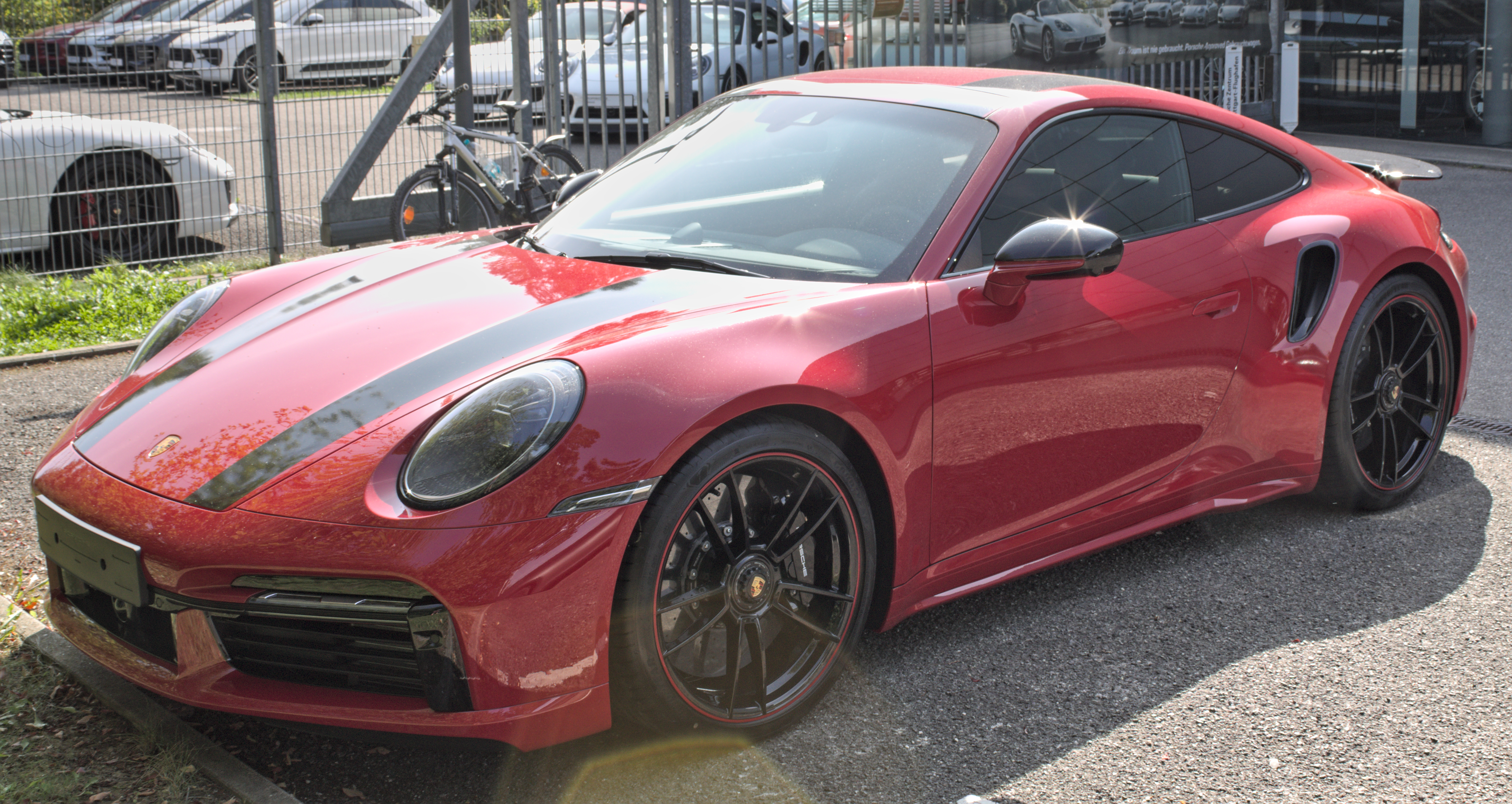
Turbo S en Filderstadt.

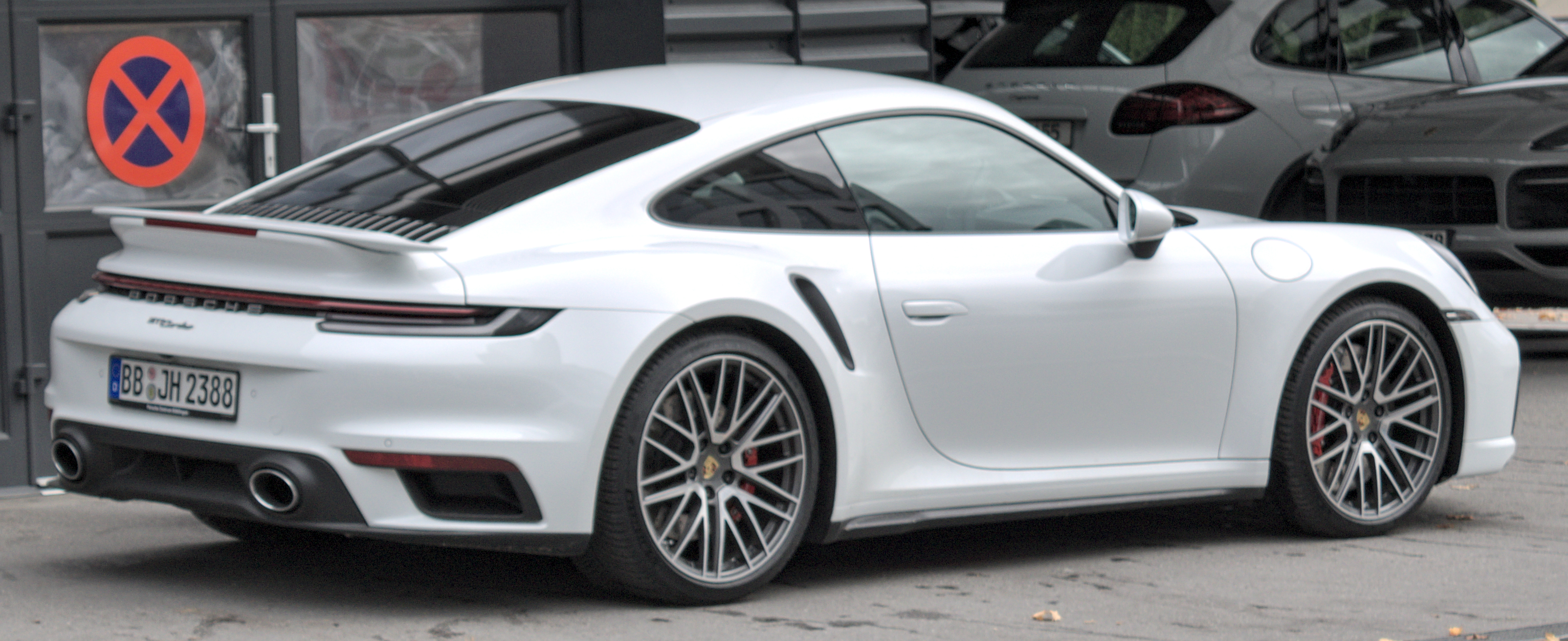
Vista lateral trasera.

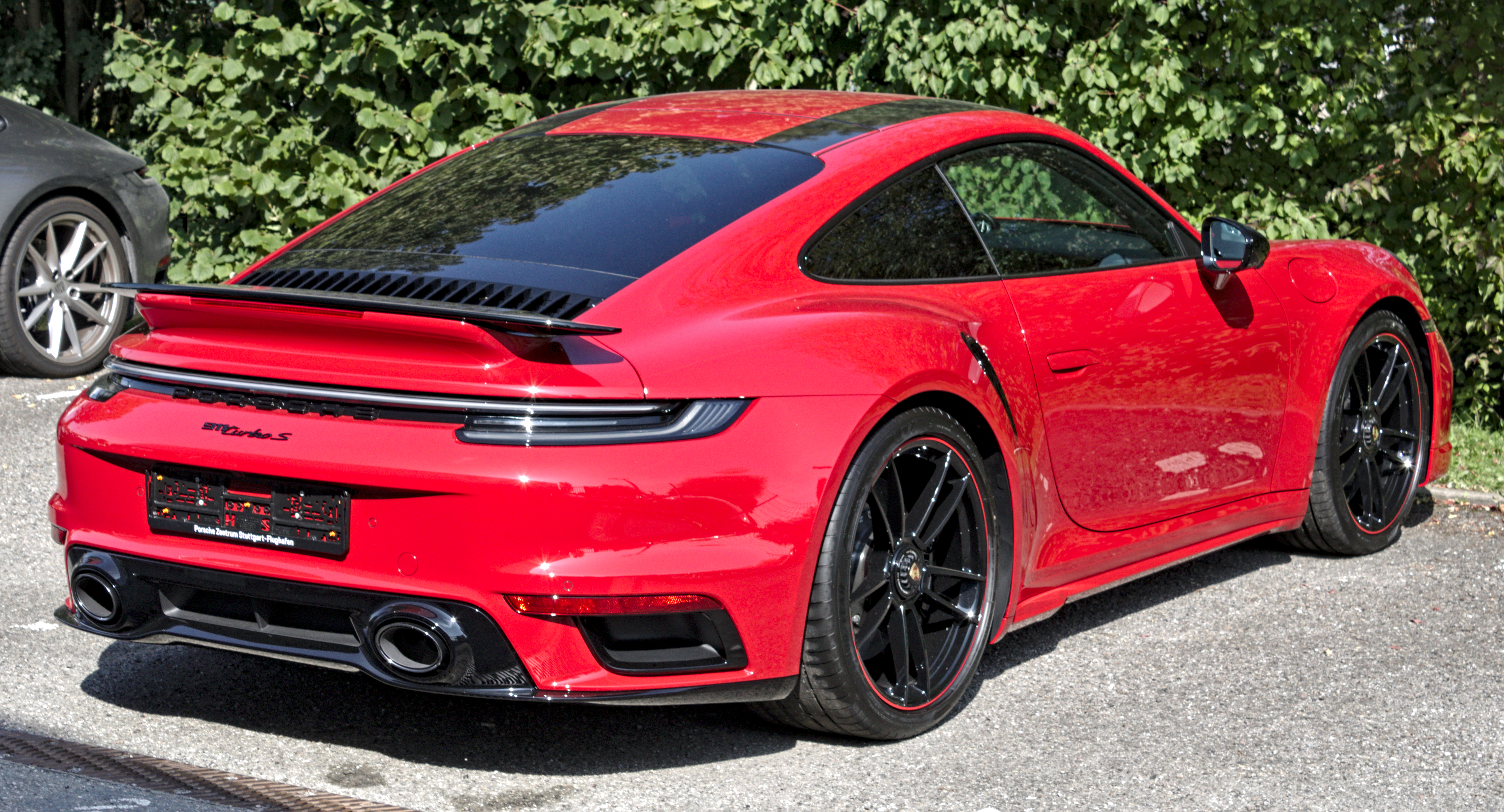
Vista trasera 3/4.

Comparado con el anterior 991 Turbo de 2016, la potencia sube 40 CV (29,4 kW) y el par motor otros 40 N·m (29,5 lb·pie), llegando a 750 N·m (553 lb·pie). Se ofrece en carrocerías coupé y en cabrio. Acelera de 0 a 100 km/h (62 mph) en 2,8 segundos y puede alcanzar los 320 km/h (199 mph) de velocidad punta.
El bóxer de 3746 cm³ (3,7 litros) cuenta con dos turbos de geometría variable con válvulas de descarga controladas electrónicamente, en función de la velocidad de giro del motor y la carga. Va acoplado a un transmisión PDK de 8 relaciones con tracción integral. Además, equipa el Porsche Traction Management que puede enviar más par al eje delantero que en la generación anterior. La tracción al eje direccional posterior también mejora, con un ancho de vía que crece 10 mm (0,4 pulgadas) con ruedas de medidas 315/30 sobre llantas de 21 pulgadas (53,3 cm), siendo las delanteras de 20 pulgadas (50,8 cm). Es 45 mm (1,8 pulgadas) más ancho delante y 20 mm (0,8 pulgadas) detrás, alcanzando 1,9 m (74,8 pulgadas) de ancho detrás. Equipa frenos de disco de 408 x 36 mm (16,1 x 1,4 pulgadas) de diámetro delante y en el eje trasero de 380 x 30 mm (15,0 x 1,2 pulgadas).
Estéticamente, se parece mucho al Turbo S y cuenta con la misma aerodinámica activa, con flaps que cierran o abren las tomas de aire delanteras, un alerón trasero móvil y las clásicas tomas de aire laterales, que llevan el aire de combustión al motor, en lugar del sistema de refrigeración. Los radiadores están debajo del capó trasero, justo en el eje del flujo de aire y los escapes rectangulares son diferentes con respecto al Turbo S, que presenta salidas redondas.
El 992 Turbo S tiene unas llantas 255/35 de 20 pulgadas (50,8 cm) en el eje anterior y 315/30 de 21 pulgadas (53,3 cm) en el posterior, por primera vez con medidas diferentes, así como unas tomas laterales que succionan el aire que envían a su motor 9A2 evo biturbo VTG de geometría variable. El enorme alerón trasero destaca por su anchura y porque genera una carga aerodinámica de hasta 100 kg (220 libras).
El exterior se ha modernizado, pero mantiene algunos elementos típicos como el salpicadero de líneas horizontales o el cuadro de instrumentos con el tacómetro analógico de gran tamaño en el centro y dos indicadores a ambos lados a través de un par de pantallas, las cuales pueden ofrecer otra información como la del navegador, los modos de conducción, la distribución de la fuerza entre los ejes y la visión nocturna, entre otros. El volante no es achatado y tiene un grosor y un tacto ideal, el cual está tapizado en cuero, como casi todo lo demás en el habitáculo, incluyendo el salpicadero, paneles, asientos, todo con pespuntes y Alcantara, como en el techo y los pilares.
Tiene un consumo medio de 9,5 L/100 km (10,5 km/L; 24,8 mpgAm), una cifra aceptable para un motor con 650 CV (641 HP; 478 kW). Acelera de 0 a 100 km/h (62 mph) en 2,7 segundos, dos décimas más rápido que el 911 Turbo de la generación anterior y alcanza los 200 km/h (124 mph) en 8,9 segundos, un segundo más rápido que el modelo precedente y tomando en cuenta que el nuevo es 40 kg (88 lb) más pesado, aunque tiene 70 CV (69 HP; 51 kW) más.
Todo es controlado por la aerodinámica activa, gracias a las rejillas de refrigeración frontales, el deflector delantero y el alerón posterior que, dependiendo de la velocidad y el modo de conducción seleccionado, varían su posición de forma automática. El motor está acoplado a la transmisión de doble embrague PDK, que realiza las transiciones de forma vertiginosa. Para detenerlo, está equipado con discos carbono-cerámicos con unas pinzas de diez pistones de 420 mm (16,5 pulgadas) delante y de 390 mm (15,4 pulgadas) detrás.

#### 911 Turbo S Pedro Rodríguez
El 911 Turbo S Pedro Rodríguez es un coche que jamás podrá ser igualado, ya que la firma reservó esta configuración específica para este único modelo. Lo primero que destaca es el esquema de pintura Gulf, en azul y naranja. Estos colores eran los mismos que Pedro usaba en su 917K que lo llevó a la victoria en 1970 y 1971. Según las palabras de Jan Kuppen, director de mercadotecnia y CRM para Porsche Latinoamérica, el taller especializado puso mucho empeño en el tono del color para ser lo más idéntico posible. Kuppen, quien detalló el coche en persona, comentó que el número 2 era el favorito de Pedro, quien también corrió con otros números, pero el #2 fue el de la suerte, ya que con ese se llevó la victoria ocho veces.
Otro de los elementos especiales para el modelo se encuentra en la parte lateral, precisamente en el pilar B del coche, donde se ha colocado una placa especial con la silueta del 917 en los colores mexicanos, así como la firma del piloto.

“Esta placa fue un proceso importante. Estuvimos en contacto con la familia de Pedro para obtener la firma original del piloto. Como dato curioso, no teníamos en nuestra base de datos la silueta del 917K, por lo que esta fue dibujada por nuestros diseñadores para ese modelo…”
agregó: Jan Kuppen, el ejecutivo a cargo del proyecto.

Debajo del alerón trasero se colocaron las ocho carreras que ganó Pedro con Porsche en 1970 y 1971, cada una con su fecha y lugar. En el interior tiene asientos en tintes azules con costuras anaranjadas, la firma de Pedro en la consola central y una placa iluminada en las puertas con el nombre del piloto, su firma y la silueta del 917.
Se tenía planeado que visitara algunos de los distribuidores de la marca en México, como demostración del trabajo de la división exclusiva del fabricante. Posteriormente, sería subastado a finales de 2021 y todo lo recaudado sería donado a organizaciones benéficas.

### 992 Targa 4/ Targa 4S

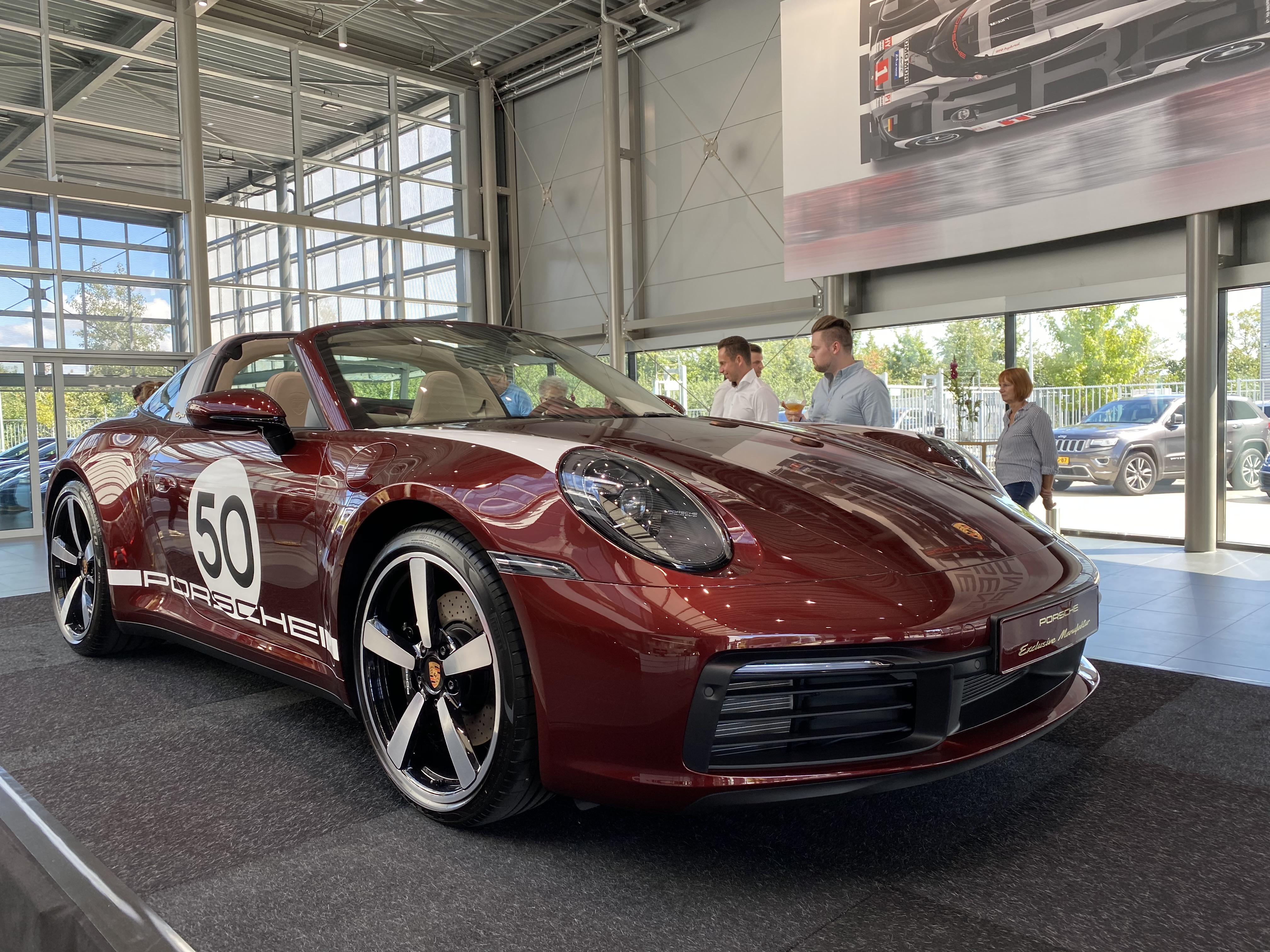
Targa 4S Heritage Design Edition.

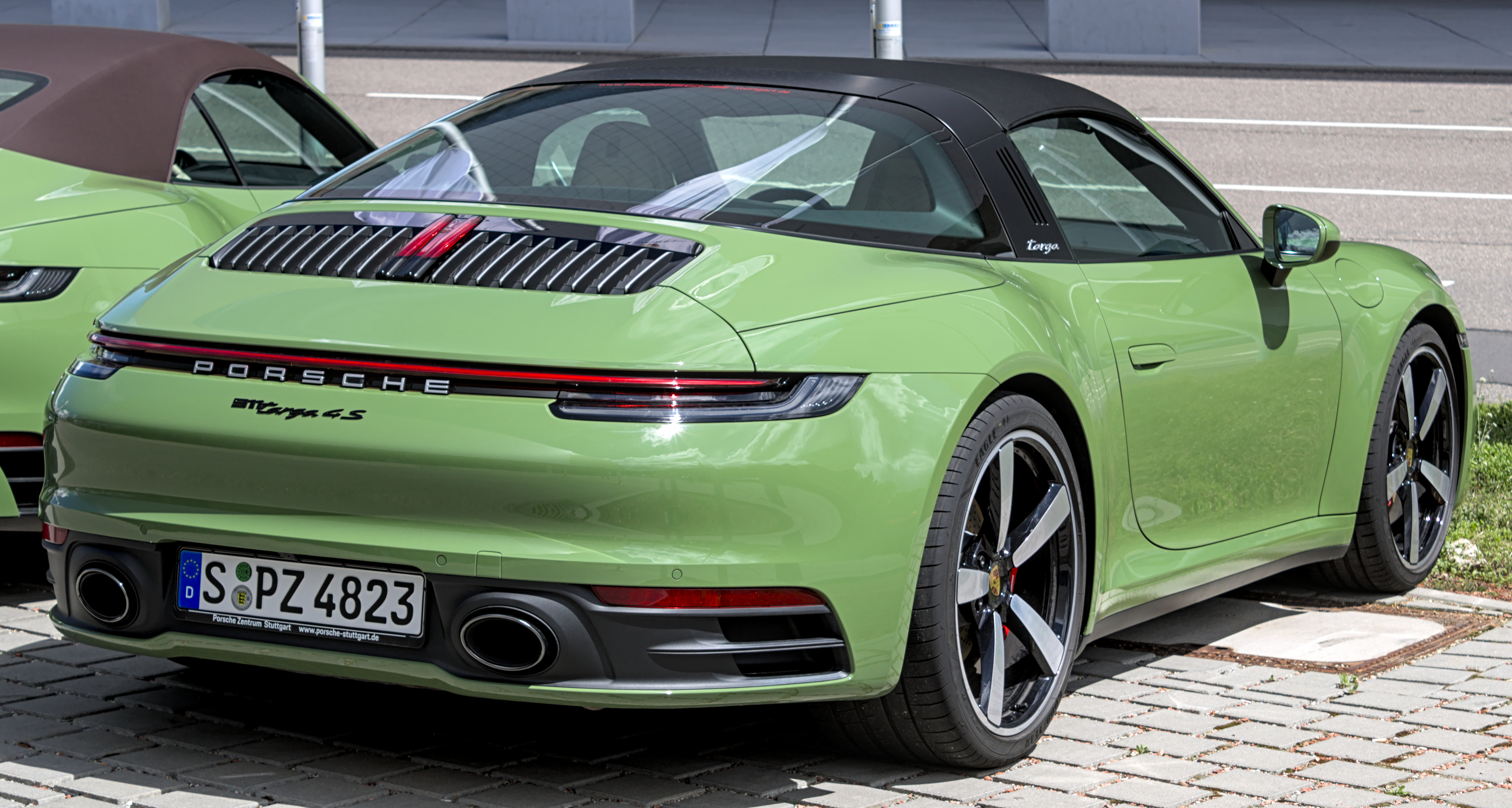
Vista trasera del Targa 4S en Stuttgart.

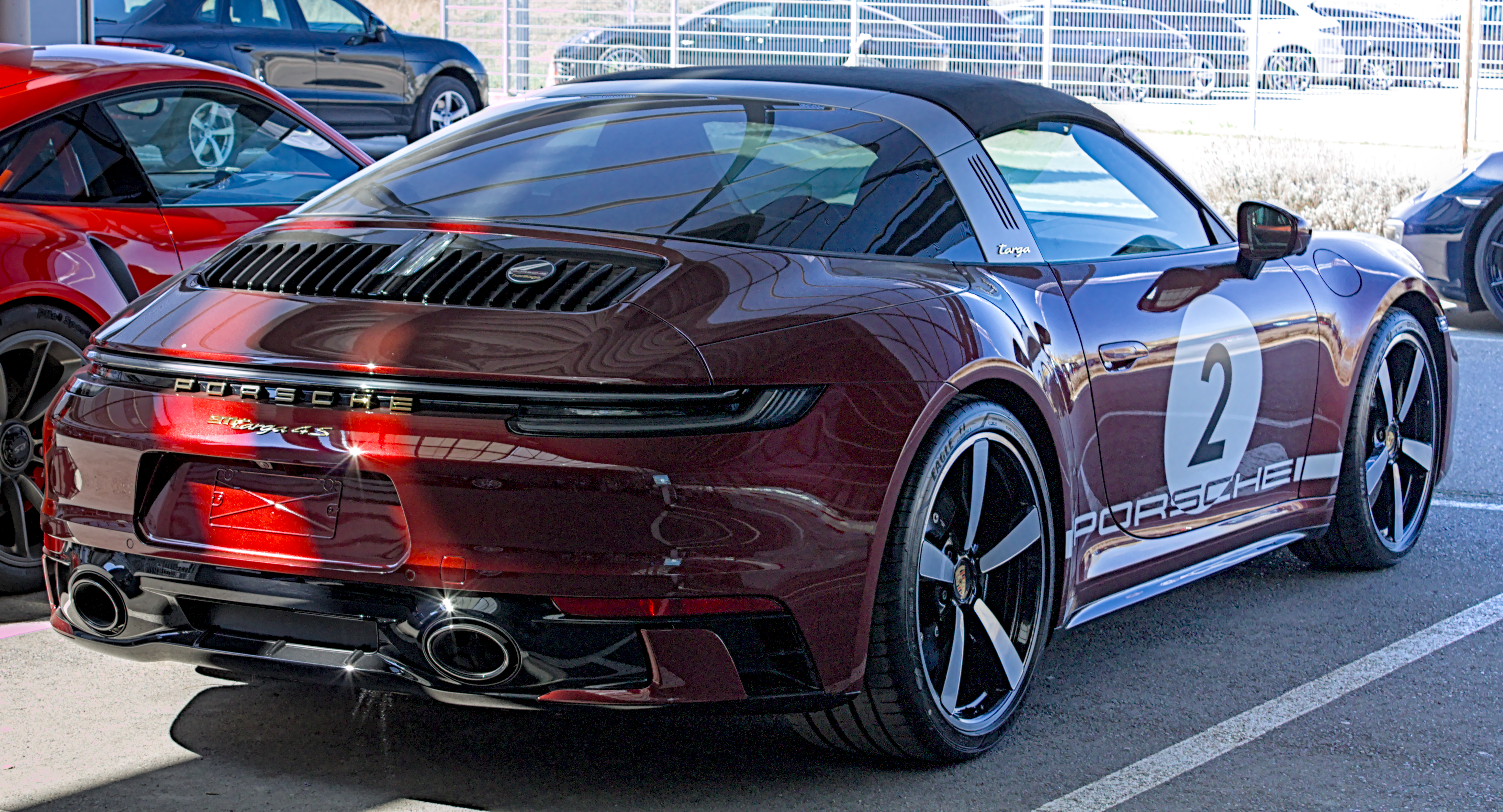
Vista trasera 3/4.

El debut digital del nuevo 911 Targa 2021, reveló que en esta generación se ofrecerían las versiones 4 y 4S. Continúa con 55 años de historia y evolución de ingeniería y diseño. Al igual que sus predecesores, cuenta con un sistema automático en el techo que además incluye una ventana trasera envolvente, pero por su complejo diseño e ingeniería, requiere hasta 19 segundos para completar la operación para abrirlo o cerrarlo, 7 segundos más lento que el 911 Cabriolet.
El Targa 4 está propulsado por un bóxer de 2981 cm³ (3 litros) que, con la ayuda de dos turbocompresores, alcanza los 385 CV (380 HP; 283 kW) de potencia y, en combinación con el paquete opcional Sport Chrono, consigue una aceleración de 0 a 100 km/h (62 mph) en apenas 4,2 segundos, una décima más rápido que el modelo anterior. Para el Targa 4S, la potencia aumenta a 450 CV (444 HP; 331 kW) y, con ese mismo paquete, hace que llegue a los 100 km/h (62 mph) en 3,6 segundos, lo que supone rebajar en cuatro décimas el tiempo de su predecesor. La velocidad máxima del Targa 4 es de 289 km/h (180 mph), mientras que el 4S alcanza los 304 km/h (189 mph). 
Ambos están equipados con la transmisión PDK de doble embrague y ocho marchas, además de contar de serie con el sistema Porsche Traction Management (PTM) de tracción integral. Como alternativa, el Targa 4S se puede ordenar con la caja de cambios manual de siete velocidades de nuevo desarrollo, con la que se incluye el paquete Sport Chrono. También está disponible por primera vez en ambas versiones el Porsche InnoDrive, que integra el control de crucero adaptativo. Gracias a la mejorada función Smartlift, la altura libre al suelo se puede programar para levantar el frontal en zonas de uso frecuente. La lista de opciones se completa con una amplia gama de elementos de Porsche Tequipment y con nuevas alternativas de Porsche Exclusive Manufaktur.
El Targa 4 ofrece 385 CV (380 HP; 283 kW) a las 6500 rpm, lo que supone 15 CV (11 kW) más que su predecesor. El par máximo de 450 N·m (332 lb·pie) está disponible en una amplia gama de revoluciones, que va de las 1950 a las 5000 rpm. Con 450 CV (444 HP; 331 kW), el Targa 4S cuenta con 30 CV (22 kW) más que la generación precedente y su par máximo de 530 N·m (391 lb·pie) lo obtiene entre las 2300 y las 5000 rpm.
El sistema de amortiguación variable controlado electrónicamente Porsche Active Suspension Management (PASM), es parte del equipamiento de serie en los nuevos modelos Targa. Este sistema ajusta de forma automática las características de la amortiguación, teniendo en cuenta el confort y el comportamiento; y dispone de dos mapas que se regulan manualmente, Normal y Sport. El Porsche Torque Vectoring Plus (PTV Plus), que incluye un diferencial autoblocante electrónico trasero para distribuir el par, se añade al equipamiento estándar del Targa 4S y es opcional en el Targa 4. Como las otras variantes de la octava generación del Porsche 911, el Targa también cuenta con el modo Porsche Wet de serie. Unos sensores situados en los pasos de rueda delanteros, son capaces de detectar el agua de la superficie de la carretera y, si la cantidad es significativa, se activa una señal en el interior para recomendar al conductor que cambie de manera manual al modo Wet.
El Targa 4 tiene neumáticos 235/40 ZR sobre llantas de aleación de 19 pulgadas (48,3 cm) en el eje delantero, mientras que detrás utiliza una medida 295/35 ZR con llanta de 20 pulgadas (50,8 cm). De serie, el 4S monta neumáticos 245/35 ZR con llanta de 20 pulgadas (50,8 cm) delante y 305/30 ZR con llanta de 21 pulgadas (53,3 cm) detrás. En el Targa 4, se ocupan cuatro frenos de disco de 330 mm (13,0 pulgadas) con pinzas monobloque fijas de cuatro pistones en color negro. Las pinzas de freno rojas del Targa 4S tienen seis pistones delante y cuatro detrás, con discos de 350 mm (13,8 pulgadas) en todas las ruedas. El sistema de discos cerámicos Porsche Ceramic Composite Brake (PCCB) se puede ordenar como opción.
Comparado con su antecesor, la carrocería cuenta con unos pasos de rueda bastante más pronunciados delante y, entre sus faros Led, el capó se distingue por un rebaje que recuerda al de las primeras series del 911. La parte trasera está dominada por un alerón más ancho de extensión variable, así como por una tira de luces elegantemente integrada entre los pilotos. Con la excepción de las secciones frontal y la trasera, todos los paneles de la carrocería están hechos de aluminio.

### 992 GT3/ GT3 Touring

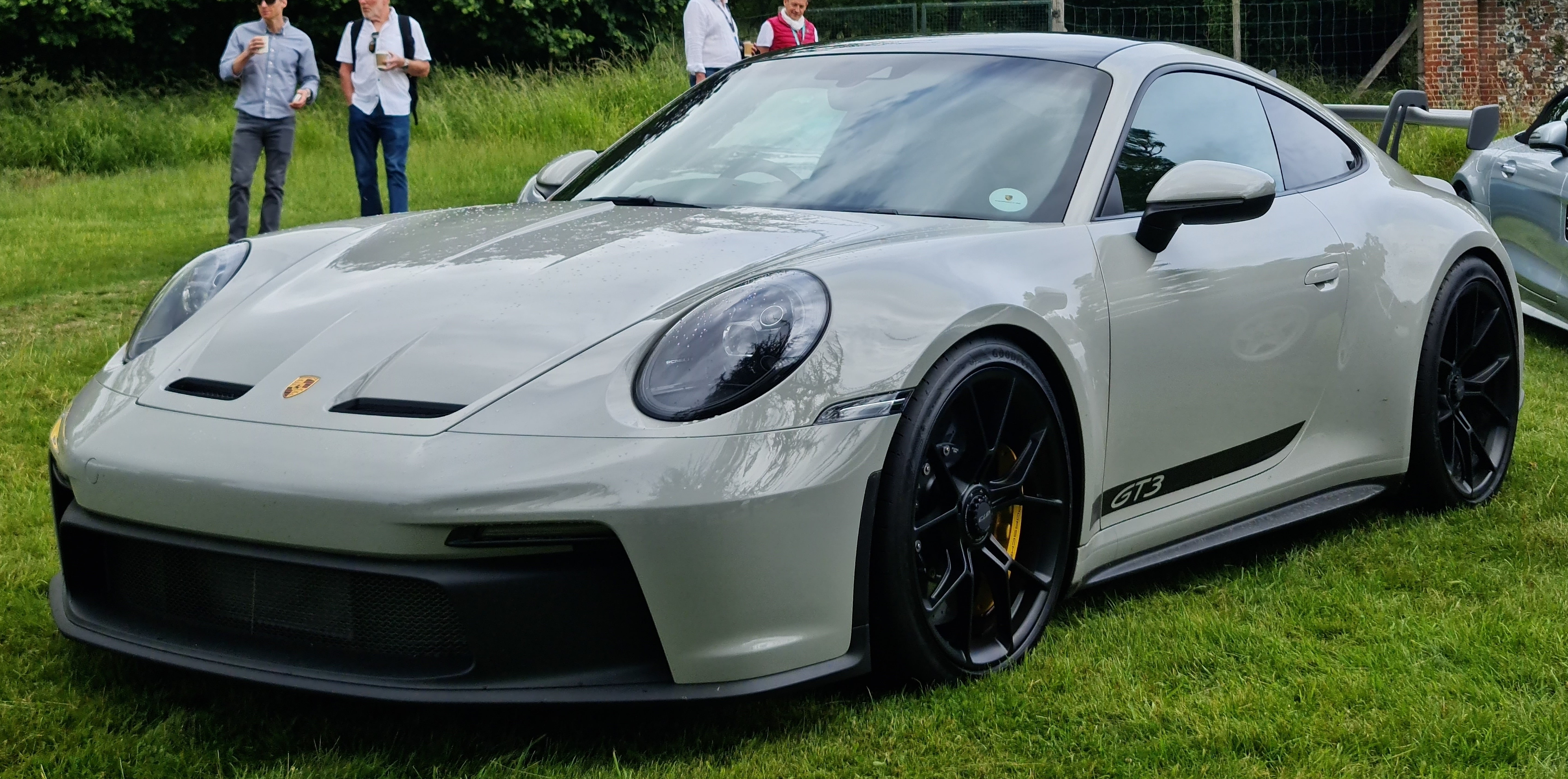
GT3 en Stonor Park.

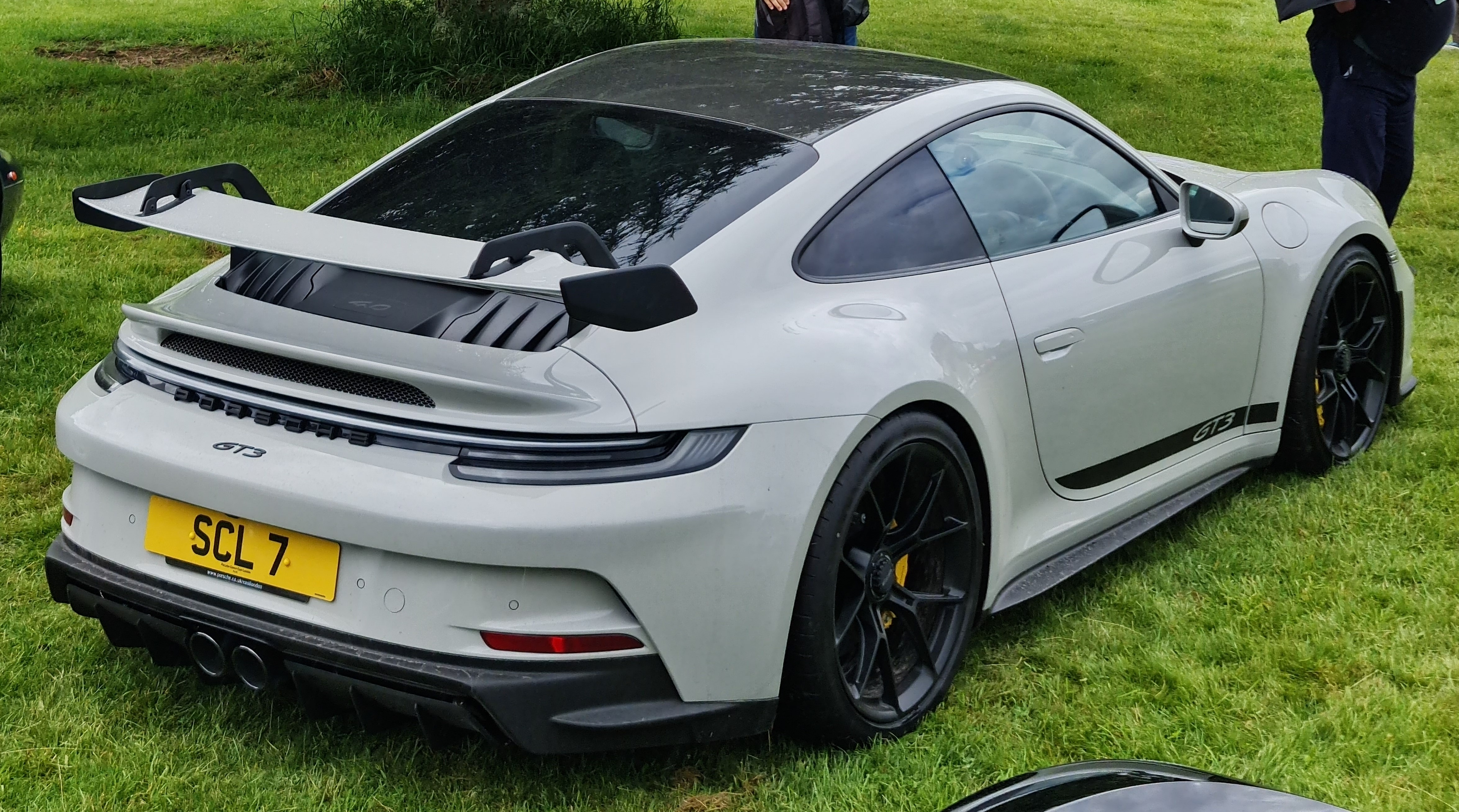
Vista trasera.

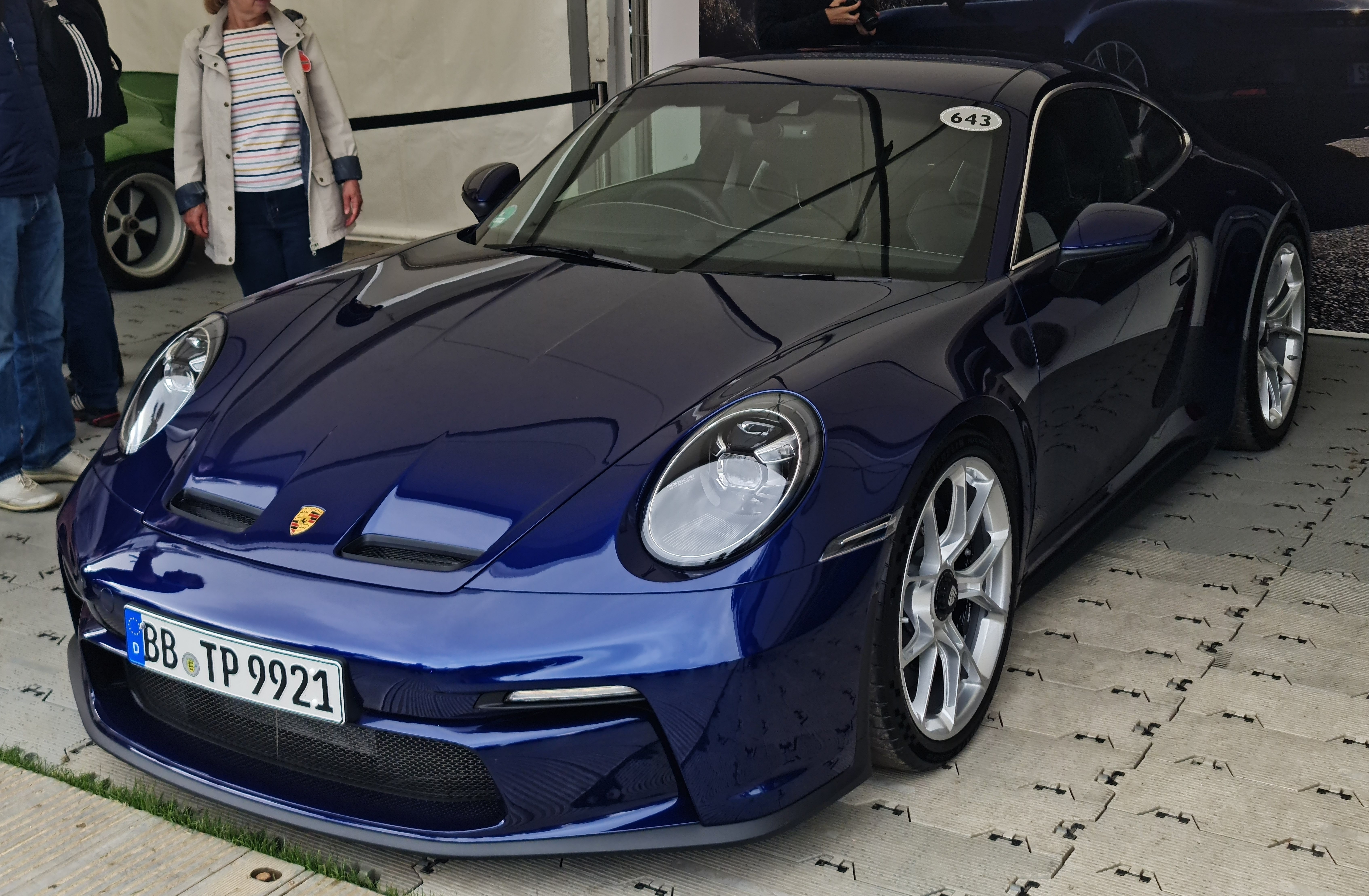
GT3 Touring en el Festival de la Velocidad de Goodwood de 2021.

Se veía al 911 GT3 circulando en Nürburgring por primera vez, cuando las primeras unidades de pruebas todavía estaban saliendo para la parte final de su desarrollo y, si el GT3 ya era un coche radical, el GT3 RS parecía casi un coche de carreras. En las primeras vistas, estaba pintado en un profundo color negro y las diferencias con el 991 GT3 ya eran notables.
Destaca el exagerado alerón trasero de doble ala y refuerzos superiores. Su estructura fija en forma de L invertida es similar a la del GT3, mientras que sus dimensiones son descomunales, que se presume sea un elemento de carreras del 911 GT3 Cup solamente para circuito, en cuyo caso no tendría sentido probarlo en un coche matriculado. Además, tiene un ancho de vías ensanchado con pasos de rueda todavía más marcados, parachoques mucho más generosos tanto delante como detrás o nuevos elementos aerodinámicos como el capó delantero con aberturas, las branquias sobre los pasos de rueda delanteros o las extracciones de aire en la tapa del motor.
Cuando todavía estaba pendiente de finalizar su desarrollo a lo largo de unos meses, era probable encontrar modificaciones y llegaría previsiblemente hasta mediados de 2021.
Llegó con bóxer atmosférico de 3996 cm³ (4 litros) con 510 CV (503 HP; 375 kW) a las 9000 rpm, acoplado a una transmisión manual con la que pesa 1418 kg (3126 libras), o bien, con la PDK para un total de 1435 kg (3164 libras). También tiene un eje trasero direccional y una aerodinámica y esquema de suspensiones muy cercana a la de un coche de carreras. Presenta ventanillas más finas, el techo está realizado en plástico reforzado con fibra de carbono, un nuevo sistema de escape deportivo con doble salida en posición central en acero inoxidable que ahorra 10 kg (22 libras) y un compartimento interior detrás de los asientos más ligero que el de su antecesor. Con todo esto, logra una relación peso a potencia de 2,8 kg/CV. La batería es de 60 Ah que le permite ahorrar 10 kg (22,0 libras) respecto al anterior 911 GT3, pero al y elegir la variante de 40 Ah, se reducen otros 3,5 kg (7,7 libras).
La toma de aire frontal es la encargada de dirigir el aire hacia los radiadores y hacia el sistema de frenos, mientras que el alerón trasero es el elemento más llamativo, el cual está basado en el de los 911 RSR, compuesto por dos brazos de aluminio que sujetan el ala desde la parte superior. Gracias a este, se optimizan los flujos de aire hacia la trasera y se incrementa la fuerza de apoyo en un 50%. También tiene cuatro ángulos de inclinación diferentes y se pueden elegir de forma manual. Cuando todos los elementos del paquete aerodinámico están en modo Performance, a 200 km/h (124 mph) la fuerza aerodinámica se incrementa un 150%.
La base del bóxer de 3996 cm³ (4 litros) es la del anterior 911 Speedster, que a su vez estaba basado en el del 911 GT3 R de competición, el cual entrega 10 CV (7,4 kW) más que en su predecesor a las 8400 rpm, aunque se puede ampliar hasta las 9000 rpm. El par motor también ha aumentado 10 N·m (7,4 lb·pie) con respecto a su predecesor, subiendo de 460 a 470 N·m (339 a 347 lb·pie), con lo que es capaz de alcanzar el 0 a 100 km/h (62 mph) en 3,3 segundos y de 0 a 200 km/h (124 mph) en 10,8 segundos con la transmisión PDK; o con la manual en 3,9 segundos y 11,9 segundos, respectivamente.
Para los más puristas que prefieren una conducción más analógica, se ofrece también una transmisión manual de seis velocidades, una marcha menos que la de los Carrera, cuya ventaja es una reducción de peso de 17 kg (37,5 libras) respecto a la PDK y cuenta con la función "Auto Blip", que da un pequeño golpe de acelerador al bajar de marchas para una óptima sincronización de estas.
La suspensión delantera ya no es la MacPherson, sino una con doble brazo basada en la del Porsche RS Spyder LMP2 en 2005 y el 911 RSR que ganó en su categoría las 24 Horas de Le Mans de 2017. Este cambio le permite mejorar la agilidad al entrar en las curvas, mayor velocidad de paso por curva y mejor la estabilidad en las frenadas, por lo que mejora la confianza al atacar las curvas. El eje posterior presenta una suspensión multi-link de cinco brazos que cuentan con rodamientos de competición en los brazos inferiores, además de doble muelle para compresión y extensión, permite que las ruedas nunca pierdan contacto con el asfalto. También cuenta con eje trasero direccional ya incluían los últimos GT3 de la anterior generación, con el que gira las ruedas traseras hasta 2 grados en el sentido opuesto a las delanteras al circular por debajo de los 50 km/h (31 mph), haciendo que la distancia entre ejes se reduzca virtualmente en 6 mm, mientras que a 80 km/h (50 mph), las ruedas traseras son las giran hasta esos mismos 2 grados en el mismo sentido que las delanteras, haciendo que aumente nuevamente 6 mm de manera virtual.
Tiene instalados frenos de disco delanteros de acero aumentados en diámetro de 380 a 408 mm (15,0 a 16,1 pulgadas), aunque son 17% más ligeros por ser más finos. Cuentan con nuevos conductos de aire que permiten mantener la temperatura mejor. Los discos traseros quedan en 380 mm (15,0 pulgadas) de diámetro, con pinzas de cuatro pistones. Opcionalmente, se podrían ordenar los Porsche Ceramic Composite Brake (PCCB) con discos de 410 mm (16,1 pulgadas) delante y 390 mm (15,4 pulgadas) detrás, pesando un 50% menos que los de acero.
Estableció un nuevo récord en el Nürburgring Nordschleife, ya que durante la fase final de desarrollo, el piloto Lars Kern recorrió los 20,8 km (12,9 millas) en un tiempo de 6:59.927 minutos, es decir, 17 segundos menos que su predecesor; mientras que en el formato de trazado de 20,6 km (12,8 millas), el 992 GT3 dio una vuelta en 6:55.2 minutos.

### 992 Sport Classic

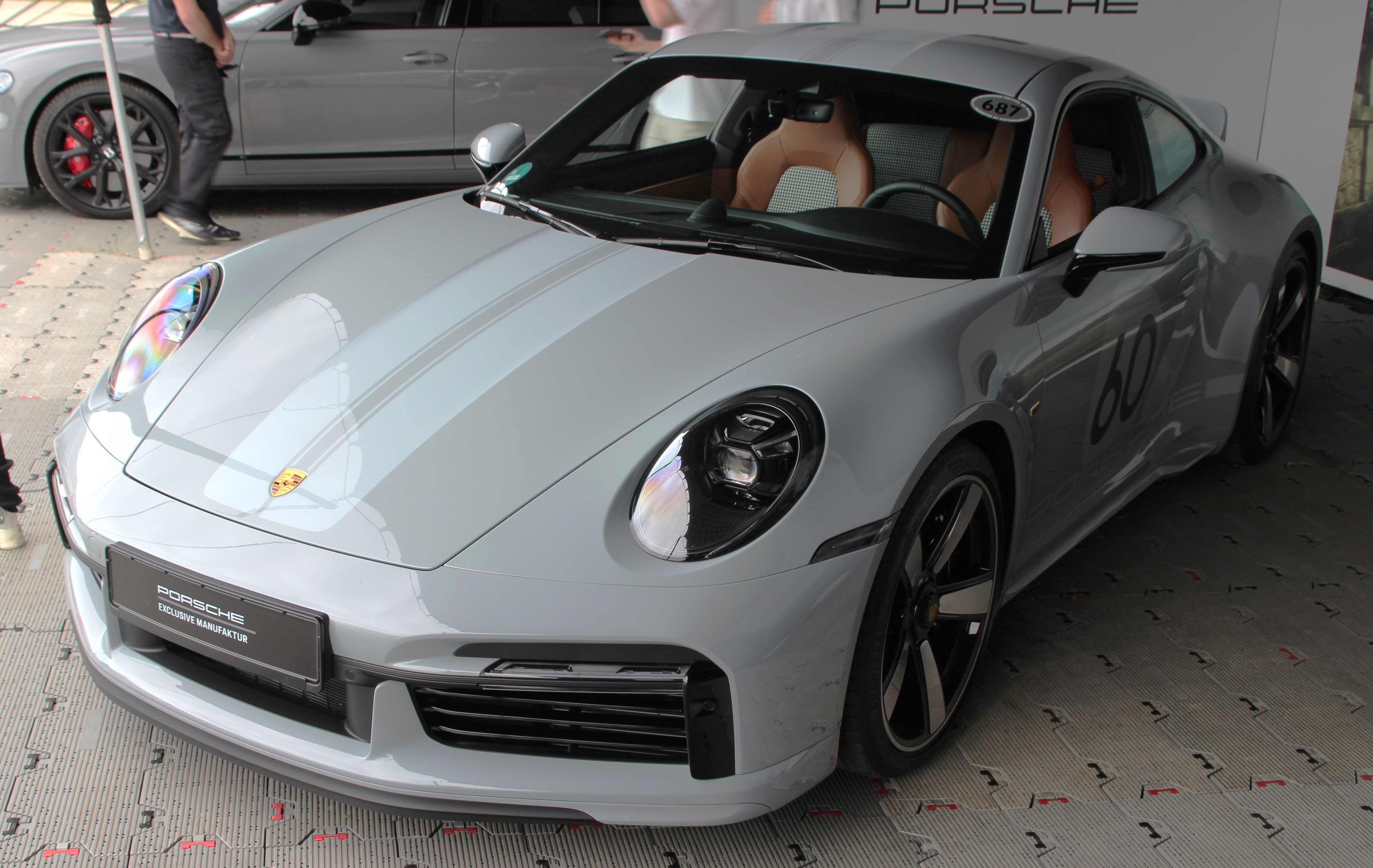
Sport Classic en el Festival de la Velocidad de Goodwood de 2022

En abril de 2022 se presentó la variante Sport Classic con el título del "911 más caro de la gama". Se trata de una edición limitada a un total de 1250 unidades, cuyas primeras entregas llegarían a los concesionarios en el mes de julio de ese mismo año. Ha sido creada para rendir tributo al Carrera 2.7 RS de los años 1970 y ser un sucesor de la variante SC de la generación 997. Su estética desde distintos ángulos, incluso su interior, es de estilo "vintage", al ser una nueva creación del departamento Porsche Exclusive Manufaktur.
Cuenta con defensas heredadas de un 992 Turbo S, así como rines monotuerca con un diseño específico, el techo de doble bóveda y un alerón trasero en forma de cola de pato de las versiones clásicas más potentes del 911 original. La pintura está inspirada en el tono gris "fashion" de los primeros Porsche 356, aunque también estaría disponible en negro sólido, gris ágata metalizado o azul gentian metalizado, incluyendo las otras opciones especiales a elección del cliente. El interior presenta cambios en los asientos, los paneles de las puertas, las alfombrillas y algunos detalles del tablero, utilizando el "patrón Pepita" para cubrir los paneles de las puertas y la parte central de los asientos, además de tapicería de cuero de dos tonos en negro/coñac Classic, en contraste con el color exterior.
En un principio se pensaba que estaría equipado con el bóxer del GT3, pero finalmente se optó por montar una versión biturbo de 3746 cm³ (3,7 litros), que en este caso desarrolla 550 CV (542 HP; 405 kW) de potencia y un par máximo de 600 N·m (443 lb·pie), acoplado a una transmisión manual de siete velocidades con la función de punta tacón automática, con lo que le permite acelerar de 0 a 100 km/h (62 mph) en 4.1 segundos y una velocidad máxima de 315 km/h (196 mph). Además, cuenta con un escape deportivo especialmente adaptado, una suspensión basada en las versiones 911 Turbo y 911 GTS y el sistema Porsche Active Suspension Management (PASM) de serie, que reduce la altura en 10 mm.

### Motorizaciones
| Variantes     | Cilindrada            | Diámetro x carrera              | Relación de compresión | Aspiración | Tracción | Potencia máxima                    | Par máximo                      |
| ------------- | --------------------- | ------------------------------- | ---------------------- | ---------- | -------- | ---------------------------------- | ------------------------------- |
| Carrera       | 2981 cm³ (3 litros)   | 91 x 76,4 mm (3,58 x 3,01 plg)  | 10.2:1                 | Biturbo    | Trasera  | 385 CV (380 HP; 283 kW) @ 6500 rpm | 450 N·m (332 lb·pie) @ 5000 rpm |
| Carrera 4S    | 2981 cm³ (3 litros)   | 91 x 76,4 mm (3,58 x 3,01 plg)  | 10.2:1                 | Biturbo    | Integral | 450 CV (444 HP; 331 kW) @ 6500 rpm | 530 N·m (391 lb·pie) @ 5000 rpm |
| Carrera 4 GTS | 2981 cm³ (3 litros)   | 91 x 76,4 mm (3,58 x 3,01 plg)  | n/a                    | Biturbo    | Integral | 480 CV (473 HP; 353 kW) @ 6500 rpm | 570 N·m (420 lb·pie) @ 5000 rpm |
| GT3 Touring   | 3996 cm³ (4 litros)   | 102 x 81,5 mm (4,02 x 3,21 plg) | 13.3:1                 | Natural    | Trasera  | 510 CV (503 HP; 375 kW) @ 8400 rpm | 470 N·m (347 lb·pie) @ 6100 rpm |
| Sport Classic | 3746 cm³ (3,7 litros) | 102 x 76,4 mm (4,02 x 3,01 plg) | 8.7:1                  | Biturbo    | Trasera  | 550 CV (542 HP; 405 kW) @ 6750 rpm | 600 N·m (443 lb·pie) @ 6000 rpm |
| Turbo         | 3746 cm³ (3,7 litros) | 102 x 76,4 mm (4,02 x 3,01 plg) | 8.7:1                  | Biturbo    | Integral | 580 CV (572 HP; 427 kW) @ 6500 rpm | 750 N·m (553 lb·pie) @ 4500 rpm |
| Turbo S       | 3746 cm³ (3,7 litros) | 102 x 76,4 mm (4,02 x 3,01 plg) | 8.7:1                  | Biturbo    | Integral | 650 CV (641 HP; 478 kW) @ 6750 rpm | 800 N·m (590 lb·pie) @ 4000 rpm |

## Versiones policiales

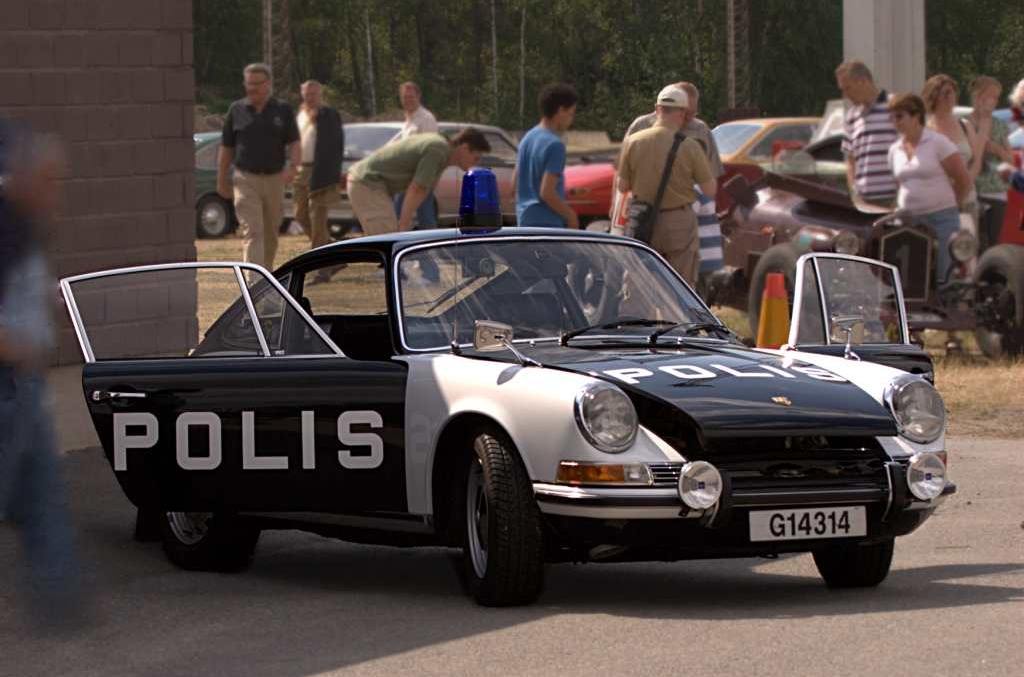
Patrulla de la Policía Nacional de Suecia de principios de los años 1970.

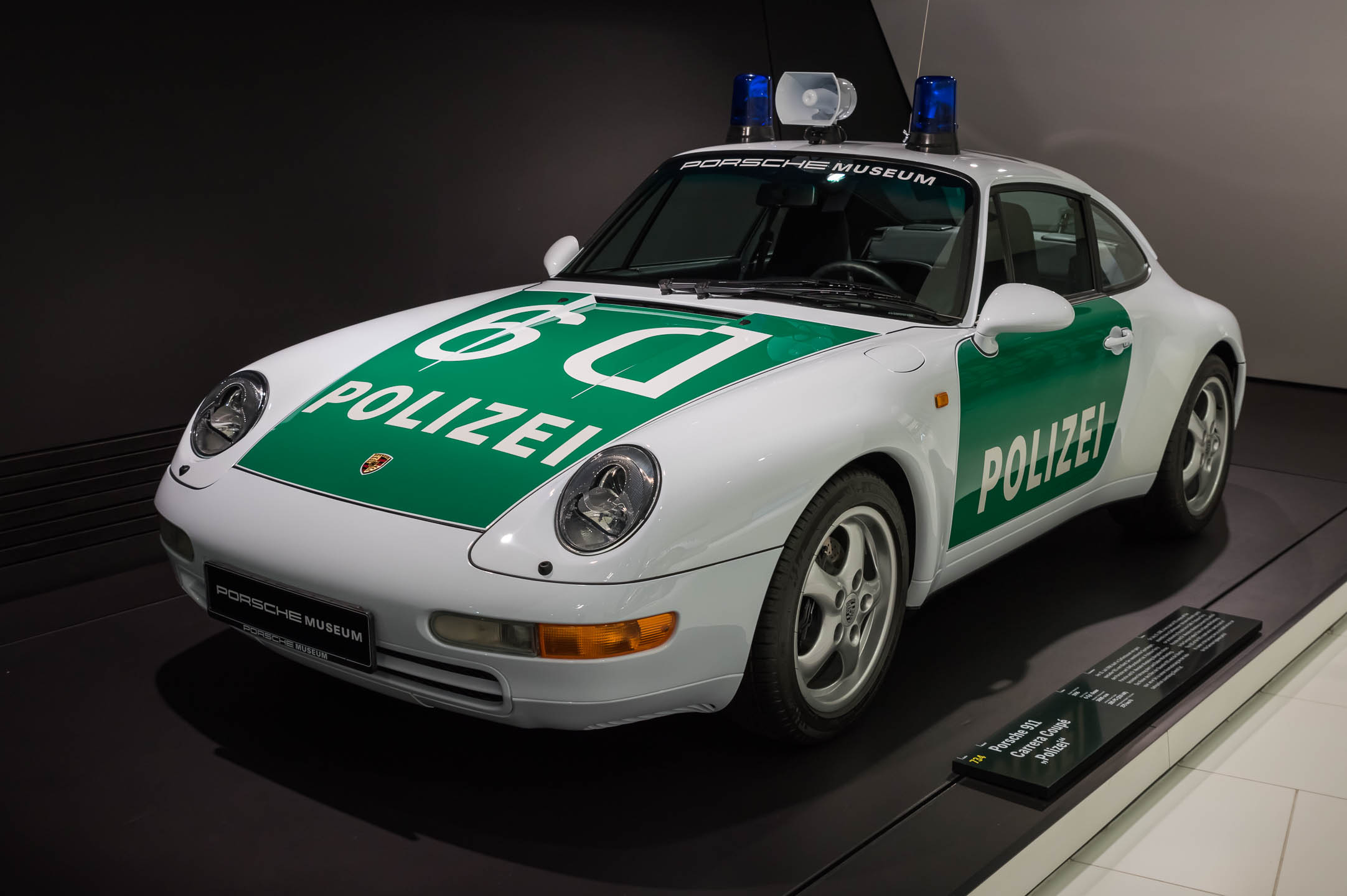
Carrera Coupé de 1996 en el Museo Porsche en Stuttgart.

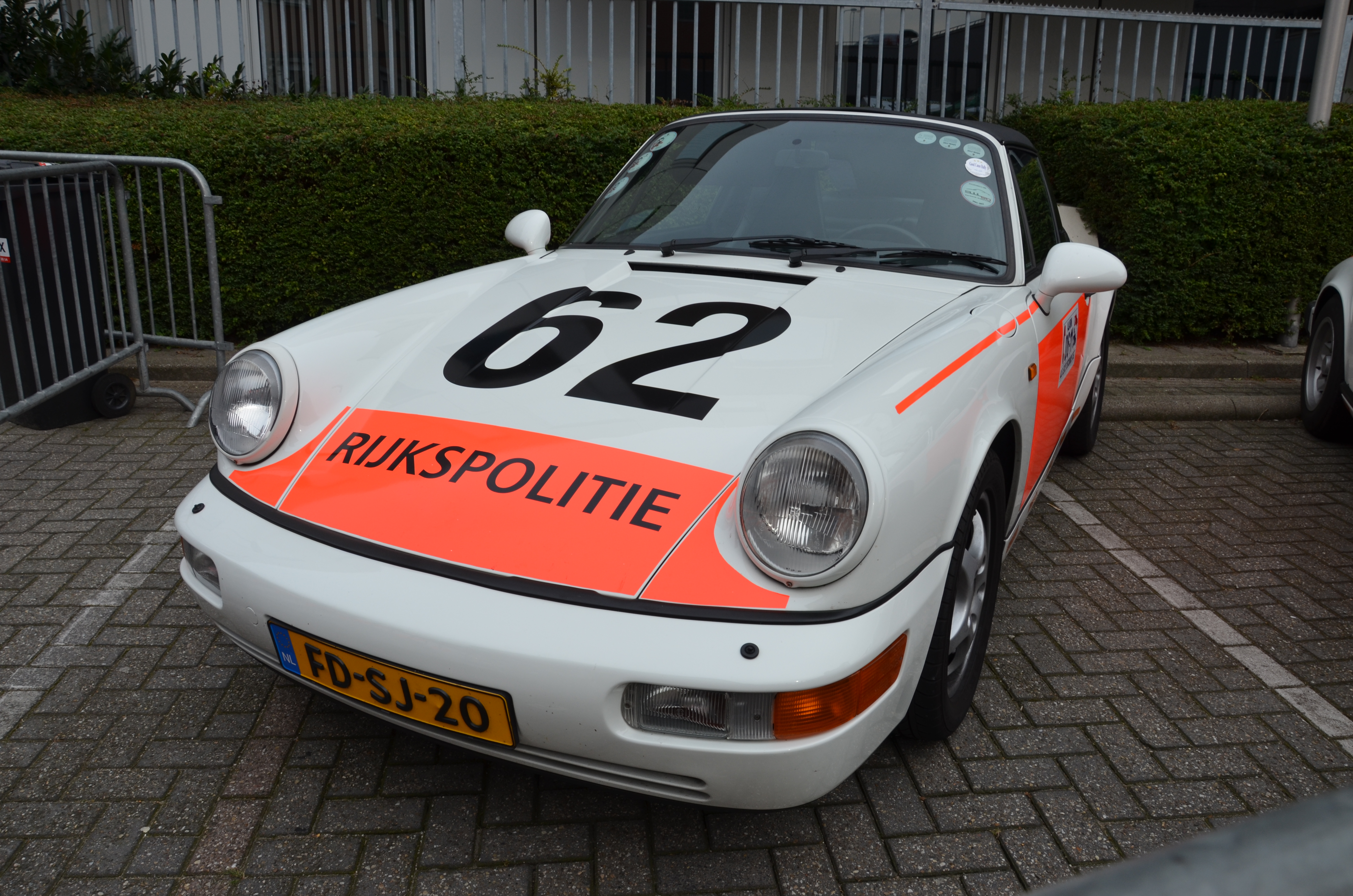
911 de la Rijkspolitie.

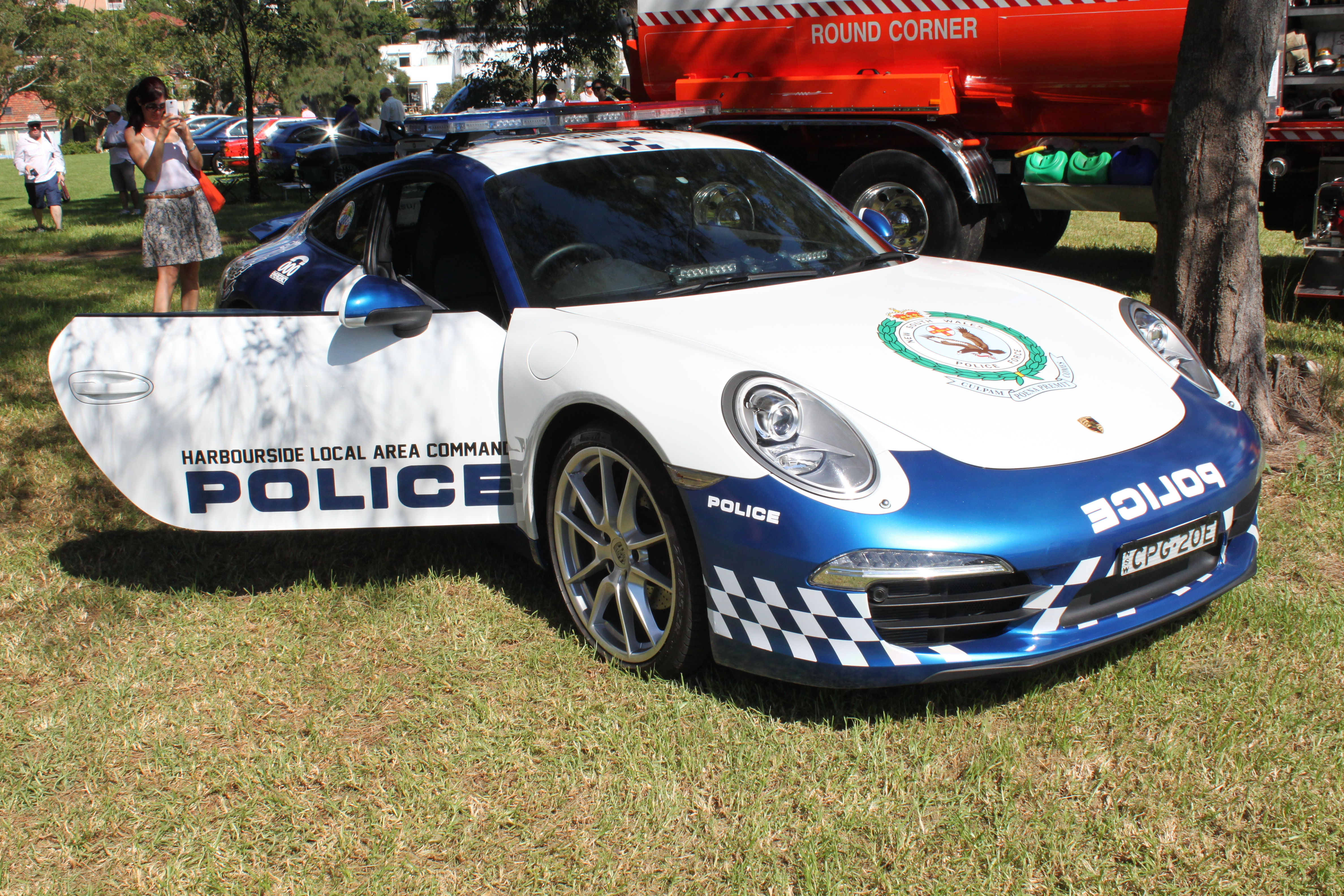
991 de 2014 en Nueva Gales del Sur, Australia.

Algunos países han utilizado varias generaciones del 911 como vehículo policial, como el caso de Bélgica, que en 1973 encargaba 20 unidades que llevaban motores de 2,4 litros con 190 CV (187 HP; 140 kW) y aceleraban de 0 a 100 km/h (62 mph) en 7,4 segundos, grandes cifras para aquellos tiempos. Poco después comenzaron a solicitar la versión descapotable Targa para poder así hacer señales a los vehículos que detenían.
El 911 Targa desde 1967 hasta 1996, fue un verdadero guardián de la policía holandesa, ya que, a principios de la década de 1960, la marcada ausencia de un límite de velocidad en las autopistas de ese país provocó un aumento sustancial de accidentes graves, por lo que la "Rijkspolitie" se puso a la tarea de encontrar un vehículo adecuado para usarlo como patrulla de alta velocidad. La lista de requisitos era exigente, ya que tenía que ser mecánicamente fiable, manejable, frenar casi instantáneamente y con techo descapotable para que, aparentemente, sus oficiales pudieran levantarse y dirigir el tránsito.
La Policía de Grecia decidió en 1995 crear un cuerpo de élite equipado con los mejores deportivos de la época que podían comprar o incautar a grandes delincuentes. Ese grupo fue el escuadrón Sigma. Sin duda, formar parte de Sigma debía ser visto como un honor. Las autoridades griegas antes de soltar a sus policías al volante de estos coches, tuvo a bien de darles una formación como pilotos. De ello se encargó Grigoris Nioras, un piloto del campeonato griego de rallys. Los coches del escuadrón Sigma tenían una matrícula civil y mantenían los colores de fábrica. Las luces de emergencia estaban disimuladas y lucían el escudo dorado del escuadrón Sigma en las puertas.
En 2005, el Ministerio alemán de tráfico, de la Asociación alemana de tuneadores y del Salón del Automóvil de Essen, preparó con ayuda de TechArt un 911 Carrera S para la Bundespolizei, que alcanzaba una velocidad máxima de 300 km/h (186 mph) gracias a sus 370 CV (365 HP; 272 kW), con lo que podía acelerar de 0 a 100 km/h (62 mph) en 4,5 segundos. El motor se mejoró con un paquete con 15 CV (11,0 kW) más y se modificó la aerodinámica y las suspensiones para incrementar la seguridad.
En 2017, la policía austríaca modernizó su flota de patrullas con lo que los oficiales podrán combatir el delito y enfrentar a los infractores del tránsito. Era un 911 Carrera con tracción trasera de 3,0 litros que alcanzaba una potencia de 370 CV (365 HP; 272 kW). La marca alemana le ofreció el coche en préstamo al Ministerio del Interior austríaco hasta octubre, que fue decorado con las típicas luces y los colores de la policía, además de equiparlo con sistema de radio y comunicaciones. Dicho país volvía a una vieja tradición, ya que durante la década de 1960 y 1970 era común ver vehículos de policía o gendarmería de la marca Porsche con la sirena azul intermitente.
También la policía de Suiza cuenta al menos con un 911 Carrera en su flota automovilística. La policía de Rumania dispone de un 996 desde hace años, fruto de un decomiso. Además, la policía de Sofía, capital de Bulgaria, también dispone de al menos un vehículo del fabricante alemán en su flota.

## En competición

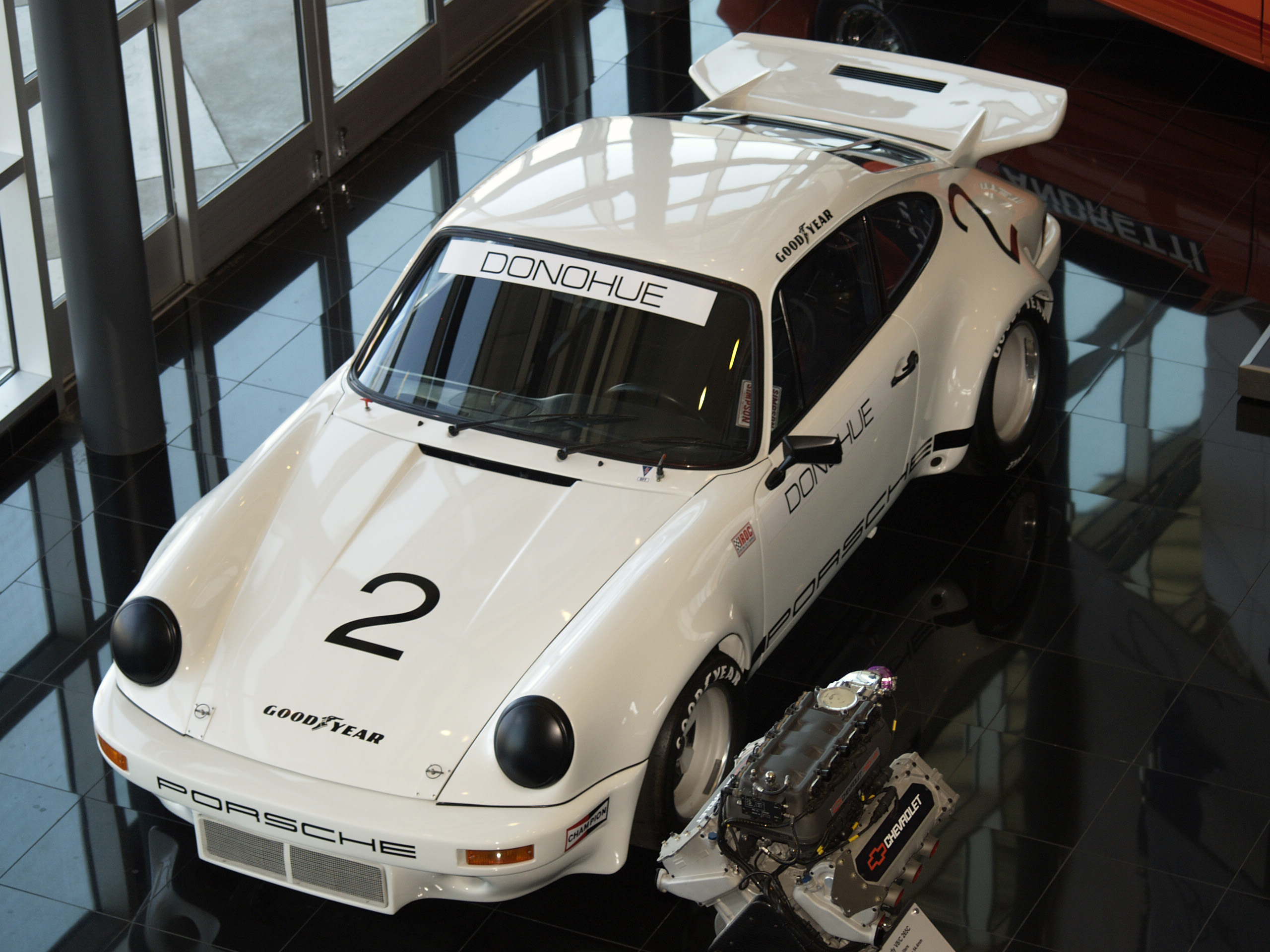
911 Carrera RSR de Mark Donohue, de la IROC.

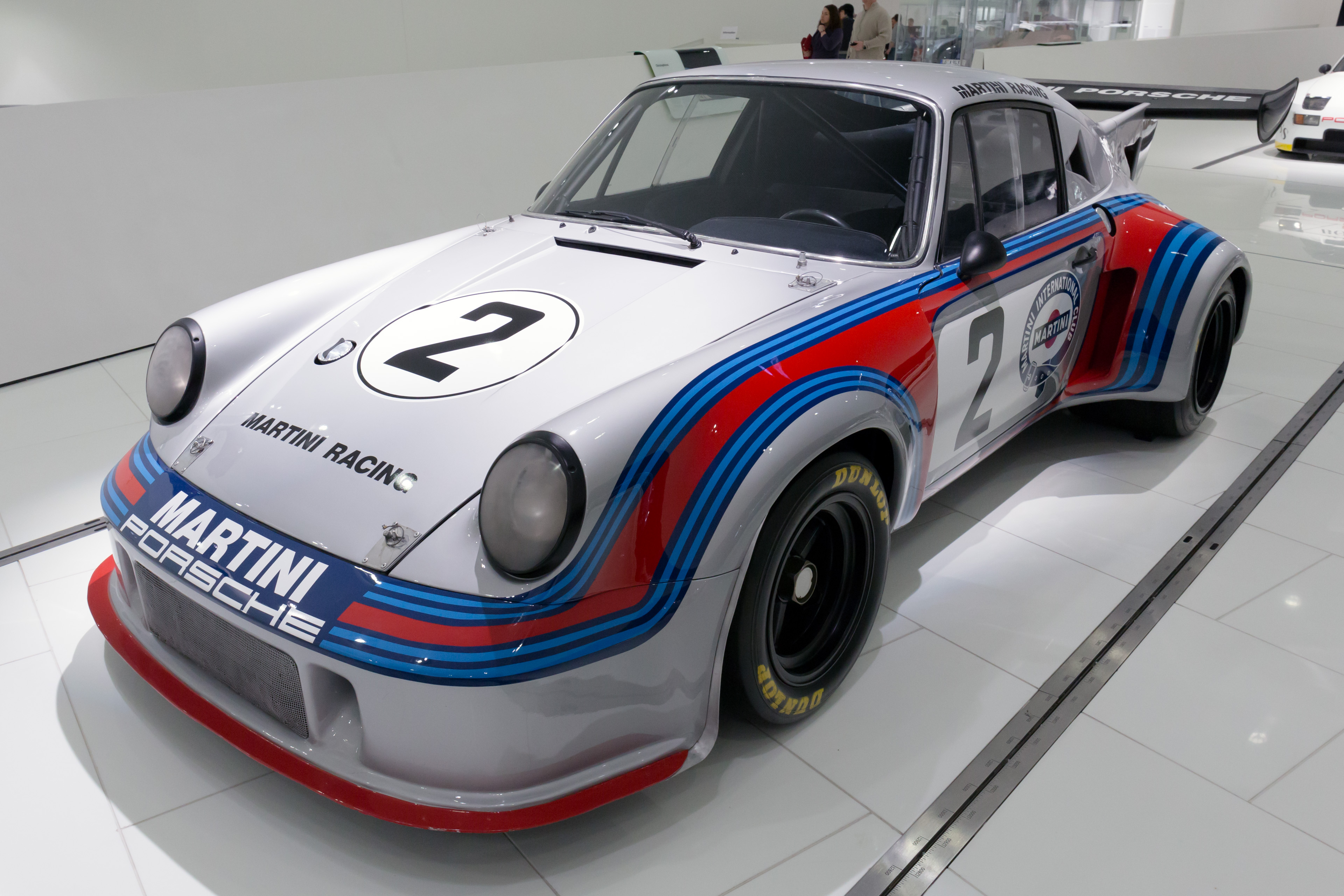
911 Carrera RSR Turbo en el Museo Porsche.

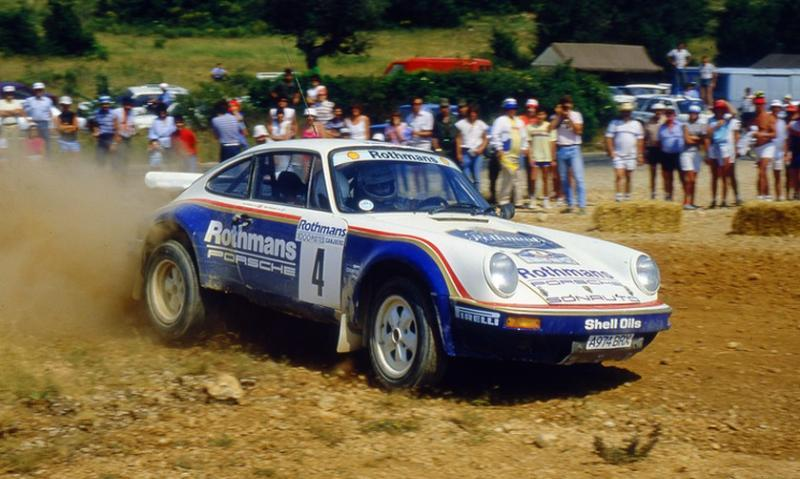
911 SC RS de Henri Toivonen, en el Rally des 1000 Pistes de 1984.

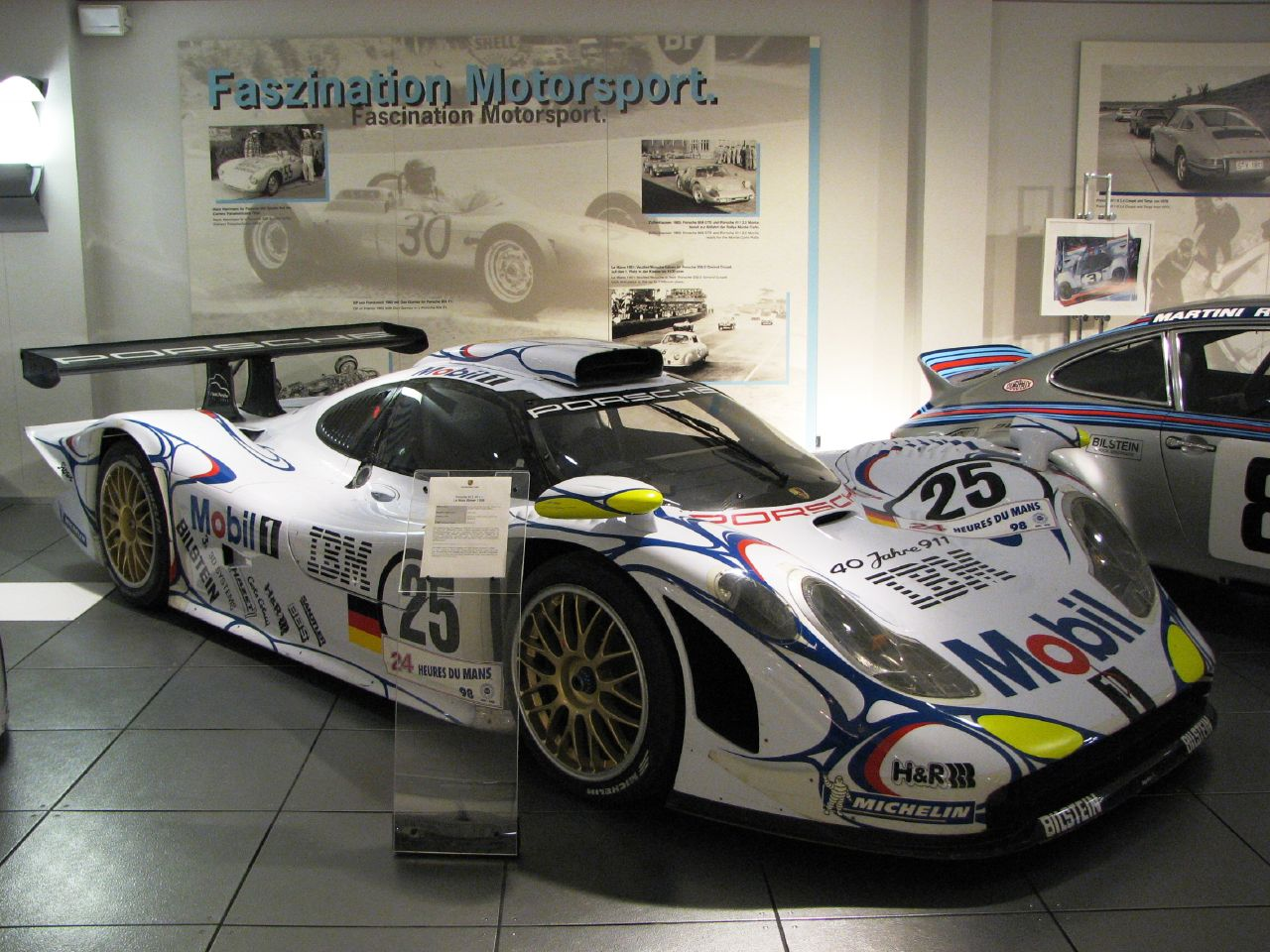
911 GT1 '98 en exhibición.

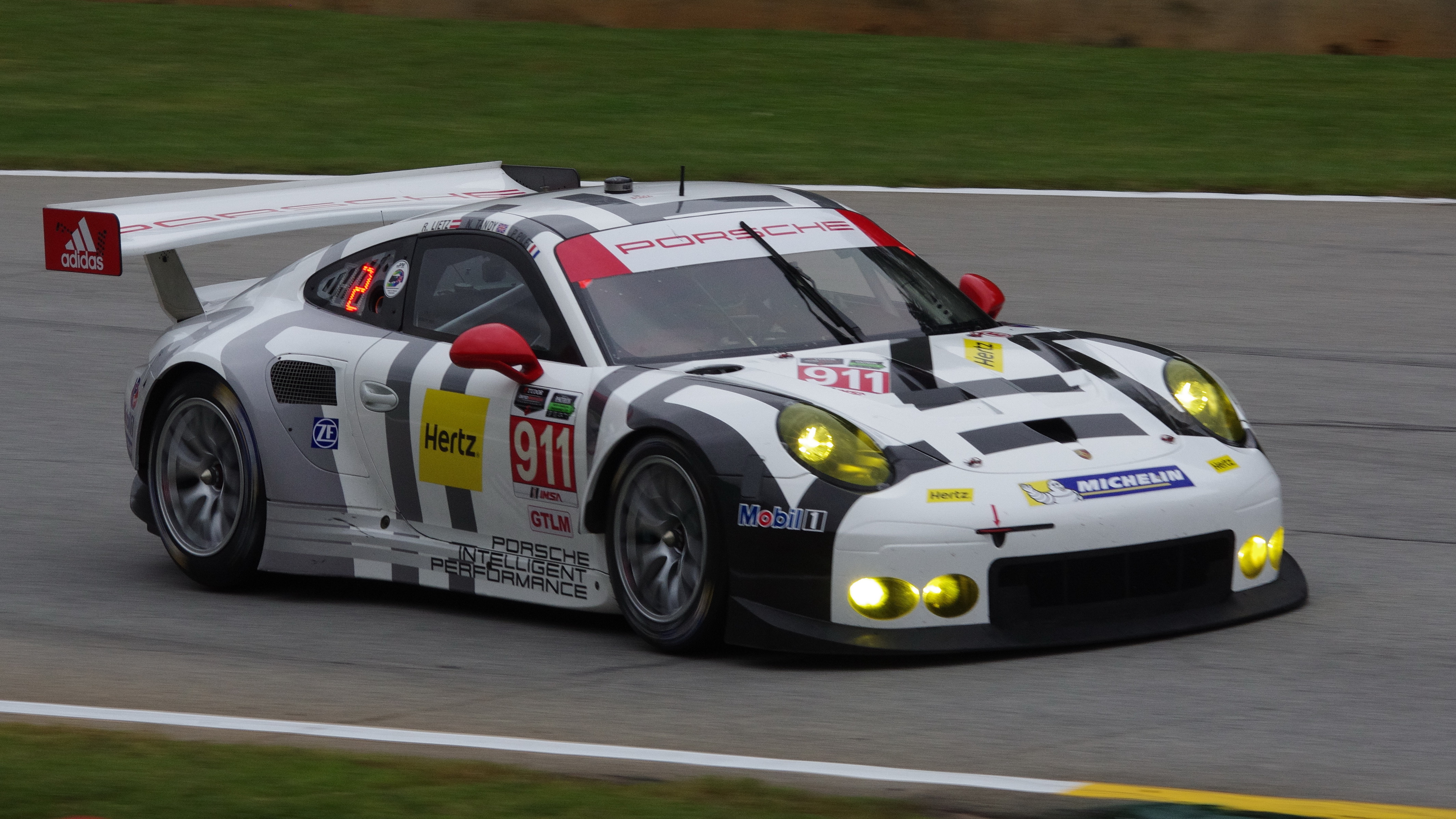
911 RSR (991) que ganó en Petit Le Mans de 2015.

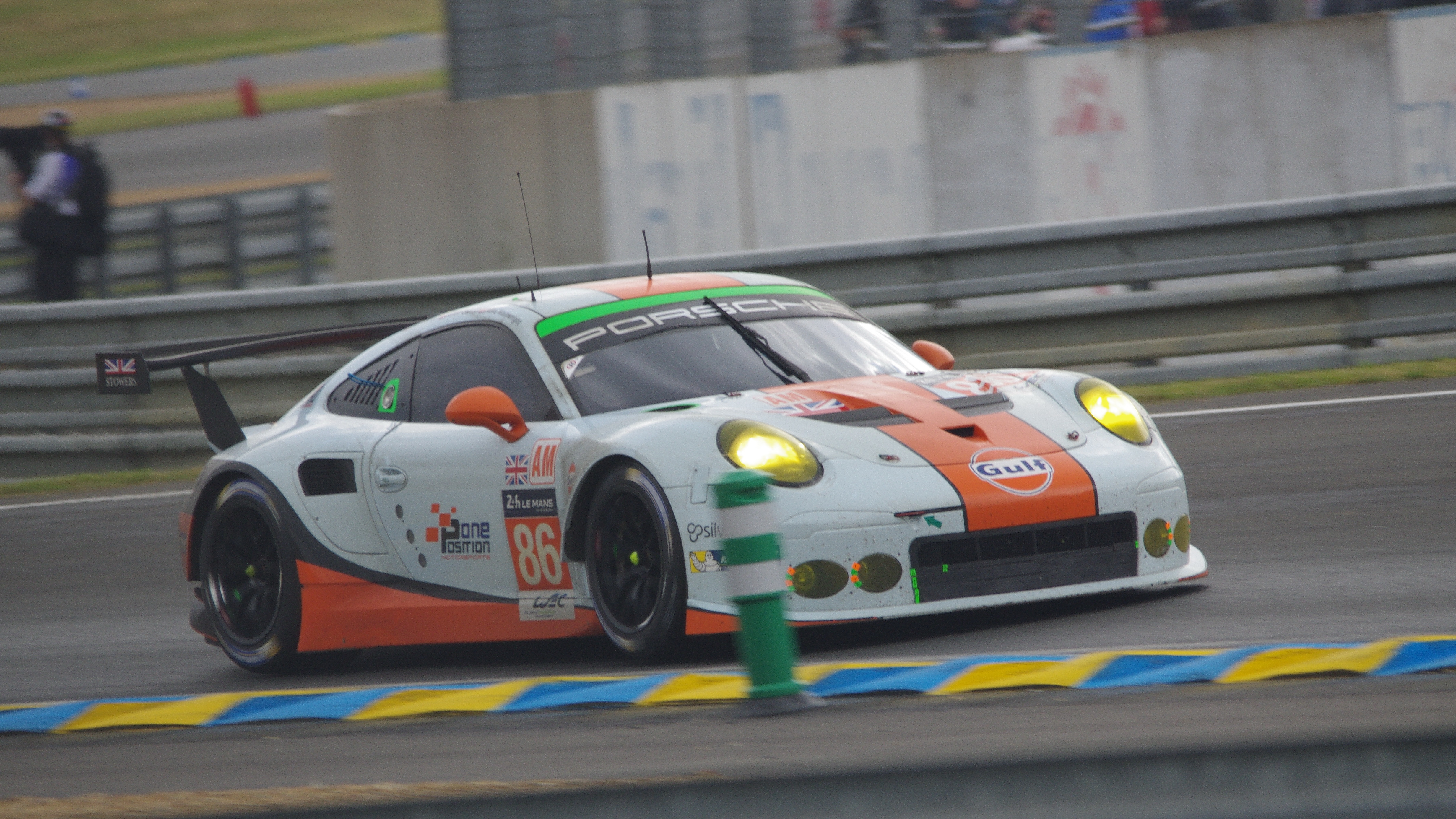
911 RSR número 86 del equipo Gulf Racing de la categoría LMGTE Am, conducido por Benjamin Barker, Adam Carroll y Michael Wainwright en las 24 Horas de Le Mans 2016.

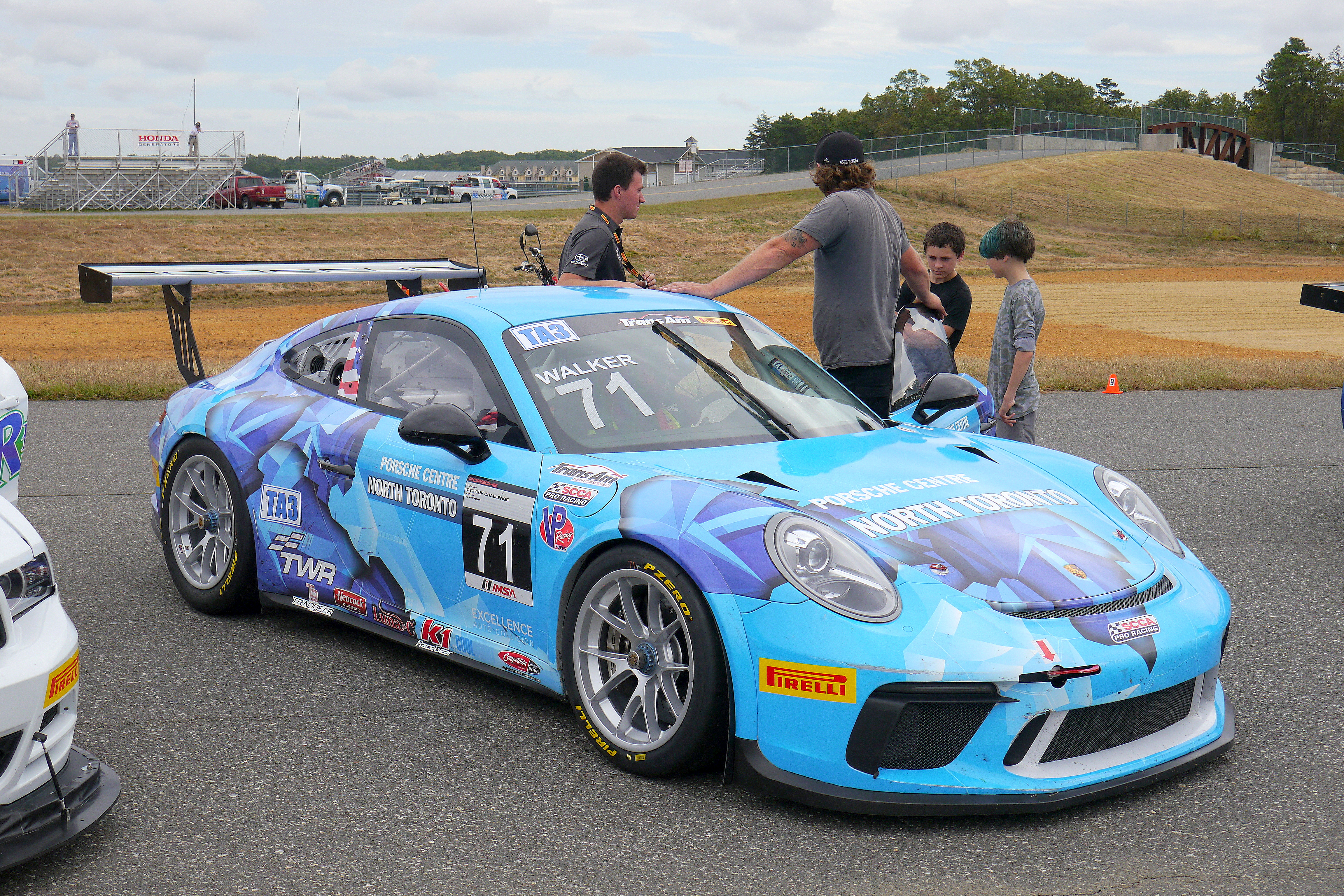
GT3 Cup (991) de 2017.

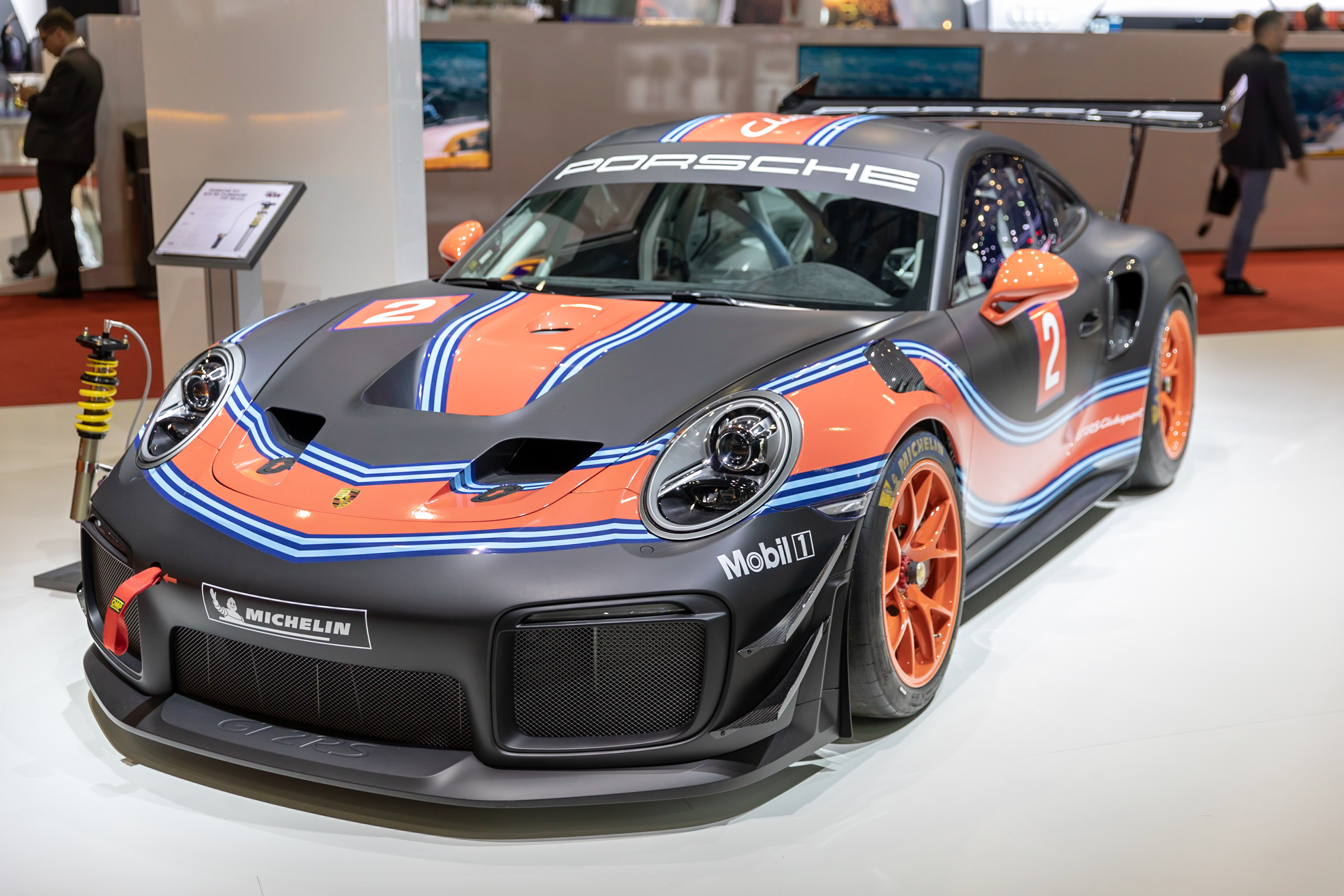
GT2 RS Clubsport en el Salón del Automóvil de Ginebra de 2019, en Le Grand-Saconnex.

Gracias a sus prestaciones y a los numerosos triunfos que la marca alemana ha conseguido en competiciones internacionales, como en las 24 Horas de Le Mans o las 24 Horas de Daytona, se ha convertido en una leyenda del mundo del motor. El 911 Carrera RSR 3.0 con su motor de 2,1 litros, debido a una fórmula de equivalencia 1.4x, se fabricaron en pocas cantidades para las carreras.
El Porsche 911 Carrera RSR Turbo fue un automóvil de carreras fabricado en los años 1970. Alcanzó el segundo puesto en las 24 Horas de Le Mans en 1974, un evento significativo en el sentido de que su motor formaría la base de muchos futuros intentos de la firma germana en las carreras de autos deportivos. La historia de este modelo se remonta a principios de los años 1970, cuando Porsche comenzó a experimentar con la turboalimentación en los modelos 911. Para ello, se creó un prototipo de competición para que, en caso de que el proyecto saliera adelante, añadirlo al modelo de calle. El proyecto de llevó adelante entre 1973 y 1974 y particularmente el coche saltó a la fama no solamente por su increíble mecánica y dinamismo, sino también por sus arriesgadas formas y su cubierta patrocinada por Martini Racing. Dentro de la mecánica, se desarrolló un nuevo motor de 2,1 litros para entrar dentro de la normativa y, gracias a su turbocompresor KKK, desarrollaba potencia máxima de 500 CV (493 HP; 368 kW) a las 7600 rpm y la transmisión de cinco velocidades daba una mayor versatilidad al estar posicionada en una disposición transaxle.
Aunque el chasis se basaba en el del 911 de producción, incluían mejoras procedentes del RSR y del 917. Algunas de estas mejoras son la sustitución de la barra de torsión de la suspensión por un conjunto de brazos de aluminio y unos nuevos amortiguadores de titanio que reducían un peso de unos 30 kg (66 libras), finalmente para reducir el peso hasta el estándar se optó por construir la mayor parte de la carrocería en fibra de vidrio y eliminar todos los elementos innecesarios del interior y añadir una jaula de seguridad.
Finalmente, el resultado fue un peso de 820 kg (1808 libras) que permitía una aceleración de 0 a 100 km/h (62 mph), que no ascendía por encima de los 3 segundos, además de alcanzar velocidades superiores a los 300 km/h (186 mph). En el ámbito competitivo, hizo su primera aparición en los 1000 km de Monza en 1974 donde obtuvo el quinto puesto, aunque su cifra más impresionante fue su segundo puesto en las 24 Horas de Le Mans de ese mismo año.
El prototipo del 911 RSR Turbo tuvo sus referencias en vehículos tales como el Porsche 917 o el antiguo RSR 3.0. Sin embargo, aunque tras la fabricación de cuatro de estos vehículos hasta 1976, se cerró el proyecto para centrarse en otros prototipos como el 935 "Moby-Dick".
El 911 GT1 hizo su debut y tuvo gran éxito en las 24 Horas de Le Mans de 1996 ganando en su clase GT1, pero perdió la clasificación general a manos del prototipo Porsche WSC-95 de Joest Racing. En las 4 horas de Brands Hatch de la BPR Global GT Series, Hans-Joachim Stuck y Thierry Boutsen ganaron cómodamente, aunque corrieron como invitados y, por lo tanto, no tomaban puntos para el campeonato. Volvieron a ganar en Spa Francorchamps y Ralf Kelleners y Emmanuel Collard hicieron lo propio en el Circuito Internacional de Zhuhai, China.
Al principio de 1997, los dos 911 GT1 Evo de fábrica controlan la carrera de alta velocidad. Thierry Boutsen, Hans-Joachim Stuck y Bob Wollek lideran por delante de Emmanuel Collard, Yannick Dalmas y Ralf Kelleners. La conducción dominante del Porsche con el número de salida 25 termina dramáticamente en las primeras horas de la mañana cuando, durante la temporada de Bob Wollek, la parte trasera gira sobre una acera húmeda y el automóvil toca una pared. El Porsche número 26 toma el mando hasta que se rompe un intercambiador de calor de aceite a la 1:36 p. m. Ralf Kelleners huye ileso del vehículo en llamas. Después había llegado la hora del Joest WSC Spyder. El jefe del equipo Reinhold Joest, entró en su auto deportivo abierto con especificaciones de 1996, modificado todavía más junto con Porsche. Michele Alboreto, Stefan Johansson y Tom Kristensen junto con el equipo de primera clase de Joest, demuestran ser extremadamente rápidos y confiables. Ellos ganan.
En el Spa Boutsen de Bélgica, Dalmas y Wollek ocupan el tercer lugar al volante de un 911 GT1 de obras. En el Circuito de Suzuka, Yannick Dalmas, Pedro Lamy y Allan McNish compiten con una caja de cambios secuencial desarrollada por Porsche. Dalmas ocupa el segundo lugar. En la carrera, una palanca de cambios rota les cuesta una posición superior. En el circuito rápido de Mugello, Dalmas y Wollek nuevamente aseguran un podio en tercer lugar. La undécima y última ronda en Laguna Seca produce la segunda posición para Dalmas y Wollek. Siguiendo al dúo francés, McNish y Kelleners están en tercer lugar. El equipo de trabajo de Porsche termina el año quedando cuarto en el campeonato de fabricantes. Para 1998, desarrollaron un coche completamente nuevo: el 911 GT1 '98, que había sido diseñado para competir con garantías con el también nuevo Toyota GT-One y el Mercedes-Benz CLK GTR. A pesar de ser más lento en carrera que Toyota o Mercedes, cumplió con sus expectativas copando la primera y segunda posición, gracias a su fiabilidad. Esa fue la victoria número 16 de Porsche en Le Mans, más que cualquier otro fabricante en la historia.
En 1995 se crea la versión especial de carreras llamado Porsche 911 GT2 Evo, destinada a la competición en la categoría GT1 de Le Mans, el cual recibe modificaciones en la carrocería y según las regulaciones, se permiten neumáticos más anchos. En el Salón del Automóvil de Los Ángeles de 2018, fue develado el Porsche 911 GT2 RS Clubsport, la variante más poderosa que es exclusivamente para competición por lo que no podrá circular en las calles, sino solamente en los circuitos y eventos privados. Presenta una carrocería modificada en la parte frontal, el capó y con la incorporación de faldones, labio frontal, un enorme difusor trasero como el gigantesco alerón, acompañado de bandas de competición.
Además de innumerables victorias en su categoría, las versiones de competición 911 GT3 han alcanzado numerosos triunfos en las principales pruebas de resistencia, como las 24 Horas de Spa, las 24 Horas de Daytona y las 24 Horas de Nürburgring, donde han ganado en siete ocasiones desde el año 2000. Este modelo también proporcionaba las bases para el exitoso 911 GT3 Cup y para las versiones de carrera más evolucionadas, como el 911 GT3 R y el GT3 RSR. Para las 24 Horas de Le Mans, entró en la prueba en el año 1966 y hasta 2017, ha participado hasta en 49 ocasiones, más la edición de 2018 los otros 10 participantes inscritos, que corrieron con el 911 GT3 RSR, cuatro de ellos inscritos en el equipo oficial: el número 91 con Gianmaria Bruni, Richard Lietz y Frédéric Makowiecki; el 92 con Michael Christensen, Kévin Estre y Laurens Vanthoor; el 93 para Earl Bamber, Patrick Pilet y Nick Tandy; y el 94 con Timo Bernhard, Romain Dumas y Sven Müller. Además de participar en cerca de medio millar de ocasiones, ha conseguido un total de 49 victorias en su categoría y en dos ocasiones se ha hecho con la victoria absoluta. En los años 1990, volvieron las categorías GT y que además se ampliaron, por lo que la marca se presentó con el 911 RSR en el último año de producción de la generación 964, con el GT3 RSR de la generación 996, que arrasó durante seis ediciones consecutivas. Desde entonces se han centrado en evolucionar el GT3 en cada una de sus generaciones, renovándolo en 2007, 2013 y en 2017.

## En la cultura popular

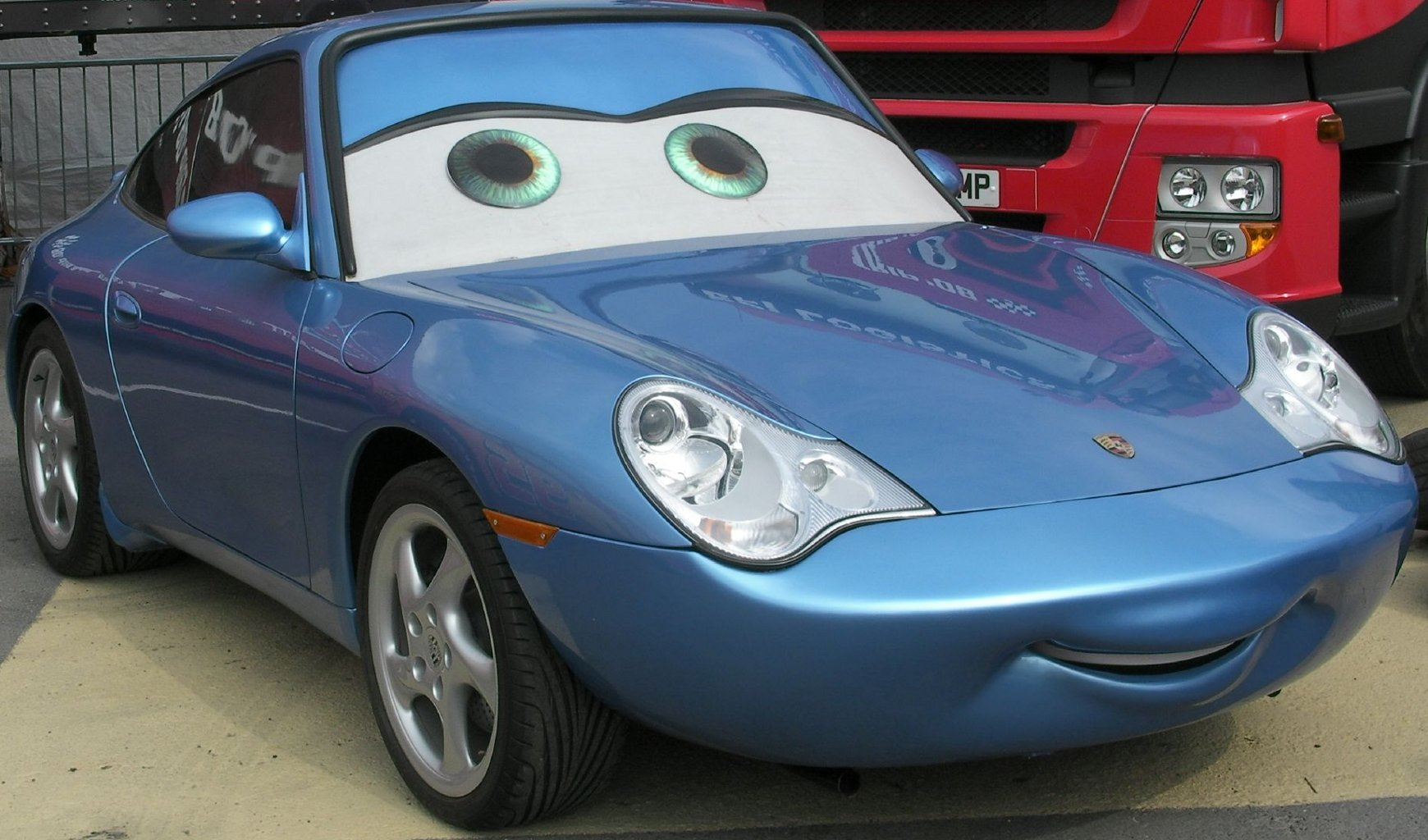
Sally Carrera de la película Cars.

En la película de 1984 Against All Odds, aparece un 911 SC Cabrio de 1983 color rojo en una escena de persecución, siendo conducido por el actor Jeff Bridges.
En la película de 1985 Comando, aparece un 911 T Targa de 1969 en una escena de persecución, el cual después de sufrir una volcadura, es conducido por John Matrix para escapar, interpretado por el actor Arnold Schwarzenegger.
En la película de 1987 No Man's Land, aparece un 930 Turbo de 1975 en una escena de persecución, el cual es robado y conducido por los actores D. B. Sweeney y Charlie Sheen.
En la película de 1995 Bad Boys, aparece un 964 Turbo 3.6 de 1994 color negro, el cual es conducido por los actores Martin Lawrence y Will Smith.
Para dar vida a la abogada de Radiador Springs Sally Carrera, los creadores de la película de 2006 Cars, tomaron como base un modelo de la generación 996 color azul, lo que significa que fue fabricado entre 1997 y 2006.
En la película de 2011 Fast Five, aparece un 996 GT3 RS de 2001 color azul, el cual es conducido por Brian O'Conner, interpretado por el actor Paul Walker.
En la película de 2017 Atomic Blonde, un 964 Carrera de 1989 color negro, aparece en una escena de persecución siendo conducido por David Percival, interpretado por el actor James McAvoy, quien trata de rescatar a Lorraine Broughton, interpretada por la actriz Charlize Theron.
En la película de 2020 Bad Boys for Life, aparece un 992 Carrera 4S coupé de 2020 color azul, siendo conducido nuevamente por los actores Martin Lawrence y Will Smith.
También ha aparecido en infinidad de sagas y franquicias de varios videojuegos de carreras, como: Need for Speed, Forza, Gran Turismo, Asphalt, Project CARS, Grand Theft Auto y muchos más.